# Monumenti e luoghi d'interesse dell'Aquila

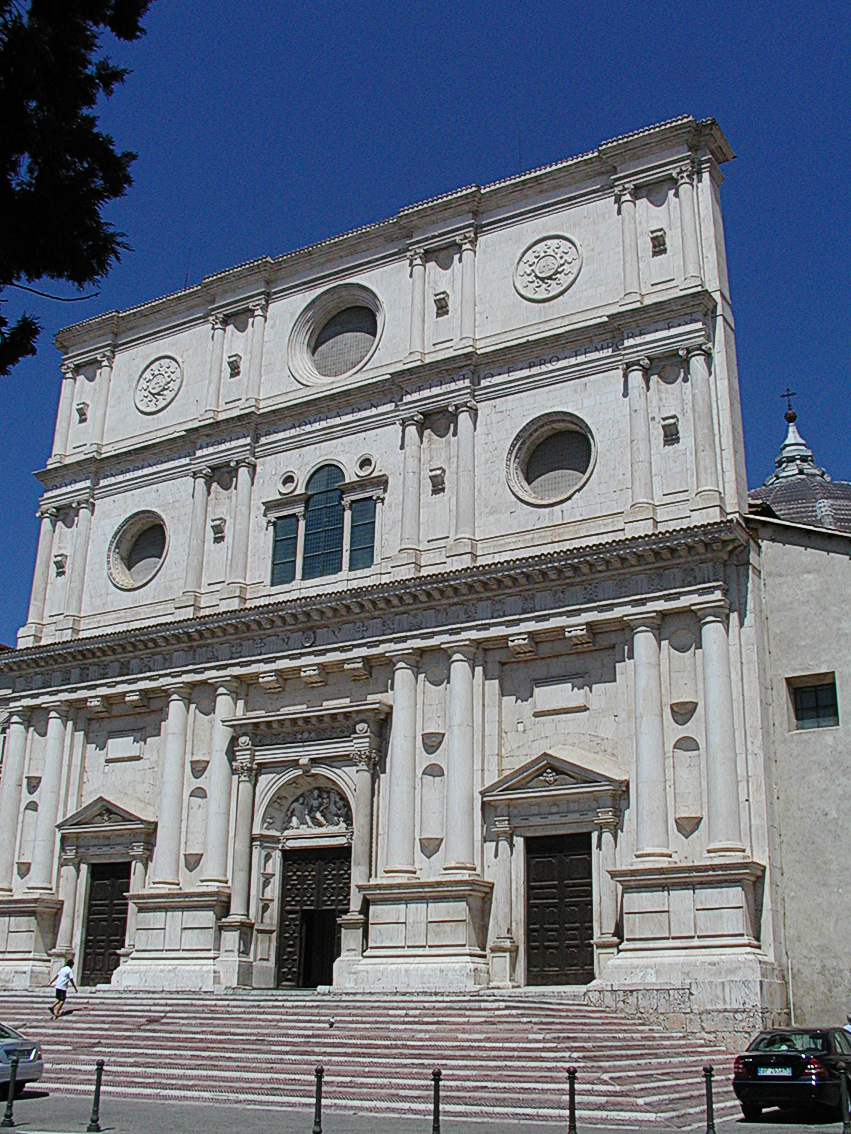
L'Aquila, la Basilica di San Bernardino

La pagina contiene i monumento e luoghi d'interesse della città dell'Aquila, capoluogo regionale dell'Abruzzo.
Le varie sezioni comprendo il nucleo maggiore del centro storico aquilano, composto dai quattro Quarti di San Pietro, Santa Maria, Santa Giusta e San Marciano; successivamente i monumenti da vedere nel nucleo moderno, principalmente la zona industriale di Bazzano-San Gregorio e di Campo di Pile-Pettino, dove in origine si trovavano solamente delle pievi e case coloniche delle più importanti famiglie della città, tra le quali la grande Cascina di Margherita d'Austria, distrutta purtroppo nel 1703 dal grave terremoto; ed infine i monumenti delle frazioni e dei borghi del circondario della conca aquilana.
Il patrimonio edilizio monumentale dell'Aquila è assai vario ed eterogeneo, ed oltre alle architetture delle chiese (tra le più rilevanti la basilica di Santa Maria di Collemaggio, la basilica di San Bernardino, la chiesa di Santa Giusta), dei palazzi (Palazzo Margherita, il Palazzo Pica Alfieri, il Palazzo Pasquali), dei castelli (il Forte spagnolo, la rocca di Assergi, il Castello dei Duchi Rivera), si trovano i monumenti pubblici (la Fontana luminosa, il Monumento ai caduti), poi varie sculture, e i "monumenti" naturali come il Gran Sasso d'Italia, il Monte Luco, il Monte Cagno e il comprensorio di Campo Imperatore.

## Il centro storico

Mappa moderna della suddivisione dei Quarti dell'Aquila

Il centro storico aquilano è stato fondato secondo uno specifico schema a scacchiera di cardi, decumani e piazze da dei coloni con-focolieri dei "castelli" che popolavano il circondario attorno al villaggio di Acculi (presso il Borgo Rivera delle 99 cannelle, da cui il nome "Acquili", e poi Aquila), come Paganica, Assergi, Collebrincioni, San Vittorino, Coppito, Camarda e Roio. La leggenda vuole che 99 castelli fondassero la città nel 1254, sotto il patronato di Federico II di Svevia, distrutta cinque anni dopo da Manfredi di Svevia e ricostruita dal 1265 per volere di Carlo I d'Angiò.
Fu studiata l'espansione del primo villaggio per questioni economiche, dato che i confocolieri erano i mercanti e gli artigiani che, insieme ai contadini, desideravano liberarsi dal giogo delle baronie dei vari castelli: ogni lotto sarebbe andato in mano a una famiglia di grande rilievo, che avrebbe finanziato la costruzione della chiesa, e attorno sarebbero sorte le varie case coloniche. Tutto il nuovo centro sarebbe stato cinto da possenti mura, che abbracciavano un'area molto più vasta del territorio colonizzato, per lasciare spazio ai campi di coltivazione; tale vuoto fu colmato soltanto dall'espansione urbana della metà del Novecento.
La particolarità che rende L'Aquila una città unica in Italia sta appunto nella presenza di quattro principali quartieri la cui gestione era affidata a delle famiglie nobili, o di ricchi mercanti (come i Gaglioffi del quarto San Pietro), aventi i palazzi di rappresentanza, quattro chiese capoquartiere (chiesa di Santa Giusta, chiesa di Santa Maria Paganica, chiesa di San Pietro a Coppito, chiesa di San Marciano) insieme ad altre chiese fondate come "duplicato" delle parrocchie già esistenti nei relativi castelli, delle piazze, e delle relative porte di accesso dalle mura medievali, quasi tutte conservatesi perfettamente.
I quarti dell'Aquila sono divisi in gruppi di due: i quarti "amiternini" posti ad Ovest, che volgono verso il borgo di San Vittorino, dove si trovava la romana Amiternum, e sono quelli di San Pietro e San Marciano; mentre gli altri due sono quelli "forconesi", che volgono ad Est, verso il comprensorio di Bagno, dove si trovava la città di Forcona, prima sede diocesana della città, e sono quelli di Santa Maria e Santa Giusta. Solo l'area di Piazza Duomo, con la relativa Cattedrale dei Santi Massimo e Giorgio fungeva da punto neutrale dall'amministrazione dei quartieri e delle parrocchie, mentre l'amministrazione pubblica era affidata al Capitano Regio, che stazionava presso il Municipio, ossia il Palazzo Margherita.

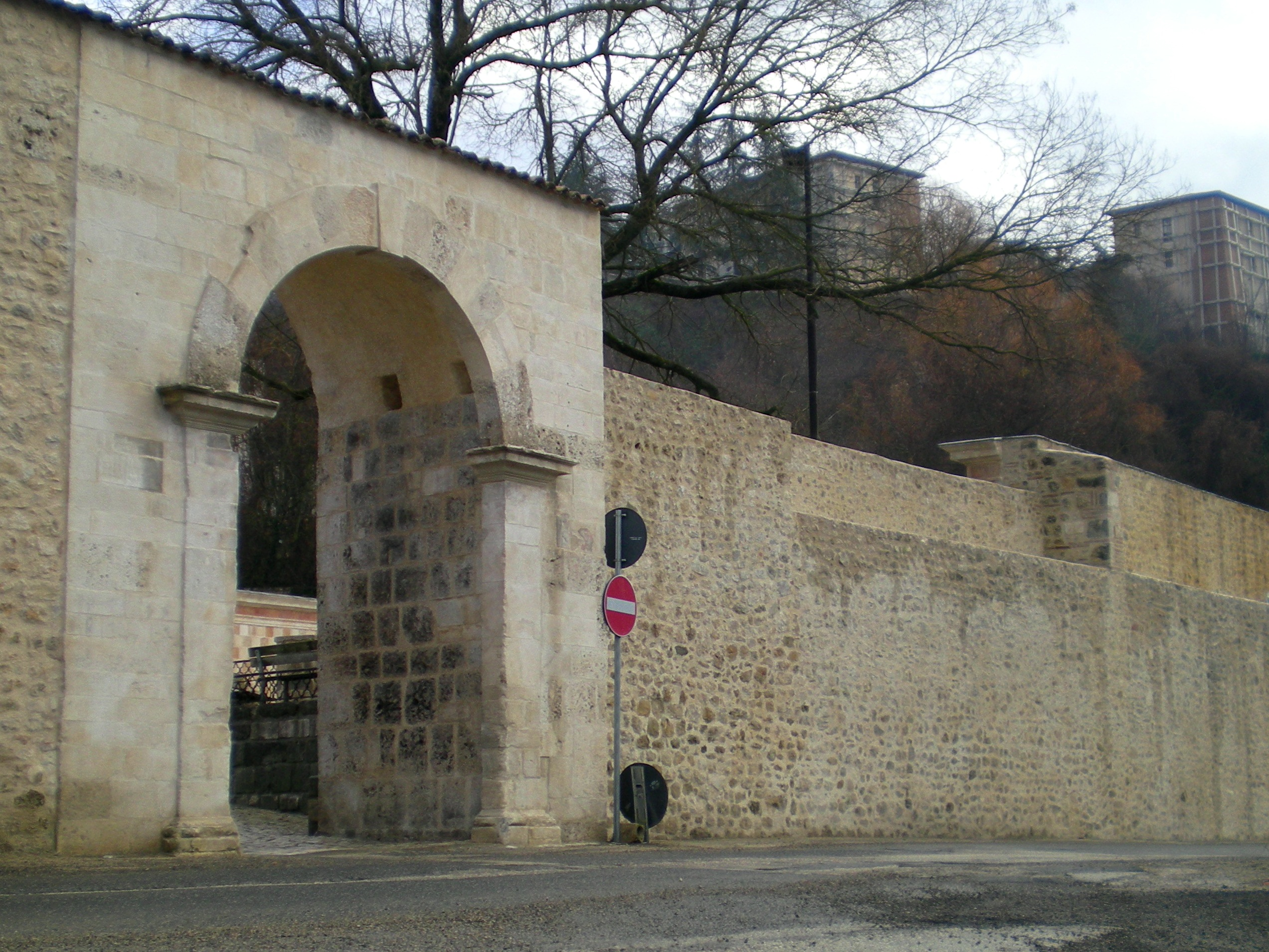
Porta Rivera

Le mura abbracciano ancora quasi totalmente il centro storico, e sono scomparse solo in alcuni punti, come nella zona sud-est del viale di Collemaggio e nella porzione di via Papa Giovanni XXIII. Le porte di accesso sono:
- Porta Castello (nord-est): sorge al termine di via Castello, all'imbocco di via Tagliacozzo
- Porta Leoni (est): a sud della prima, si trova al termine di via Panfilo Tedeschi, lungo la circonvallazione di via Atri
- Porta Bazzano (est): la porta più meridionale ad est, al termine di via Fortebraccio
- Porta Tione (sud-est): posta a metà tra porta Bazzano e Porta Leoni, si trova al termine di via Costa Picenze
- Porta di Bagno (murata a sud-est): prima porta a sud-ovest, risalendo le mura verso il rione San Pietro - posta in via don Luigi Sturzo
- Porta Napoli (sud): detta anche di "San Ferdinando", è la più meridionale della città, edificata nell'Ottocento come arco monumentale in onore del Borbone. Posta al termine di via Francesco Crispi.
- Porta Roiana o di Sant'Apollonia (murata, a sud, presso via XX Settembre)
- Porta Lucoli (coeva di Porta Roiana): in via Sant'Apollonia
- Porta Rivera (sud-ovest, presso le 99 cannelle): in via Tancredi da Pentima
- Porta Stazione di Poggio Santa Maria (sud-ovest): in via Tancredi da Pentima, all'imbocco di via Francesco Filomusi Guelfi
- Porta Pilese (sud-ovest, scomparsa): si trovava presso la Porta Romana
- Porta Barete (ovest, semi-murata): era la seconda principale porta delle mura, coeva di Porta Bazzano. Rimangono resti fortificati allo sbocco di via Roma
- Porta Romana (appena dopo Porta Stazione): in via XXV Aprile, prima di Porta Barete
- Porta San Lorenzo (nord-ovest, murata): presso il perimetro del campo comunale dell'Opera Salesiana - via San Giovanni Bosco
- Porta Branconia (nord): in via Duca degli Abruzzi
- Porta Paganica (a nord, presso il Castello, oggi distrutta per facilitare l'ingresso al corso Vittorio Emanuele): si trova presso via delle Aquile, oggi via Ovidio.

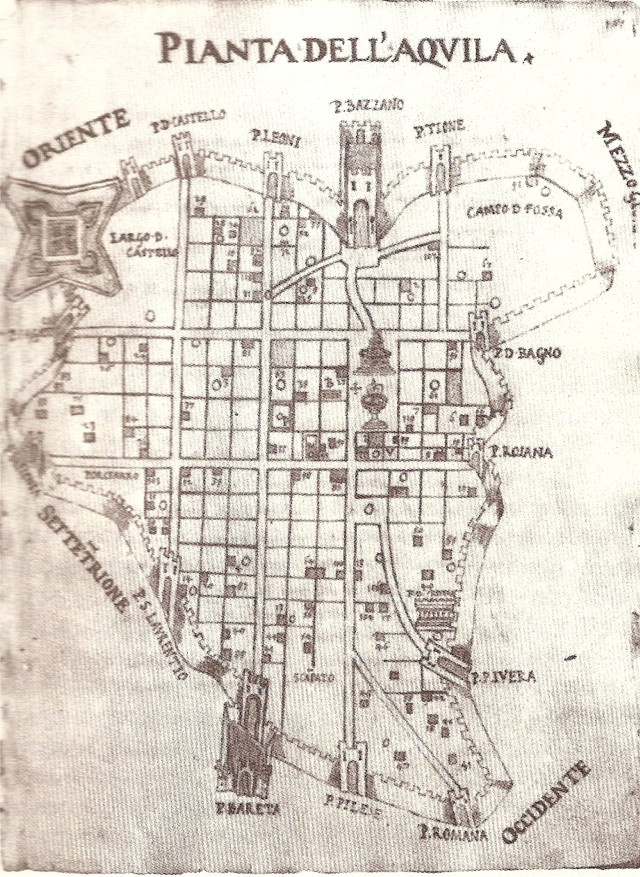
Mappa dell'Aquila di Girolamo Pico Fonticulano (1575)

In disegno che ritrae il centro dell'Aquila, come si presentava la città ai tempi di Celestino V (XIII secolo), viene dettagliatamente spiegata la suddivisione dei Quarti, con i relativi "locali" di occupazione dei vari castelli fuori dalle mura. Soltanto lo spazio quasi baricentrico della "Piazza" era territorio neutrale.
Quarto Santa Maria
- Colle Branconio (Collebrincioni), presso Piazza San Silvestro, dove si trovano la chiesa di San Silvestro, il Palazzo Branconio e il Palazzo Farinosi Branconi, e Porta Branconia. Verso est, presso il Castello, è delimitato da via Tre Spighie, via d'Appari, via Collebrincioni, via Sant'Amico, via del Gusto e il viale Giuseppe Garibaldi. I monumenti di questa parte sono il Palazzo Antinori, la chiesa di Santa Maria della Misericordia e i due monasteri di Sant'Amico e San Basilio. Confina a sud-ovest con il piccolo locale della Genca.
- Paganica: il locale maggiore del quarto, presso Piazza Santa Maria, con la chiesa di Santa Maria Paganica, il Palazzo Ardinghelli, il Palazzo Cappa Camponeschi, la casa di Buccio di Ranallo. Le vie che comprende sono via Paganica, via Accursio, via Leosini, via Collepietro.
- Navelli: locale posto a sud-est di Paganica, delimitato da via de' Navelli, via Accursio, via Mazzini, via Bominaco: i monumenti principali sono la casa di Jacopo di Notar Nanni, il Palazzo Baroncelli-Cappa, la casa dove fu ospitato Giuseppe Mazzini, il Palazzo Carli Benedetti.
- Cascina e Gignano: due locali posti ad ovest di Paganica, al confine con i locali del quarto San Pietro, ed a nord con Collebrincioni; sono delimitati da via San Martino, via Garibaldi, Piazza Chiarino, via Caserma Angelini, via Veneziani, via dei Lombardi, e confinano con il quarto San Pittro nei locali di Arischia e Poppleto mediante via Cascina. I monumenti principali sono il Palazzo Lely Gualtieri, l'eclettico Palazzo Chiarino edificato sopra la storica chiesa di San Martino, il Palazzo Antinori.
- San Pietro della Genca: locale che sbocca in Piazza Battaglione degli Alpini, delimitato da via Genca e Costa Mandatario. Trasformato quasi completamente negli anni 1930 con nuove strutture, di interesse aveva il Palazzo dei Giardini di Momolo e la chiesa di Santa Maria del Vasto, demolita per creare il viale Duca degli Abruzzi, la cui facciata è stata rimontata nella chiesetta di Santa Maria della Misericordia. Sopravvive il piccolo piazzale della Genca, antico punto vitale del sobborgo.
- Camarda: locale posto ad est di Paganica ed a nord di Navelli, compreso tra la zona ovest del corso Vittorio Emanuele, via Carlo Franchi, via Mazzini, via Altonati e via Leosini. Di grande interesse è il Palazzo Franchi-Fiore, insieme al Palazzo Paone Tatozzi.

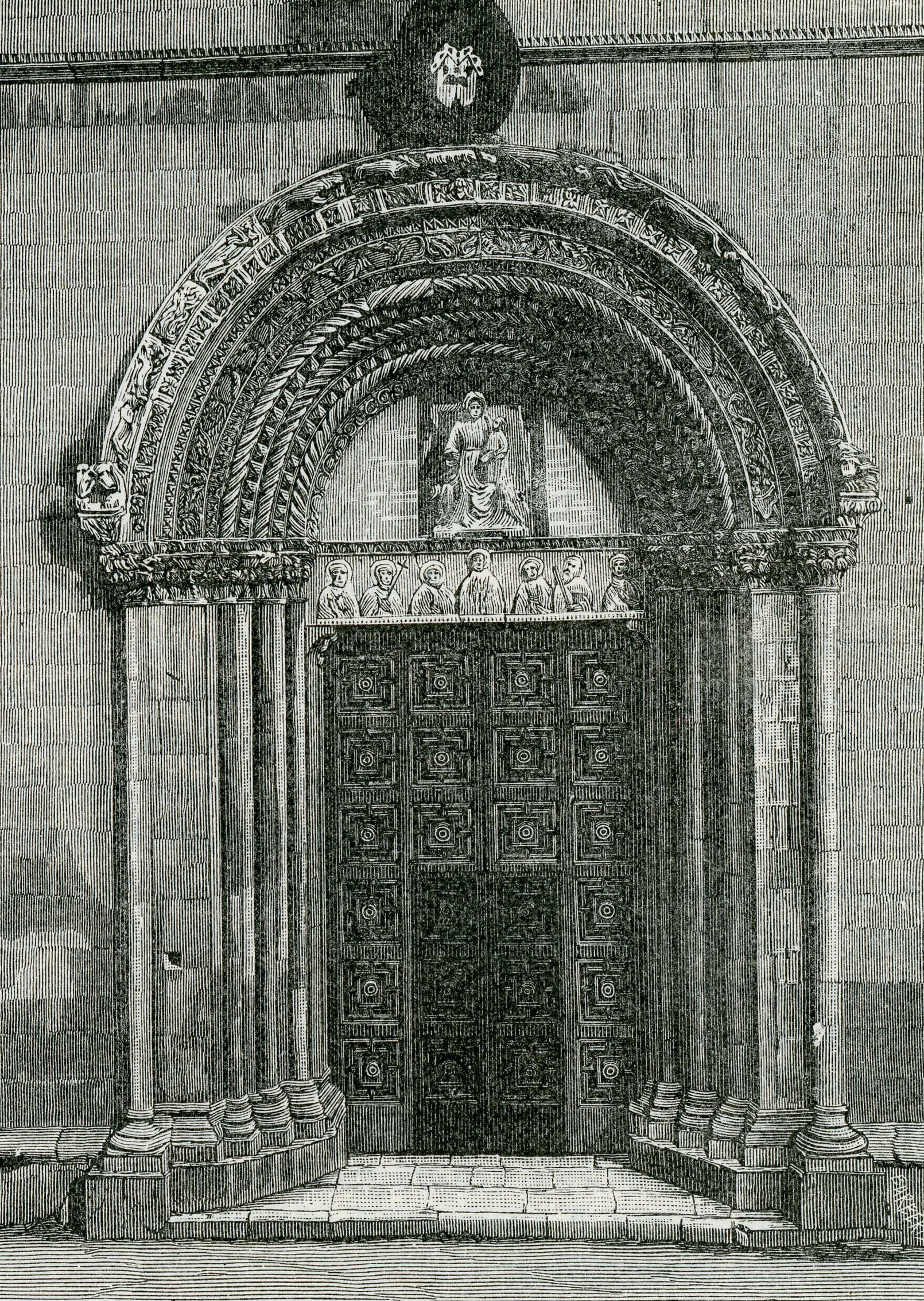
Immagine del portale di Santa Maria di Paganica

- Assergi: locale posto ad est del corso Vittorio, comprendente via Sali, via Assergi, via Castello, Piazza Regina Margherita, via del Carmine e via Adamo da Rotweill. Tra gli edifici di interesse ci sono la chiesa di Santa Maria del Carmine (ex Santa Maria d'Assergi) con convento, dei palazzi settecenteschi che si affacciano sul corso, e il teatro comunale.
- Terra Negra - Aragno - Guasto - Chiarino - Pescomaggiore - Filetto - Barisciano: sono tutti locali oggi completamente trasformati, che abbracciano l'area nord-est che si trova prospiciente la Basilica di San Bernardino, nel locale "Terra Negra". Il termina nord delle mura era presso Porta Paganica, oggi Porta Castello, le vie principali sono via Castello, via Pescomaggiore, via Arco delle Terziarie, via Sant'Elisabetta, via Zara, viale Vittorio Veneto e via Sinizzo. Data la scarsa abitabilità di questi locali, e la poca presenza di grandi monumenti, negli anni 1960 tutta l'area è stata colonizzata da palazzine moderne, fino a via Vittorio Veneto, dove si trova l'abside di San Bernardino.
- San Demetrio - Sinizzo - Poggio Picenze - Terra Negra: sono i locali posti all'estremo sud del quarto Santa Maria. Il locale di Poggio Picenze abbraccia una vasta area del quarto che ad ovest sfocia nel corso, all'altezza dei "Quattro cantoni", presso via San Bernardino, ed è delimitato da via Giuseppe Verdi, via San Giovanni di Capestrano e Piazza Teatro, dove si trovano la scuola elementare De Amicis, il teatro comunale e il sagrato della basilica di San Bernardino, mentre Sinizzo e San Demetrio occupano la zona delle mura di Porta Leoni, lungo il decumano di via San Bernardino che diventa via Panfilo Tedeschi, che s'incrocia con il cardo di via Signorini Corsi, dove si trova il monastero della basilica.
- Forfona - San Nicandro e Prata - Villa San Basilio: ultimi locali posti a sud-est, a confine con via Fortebraccio del quarto Santa Giusta, a sud di Porta Leoni. Trattandosi di piccolissimi agglomerati, si sono sviluppati nel corso del Novecento, poiché prima vi erano solo delle chiese, come Santa Maria di Forfona, compresa negli anni 1930 nel quartiere "Costanzo Ciano", con la Piazza Matteotti, via Santa Maria di Farfa, via Invalidi di Guerra, via Barbara Micarelli e via Maiella. Il punto d'incontro con il quarto sottostante è Piazza Bariscianello, dove inizia la scalinata di San Bernardino, e dove a sud parte via Fortebraccio che conduce a Porta Bazzano.

Quarto Santa Giusta

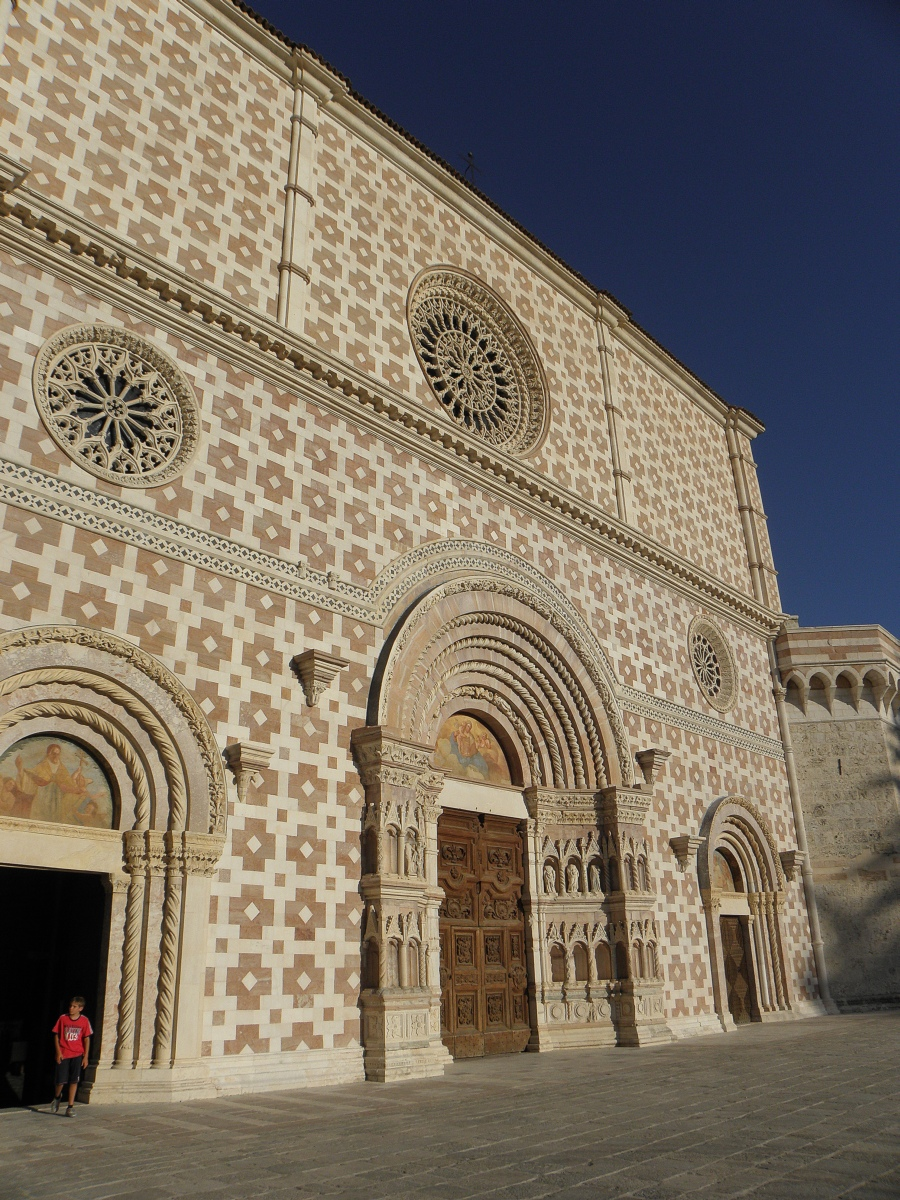
Santa Maria di Collemaggio

- La Torre: è il locale più grande del quarto fondati dai castellani di Goriano Valli di Tione degli Abruzzi, comprendente la parte nord, che all'estremo ovest confina col corso Vittorio Emanuele fino all'inizio della Piazza Duomo, all'estremo est è delimitato dalla costa di via Fortebraccio, che traccia una curva crescente fino a Porta Bazzano, dove si trova il minuscolo locale di Picenze. Le vie che delimitano questo quarto, oltre ai principali slarghi di Piazza Santa Giusta, Piazza San Flaviano, Piazza Silvestro dell'Aquila e Piazza Nove Martiri, sono via Goriano Valle, via Santa Giusta, via Casella, via Campana, via Crispomonti, via delle Grazie, la costa Masciarelli, la parte nord di via Guelfaglione, via Casella, costa Due Stelle, via Simonetto, Costa Due Archi e via San Crisante. I monumenti sono il Palazzo Cappa Cappelli, la chiesa di San Flaviano, il Monumento ai Nove Martiri, Palazzo Gagliardi Sardi, Palazzo dell'Albergo Sole, Palazzo Dragonetti De Torres, la Villa Alfieri, il convento di Santa Maria degli Angeli, Casa Lepidi in stile gotico.

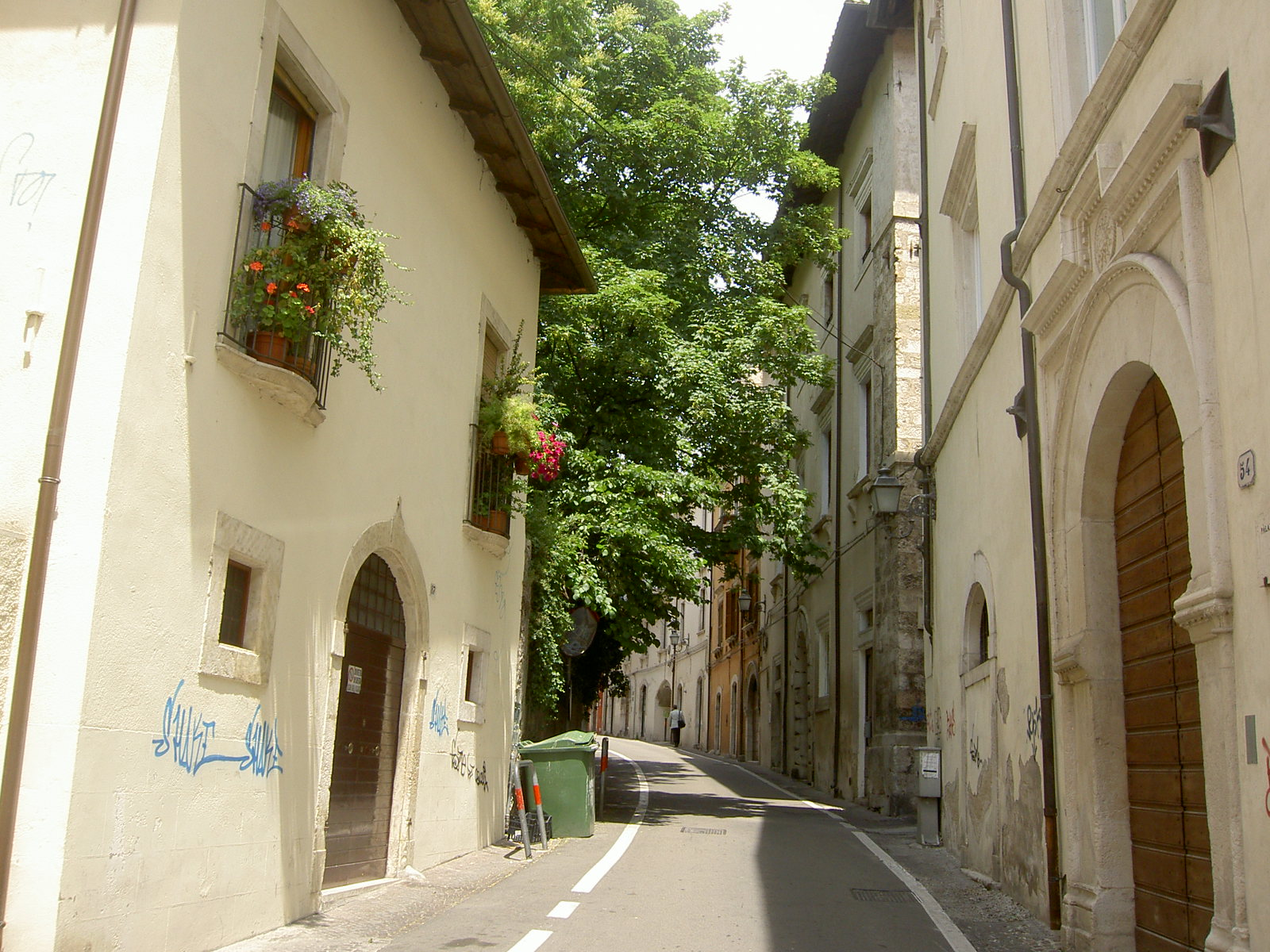
Via Fortebraccio

- Bazzano - Sant'Eusanio - Picenze - Goriano Valle: locali che compongono la seconda grande porzione del quarto a sud delle mura di Porta Tione, sono separati dal locale della Torre mediante via Clestino, il suo fulcro è nel sagrato della capoquartiere chiesa di Santa Giusta dei castellani di Bazzano, dove si trova anche l'ingresso del monumentale Palazzo Centi. Il cardo principale è via San Michele, seguito da via Goriano Valle, Corso Federico II (nel locale di Sant'Eusanio), mentre i decumani sono via Tione, via Giardini, via Luigi Rendina. La parte a sud di questo locale è stata ampiamente rimaneggiata negli anni 1940, con la costruzione di monumentali strutture, come il Grande Albergo del Parco, il Palazzo dell'Istituto INPS e l'Hotel San Michele. Il nome di questo santo è associato all'antico convento dentro le mura che sorgeva dove oggi si staglia il Palazzo dell'Emiciclo, presso la villa comunale, sede del Consiglio Regionale dell'Abruzzo. La Porta Tione, presso le mura, dà il nome al piccolo locale di Picenze - Goriano Valle, i monumenti di maggiore interesse sono l'ex chiesa di Santa Maria di Picenze e il convento di San Paolo dei Barnabiti.

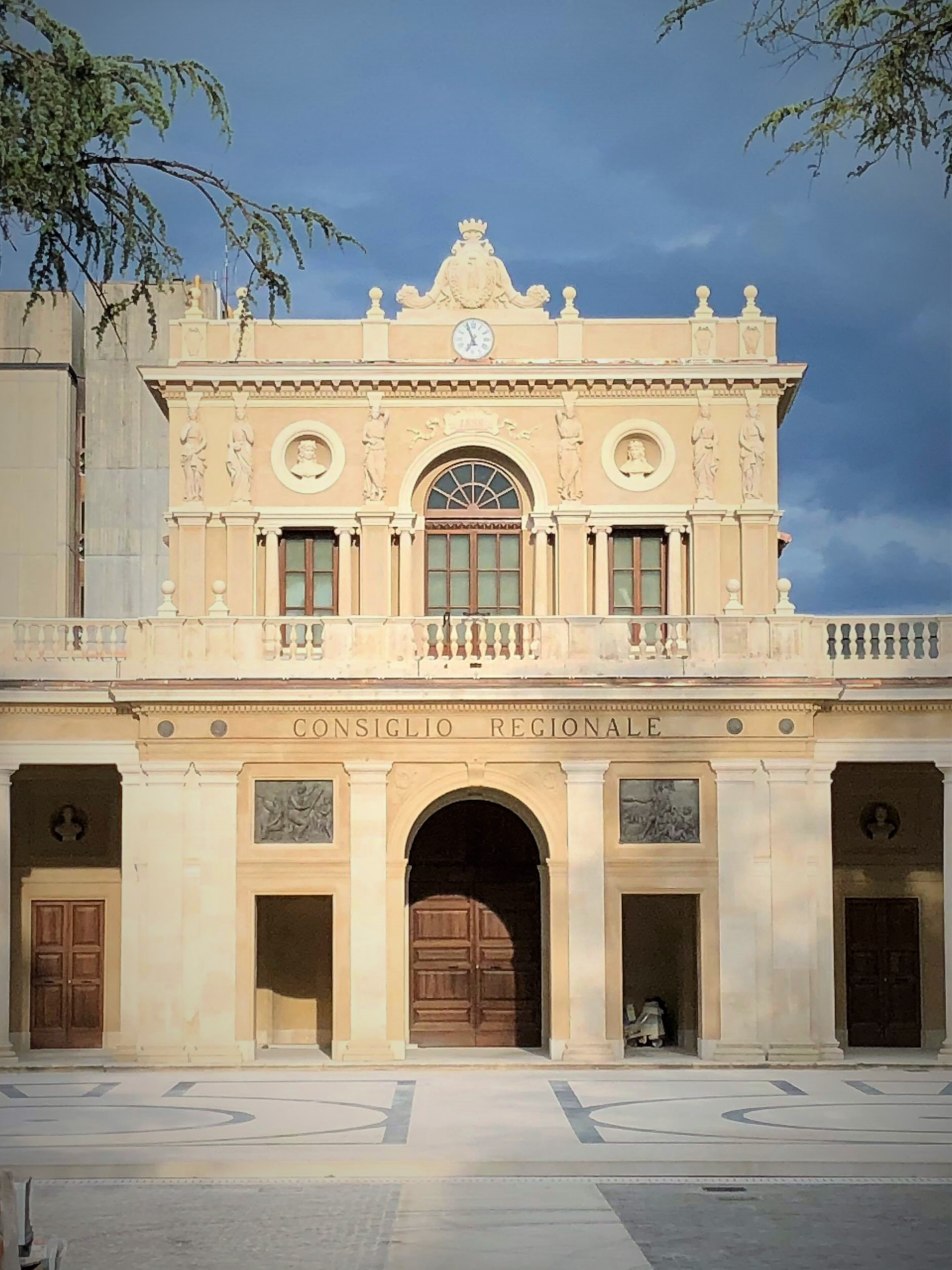
Corpo centrale del Palazzo dell'Esposizione, sede Consiglio Reg. Abruzzo

- Monticchio - Fontecchio - Fossa: locali posti ad estremo sud del colle, che raggiungono Porta Napoli, edificata nella prima metà dell'Ottocento, e non compresa tra le mura. Il contado fino al primo Novecento non era largamente popolato, e vi erano soltanto alcune chiese, tra le quali l'imponente Basilica di Santa Maria di Collemaggio. Solo successivamente la zona fu lottizzata con delle villette liberty, e successivamente delle costruzioni moderne. Il viale che lo delimita è dedicato a Francesco Crispi (prima si chiamava via Porta Napoli), mentre altri viale principali sono il viale Collemaggio, via Gabriele d'Annunzio, via Michele Iacobucci, via Luigi Cadorna, via Armando Diaz, via Piave, via Gualtieri d'Ocre, via XXIV Maggio. Tra le villette liberty più interessanti c'è Villa Nurzia, gli altri monumenti sono la chiesa di Cristo Re, sorta sopra la chiesa di Santa Maria di Cascina, nel piccolo locale di Cagnano Amiterno, l'ex Casa della Giovane Italiana in stile razionalista, sede del Gran Sasso Science Institute, la monumentale villa comunale col Monumento ai caduti di Nicola D'Antino, il Palazzo ex Casa del Balilla sede del Rettorato del Gran Sasso Science Institute, e Porta Napoli, posta all'estremità del corno collinare del centro storico.

- Barile - Ocre - Bagno: serie di locali posti nella parte occidentale del corno, all'altezza di Porta di Bagno e Porta Roiana; il locale di Bagno, insieme a quello di Cagnano, e molto vasto e confina a nord-ovest con i locali del quarto San Marciano, e più a nord ancora con Piazza Duomo. Lo sproporzionato locale di Bagno è delimitato ad est dal Coeso Federico II, da via Sant'Agostino, dal viale San Francesco di Paola che confina in Piazza della Repubblica, poi via Indipendenza, che dopo Piazza San Marco, sfocia direttamente in Piazza Duomo, e via Arcivescovado, per quanto riguarda i cardi; mentre i decumani sono via Buone Novelle, via Simeonibus, via San Francesco e viale XX Settembre all'altezza di Porta Bagno. I monumenti sono i palazzi del Corso Federico II, dove dal 2018 è stata avviata la costruzione della nuova sede della Prefettura, il Palazzo della Banca d'Italia, il Palazzo INPS, la chiesa di Sant'Agostino, la chiesa di San Marco, la monumentale chiesa delle Anime Sante, il Palazzo delle Cancelle il Palazzo de' Nardis e il Palazzo Arcivescovile. La zona di Porta Roiana, lungo via XX Settembre, ha di interesse la chiesa di Santa Maria delle Buone Novelle o Sant'Apollonia, la chiesa di San Francesco di Paola, fuori dalle mura Porta Lucoli, Porta Bagno, Porta Roiana e le due piccole chiese di Santa Maria del Monte e della Madonna degli Angeli, con la facciata gotica dell'ex chiesa di Santa Maria del Vasto.

Quarto San Pietro

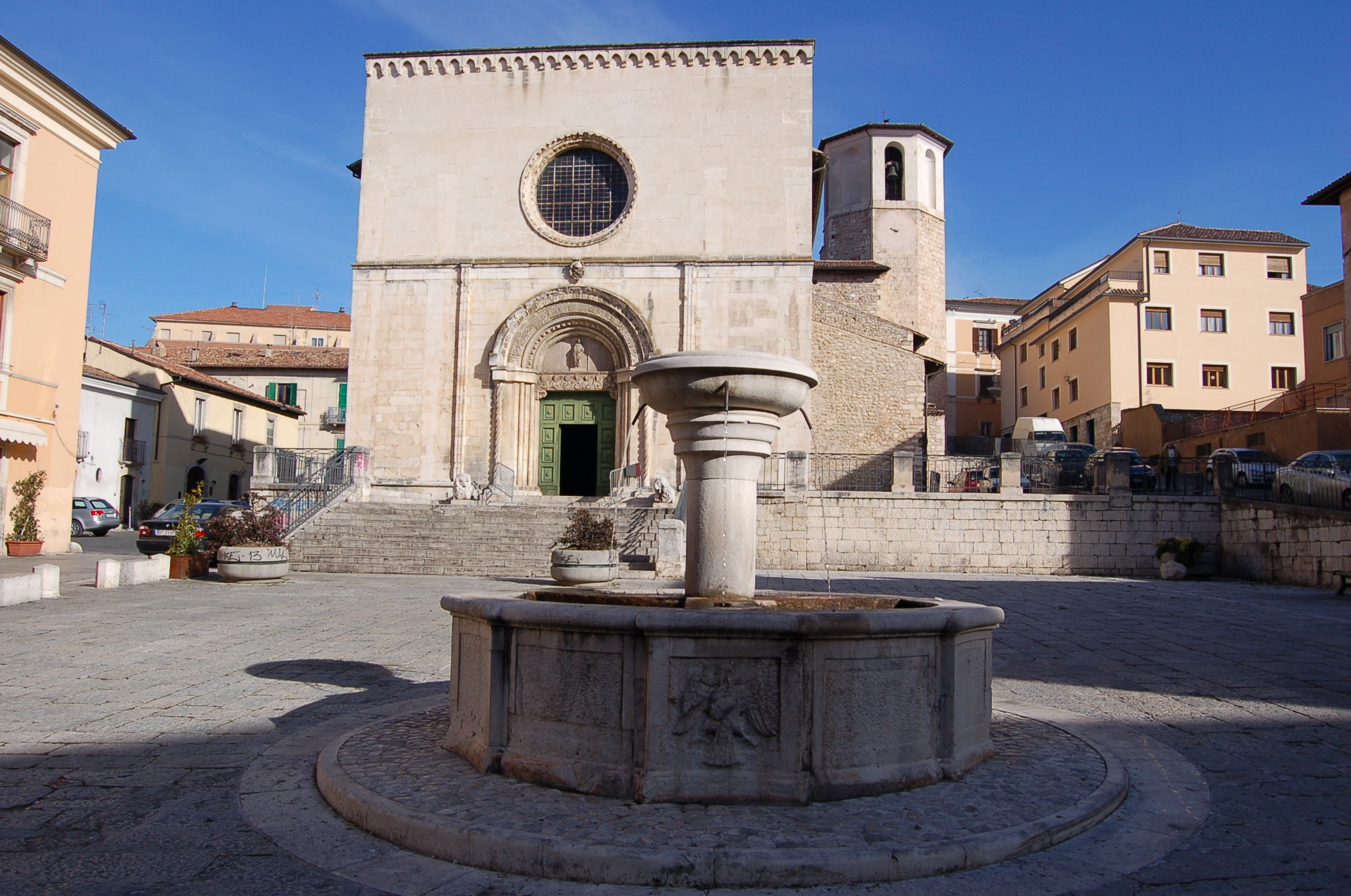
Chiesa di San Pietro di Coppito

- Poppleto: è il locale "cuore" del quarto, dove si trova Piazza San Pietro con la chiesa di San Pietro a Coppito, affiancata dal Palazzo Vastarini Cresi e dal Palazzo Porcinari, lungo via Roma. Poppleto è delimitato da via San pietro, via Minuccio d'Ugolino, via Coppito, via Pretatti e via Roma, che segna il confine tra il locale con quello a sud di Pile.
- Pile: locale molto vasto del quarto, insieme all'adiacente San Vittorino e Roio, che si prolungano ad est fino alla Piazza Duomo. Pile abbraccia l'area del mastodontico complesso di San Domenico con l'ex convento, adibito alle carceri nel 1860 e poi alla Corte dei Conti. Dunque il fulcro è la chiesa di San Domenico, il locale è delimitato dai cardi di via Angioina, via San Domenico, via Carceri e via Bargello, mentre i decumani sono via Angioina, via Buccio di Ranallo, via Amiternini, via Saturnino, via Barete e via Forcella. Diversi sono i palazzi rinascimentali, tra i quali Palazzo Carli, ex sede del Rettorato dell'Università dell'Aquila, dopo il sisma del 2009, e la chiesa dell'Annunziata, a confine con il locale di San Vittorino. La cosiddetta "chiesa capo" di questo locale è l'ex San Quinziano di Pile, oggi dedicata a San Pietro di Sassa, posta in via Buccio di Ranallo, a confine con il locale Sassa del quarto San Marciano.

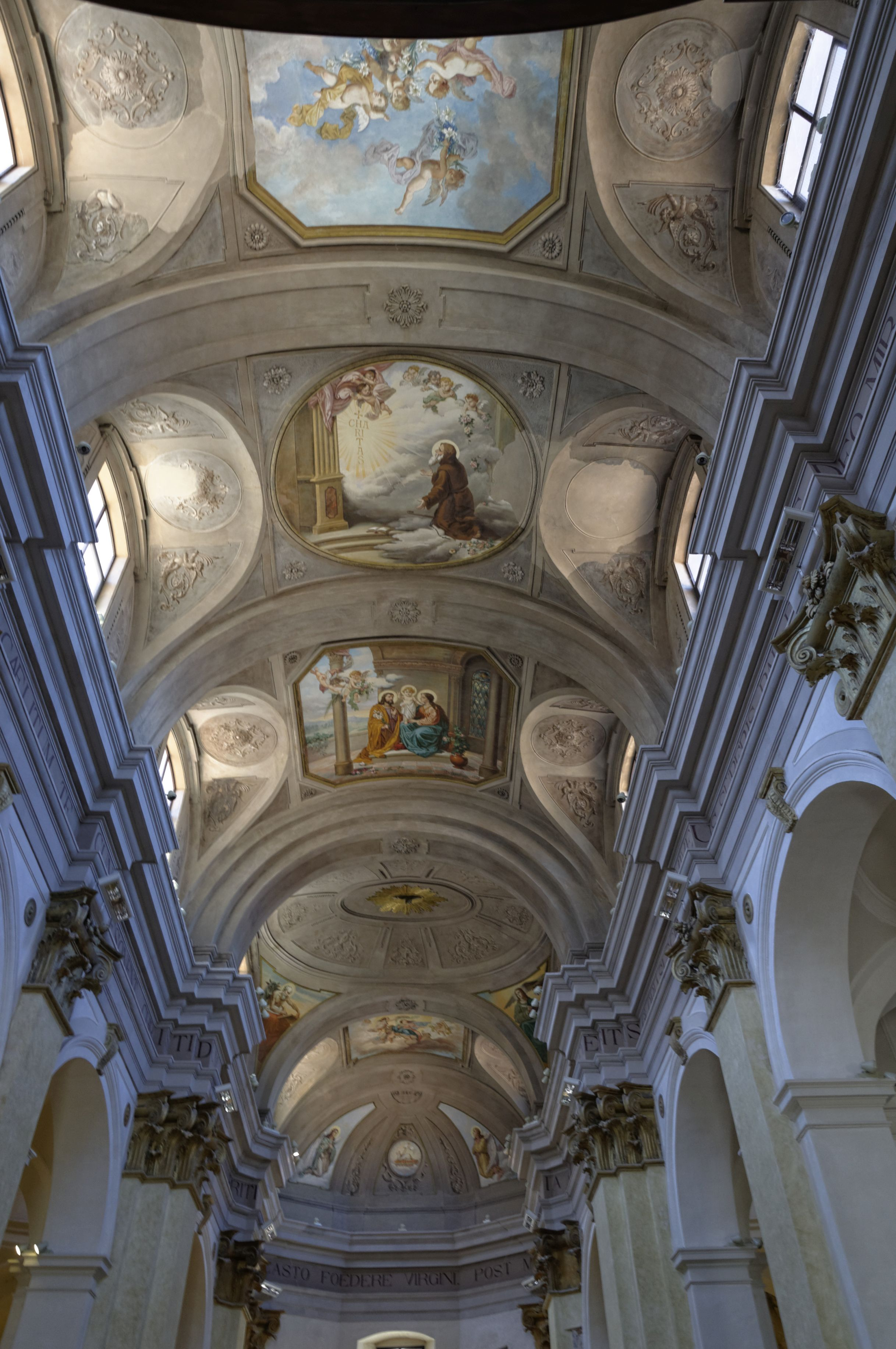
Interno della chiesa di San Biagio d'Amiterno, oggi Basilica di San Giuseppe

- San Vittorino: è posto a confine meridionale con il locale Paganica, e d a sud di esso c'è il locale di Roio, che confluisce direttamente nella Piazza del Duomo. Il locale è delimitato dal moderno viale Sallustio, via Sassa, via Andrea Bafile, Corso Umberto I e via Burri come decumani, mentre i cardi sono via Annunziata, via Camponeschi, via Antonelli, via Teofilo Patini, via Marrelli e via Cavour. Le piazze principali sono Piazza Santa Margherita, Piazza Palazzo e Piazza Fontesecco; i monumenti sono molto cospicui: la chiesa di Santa Margherita, la basilica di San Giuseppe Artigiano, l'oratorio di San Giuseppe dei Minimi, la chiesa di Santa Caterina Martire, Palazzo Gaglioffi, Palazzo Benedetti, Casa Burri, l'ex chiesa di San Filippo Neri, il Palazzo Margherita, il Palazzo Pica Alfieri, il Palazzo Camponeschi, il Palazzetto dei Nobili, la chiesa della Beata Antonia e la casa museo Signorini Corsi.

- Arischia: piccolo locale posto a nord di Poppleto ed a sud di San Silvestro di Collebrincioni, è delimitato dalle parti nord di via Minuccio d'Ugolino e via Coppito, mentre il decumano è via Rustici. Aveva una chiesa, esistente sino ai primi anni 20 del Novecento, intitolata a San Benedetto d'Arischia, e demolita per delle costruzioni civili, a loro volta ridemolite per la costruzione di un grande complesso edilizio andato abbattuto dal terremoto del 2009.

- Cagnano - Scoppito: si trova nella zona ovest del quarto, verso Porta Barete, lungo via Roma. Le strade principali sono via Pretatti, via Santa Lucia, e il viale Duca degli Abruzzi, che taglia il locale in due tronconi. Diverse sono le strutture rinascimentali, che verso la campagna della porta si mescolano alle costruzioni moderne, ma edifici di particolare interesse non ve ne sono. Del locale originario di Scoppito non è rimasto quasi nulla perché constava in una chiesa oggi distrutta in mezzo alla campagna. Oggi l'area, che si trova a sud di Porta Barete, al termine di via XX Settembre, dove oggi si trovano gli Uffici Giudiziari ed i complessi edilizi di via dei Frentani, via dei Marsi e via dei Peligni.

- Barete - Pizzoli - Santanza: questi locali si trovano all'estremo nord del quartiere, nella zona ovest, al confine con il locale Collebrincioni del quarto Santa Maria. Da Porta San lorenzo parte Barete, presso la porta omonima, poi Pizzoli presso la seconda porta e infine Santanza. Anche qui si tratta di piccoli agglomerati oggi quasi del tutto scomparsi, ricoperti dall'edilizia moderna, dove di interesse c'è solo l'ex convento di Santa Lucia, oggi sede dell'Opera Salesiana Don Bosco. All'incrocio di via Roma con via Castiglione si trova la storica chiesa di San Paolo di Barete, mentre della chiesa fondata dai castellani di Pizzoli non v'è traccia. La seconda chiesa più importante, nel locale di Barete, è quella dedicata a Santa Croce. Presso Santanza ossia la zona delimitata dal viale San Giovanni Bosco e da via San Nicola d'Anza c'era una chiesa, dedicata proprio a San Nicola di Bari, demolita nel primo Novecento, di cui si conserva il portale conservato nella parrocchia di Santa Maria ad Antrodoco (Rieti)

- Porcinaro - Vio - Pedicino: sono tre piccoli locali posti a nord, presso l'ingresso di Porta Branconia, trasformati e ripopolati completamente negli anni 1960. Non si segnalano elementi di interesse architettonico, se non la suddetta porta delle mura medievale. Delimitato dall'inizio del viale San Giovanni Bosco.

Quarto San Marciano

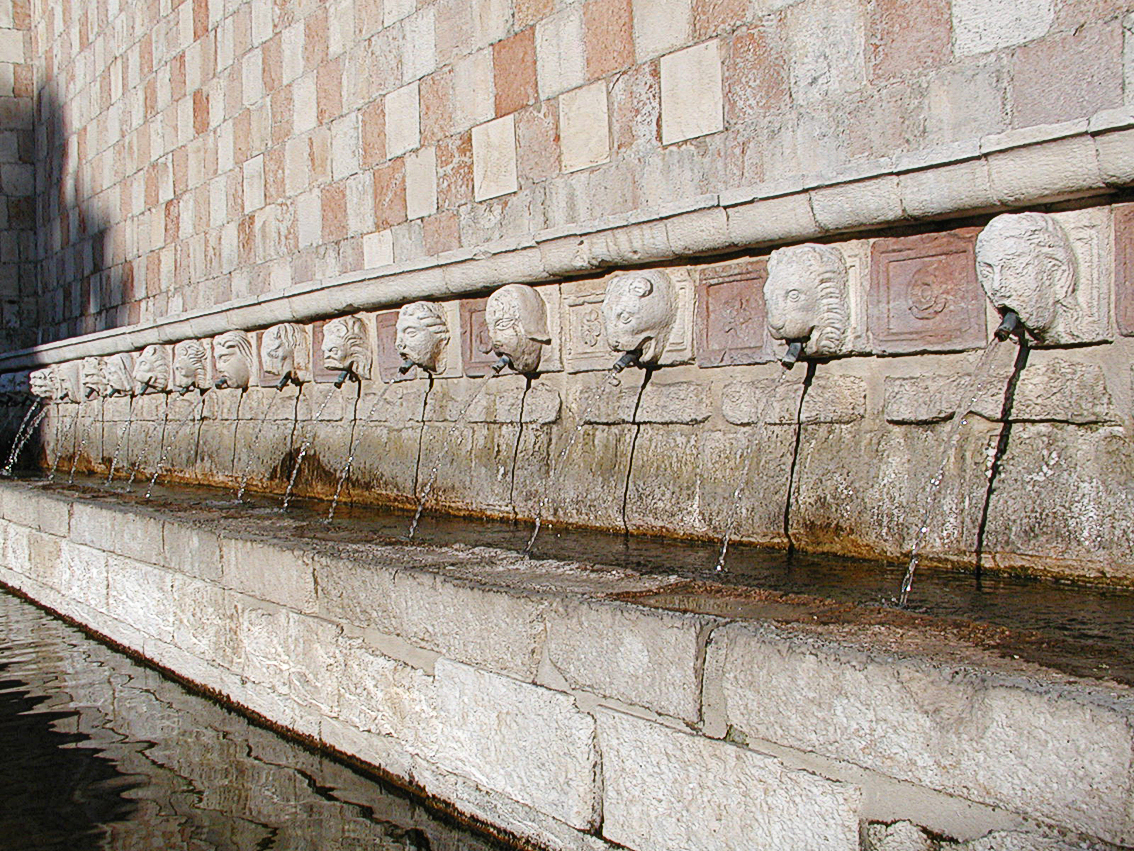
Fontana delle 99 cannelle

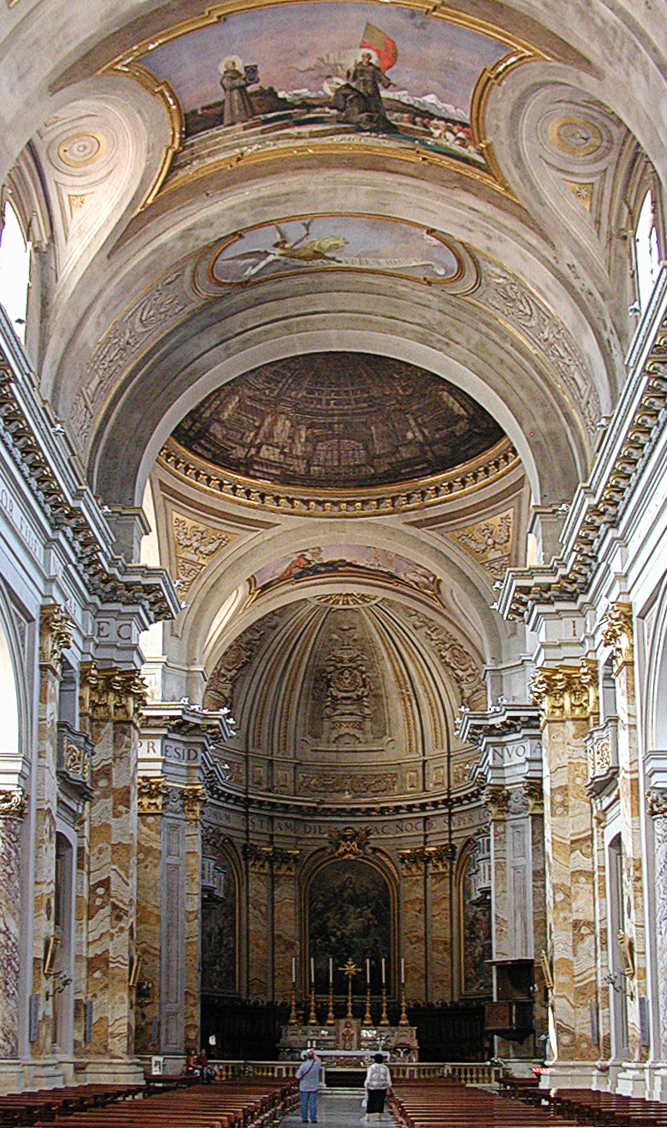
Interno del Duomo di San Massimo prima del 2009

- Roio: è il locale che racchiude il cuore religioso dell'Aquila, con il Vescovado e la Cattedrale. Delimitato da via Roio, via Seminario, via San Marciano, via Monteluco e via del Cardinale, ha una forma rettangolare, con la mole del Duomo di San Massimo che si affaccia sulla Piazza, affiancato a sud dall'Episcopio. Lungo via Roio si trova la piazzetta della chiesa di Santa Maria di Roio, con il settecentesco Palazzo Persichetti. Il locale è anche sede della capoquartiere chiesa di San Marciano, edificata dai castellani di Roio sopra la vecchia chiesa di San Giovanni dei castellani di Lucoli, ed a fianco a nord ha il prezioso Palazzo Visca, mentre a sud il Palazzo Rustici. Altri palazzi di rilievo sono quello della famiglia Zuzi in Piazza Rocca di Corno e Palazzo Vetusti.

- Sassa: locale delimitato dai cardi di via Addolorata, via Giorgetto e viale Papa Giovanni XXIII, e dai decumani di via San Pietro di Sassa, via Calvario, ha di interesse il monastero dei Sette Dolori (o chiesa dell'Addolorata), insieme a vari case settecentesche. La zona ad ovest di via Fontesecco è stata cambiata nel corso degli anni 1930, con il piano di risanamento del sobborgo del "Vicolaccio", con la creazione successiva di via Sallustio (1941)

- Lucoli - Rocca di Corno: si trovano nella parte a sud del quarto, delimitati dalla circonvallazione di via XX Settembre, da Piazza Rocca di Corno, da via Drappieri, via Rocca di Corno e via Persichetti. I monumenti di interesse sono alcuni palazzi settecenteschi, la chiesa di San Francesco di Paola, la chiesa di Sant'Apollonia, il Palazzo Agnifili. Presso Porta Roiana si trovava fino al 2017 la Casa dello Studente, tristemente famosa per le vittime del 2009.

- Acquili: è il castello locale più antico del centro, dove nel 1254 venne fondata la prima città. Comprende una vasta area delle mura a sud-ovest fino al Borgo Rivera, con la fontana delle 99 cannelle, vero e proprio cuore abitativo della zona, da cui si risale fino al viale XX Settembre. I monumenti sono la fontana, la chiesa di San Vito dei castellani di Tornimparte, posta all'esatto confine occidentale con il locale omonimo, la torre-chiesa di Santo Spirito e il convento di Santa Chiara d'Assisi. Nel locale si trova anche una piccola area sorgiva, detta "Parco delle Acque". Infatti è proprio l'acqua l'elemento caratterizzante di questo locale e del nome attuale dell'Aquila, anziché il simbolo dell'uccello rapace.

- Castiglioni - Tornimparte: i due locali si trovano a nord di Acquili, sono delimitati da via Tancredi da Pentima e viale XXV Aprile, che include gli ultimi tre locali del quarto. Di questi due locali, come gli altri del gruppo, solamente Tornimparte è il più storico e popolato con la chiesa di San Vito e l'ex mattatoio del 1934, sede provvisoria dal 2015 del Museo Nazionale d'Abruzzo, mentre il resto era quasi totalmente campagna, colonizzata dall'espansione edilizia degli anni 1960, lungo via Poggio Santa Maria e via Francesco Filomusi Guelfi.

- Poggio Santa Maria - Civitatomassa - Preturo: da Porta Rivera fino all'estremo ovest di Porta Romana, erano piccoli villaggi rimasti quasi completamente spopolati. Nell'Ottocento erano sede del complesso della Caserma militare "Francesco de Rosa", poi demolita, e le due vie di accesso dalle mura erano e sono ancora Poeta Stazione o di Poggio Santa Maria, e Porta Romana. Ragion per cui non si segnalano luoghi di interesse, se non io nuovo Palazzo di Giustizia, che si affaccia su via XX Settembre, allo sbocco di Porta Barete.

## Monumenti

### Quarto Santa Giusta

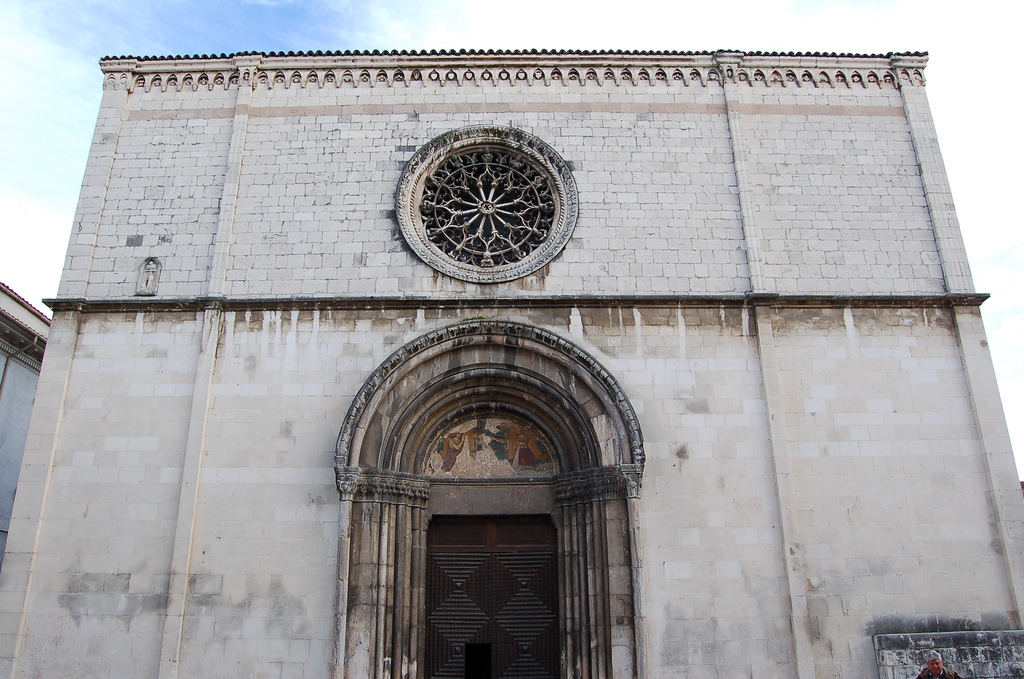
Facciata della chiesa di Santa Giusta

Il quarto "forconese" posto ad Est del centro storico, fu fondato dai castellani di Bazzano, Poggio Picenze, Barisciano, Fontecchio e Tione degli Abruzzi. Fu amministrato dalla famiglia Dragonetti-De Torres, comprende la parte orientale-meridionale della città, inclusa la collina di Collemaggio e il Campo di Fossa, e confluisce verso Occidente nella Piazza Duomo. I cardi sono via Santa Giusta, via Rosso Guelfaglione, via San Michele, via Goriano Valle, mentre dalle mura di Porta Bazzano si snodano tre "coste" volute dall'architetto Girolamo Pico Fonticulano per il piano regolatore della città nel Cinquecento, e sono Costa Picenze, Costa Masciarelli e via Fortebraccio. I decumani sono via San Flaviano, via Sardi, via Crispomonti, via Celestino V, mentre le piazzette sono Largo San Flaviano, Piazza Santa Giusta, Largo Silvestro dell'Aquila.
Fuori dal perimetro murario, nell'area di espansione tra Porta Napoli e Collemaggio, ci sono la villa comunale, il viale Francesco Crispi che si collega al Corso Federico II, e il viale Collemaggio che porta alla basilica.

#### Architettura religiosa

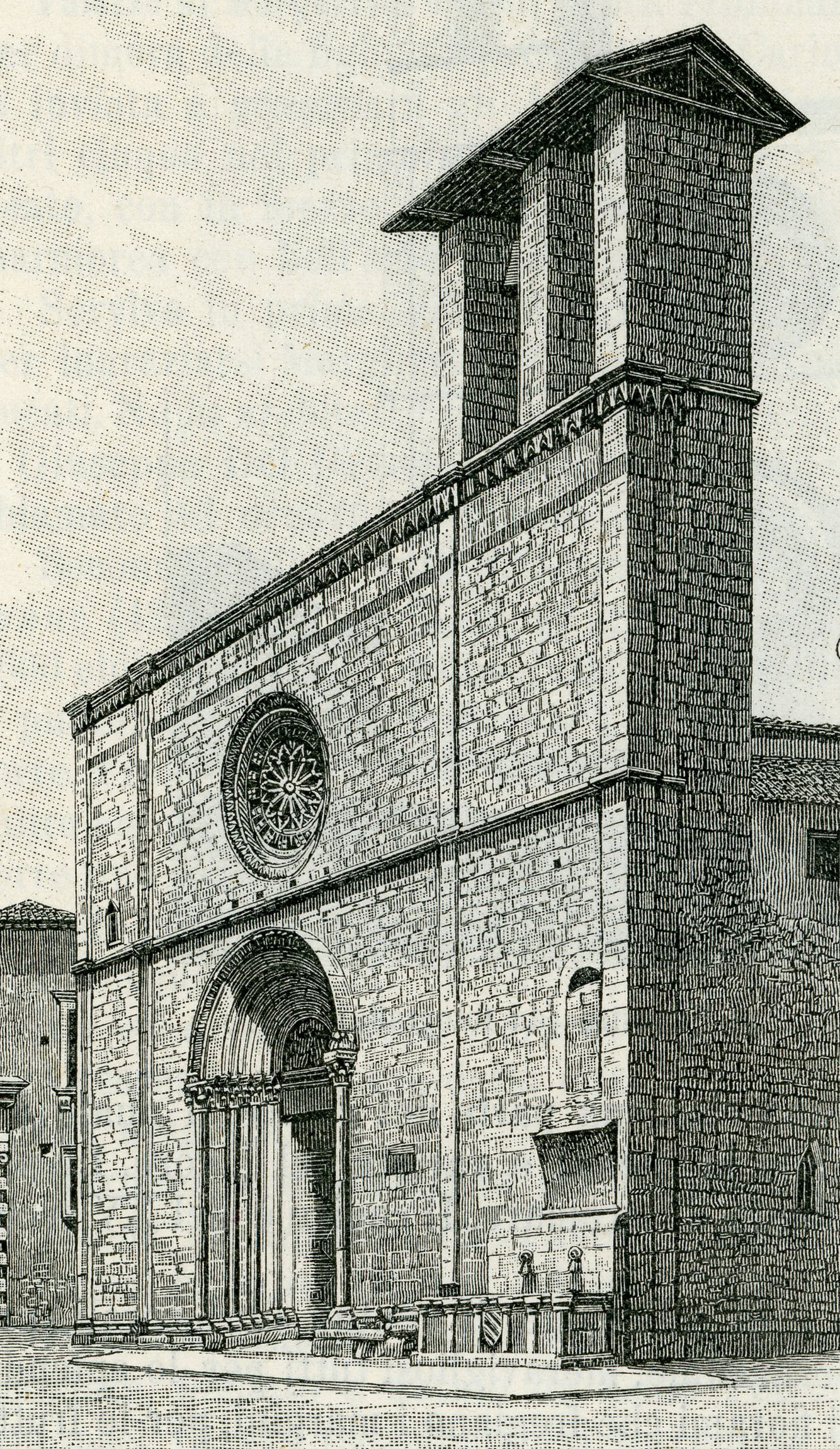
Antico disegno della chiesa di Santa Giusta

- Chiesa di Santa Giusta: eretta capoquarto nel 1272 dai castellani di Bazzano (come dimostra la chiesa di Santa Giusta fuori le mura), la Santa Giusta intra moenia è caratterizzata dalla monumentalità del romanico esterno, e dal sobrio barocco dell'interno. Interamente realizzata in pietra, la facciata quadrata a coronamento orizzontale con una sequenza di archetti pensili di chiaro disegno romanico-gotico[1], al di sotto di essi sul piano centrale si trova un rosone finemente elaborato, frutto della ricostruzione post-sisma del 1349, che presenta numerose affinità con i rosoni della basilica di Santa Maria di Collemaggio per la raffinatezza dello stile e l'intreccio degli archi della raggiera, di chiaro gusto gotico. Infine si trova, inquadrato da snelle paraste, il portale romanico centrale ad arco a tutto sesto, con strombature e colonnine cilindriche ornate da capitelli compositi, mentre presso la lunetta si legge ancora un affresco della santa dedicataria. Il campanile che si trovava a fianco della facciata, fu arretrato nel primo Novecento, e distrutto dal terremoto del 2009. Presso la lunetta si trova un affresco rinascimentale ritraente la Madonna col Bambino tra San Giovanni Battista e Santa Giusta. La chiesa ha un impianto longitudinale basilicale, con tre grandi absidi poligonali con finestre, mentre l'interno è stato trasformato dopo il sisma del 1703, in stile tardo-manierista barocco. I lavori riguardarono la costruzione del palco della cantoria e di cappelle laterali. L'interno è a navata unica, con il soffitto ligneo ripristinato nella seconda metà del Novecento, e volte a botte lunettata presso le cappelle laterali. Il coro ligneo dell'altare è del Quattrocento, restaurato nel 1856, con le eleganti figure di San Pietro, Santa Giusta, mentre dal 1626 nella parte di sotto tale coro ospita le reliquie di San Giustino da Paganica e Santa Giusta da Bazzano, traslate dalla chiesa di Santa Giusta fuori le mura. Presso la cappella di destra si ammira il Martirio di Santa Giusta di Baccio Ciarpi del 1631, mentre altre opere sono le tracce di affreschi quattrocenteschi di Saturnino Gatti, segno che la chiesa prima del 1703 doveva essere completamente dipinta; poi nella cappelle di sinistra il Martirio di San Giacomo del Ciarpi, la Natività di Gesù di Paolo Cardone il Martirio di Santo Stefano del 1615 di Giuseppe Cesari.

Santa Maria di Collemaggio

- Basilica di Santa Maria di Collemaggio: fu edificata sopra un preesistente romitorio da Pietro da Morrone nel 1288, dove venne incoronato papa Celestino V il 29 agosto 1294.[2]La basilica, monumento simbolo del romanico e del capoluogo abruzzese, racchiude un insieme di stili diversi, frutto di lunghe fasi costruttive, nonché di restauri a causa di terremoti. Oggi l'edificio si presenta come un'ampia aula longitudinale divisa in tre navate concluse da transetto con cupola all'incrocio e da tre absidi semicircolari, le navate sono divise da arcate sestiacute su pilastri ottagonali e limitate da tre archi verso il transetto, mentre la copertura è a capriate lignee a vista. Tutto ciò è frutto di un restauro molto discusso degli anni 1960 di Mario Moretti, che smantellò le evidenti tracce della ricostruzione barocca con cappelle laterali in stucco e il soffitto cassettonato a fioroni di Panfilo Ranalli da Pescocostanzo (1721) per cercare di restituire la sobrietà medievale alla basilica.

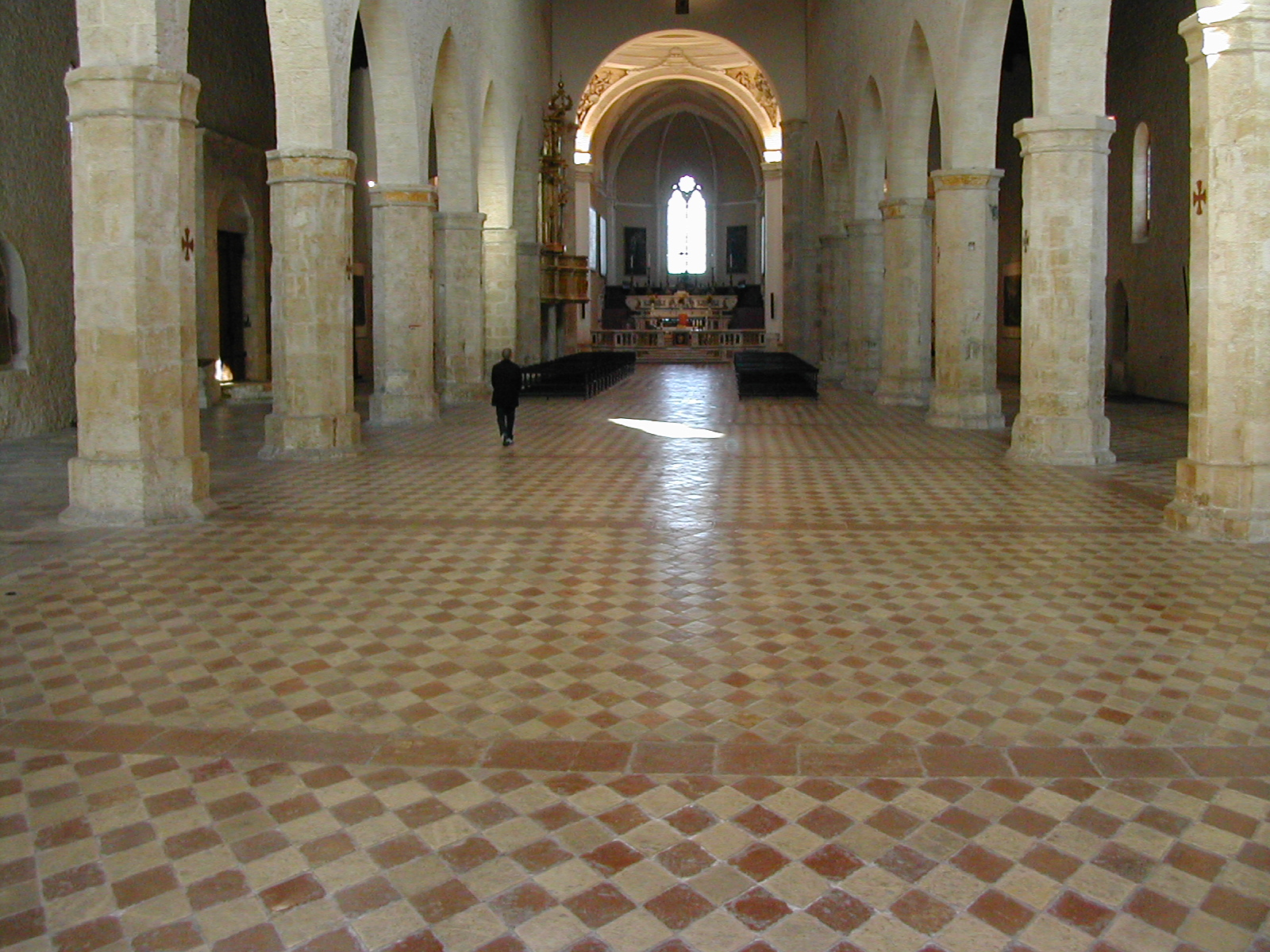
Interno gotico di Collemaggio

La pavimentazione della chiesa è disseminata di pietre tombali, e riprende il disegno bicromo della facciata, con i colori rosso e bianco, simboli del primo stemma civico aquilano, prima del terremoto del 1703, quando i colori furono cambiati in nero e verde. Presso le varie nicchie a cappella, si trovano degli affreschi delle Storie della vita di Gesù, opera di Saturnino Gatti, mentre nell'abside a destra dell'altare si trova il mausoleo di Celestino V del XVI secolo, opera di Girolamo da Vicenza. Le pietre della facciata, sapientemente incastonate in modo da formare un gioco geometrico, caratterizzano fortemente l'immagine della basilica, il prospetto è suddiviso in due ordini da cornice. Nella parte superiore spicca in centro il raffinato rosone a doppio giro di colonnine e archetti trilobati, affiancata da due altri laterali, in scala minore. In basso si aprono tre portali monumentali, dei quali quello centrale è più grande, ornato da cornice cosmatesca che lo separa dai rosoni. Il grande portale è di gusto gotico-romanico, con i timpani cuspidati, le colonne tortili, e i pinnacoli. L'archivolto si articola in cinque scansioni a semiluna decorate con figure angeliche, tortiglioni, motivi vegetali e animali tipici del romanico; al centro una lunetta con affresco cinquecentesco della Madonna col Bambino. Sul fianco sinistro si apre la monumentale "Porta Santa", risalente al periodo del 1397, anno di realizzazione dell'affresco della lunetta di Antonio da Atri (la Vergine col Bambino tra Pietro Celestino col la "Bolla del Perdono" e Giovanni Battista), ma secondo la leggenda risalirebbe all'epoca della consacrazione di Celestino V. Sul lato destro si accede al chiostro del monastero dei Celestini, riccamente affrescato, con pozzo centrale e ordine di arcate con volte a crociera.

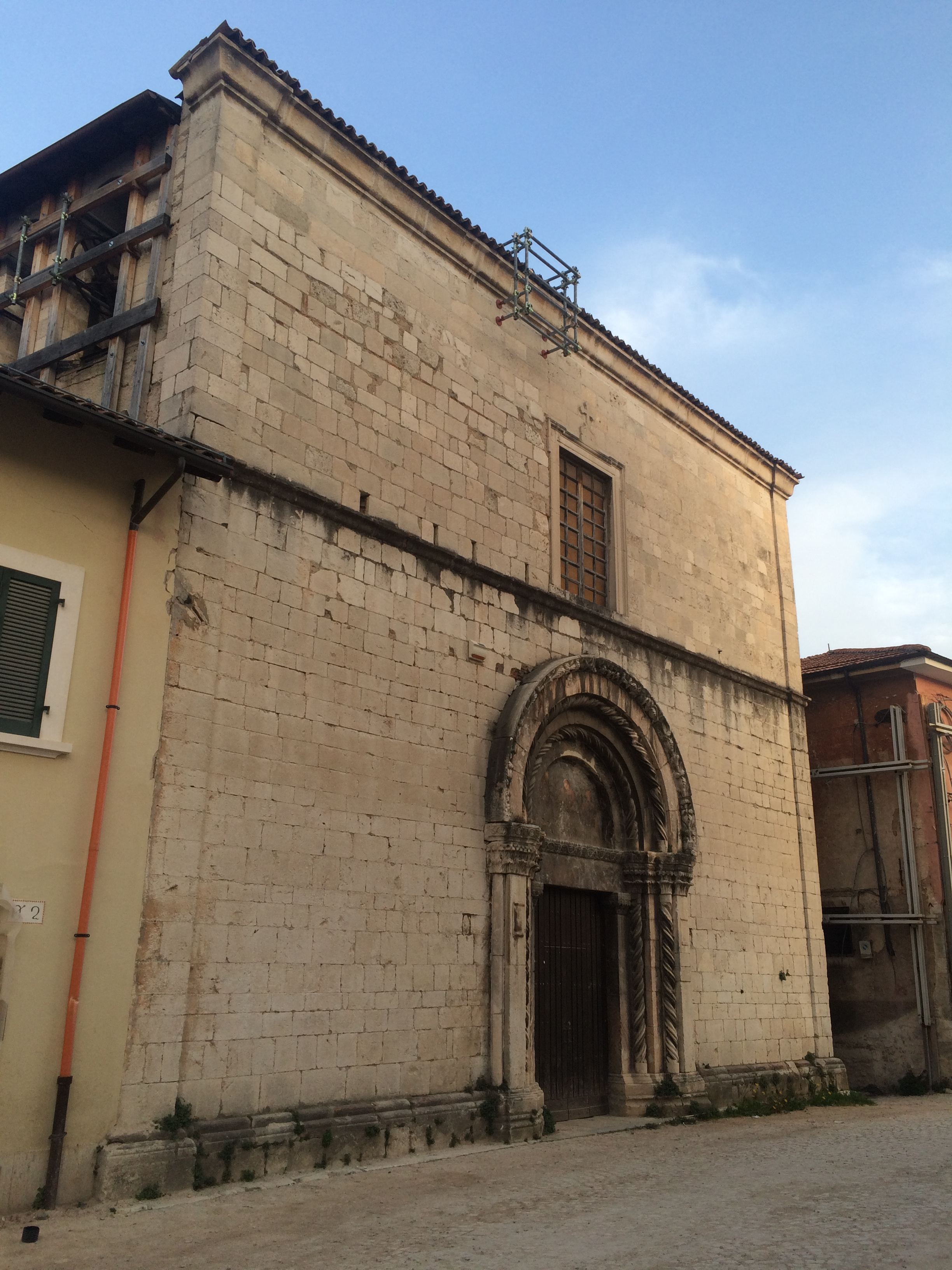
Chiesa di San Flaviano

- Chiesa di San Flaviano: la chiesa sorge a Nord del quartiere, davanti al Palazzo Gagliardi Sardi, costruita dai castellani della Torre di Goriano Valli. Si tratta di una rielaborazione del modello di Santa Giusta, edificata nel Duecento, di cui oggi restano poche tracce dell'edificio medievale. La parte bassa della facciata in pietra contiene un prezioso postale tardo romanico ad arco a tutto sesto con la cornice decorata da motivi geometrici, e colonne tortili, che si mostrano anche sulla doppia cornice che circonda la lunetta, offrendo insomma una "doppio" della Porta Santa di Collemaggio. La parte superiore della facciata, come il resto della chiesa, è stata rifatta dopo il 1703 e presenta un finestrone centrale. L'interno a tre navate, possiede la navata grande centrale con il soffitto a cassettoni lignei, mentre le altre sono voltate. La decorazione barocca non nasconde l'ogiva originaria nella tribuna di mezzo, e in quella della sinistra; l'altra tribuna è a tutto sesto; le pareti longitudinali sono mosse da arcosoli affrescati, da altari settecenteschi, da un tabernacolo in pietra di forme tardogotiche. Monofore trilobate e finestre quadrate illuminano l'ambiente, e in origine avevano vetrate istoriate gotiche a più tasselli policromi incastonati in cerniere di piombo, oggi conservate nel Museo Nazionale dell'Aquila. Nella nicchia di destra si conserva un affresco quattrocentesco, mentre gli altri affreschi sono del Rinascimento. La chiesa si conclude con tre absidi semicircolari contraffortate, perché si trovano a ridosso delle mura di Porta Tione.

- Chiesa di Santa Maria di Picenze: si trova nei pressi di Porta Tione. Dalle notizie storiche la chiesa tardo-duecentesca presentava un corpo più consistente dell'odierno, comprendete anche il fabbricato settecentesco retrostante. Già nel Quattrocento la parrocchia era in decadenza per l'assottigliarsi del numero di parrocchiani, e forse il terremoto del 1461 le dette un colpo mortale.[3]Ricostruita in forme barocche, divenne la parrocchia privata della famiglia Alfieri, che nel 1585 iniziò ad ospitare la Confraternita della Trinità, e nel 1577 si dotò di ospedale per gli ammalati. La forma attuale della chiesa si presenta nel solito allungato volume rettangolare a capanna, cui si antepone la verticale netta della facciata. Essa ricalca la forma precedente i grandi terremoti che sconvolsero la struttura, poiché sulla parete di via Celestino V rimane un affresco quattrocentesco ritraente la Madonna con i santi. Il prospetto principale è posteriore al terremoto del 1703, un quadrante murario intonacato, entro un telaio di pietra concia a paraste angolari, collegate da cornice piana. In basso si apre un portale a luce rettangolare, con mostre scorniciate e timpano spezzato con in mezzo il fastigio della croce; nell'ordine superiore una finestratura rettangolare con base rilevata, cornice e fregio, fiancheggiata da due piccole aperture ovali. L'interno è un esempio unico aquilano per la sua resa spaziale. Il vano unico, entro la rigida scatola muraria, e sotto un soffitto piano, all'interno presenta un gioco sapiente di posizionamento di modelli parietali corinzie e trabeazioni, alternate a masse plastiche articolate in riseghe e segmenti, da lasciar intendere un antico impianto cruciforme, su tronco retto di tre ovali geometrici. Gli altari laterali sono in risalto grazie alle paraste monumentali, l'altare maggiore è più grande, accogliendo la statua lignea della Vergine. La chiesa fu costruita dai castellani di Picenze, oggi frazione di Barisciano.

- Convento di Santa Maria degli Angeli dei Riformati: si trova presso via Fortebraccio, e risale al XV secolo, quando il convento fu ampliato per la munificenza della famiglia Alfieri, che donò un suo palazzo per trasformarlo nel monastero. La chiesa ha un aspetto rinascimentale molto sobrio, a pianta rettangolare, con facciata decorata da un portale incorniciati a timpano triangolare, con lunetta affrescata, e sormontato da un oculo. Il palazzo ha uno stile tardo settecentesco, con accenni di neoclassicismo.

- Chiesetta minore della Vergine degli Angeli: esistente già da secoli, oggi è un rimodellamento dell'antica chiesa di Santa Maria del Vasto o di San Leonardo, oggi non più esistente. Si trova presso la Porta Napoli. Venne costruita nel XIV secolo, ma successivamente ridotta rispetto all'imponente facciata che appare sulla strada. La chiesa fu costruita dai castellani di Vasto, borgo di Assergi, intitolata alla Madonna del Vasto. La chiesa storica sorgeva presso la zona dove sorge il Forte spagnolo, abbattuta dunque verso il 1534, ricostruita presso lo storico ex ospedale San Salvatore, e infine ricostruita sotto la villa comunale, conservando perfettamente la storica facciata, rimontata nel 1933 dall'impresa Baratelli. Le uniche aperture inserite nel semplice prospetto a cortina di pietra all'aquilana con coronamento orizzontale, si ispirano alla rosa destra e ai portali minori della Basilica di Santa Maria di Collemaggio, a poca distanza. La mostra a strombo del rosone riccamente intagliato racchiude un traforo in cui spiccano 14 colonnine a sostegno di altrettante arcatelle a tutto sesto trilobate all'interno, e contrapposte da ulteriori archetti trilobati.

- Chiesa di San Paolo dei Padri Barnabiti: fu fondata nel 1610 dai Padri Barnabiti, che riformarono un collegio nuovo presso l'antica chiesa di San Paolo e San Barnaba, in gestione alla famiglia Carli. La chiesa ebbe notevole influsso sui castellani del quarto fino alla metà dell'Ottocento, quando gli ordini furono soppressi, e l'educazione venne affidata a collegi civili e non più religiosi. La chiesa è molto semplice, completamente trasformata nello stile barocco. Si affaccia su via Celestino V, ed ha un aspetto molto semplice e sobrio, con portale architravato a timpano triangolare, e annesso corpo settecentesco rettangolare per il collegio dei Padri. L'interno a navata unica conserva il tipico fastigio di stucchi e paraste corinzie, con cappelle laterali.

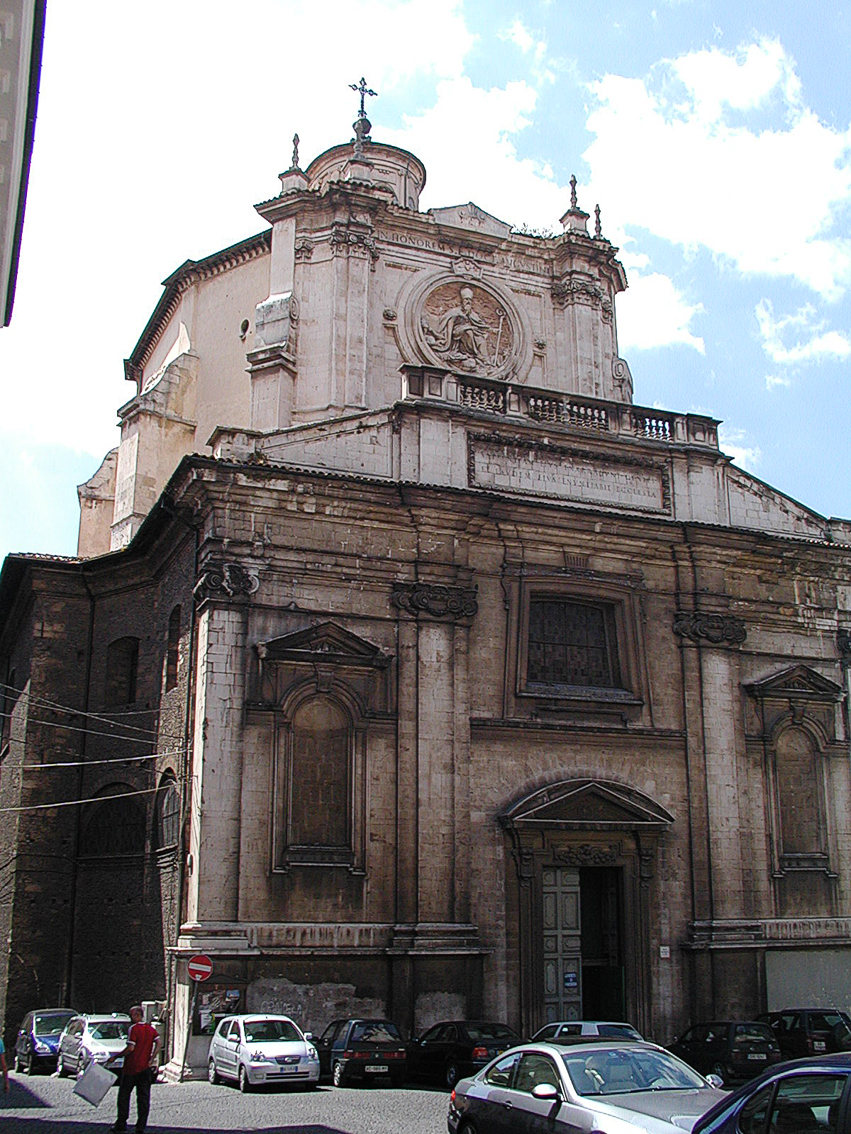
Chiesa di Sant'Agostino

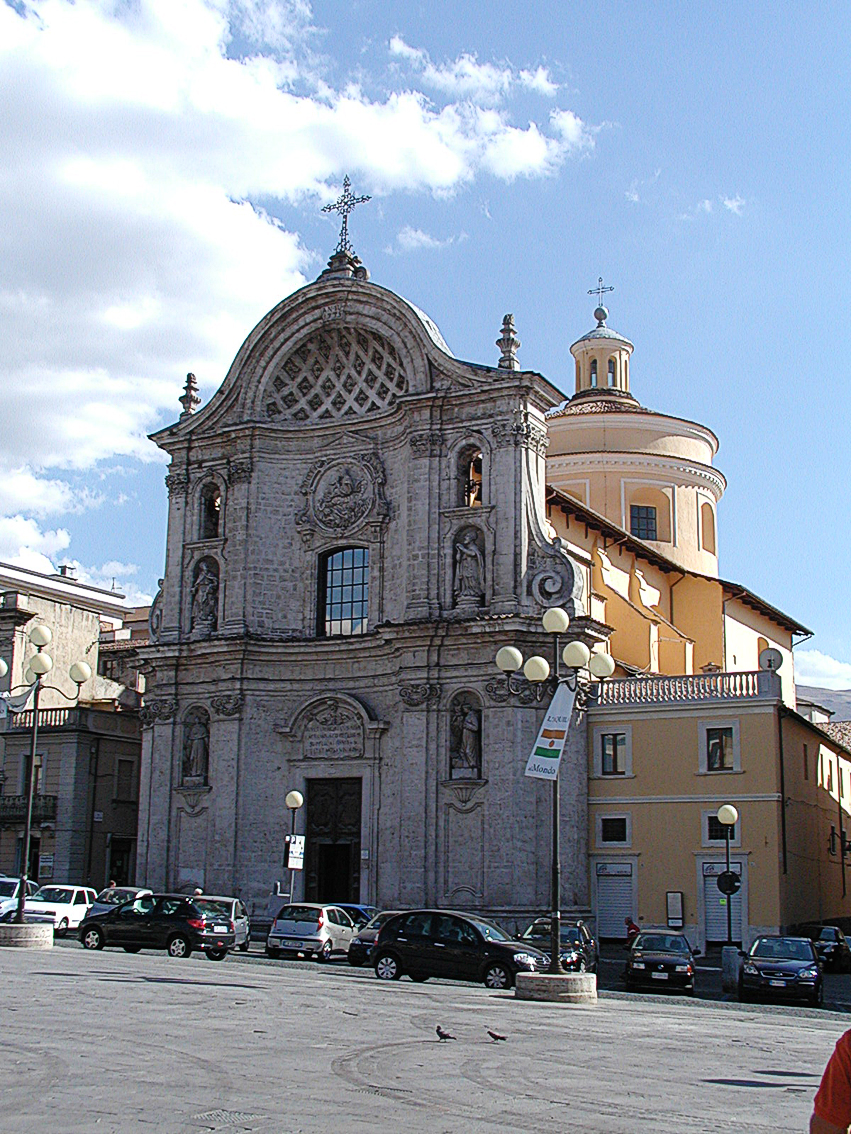
Chiesa delle Anime Sante o del Suffragio

- Chiesa di Cristo Re: si trova sul viale Francesco Crispi, edificata sopra le rovine della storica chiesa di Santa Maria di Cascina, dei castellani di Cagnano Amiterno. Fu costruita in stile eclettico razionalista nel 1935 dall'architetto Alberto Riccoboni, seguendo tuttavia uno schema ancora classico di impianto rettangolare con facciata a coronamento orizzontale, tripartita verticalmente da lesene, con portale i cui battenti sono rivestiti di rame sbalzato. Negli ordini superiori si apre un finestrone centrale in asse, che ripete il motivo del protiro, sulla quale due angeli sorreggono una corona, da cui il nome della parrocchia. L'altorilievo è di Ulderico Conti, che realizzò anche le statue interne dell'altare maggiore di Riccoboni. Il campanile è una semplice torre con cella campanaria.

L'interno è a navata unica e presenta l'altare maggiore dedicato a Cristo, dominato da una colossale statua in bronzo del Redentore sullo sfondo di una grande croce di travertino. Il paliotto argenteo raffigura 6 angeli in volo che adorano il monogramma.
La chiesa che ha subito danni a causa del terremoto del 2009, è stata restaurata e successivamente, riaperta nel 2014.
- Chiesa delle Anime Sante: si affaccia su Piazza Duomo, costruita nel 1713 in suffragio dei morti del terremoto del 1703. Costituisce il simbolo della ricostruzione barocca aquilana. Danneggiata gravemente dal terremoto del 2009, e assurta a simbolo del patrimonio religioso locale danneggiato dal sisma, con la rovina della cupola, nel 2017 la cupola suddetta è stata ricostruita, e nel 2018 la chiese dovrebbe essere riaperta al pubblico. Proprio la cupola di Luigi Valadier domina la grande piazza, a pianta circolare, la facciata d'ispirazione borrominiana è altresì molto particolarmente ricercata nella prospettiva e nelle forme, con accenti rococò, decorata da un finestrone e da nicchie con santi, progettata nel 1769 da Giovan Francesco Leomporri, e realizzata poi da Orazio Antonio Bucci. L'interno è a croce latina, caratterizzato da una navata unica culminante in un'abside rettangolare; lo spazio centrale è impreziosito dalle decorazioni della cupola, mentre la prima cappella a sinistra dello Spirito Santo ha una tela di Teofilo Patini ritraente Sant'Antonio di Padova.

- Chiesa di Sant'Agostino: si affaccia su Piazza San Marco, secondo mirabile esempio del barocco aquilano di ricostruzione. Il complesso monastico era molto antico, fondato nel 1282 da Carlo I d'Angiò, con l'intercessione del vescovo Niccolò Sinizzo, e fu la sede definitiva dei Padri Agostiniani, dopo che abbandonarono il convento di Sant'Onofrio in contrada San Giacomo. Nel Seicento il tempio fu restaurato da Francesco Bedeschini e quasi completamente ricostruito dopo il terremoto del 1703. Il progetto fu di Giovan Battista Contini, giunto all'Aquila nel 1707 per occuparsi della ricostruzione di San Bernardino.[4]I lavori furono avviati nel 1710 e completati nel 1725, eccezion fatta per gli arredi e le decorazioni. La chiesa fu impostata su pianta ellittica con ingresso dell'asse maggiore e ampio presbiterio absidato sul lato opposto. Agli estremi dell'asse minore furono poste due cappelle rettangolari e ai lati altre due cappelle quadrate minori. L'organismo della chiesa di Sant'Agostino rappresenta uno dei pochi esempi abruzzesi di compenetrazione tra schema longitudinale e schema centrale, partendo da un ovale molto allungato, di modello berniniano come la chiesa di Santa Maria in Montesanto a Roma: il prospetto principale si articola su due volumi, quello superiore corrispondente al tiburio e quello inferiore collegato all'ingresso. Il volume alto ha nel mezzo uno stemma circolare con la figura di Sant'Agostino, gli spazi laterali sono scanditi da due grandi lesene per lato. Lo spazio interno non è stato realizzato dal Contini, definito da archi maggiori in corrispondenza degli assi, e minori in corrispondenza delle cappelle quadrate, su di essi un ordine di paraste corinzie giganti che sostengono la trabeazione continua, da cui si eleva la cupola ellittica. Il coro ligneo dell'abside, le statue delle nicchie, sono chiaramente barocchi, come le tele del Bedeschini di Sant'Agostino, della Vergine con Sant'Agostino, insieme agli affreschi delle volte con scene di vita del santo e alle quattro statue dei maggiori Dottori della Chiesa, opera del Cornacchini.

- Chiesa di San Marco: si trova prospiciente la chiesa di Sant'Agostino, e fu realizzati dai castellani di Pianola di Roio nel XIV secolo. L'impianto segue ancora le forme della chiesa originale, anche se l'interno è stato trasformato a navata unica barocca. La facciata è trecentesca, con l'aggiunta nel 1750 dei due campanili gemelli, con statue di santi. Degna di nota è la Madonna col Bambino del Quattrocento, posizionata sotto la cornice di coronamento della facciata; il portale trecentesco romanico è una replica del portale di Santa Giusta, invece quello più antico si trova a sinistra, forse proveniente dalla scomparsa chiesa di Santa Maria di Bagno. Tale portale è romanico, decorato dall'Agnello Mistico con il gruppo del Tetramorfo degli Evangelisti.

#### Architettura civile
- Palazzo Centi: uno dei palazzi più rappresentativi della città, situato nella piazza principale del quartiere, davanti alla chiesa di Santa Giusta. Fu costruito a metà del Settecento per volontà di Gian Lorenzo Centi di Montereale, e forse progettato da Loreto Cicchi di Pescocostanzo, altrimenti noto come Maestro Cola de Cicco.[5]Caratterizzato da un'elegante faccoata in stile barocco, con ampio balconata borrominiano a volute e rientranze geometriche, in corrispondenza del piano nobile, il palazzo è arricchito da diverse decorazioni murarie, sia sulla facciata, che sulla merlatura dell'ultimo ordine. Danneggiato dal terremoto del 2009, fino a quell'anno ospitava la Presidenza della Regione Abruzzo, e i lavori di restauro dovrebbero essere completati nell'interno entro il 2018.

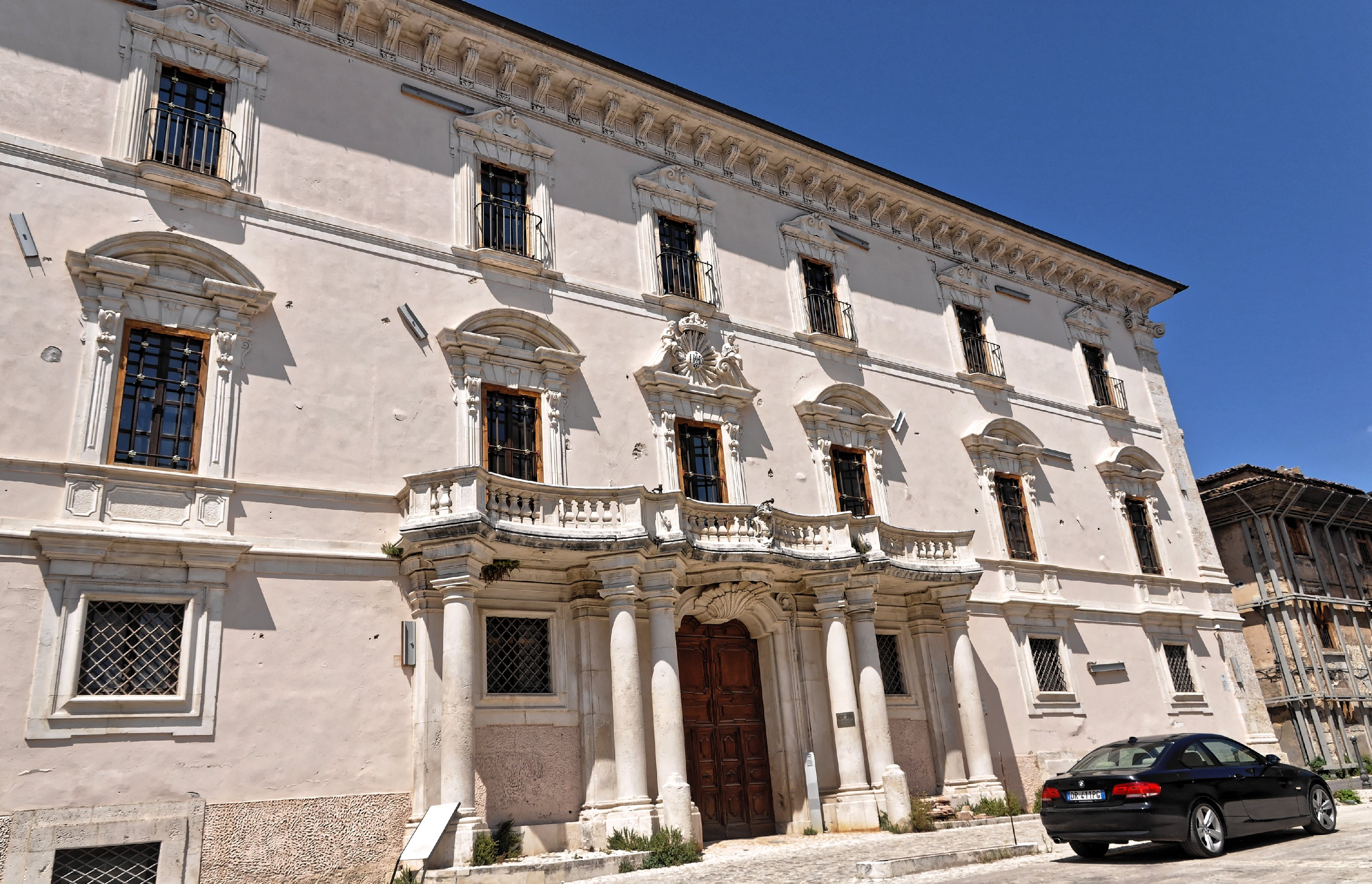
Palazzo Centi, facciata

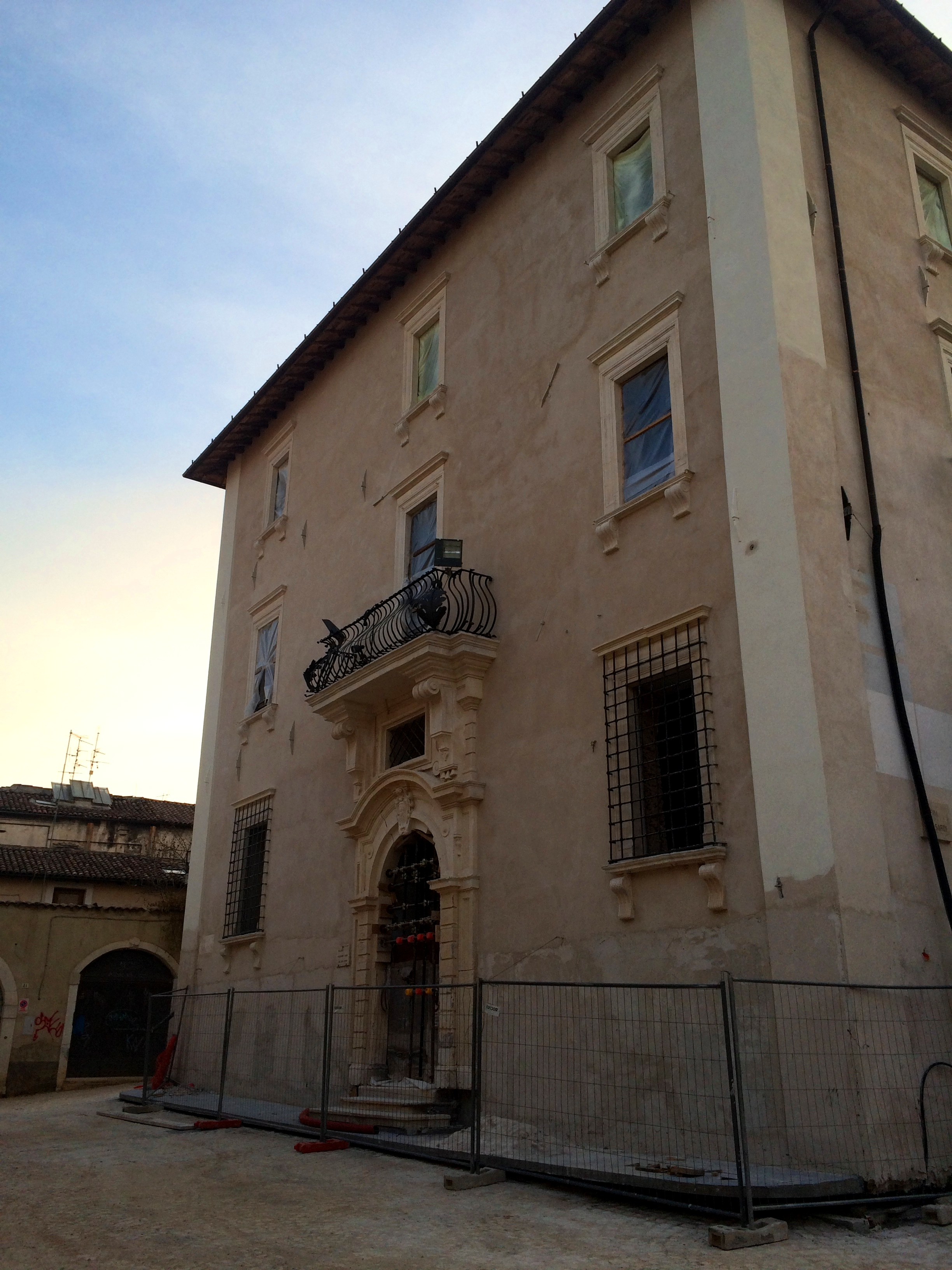
Palazzo Gagliardi Sardi

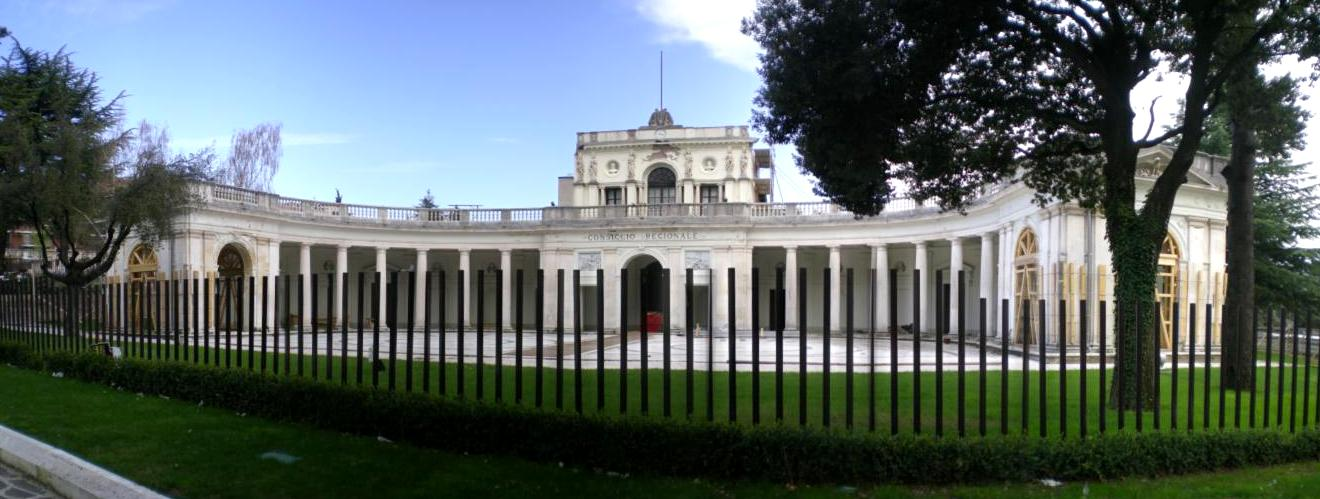
L'Emiciclo, sede del Consiglio Regionale

- Palazzo Gagliardi Sardi: si trova nella piazza davanti alla chiesa di San Flaviano. L'edificio è una storica residenza della famiglia Gagliardi, di origini normanne, insediatasi a L'Aquila sin dal 1254 circa. Il palazzo fu ricostruito dopo il terremoto del 1703, come testimoniato dall'articolazione dello spazio, di stampo barocco, tra il palazzo e la prospiciente chiesa. Il palazzo a pianta rettangolare, si staglia isolato tra la piazza e via Sardi, via delle Grazie e via San Flaviano, La forma allungata è parallela ai costoloni che caratterizzano l'intero quartiere, tra costa Masciarelli e via Fortebraccio. La facciata principale è posta sul lato sud-orientale, sulla piazza frontalmente a quella della chiesa, ed è caratterizzata dalla presenza centrale di un portale barocco del 1710, sormontato da un balconcino che si inserisce all'interno, in una matrice regolare di tre finestroni su tre livelli.

- Palazzo dell'Emiciclo: detto anche "Palazzo dell'Esposizione", è uno degli edifici ottocenteschi più significativi dell'Aquila, situato presso la villa comunale. Il sito fino al XVII secolo era occupato dal convento di San Michele, rimaneggiato ampiamente dopo le soppressioni degli ordini, e ricostruito come palazzo in stile neoclassico. I lavori furono condotti dall'architetto Carlo Waldis, autore dell'originale facciata a semicerchio. Il prospetto è disposto su 6 lati con porticato. Il soffitto del porticato è sostenuto da 12 colonne doriche e termina con 2 edicole. Al centro è presente un'ampia balconata in cima alla quale si apre una grande finestra. I busti scolpiti sono quelli di Bacco e Cerere, collocati sui fianchi laterali; la scritta originaria era "Palazzo dell'Esposizione", poiché la struttura fu usata per varie manifestazioni pubbliche culturali, seguendo la scia delle maggiori città europee. Successivamente dal 1963 ha ospitato il Consiglio Regionale d'Abruzzo, ragion per cui venne realizzato alle spalle del palazzo uno stabile più moderno e più grande, tuttavia di dubbie qualità artistiche.

- Palazzo ex GIL - Rettorato Gran Sasso Science Institute: si trova accanto all'Emiciclo e fu costruito tra il 1929 e il 1932, per ospitare la sede dell'Opera Nazionale Balilla, progettato dall'architetto Paolo Vietti Violi, ma realizzato dagli ingegneri Luigi Cardilli e Vincenzo Di Nanna. Dopo la seconda guerra mondiale il palazzo divenne Istituto Tecnico Industriale, e dopo la costruzione della nuova scuola nel quartiere Pettino, il palazzo venne inglobato nel complesso del Consiglio Regionale, fino a diventare il nuovo rettorato, nel 2017 dell'Università "Gran Sasso Science Institute".
Il palazzo, in via Iacobucci, fa parte delle architetture del Ventennio che hanno caratterizzato la zona del viale Crispi, come la chiesa di Cristo Re e le villette liberty: si presenta come un volume a ferro di cavallo di due livelli, adagiato su in basamento rettangolare con una leggera chiusura ad esedra nella parte retrostante verso il giardino, probabile richiamo al Palazzo dell'Esposizione. La facciata è suddivisa in tre settori, di cui il centrale aggettante verso la strada, ciascuno dei quali con tre bucature disposte su ciascuno dei tre livelli, è caratterizzata da possenti cornicioni e da timpani neorinascimentali.

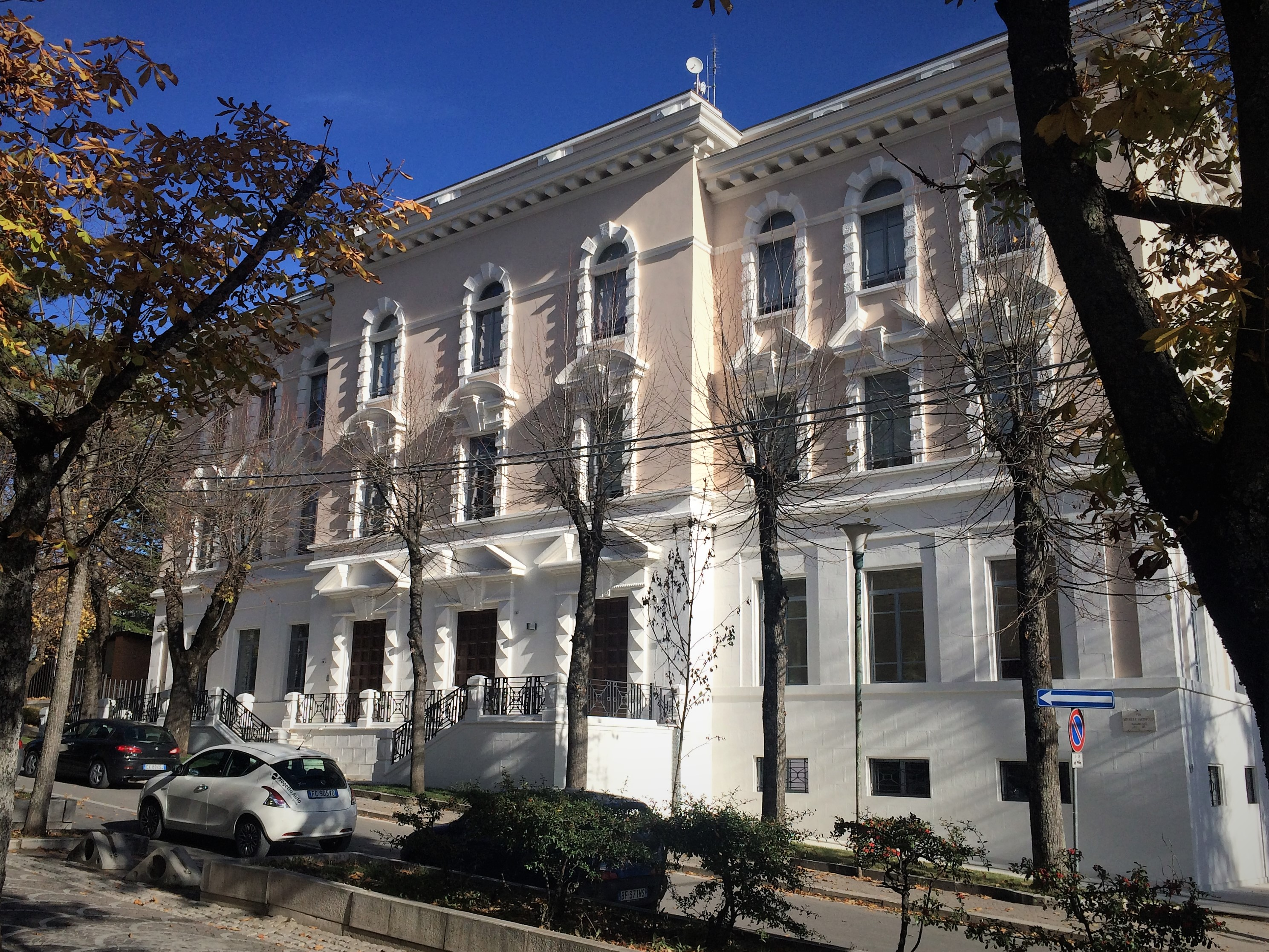
Palazzo ex GIL

- Casa della Giovane Italiana: si trova sul viale Francesco Crispi, accanto alla chiesa di Cristo Re. L'edificio venne realizzato sul lato opposto del viale in corrispondenza con l'ex Palazzo GIL, progettato dall'ingegnere Achille Pintonello, il quale costruì all'ingresso del Corso Vittorio Emanuele anche la Casa del Combattente. Il palazzo ha uno stile razionalista tipico del Ventennio, occupando un lotto quadrangolare mediante tre volumi: uno allungato parallelamente al viale Crispi, e gli altri posizionati ortogonali ad esso, in maniera sfalsata e caratterizzati dall'arrotondamento dello spigolo; questo taglio rimanda alla semplicità delle forme tipiche del razionalismo. Il palazzo ha tre livelli con terrazza panoramica, ben delineati dalle vistose cornici marcapiano. I primi due livelli sono organizzati secondo un corridoio di distribuzione longitudinale.

Polo direzionale dell'Ex ospedale psichiatrico di Collemaggio

- Ospedale Psichiatrico di Collemaggio: si trova su una collinetta a sinistra, presso il piazzale della basilica. Il palazzo fu costruito nel XX secolo come sede di ricovero degli alienati della provincia aquilana. In origine i malati dell'Abruzzo Ultra II erano mandati al Regio Manicomio di Aversa, e dopo il sovraffollamento di questo, nel 1884 i malati vennero spediti nell'ex Ospedale psichiatrico di Teramo, dove già nel 1891 si registravano 150 malati aquilani.[6]Per permettere la più facile comunicazione tra parenti e malati, il nuovo ospedale aquilano fu costruito nel 1915 vicino alla Basilica di Santa Maria di Collemaggio e rimase attivo fino alla chiusura nel 1975. Successivamente dopo il terremoto del 2009, l'ex ospedale è stato in parte recuperato e usato come centro studi di medicina e psichiatria. Il complesso è accessibile attraverso una muraglie di contenimento con cancello, da cui si accede a un ampio piazzale geometrico, dove si trova il polo principale a pianta rettangolare della direzione. Il palazzo ha caratteristiche molto sobrie in stile neoclassico, mentre le altre strutture rettangolari dimostrano un aspetto più moderno.

- Casa-torre di via Benedetti: è una struttura rettangolare con l'esterno molto rimaneggiato, dove si leggono gli interventi medievali e settecenteschi, dopo il sisma del 1703. La parte in conci di pietra appartiene alla torre medievale di controllo, mentre il resto dell'architettura molto sobria è posticcia.
- Case Oliva - Hotel Sole: palazzo settecentesco ricavato da abitazioni medievali, delle quali si conservano alcuni portali di base ad arco gotico. La facciata principale mostra un portale a cornice classica, e una suddivisione di cornici in quattro livelli. Alla base si alterna un ordine di quadrotte, che si contrappongono al secondo ordine di essere che sta sotto una grande balaustra dell'ultimo settore. Ciascuno spigolo dei quattro lati è rivestito in bugnato.

- Palazzo Alfieri Ossorio: si trova in via Fortebraccio, vicino alla chiesa della Madonna degli Angeli. Il palazzo fu costruito nel XV secolo come residenza estiva della nobile famiglia. L'antico palazzo fu danneggiato dal terremoto del 1703, anche se all'interno è ancora possibile vedere qualche elemento della storica costruzione rinascimentale. Nel 1878 Barbara Micarelli fondò nel palazzo l'Istituto "Santa Maria degli Angeli", che ha caratterizzato la formazione delle donne aquilane e non solo. La struttura ha impianto planimetrico piuttosto complesso, occupando l'intero isolato della via, decumano orientale della città, insieme a via Micarelli, vicolo Santa Maria degli Angeli e la parte delle mura medievali di Porta Bazzano. La facciata principale di via Fortebraccio è suddivisa in due parti: la prima più antica è a tre livelli, a carattere rinascimentale, con apparati decorativi tardo-medievali, come le finestre bifore a carattere trecentesco; la seconda parte è tardo-rinascimentale, e il prospetto è concluso dalla presenza della chiesa degli Angeli. Internamente il palazzo presenta un'interessante sequenza di porticati, logge e aule a soffitto ligneo, che immettono nell'ampio cortile centrale, circondato da porticato con arcate ogivali.

- Palazzo Ciccozzi: si trova su una traversa di Piazza Duomo in direzione di Piazza San Marco, e risale al XVIII secolo. La struttura, molto elegante, è divisa in due livelli da cornice, quello di base accoglie i portali settecenteschi in stile classico, con cornici decorate da volute, e nel caso del portale maggiore da balconata che sormonta l'accesso; mentre il lato superiore ospita le finestre decorate da cornici a timpano alternato triangolare e curvilineo.

- Palazzo della Banca d'Italia: si trova all'ingresso del corso Federico II da Piazza Duomo, ed è stata realizzata nel 1941, demolendo degli stabili settecenteschi. Il palazzo è in chiaro stile razionalista, anche se non presente quei caratteri futuristici, preferendo mantenere un elegante equilibrio tra linearità moderna del fascismo e gli schemi dei palazzi classici. La facciata principale si trova sul corso, ed è ornata alla base da un portico ad arcate a tutto sesto, dove si innalzano i due settori degli uffici, molto schematizzati da paraste., in modo da offrire un contrasto tra le paraste e le linee bianche del marmo con i mattoni rossi che rivestono l'esterno.

- Casa Lepore: interessante esempio di architettura civile rinascimentale aquilana, situata all'ingresso di via Fortebraccio dalla scalinata di San Bernardino. Il palazzotto ha pianta quadrata, con la facciata principale divisa in due da un rialzo a sinistra della torretta principale, dove grandeggiano due eleganti finestre bifore trecentesche, con decorazione a gattoni.

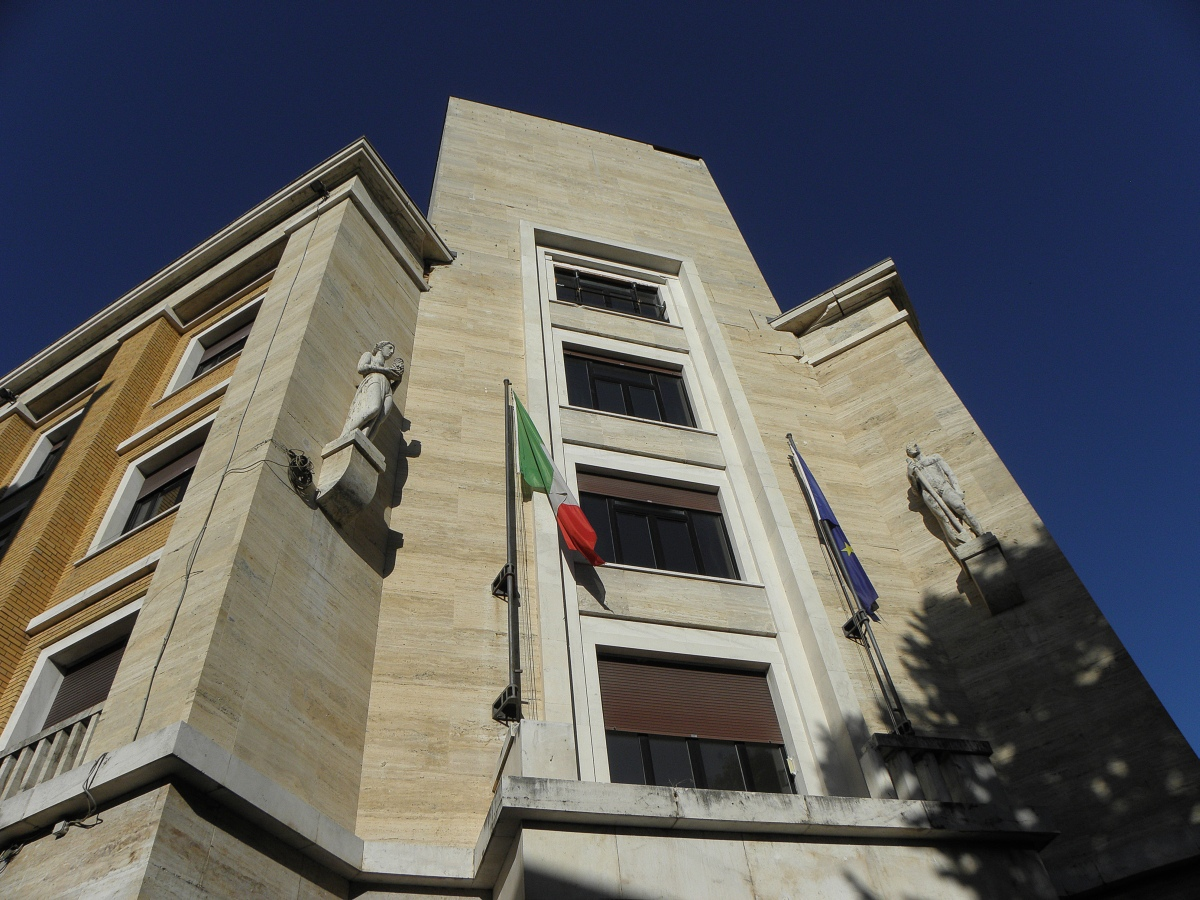
Istituto INPS

- Palazzo Istituto INPS: è stato realizzato intorno al 1937 allo sbocco del corso Federico II sulla villa comunale. Il palazzo è stato realizzato in contemporanea con l'attiguo Grande Albergo del Parco. Dopo il terremoto del 2009 la sede è stata spostata in una struttura più moderna, anche se il palazzo funge sempre da istituto, venendo acquistato dal comune. La struttura ha pianta quadrangolare in stile razionalista, con la facciata che si apre allo sbocco del corso, allargando il vertice dei due lati che confluiscono nella strada. I marmi e le due statue monumentali danno al palazzo un chiaro tono razionalista, e tale volume si innalza fino a realizzare una torretta di controllo. L'ingresso è inquadrato in una semplice cornice schematica, provvista di balconata superiore. L'insieme è schematizzato da costoloni, e sta a rappresentare la visione modernista del nuovo stile fascista.

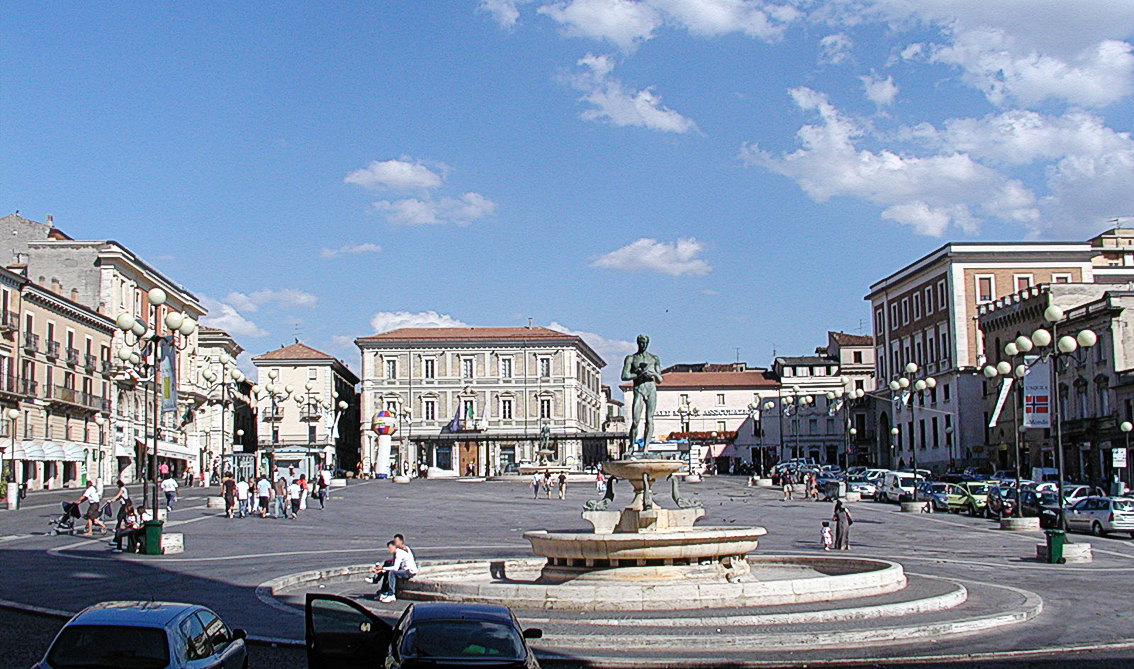
Veduta di Piazza Duomo dalla Cattedrale: al centro il Palazzo Betti e a destra la Banca d'Italia

- Palazzo della Prefettura: si trova in Piazza della Repubblica, accanto alla chiesa di Sant'Agostino. La sua realizzazione si inserisce nell'ambito di ricostruzione post terremoto 1703, poiché il vecchio palazzo del monastero agostiniano era andato completamente distrutto, fondato nel 1282 da Carlo I d'Angiò. Nel 1707 Giovanbattista Contini ripristinò il cortile e la chiesa, disponendola di nuova pianta ellittica, con facciata rivolta in Piazza San Marco. Nel 1606 il regime napoleonico chiuse il convento, dove si insediò un Commissario Regio, e gli agostiniani si trasferirono nel monastero di Collemaggio. Il convento fu spogliato degli arredi sacri, e divenne sede di uffici pubblici. La nuova fase di lavori di ristrutturazione ebbe inizio nel 1809, concludendosi nel 1814, determinandone l'impostazione planimetrica, specialmente della facciata. Nel 1820 vi fu costruito un piccolo teatro in legno denominato "Sala Olimpica", voluta dal cavalier Federico Guarini. Nel 1861 il Palazzo divenne sede della Prefettura dell'Aquila, e tale rimase fino al terremoto del 2009, che danneggiò seriamente l'edificio, riducendolo a uno dei monumenti più disastrati della città. Infatti nel 2012 è stata riaccomodata la parte dell'ingresso, ma per il resto della struttura è stato necessario il progetto di semi-demolizione e ricostruzione, i cui lavori sono partiti nel 2017.
L'edificio è a pianta trapezoidale, adiacente alla chiesa agostiniana, con la corte interna ed è disposto su due livelli. La facciata ruotata rispetto all'intero complesso. si presenta sobria con un elemento aggettante in corrispondenza del portico d'ingresso, rivestito in pietra e caratterizzato da piccola balconata sospesa su due paia di colonne che inquadrano il portale maggiore.

- Grand Hotel del Parco (ex Grande Albergo L'Aquila): si trova nella villa comunale, alla fine del corso Federico. Realizzato negli anni 1930, dopo il progetto del 1929, il Grande Albergo sorge su un'area che fino al primo Novecento era pressoché vuota. Vi sorgeva solo la casa dei Frasca, con un palazzotto di proprietà Vastarini Cresi. L'esproprio delle strutture avvenne nel 1939, con la demolizione degli edifici, e l'inizio della costruzione dell'albergo. Il primo progetto fu affidato nel 1936 all'architetto Gino Franzi di Roma, e sottoposto a diverse varianti; seguì nel 1939 il progetto di Bernardino Valentini, che nel 1940 venne approvato nella versione definitiva, la quale determinò l'aspetto attuale dell'edificio. Particolarmente interessante il prospetto sul viale Luigi Rendina nel quale si vede, sulla destra, l'ingresso al "Grande Garage Generale"; secondo testimonianze dirette negli anni della seconda guerra mondiale i locali del garage furono usati come sala da ballo.[7]La presenza di un ampio spazio destinato a verde era espressione di una cultura architettonico-urbanistica, molto attenta al verde pubblico. Lo spazio del giardini accanto all'albergo è ancora oggi visibile, soprattutto in via San Michele.

- Case medievali di Costa San Flaviano: si tratta di un vicolo che fiancheggia la chiesa omonima, terminando con una costruzione dotata di torretta e arco di base. Le case hanno un aspetto rimaneggiato a causa dei vari terremoti, ma mantengono l'aspetto originario nell'impianto, addossate l'una all'altra. La casa maggiore della costa è dotata di una torre settecentesca con finestre ad arco a tutto sesto. Presso la vicina via Casella si trova un'abitazione molto interessante, restaurata dopo il sisma 2009, che mostra sulla facciata tre arcate a tutto sesto risalenti al Quattrocento, intervallate da colonnine circolari con capitelli finemente lavorati.

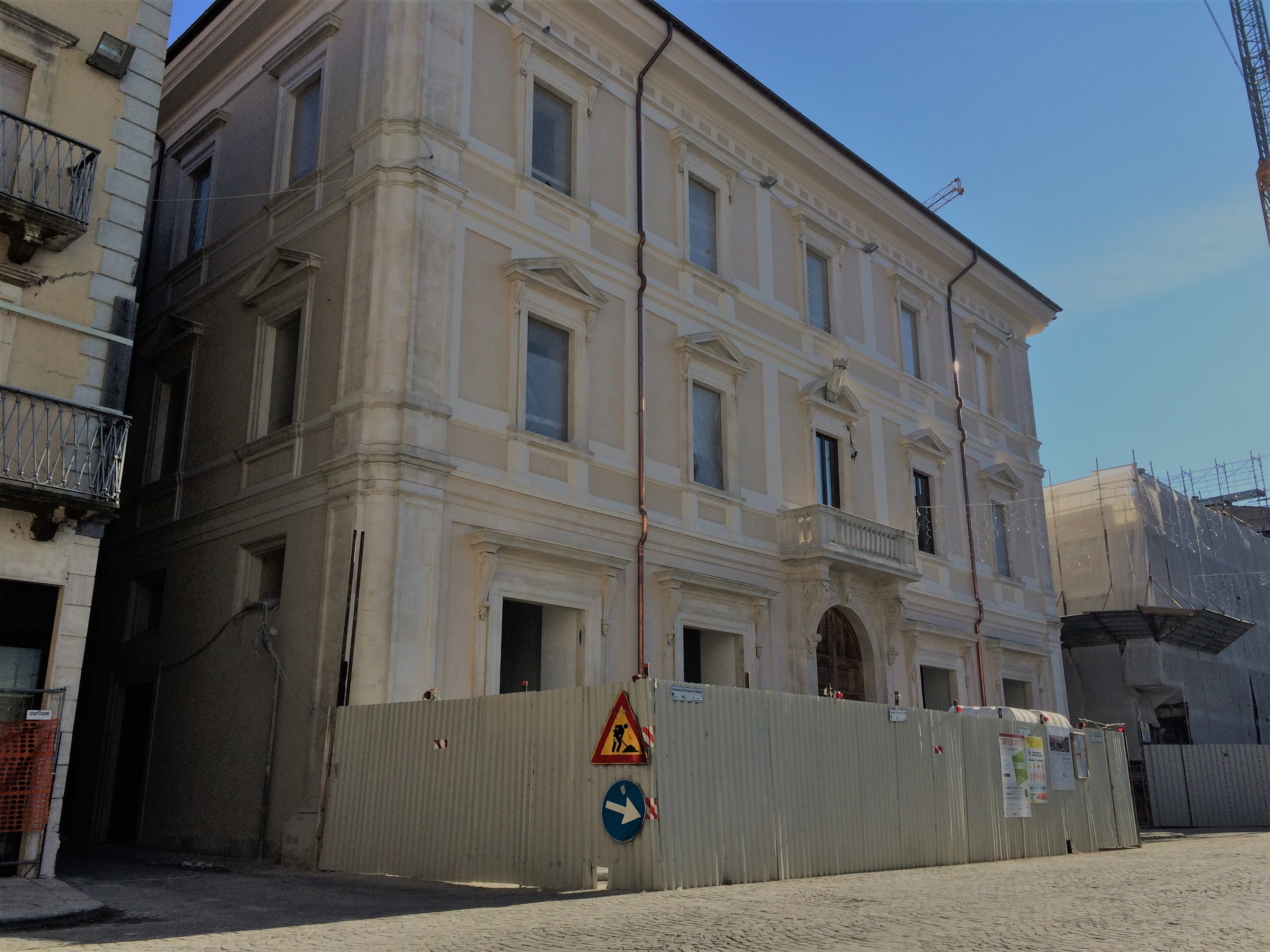
Palazzo Betti

- Palazzo Betti: si affaccia su Piazza Duomo, edificato dopo l'Unità d'Italia per volere di Gustavo Betti. L'edificio fu ammodernato negli anni 1930, perdendo la connotazione neorinascimentale nelle parti laterali, eccetto la facciata, rimasta più o meno nello stile originale. Il 12 ottobre 1924 Benito Mussolini si affacciò sul balcone principale per un discorso al pubblico; nel dopoguerra il palazzo fu usato per ospitare la sede del Banco di Roma, e successivamente per diverse attività commerciali, fino al sisma del 2009, che non l'ha danneggiato in maniera rilevante. La struttura presenta una struttura quadrangolare irregolare con corte al centro: la facciata in stile neorinascimentale ha uno schema classico, con tre ordini di cinque bucature con le finestre centrali di dimensione maggiore. Il finestrone centrale al piano nobile è dotato di balcone in pietra, sormontato dallo stemma familiare, con un'aquila nella parte superiore e un leone nell'inferiore. L'interno ha una pavimentazione in stile veneziano.

- Palazzo Dragonetti De Torres: in via Grifo-Santa Giusta, da non confondere con l'omonimo di via Roio, è una interessante struttura rinascimentale. Il palazzo risale al XV secolo, anche se è stato rimaneggiato, tuttavia mantiene molti aspetti della struttura originaria. Appartenne ai Dragonetti, una delle nobili famiglie aquilane più influenti nella vita forense, e successivamente ai De Torres di Napoli. Ha pianta rettangolare con suddivisione tre livelli. I primi due non sono molto interessanti, eccezione per l'ordine delle finestre con timpani triangolari e curvilinei alternati, mentre il terzo livello mostra ancora le finestre ad arcata del Cinquecento, intervallate da colonnine cilindriche. Su uno spigolo si trova il monumentale stemma dei Dragonetti, ossia un araldo con dentro un dragone rampante, sormontato da una testina d'angelo alata. L'interno è preceduto da un chiostro monumentale scandito da arcate con capitelli corinzi finemente lavorati, in stile cinquecentesco, e volte a crociera.

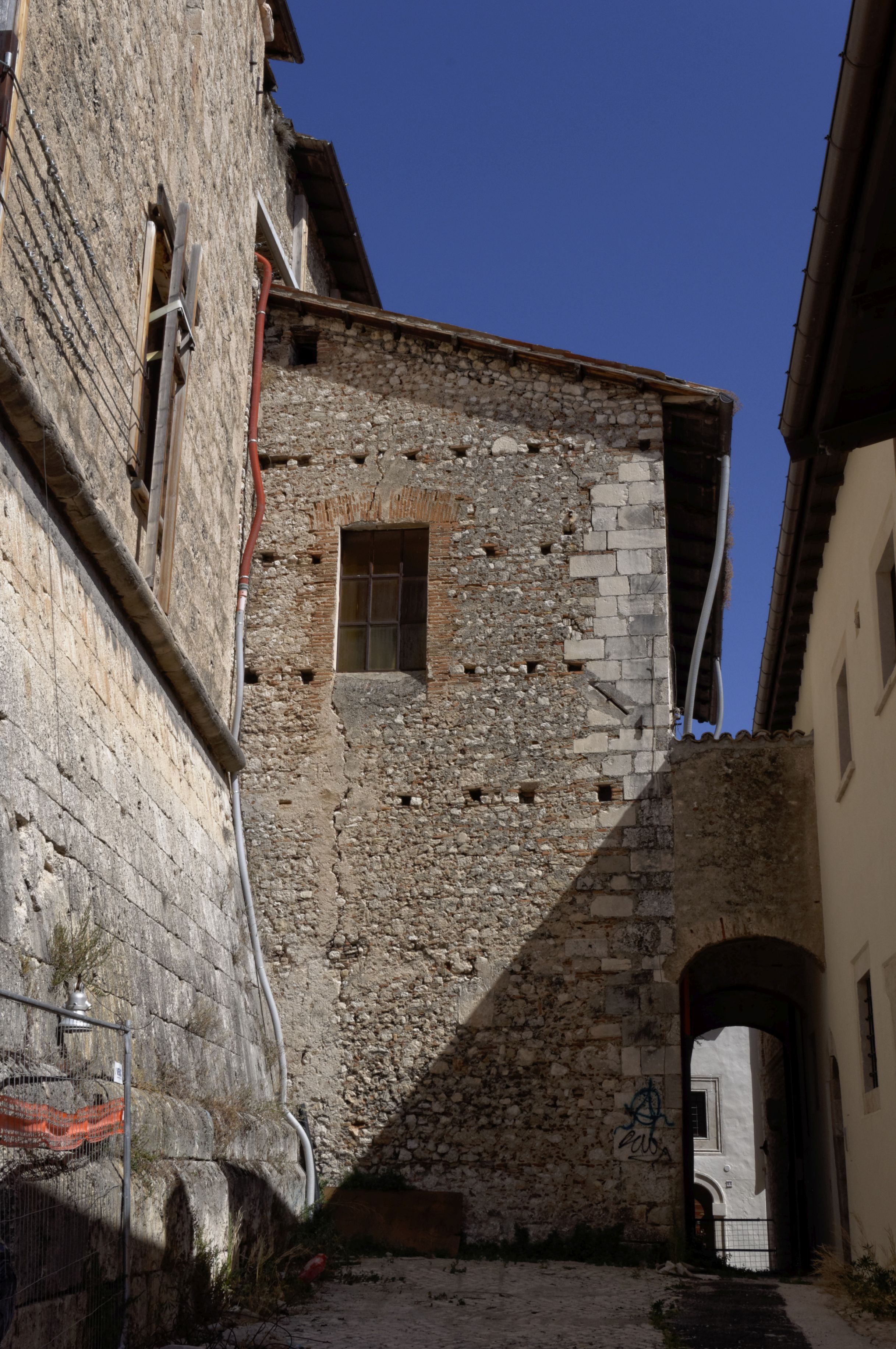
Vicolo del campanile turrito della chiesa di Santa Maria Paganica

- Ex Cinema Massimo: si trova sul corso Federico II, risalente all'epoca fascista, in stile razionalista. Ha pianta rettangolare, ed è rivestito in marmo, con monumentali colonne schematiche che compongono il portico di accesso. Ci sono alcuni bassorilievi di interesse in stile razionalista, tra le quali la stessa scritta CINEMA MASSIMO. Dopo il terremoto del 2009, il cinema è stato spostato, ma ci sono progetti per occupare i vasti locali interni per uno sviluppo culturale, dopo un primo restauro di consolidamento. Il nuovo sindaco Pierluigi Biondi ha assicurato con la delibera Cipe 48 del 2016 è stata finanziata per 300 mila euro la progettazione del secondo lotto di lavori, che saranno completati con i 3 milioni e 954 mila euro previsti nell'imminente delibera del Comitato interministeriale per la programmazione economica [...] Se il cronoprogramma verrà rispettato saranno necessari due anni e mezzo per il completo recupero dell'immobile, inserito nella programmazione 2019-2020 del piano triennale delle opere pubbliche.[8]

- Palazzo Manieri: in via Guelfaglione, è uno storico palazzo risalente al XVII secolo. L'ingresso è in via Bazzano, anche se in passato ha avuto altro ingresso sul corso Federico II. L'edificio si presenta con impianto a corte chiusa, che si sviluppa su tre piani fuori terra, più un piano sotterraneo, ad eccezione dei due ambienti adibiti a cantine, il palazzo non ha alcun piano sotterraneo vero e proprio. Il manufatto si presenta come un complesso con edificazione compatta, realizzato in muratura portante ed è completamente intonacato: la sua copertura è in coppi e tutti gli imbotti delle aperture sono in materiale lapideo, e dello stesso sono i due cantonali d'angolo, i balconi e il cornicione.[9]
Il palazzo ha al piano terra, che si affaccia sul corso Federico cinque negozi, un bar in via Bazzano e un ufficio all'ingresso della corte. Il primo piano è composto da uffici, mentre il secondo è diviso in nove unità. Nell'insieme architettonico, il piano terra si presenta con tutti gli ambienti voltati, con volte a schifo o mattoni, con la sola eccezione di un ambiente interno al cortile, che ha i solai in acciaio. Al primo piano si trovano ambienti con volte settecentesche realizzate a schifo, alcune a mattoni a taglio, tranne quella dia via Guelfaglione, in mattoni a doglio. I solai del piano secondo sono stati realizzati in acciaio e laterizi.

- Palazzo Simeonibus De Marchis: si trova su via Indipendenza, presso Piazza San Marco, e appartenne alla ricca famiglia Simeonibus, in attività in città nel XV secolo. Successivamente appartenne ai De Marchis di Ocre, della cui famiglia Giorgio De Marchis Bonanni fondò una onlus aziendale, attiva fino al 2009, quando fu spostata nel Palazzo Cappa Cappelli sul corso Vittorio Emanuele. Il palazzo ha aspetto settecentesco don un bel portale ad arco a tutto sesto con punte di diamante.

- Palazzo Romanelli: tra via Fortebraccio e via Barbara Micarelli, il palazzo settecentesco è frutto dell'accorpamento di più strutture dopo il terremoto del 1703, mostrandosi diviso in due tronconi stilistici. La base è dotata di archi e portali che denunciano la matrice rinascimentale in un lotto e quella settecentesca nell'altro. Il portale rinascimentale è fasciato in bugnato. L'interno è preceduto da un elegante chiostro ad arcate.

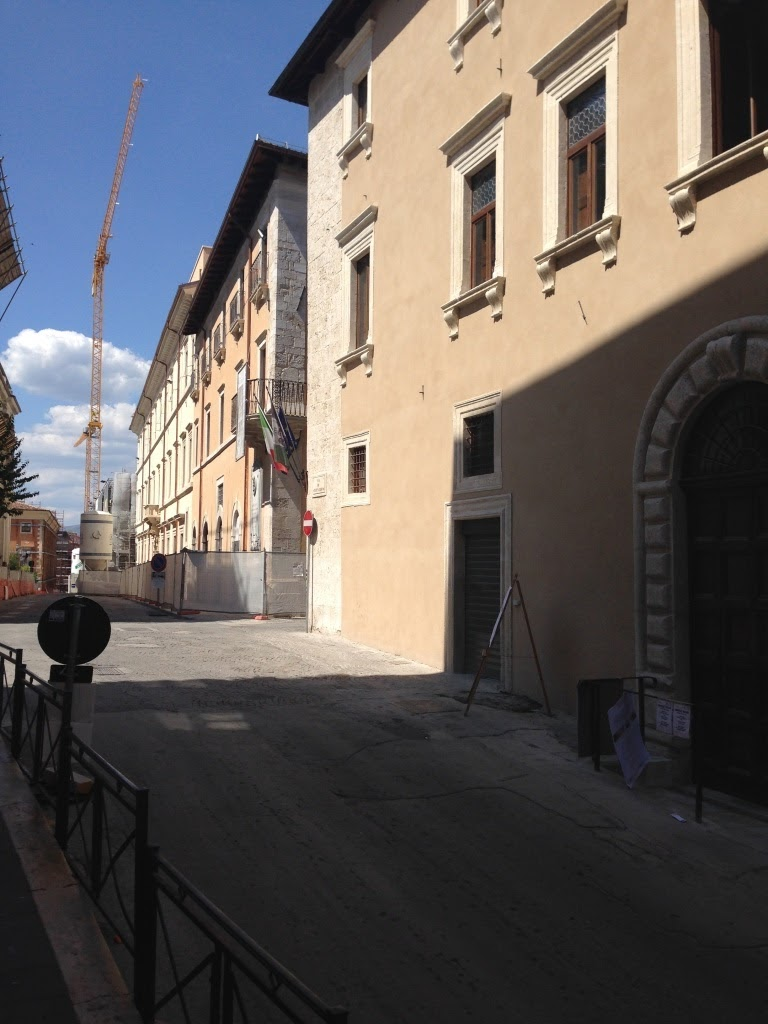
Palazzo Fibbioni Lopez, e in lontananza Palazzo Ciolina

- Palazzo Santospago Dragonetti: in via Fortebraccio, risale al XV secolo. La facciata è in conci di pietra sagomata, cornici delle finestre e dei portali, angolata in pietra su Piazza Bariscianello. Lo stemma nobiliare è in pietra finemente scolpita sull'angolatura sud; il vano d'ingresso è al piano terra, pavimento in cotto antico e copertura a volticine a crociera in mattoni pieni. Il muro è a scarpa al piano terra, loggiato del vano con scala monumentale e nicchia affrescata sul pianerottolo.

- Palazzo Barattelli: in Piazza Bariscianello, mostra forme neoclassiche, con sagome di bugnati realizzate in malta, cornici alle finestre, pregevoli volte in foglio del piano seminterrato; scala di distribuzione ai piani superiori di chiaro richiamo liberty internazionale, con modanature a volute e pianerottolo con pianta curva, cartigli ciechi ai vari piani.

- Villa Nurzia: si trova nella zona del viale Crispi a confluenza con via Campo di Fossa e via D'Annunzio. La villa è considerata l'esempio perfetto dello stile liberty aquilano, insieme a villa Silvestrella nel rione Santa Maria. Il villino è sempre appartenuto all'omonima famiglia che lo costruì, ed è stato restaurato dopo il sisma del 2009: di particolare ha gli stucchi situati nelle porte, nelle finestre, nei balconi e negli angoli degli spigoli. Motivi floreali, animali e volti umani sono raffigurati nelle forme più disparate, specialmente le figure umane mostrano diverse espressioni. L'impianto è rettangolare, con un secondo corpo che si erge a torretta, e un terzo a capanna con tetto a spioventi che funge da ingresso. Le decorazioni a stucco decorano i davanzali delle finestre, e presso le cornici dei tetti ci sono motivi vegetali intagliati nel legno. L'interno è stato alterato negli anni, ma di interesse si conservano le mattonelle, realizzate con graniglie dell'Umbria, all'ingresso c'è un quadro raffigurante Cristo tra gli apostoli, di autore incerto, forse Teofilo Patini.

#### Mura

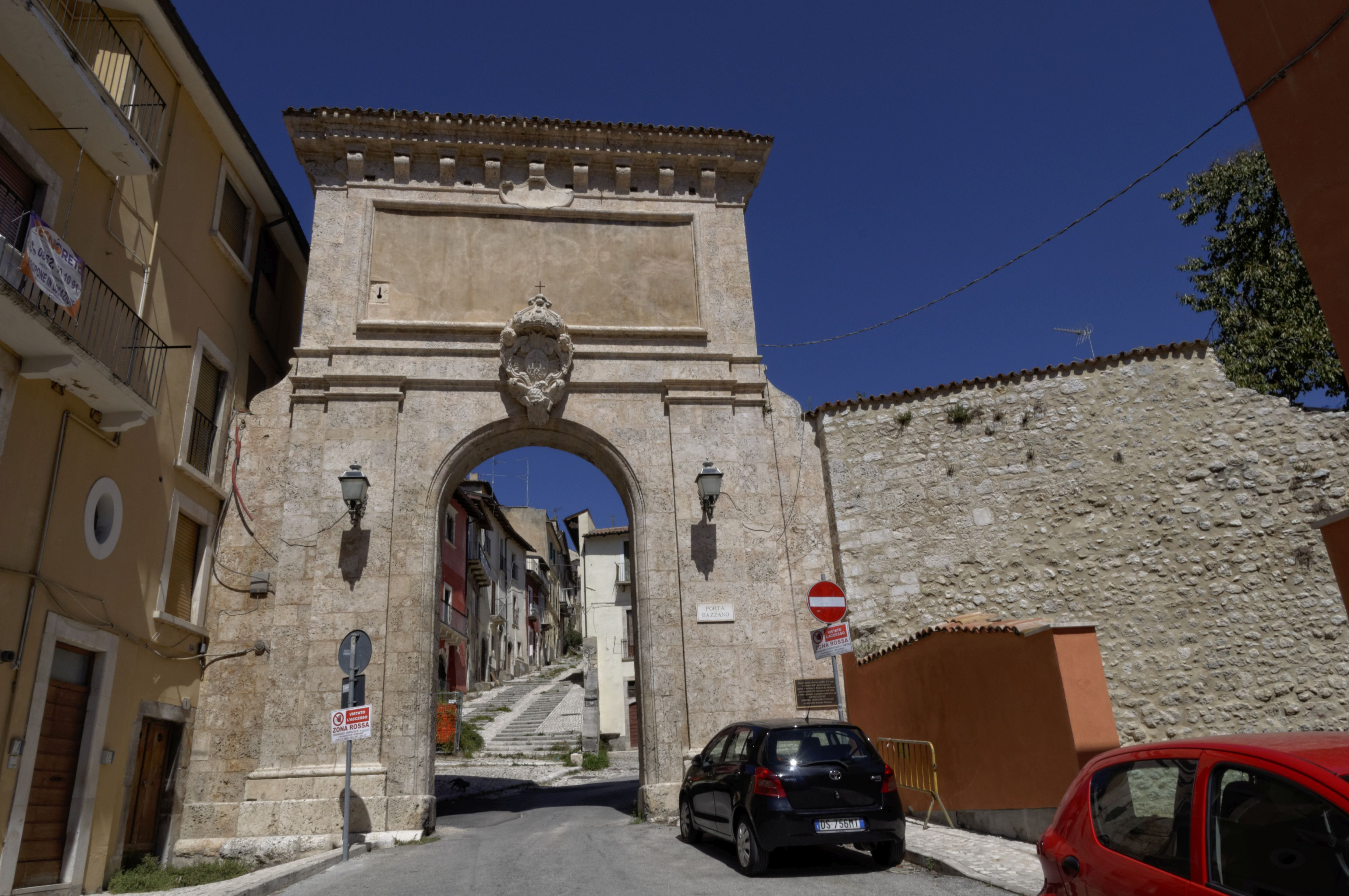
Porta Bazzano

- Porta Bazzano: si trova all'ingresso di via Fortebraccio dal piazzale del Termina "Lorenzo Natali", principale ingresso alla città da est. Disponeva di una doppia fortificazione con pianta centrale, di cui oggi rimangono tracce. Nei pressi era situato l'ospedale di San Matteo dei Bastardi, tale portale venne modificata dopo il 1703 con un grande aspetto monumentale in stile barocco, caratterizzato da un fronte raffigurante lo stemma civico dell'Aquila e i quattro santi patroni della città, insieme allo stemma asburgico. Nella pianta del Fonticulano la porta aveva una caratteristica medievale sormontata da una grande torre merlata, simile alla coeva Porta Leoni.

- Porta Tione: si trova nel locale di San Michele, più a sud di Porta Bazzano, e si trova sopra un'altura di questo quartiere, in posizione molto elevata rispetto alle altre porte di accesso. Tale porta conserva ancora l'aspetto medievale, con un fornice ogivale, sormontato da una torretta, modificata dopo il 1703 con una decorazione a lanterna.

- Porta di Bagno: si trova in via Campo di Fossa, a sud di Porta Tione, e conserva l'aspetto medievale. Si presume fosse dotata di torretta di controllo che sovrastava l'arco gotico d'ingresso. Nel Novecento è stata murata, ma conserva ancora l'aspetto originale.

- Porta Napoli o San Ferdinando: è una costruzione recente rispetto alle altre porte medievali, e si trova all'estremità meridionale del viale Francesco Crispi. Fu edificata in onore di Ferdinando II delle Due Sicilie che nel 1820 venne a visitare la città, demolendo la chiesa di San Lorenzo dei Porcinari. Costituita da un arco a sesto acuto semplice, in pietra incanalata da lesene, con due bastioni laterali di contenimento a curvature.

### Quarto Santa Maria
Si tratta del quarto maggiore del centro storico, che abbraccia tutta l'area nord-est della città, inclusa la parte ovest di San Silvestro, ed è l'unico a non confluire nella Piazza Duomo. Quarto "forconese", edificato dai castellani di Collebrincioni, amministrato infatti dalla famiglia Branconio, Paganiza, Assergi, Barisciano e San Demetrio ne' Vestini. I fulcri principali sono Piazza Santa Maria Paganica, Piazza San Silvestro, Piazza Chiarino, il Corso Vittorio Emanuele e Piazza San Bernardino, i cardi sono via Cascina, via del Guasto, via San Silvestro, via Cascina, via San Martino, via Paganica, la parte nord del Corso e via Sinizzo, mentre i decumani sono via Vittorio Veneto, via San Bernardino, via Giuseppe Verdi, via Mazzini, via Garibaldi, via Navelli, via Bominaco e via Veneziani.

#### Architettura religiosa

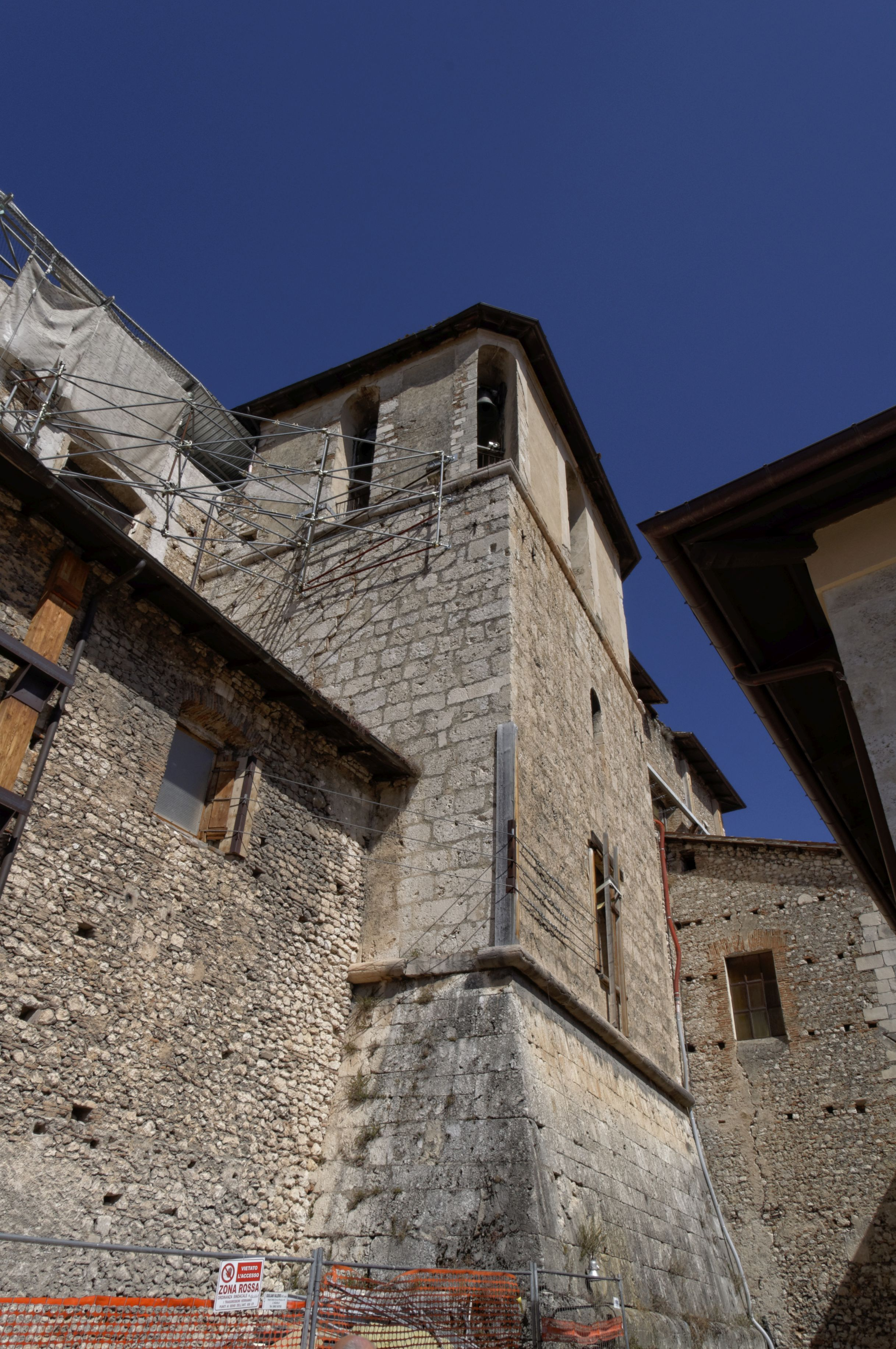
Il campanile di Santa Maria Paganica

- Chiesa di Santa Maria Paganica: è la chiesa capoquartiere di questo rione e parrocchia del locale Paganica. Fu costruita dai castellani di questa frazione, duplicato della parrocchia di Santa Maria Assunta nel XIII secolo, anche se oggi la chiesa si presenta, almeno prima dei gravi crolli del 2009, in stile pressoché barocco. Se si fa eccezione per il massiccio campanile turrito, che serviva anche come elemento di difesa, la parte bassa della facciata con il rosone e il portale romanico, e altri portali minori laterali.[10]Il campanile fu "tagliato" dagli Spagnoli nel 1557 per impedire eventuali rappresaglie degli aquilani contro il neonato Forte spagnolo, poiché la torre doveva essere veramente un valido punto di controllo, e lo stesso fu fatto per il campanile di Santa Maria d'Assergi, oggi chiesa del Carmine. La facciata di base in pietra concia è la più antica della città, realizzata da Raimondo del Poggio, a coronamento orizzontale con lesene angolari ed elegante cornice. La parte superiore è settecentesca, di scarsi stile artistico. Il ricco portale maggiore romanico è ad arco a tutto sesto con cornici, ornato da sette busti: Cristo benedicente, poi San Pietro, Sant'Andrea, San Bartolomeo, San Giovanni, San Paolo e San Giacomo. Nella lunetta invece c'è il gruppo della Madonna col Bambino. L'interno oggi è stato sventrato dal terremoto del 2009, e presentava un'aula unica con cappelle laterali, con soffitto dipinto da Carlo Patrignani, allievo di Teofilo Patini, nei primi anni del Novecento, con scene di vita della Vergine (la Concezione, l'Annunciazione, la Natività, l'Incoronazione). Nella cappella a sinistra c'è un fonte battesimale medievale, una pala del Salvatore del XVII secolo di Alessandro Maganza, mentre nella terza cappella a sinistra ci sono le tele di Vincenzo Damini del Presepe - Sposalizio della Vergine - Sacra Famiglia. Nella quarta cappella di destra c'è il "Battesimo di Gesù" di Rinaldo Fiammingo.

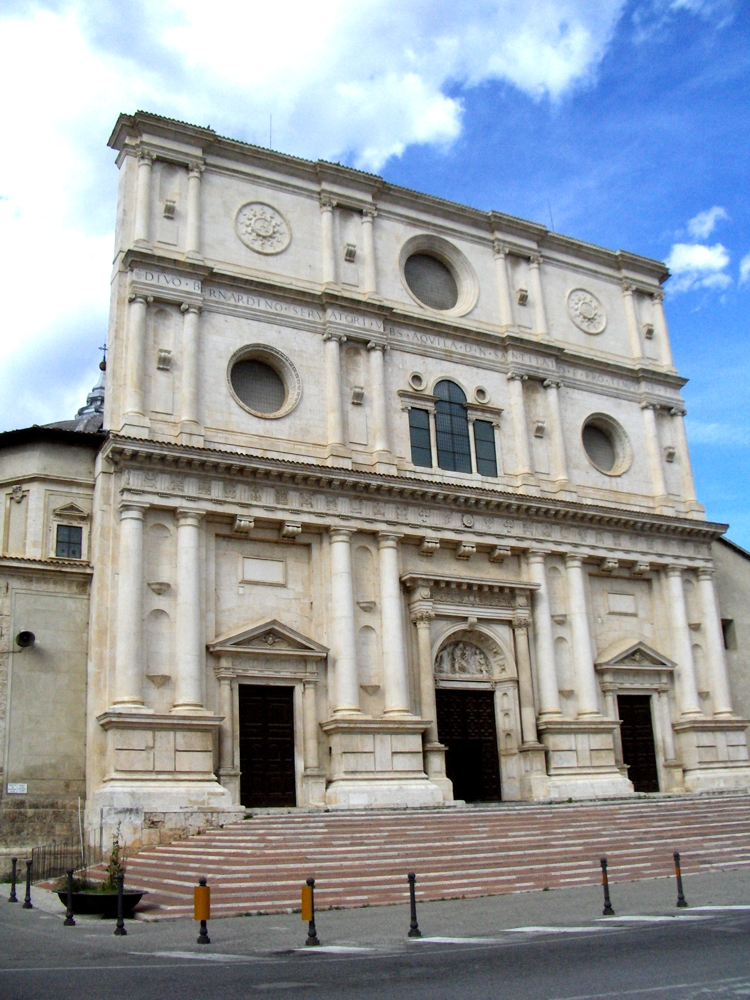
Facciata di San Bernardino

- Basilica di San Bernardino: è la chiesa più conosciuta della città insieme alla Basilica di Collemaggio. Fu realizzata nella parte ovest del quarto, verso Porta Leoni. La costruzione di una chiesa che conservasse le spoglie di San Bernardino da Siena, morto nel 1444, e proclamato santo nel 1450, fu voluta dal monaco San Giovanni da Capestrano, con finanziamento del banchiere di Jacopo di Notar Nanni, intimo del santo senese. I lavori furono avviati e terminati tra il 1454 e il 1472[11], con la bella facciata realizzata in stile rinascimentale da Cola dell'Amatrice (1525), di cui resta l'unico elemento originario insieme al campanile, mozzato dal sisma del 1703, che distrusse anche l'interno. Il terremoto dunque danneggiò seriamente la chiesa, che venne ricostruita insieme all'annesso convento. Nel 1946 Papa Pio XII la elevò a basilica minore, e divenne sede definitiva della confraternita che organizza la processione del Cristo morto. Il terremoto del 2009 danneggiò nuovamente la chiesa e distrusse il campanile, che però è stato mirabilmente ricostruito, insieme al restauro della chiesa, terminato nel 2015. La facciata è divisa in tre ordini per mezzo di cornici marcapiano, mentre quattro coppie di paraste dividono verticalmente il piano. In cima si trovano tre oculi, due dei quali mostrano il trigramma PHS di San Bernardino circondato da sole con raggi, mentre al livello inferiore si trovano solo due oculi laterali, e lo spazio centrale è occupato da tre grandi finestre. Al termine del grande cornicione riccamente decorato, si trovano alla base tre portali architravati, dei quali quello centrale è più grande, con una decorazione molto festosa della Vergine col Bambino tra San Giovanni di Capestrano e San Bernardino. La chiesa ha una cupola presso il transetto, un campanile laterale a torre un'abside semicircolare, mentre a destra il complesso è attaccato al grande edificio dei frati, con chiostro abbellito da pozzo e doppia fila di arcate ogivali. L'interno è composto da tre navate e da un grande vano ottagonale dove si trova la cupola, più l'altare. Lungo la navata destra la seconda cappella custodisce la pala d'altare smaltata di Andrea della Robbia della Vergine Incoronata - Resurrezione e Vita di Gesù. Nell'ultima cappella invece c'è il mausoleo di San Bernardino di Silvestro dell'Aquila (1488-1504), commissionato da Jacopo di Notar Nanni. Altre opere importanti sono il Mausoleo Pereyra Camponeschi, l'altare in marmo policromo e lo splendido soffitto ligneo intagliato, dipinto e dorato da Ferdinando Mosca di Pescocostanzo, insieme al pregevole organo ligneo della controfacciata.

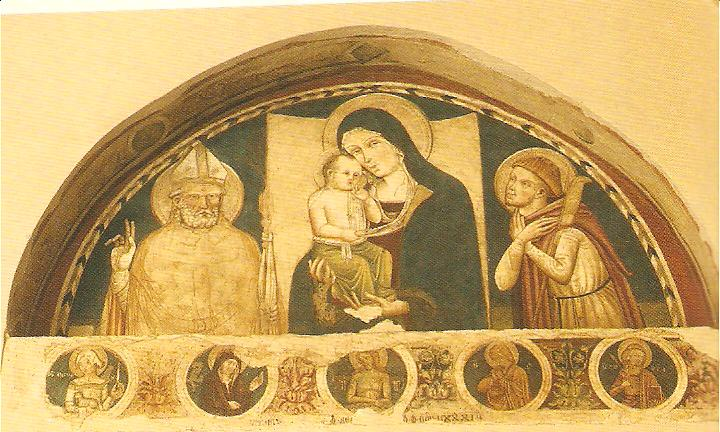
Lunetta del portale di Sant'Amico, affrescata da Antonio da Atri (XV secolo), raffigurante la Madonna col Bambino tra Sant'Agostino e Sant'Amico

- Monastero di Sant'Amico degelle suore Agostiniane femmine: si trova nel locale della Genca, nella zona nord-ovest. Abitato sin dal 1370 dalle monache agostiniane, fu un luogo di silenzio e di preghiera, difficilmente accessibile al clero; fino al terremoto del 2009 era abitato da dieci monache con stabile residenza. I restauri del dopo sisma si sono conclusi nel 2014. Durante i restauri sono stati scoperti importanti affreschi cinquecenteschi, poiché dopo il 1703 il monastero era stato ricostruito in forme barocche. La chiesa esterna ha un aspetto rinascimentale-barocco sobrio, con un portale di forme classiche, dove si conserva un affresco di Antonio da Atri della Madonna col Bambino, l'interno è a navata unica, riccamente decorato da stucchi. Sul fianco si apre il monastero, oggi trasformato in parte in convitto per l'educazione, sin dall'antichità, delle più importanti famiglie aquilane. Nel Seicento il monastero venne rifondato dal vescovo De Rueda, per raggiungere fino al primo Settecento il massimo splendore. La configurazione non è stata alterata fino ad oggi: un complesso di volumi disposti a T, coro e chiesa con antistante atrio, su cui si aprono due portali in pietra, uno a timpano curvilineo intero, e l'altro più grande d'ingresso, di aspetto settecentesco. In seguito agli interventi di restauro, la parte più antica del monastero di matrice quattrocentesca, con porticati e ambienti voltati a crociera ornati dagli affreschi rinascimentali, è tornata all'originale fattura.

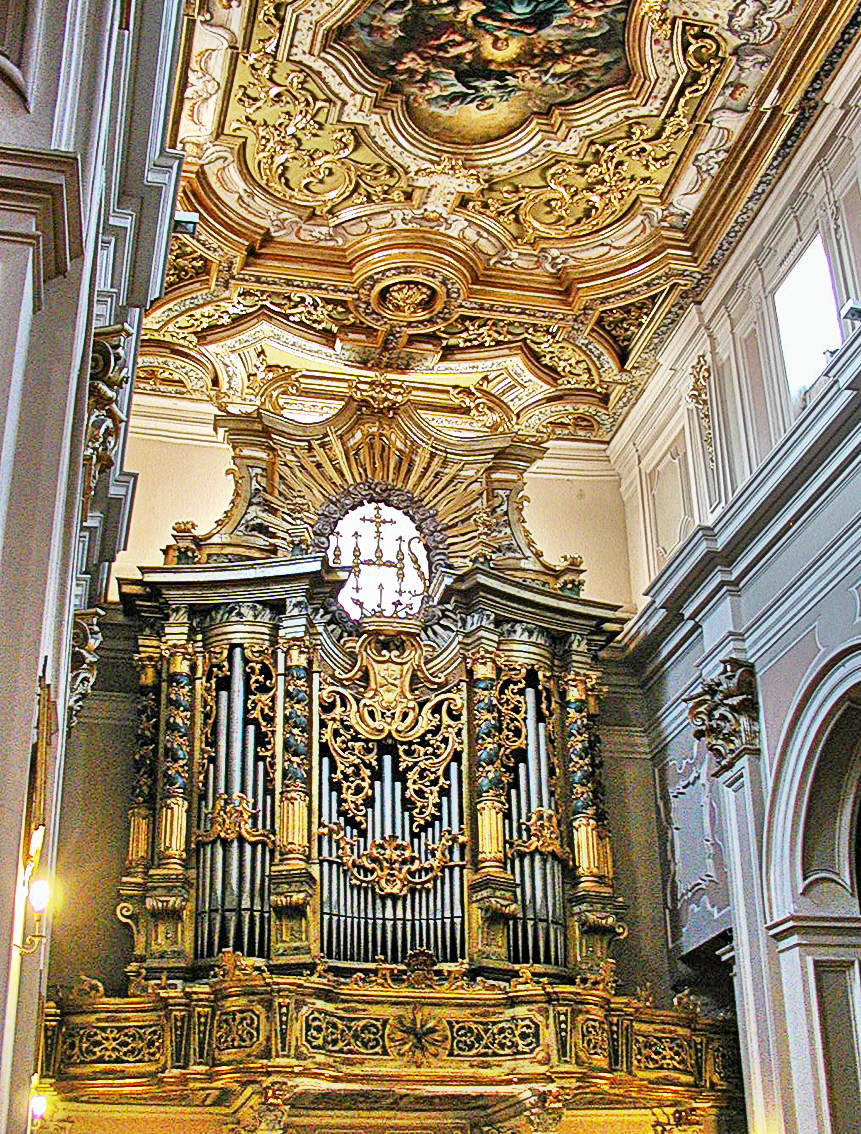
L'organo settecentesco e il soffitto di Ferdinando Mosca, nella Basilica di San Bernardino

- Convento di San Basilio Magno: si trova a ridosso delle mura, nella parte più a nord del quartiere, prospiciente il Piazzale Battaglione del Forte spagnolo. Il monastero fu fondato secondo la tradizione nel 496 d.C. da Sant'Equizio[12], discepolo di San Benedetto e terzo dei 4 patroni aquilani. La chiesa attuale però, dalle testimonianze esistenti, si può datare intorno all'anno 1000 come prima ricostruzione; nel 112 fu riconsacrata dal vescovo Dodone, e visse i suoi periodi più floridi come sede delle Monache Benedettine Celestine, alla pari di altre congregazioni femminili monastiche dell'Aquila, come la chiesa di Sant'Amico. Le monache contribuirono con il convitto a potenziare la crescita culturale ed economica della città; nel 1493 la regina Giovanna II di Napoli andò a visitarlo, così come Maria Pereyra Camponeschi, parente di papa Paolo IV. Nel XVII secolo le Benedettine vennero sostituite dalle Celestine e fu in questo periodo che il monastero fu ricostruito secondo le forme barocche.

La struttura si affaccia dall'alto del lato settentrionale della città, e si articola attorno al chiostro che, a pianta trapezoidale, risulta aperto in archeggiature piuttosto basse, al piano terra e in file di finestre a quello superiore, caratterizzato da murature ad intonaci. La chiesa ha pianta longitudinale, addossando la propria facciata all'estremo del prospetto settecentesco, formando con esso un angolo retto dal quale prende spazio un'ampia piazza. La facciata della chiesa è verticale e snella, divisa da due ordini da un robusto cornicione marcapiano; l'ordine inferiore è riempito da un portale con timpano curvilineo schiacciato, su mensole angolari, e da un'apertura rettangolare a mostre sagomate, quello superiore da una finestra a sesto ribassato. L'interno è sostanzialmente settecentesco, formato da una navata unica con volta a botte, con due cappelle per lato, concludendosi con uno spazio centrico presso il presbiterio, coperto da cupola. Quest'ultimo si integra in maniera efficace con la parte longitudinale, creando nell'insieme un particolare effetto plastico. La parete di fondo della zona absidale è compresa in un'ampia archeggiatura dominata da un lunettone con decorazioni marmoree policrome. In basso sporge l'altare maggiore con alto timpano spezzato su paraste corinzie. Il dipinto centrale è di Francesco De Mura del 1733 e raffigura Gesù, Dio Padre e i Santi. Dalle pareti laterali si affacciano due cantorie lignee dorate; un altro coro ligneo è posto presso la porta di accesso. I primi altari laterali sono del 1729 di Rocco Cicchi.
- Ex monastero di Sant'Agnese - Ospedale vecchio San Salvatore: si trova esattamente accanto al convento di San Basilio. Agli inizi del XIV secolo fu edificato, dedicato alla protettrice dei maldicenti, per cui oggi esiste ancora la "Festa di Sant'Agnese e delle Malelingue". Il monastero divenne l'asilo, secondo l'Antinori, della prostitute, e venne soppresso dopo il 1861, divenendo una casa di cura. Oggi il monastero, benché ancora leggibile nel suo impianto, è stato trasformato nella storica sede dell'ospedale San Salvatore con la scuola di ostetriche, e successivamente dopo il trasferimento della struttura in un edificio moderno nella contrada Coppito, è in gestione della Facoltà di Chirurgia dell'Università dell'Aquila. L'interno della chiesa tuttavia è ancora ben conservato nello stile barocco, con navata unica, piccola calotta pseudo-cupola presso il presbiterio, le volte a botte lunettate e il monumentale altare maggiore con cornice a timpano triangolare. Anche il chiostro del monastero si conserva molto bene, con un ordine di arcate a tutto sesto alla base, e volte a crociera, che abbracciano il piazzale.

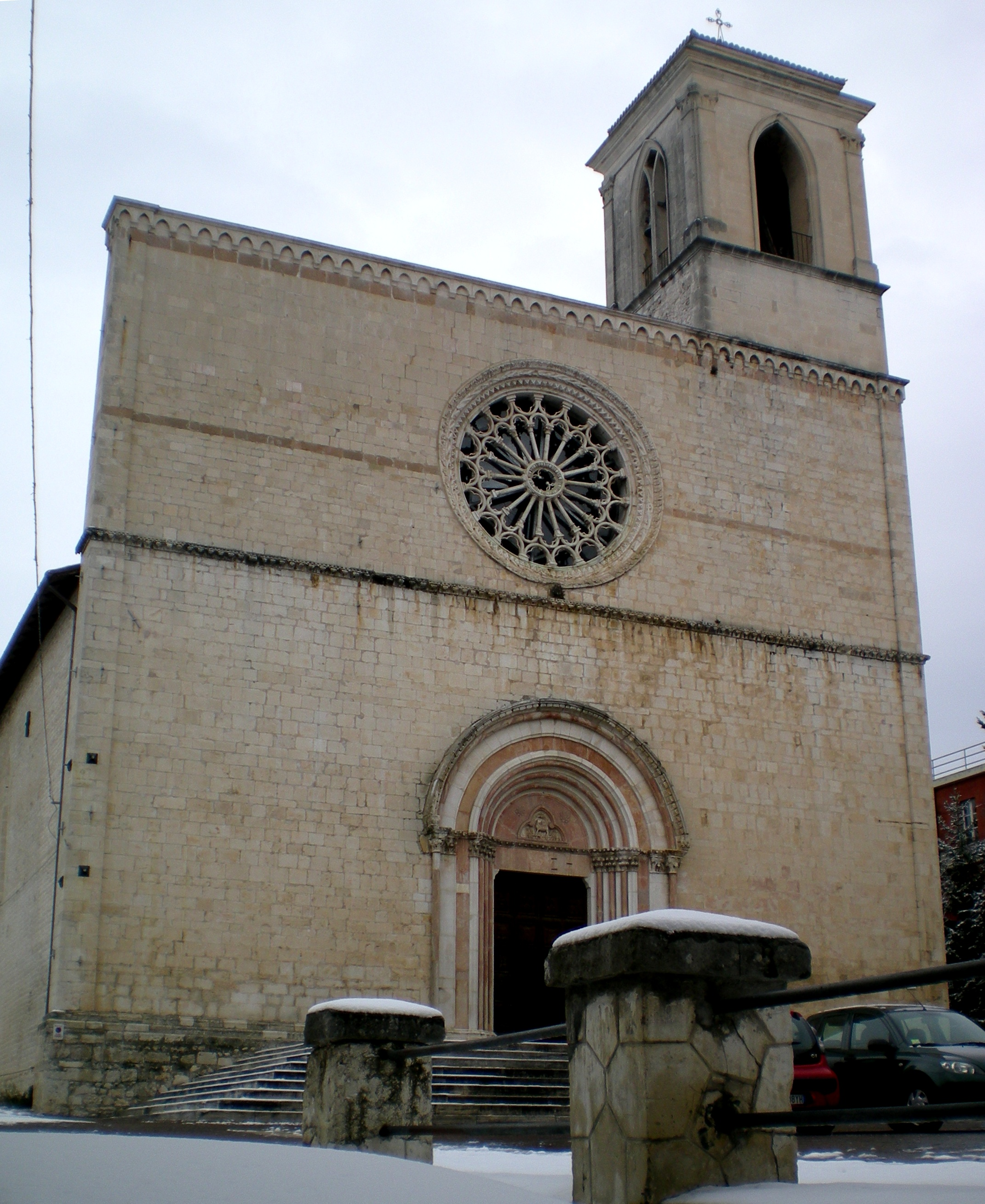
Chiesa di San Silvestro

- Chiesa di San Silvestro: edificata nel XIV secolo per volontà dei castellani di Colle Branconio e San Silvestro, e finanziata dalla famiglia stessa dei Branconio, presenta un aspetto gotico-romanico all'esterno, e gotico-rinascimentale all'interno, dopo i corposi restauri del 1967-69 di Mario Moretti. Dai documenti di Signorini, la chiesa esisteva nel 1350, probabile tesi perché nel 1349 c'era stato un terremoto, ma dei restauri hanno confermato che la chiesa esisteva molto tempo prima. Nella metà del Trecento secondo Moretti furono rifatte la facciata con il portale tardo romanico, e la mostra del rosone, mentre ai primi del Quattrocento è ascrivibile la raggiera, e al Cinquecento inoltrato il perno della ruota.[13]L'interno, in particolare le arcate ogivali delle tre navate, i piloni a fascio, e i materiali, vengono da Moretti riferiti alla seconda metà del Duecento e ai primi del Trecento, in analogia alle costruzioni di Santa Giusta, Collemaggio e San Pietro. Per la dimensione dei capitelli tardoromanici delle colonne si ipotizza che la chiesa, distrutta nel 1315, andò immediatamente ricostruita, con l'aggiunta della facciata tardo-romanica, e del campanile gotico. Gli arricchimenti estetici dell'interno, affreschi, stucchi vari, come quelli della cappella Branconio, sono successivi al terremoto del 1461. La facciata ha alla base un monumentale portale romanico dilatato in larghezza rispetto all'attuale ridimensionata facciata, e ha elementi di analogia con i portale di Santa Giusta e San Marco, per lo strombo, la distribuzione delle colonne frontali e l'archivolto, dando origine a una fascia incassata concentrica. Il cromatismo è il rosa sfumato, per la pietra usata dalla cava di Sassa, ed è presente nella lunetta incassata con il bassorilievo dell'Agnus Dei. Il rosone soprastante risenti maggiormente dell'influsso gotico trecentesco, come la decorazione della mostra, mentre la raggiera è ancora romanica, composta da arcatelle a tutto sesto con lobature interne. Dopo il 1703 l'interno venne ricoperto di stucchi, e intonaci, smantellati da Mario Moretti per recuperare gli affreschi rinascimentali di Silvestro dell'Aquila. La chiesa ha un impianto basilicale a tre navate terminanti in absidi poligonali, la copertura a capriate lignee delle navate contrasta con la copertura a volte delle absidi, che risultano di altezza minore. La riscoperta degli affreschi medievali ha tracciato collegamenti artistici con la scuola toscana, collegamento già evidenziato dalla tela della Visitazione di Raffaello (1520) per Giovanni Battista Branconio, sul lato destro dell'ingresso c'è un affresco della Vergine col Bambino di Francesco da Montereale, mentre la gran parte degli affreschi rinascimentali è stata rinvenuta presso l'abside maggiore. Al centro di uno sfondo celeste si trovano il Cristo in maestà dentro una mandorla sorretta da angeli, e intorno gli Evangelisti inginocchiati, con la Madonna e San Giovanni Battista in preghiera, al di sotto in forma serrata gli Apostoli. Nella volta del presbiterio campeggia la Madonna col Bambino, ugualmente inclusa in una mandorla, contornata da angeli, definita da una triplice cornice di colori. Il cielo è costellato da angeli in volo che suonano strumenti musicali, mentre altri pregano o conversano. Nell'arco trionfale si stende un'unica scena raffigurante l'Adorazione dei Magi: la rappresentazione dell'incontro tra la Sacra Famiglia e i Magi è posta in secondo piano, mentre ilo resto è completamente dedicato alla descrizione del corteo, senza alcuna coerenza prospettica, all'interno di un articolato paesaggio di montagne e boschi.

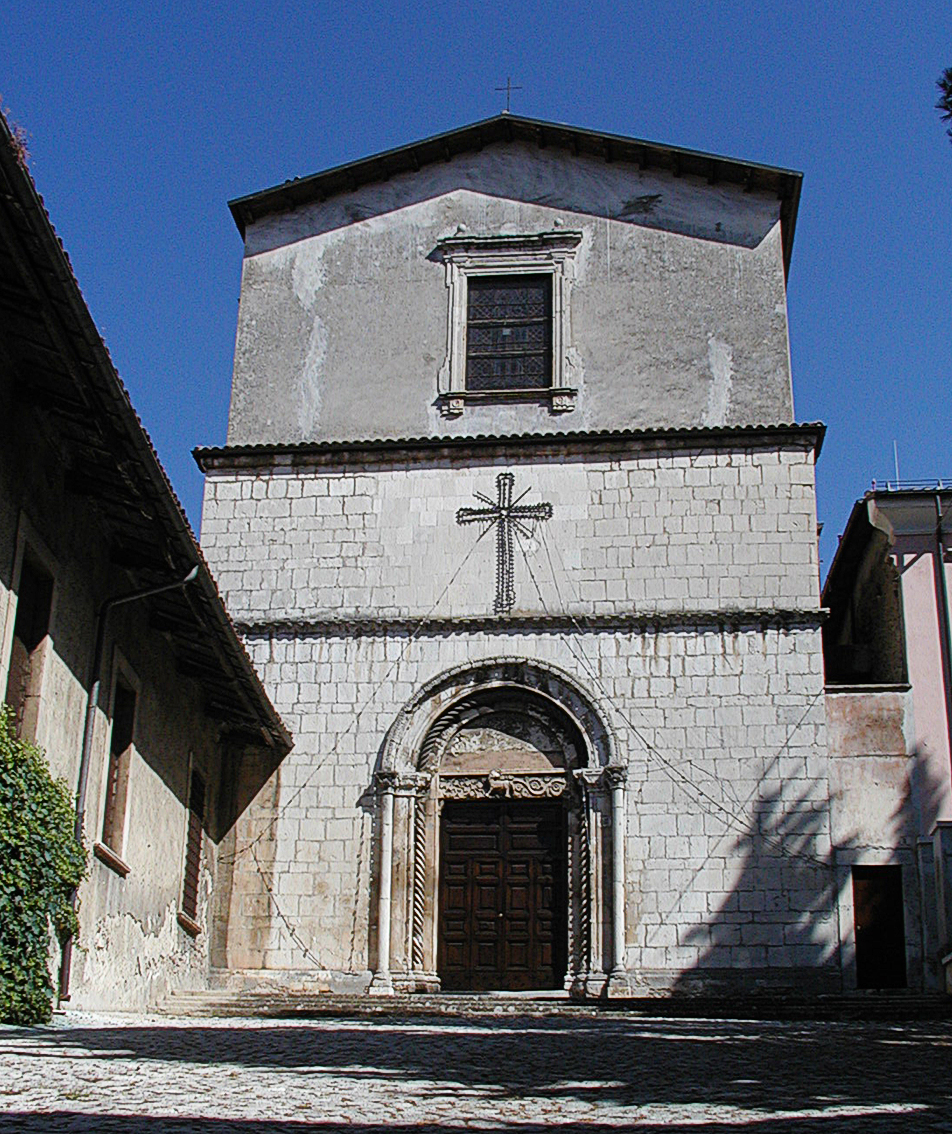
Chiesa di Santa Maria del Carmine

- Chiesa di Santa Maria Assunta d'Assergi o del Carmine: di origini duecentesche, la chiesa dei castellani di Assergi ebbero concessione di erigerla sul secondo punto più alto della città dopo la zona di Santa Maria Paganica, la parrocchia è il duplicato della chiesa di Santa Maria Assunta nella frazione aquilana, dove si trova il corpo di San Franco. Il locale di Assergi non si sviluppò mai abbastanza nei secoli, come gli altri coevi, tanto che ci furono dispute anche per l'edificazione della basilica di San Bernardino. Nel 1557 il campanile turrito fu mozzato dagli Spagnoli per evitare rappresaglie contro il Castello; l'impianto originale, all'esterno denunciato nelle forme della facciata bassa quadrangolare in pietra concia, si organizza dimensionalmente in un rettangolo di lunghezza 8 canne per larghezza, e un'altezza non superiore alla metà. La chiesa nel XVII secolo andò in mano ai Carmelitani che la ristrutturarono, realizzando nel 1637 il coro ottagonale voltato, poi ci fu il prolungamento verticale delle pareti per un'altezza pari al doppio delle preesistenti, la realizzazione di un nuovo fronte barocco. Presso il portale romanico strombato risalta la lunetta con l'Agnus Dei al centro di gruppi fogliati di vite ed acanto, ed era sormontato da un rosone, oggi occupato dal finestrone della ricostruzione post-1703. L'interno a navata unica ha una fodera muraria per rafforzamento delle pareti, alternata da paraste corinzie che inquadrano le cappelle, dando un sapiente tono chiaroscurale all'ambiente.

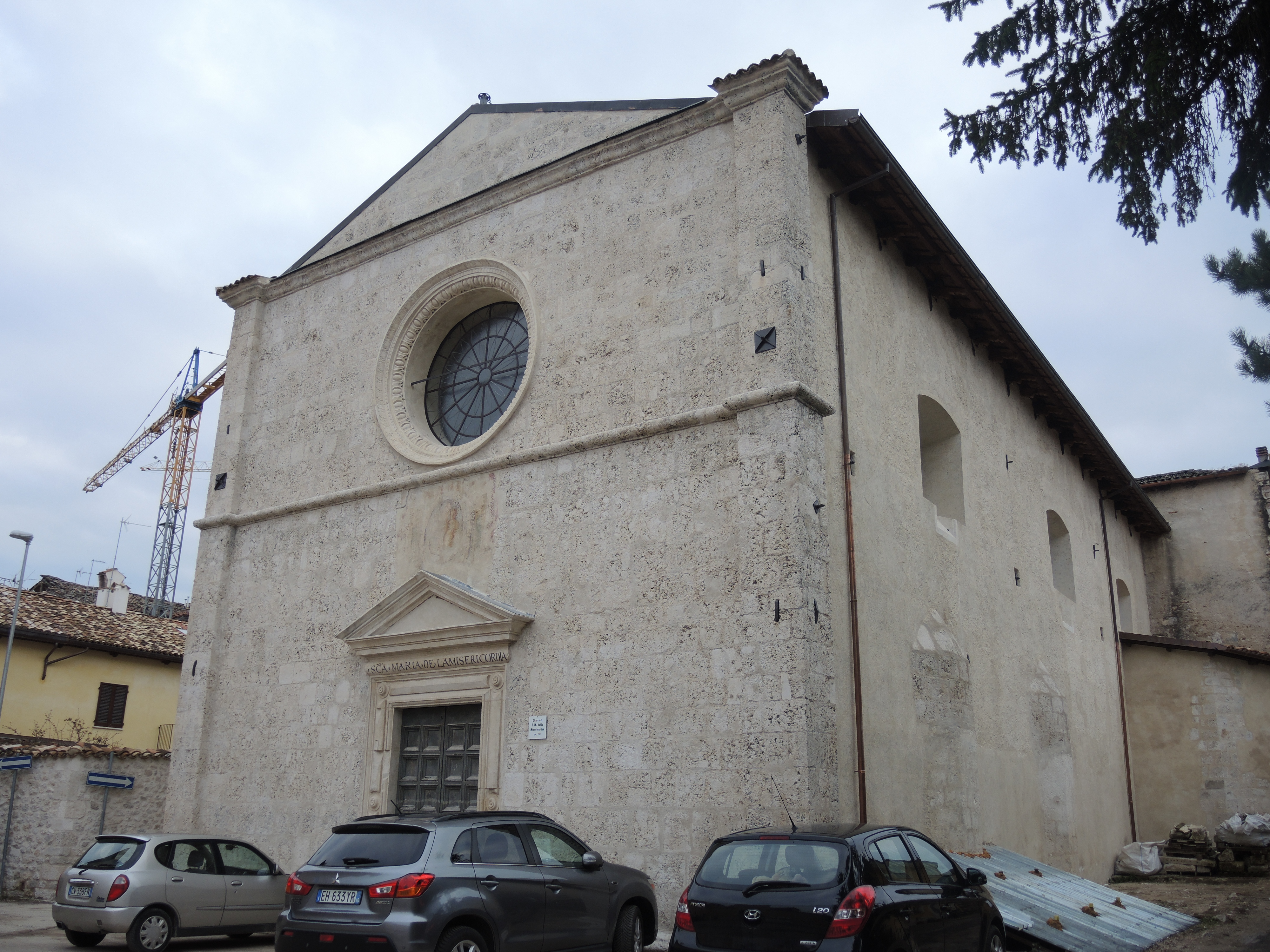
Santa Maria della Misericordia

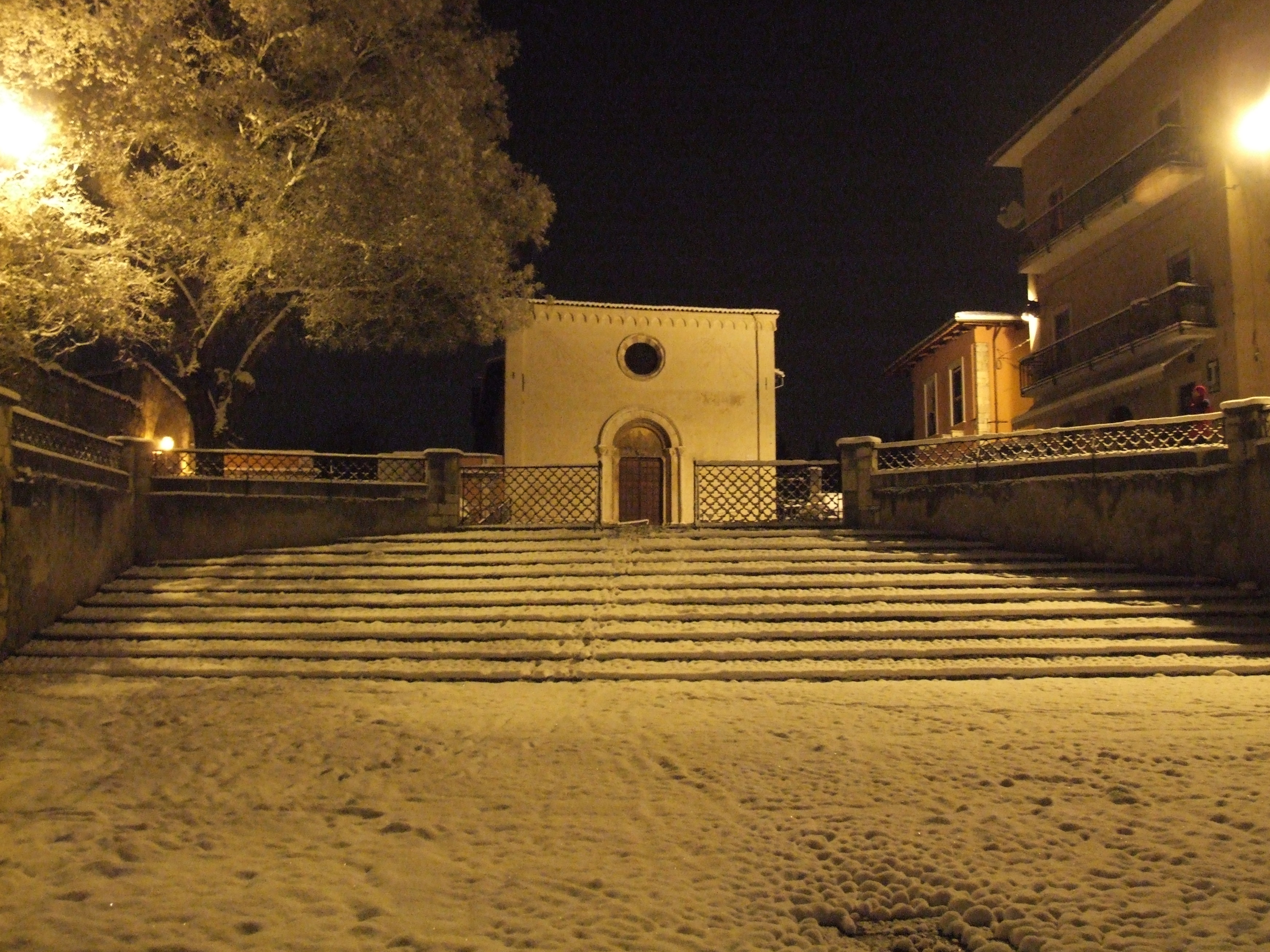
Chiesa di San Vito in notturna

- Chiesa di Santa Maria della Misericordia: si trova nei pressi di Piazza San Silvestro, lungo la via Coste della Misericordia. Fu costruita a metà Cinquecento, dopo un evento miracoloso dell'apparizione della Vergine. I lavori iniziarono nel 1528, su progetto di maestranze lombarde e terminarono nel 1531. Tre anni più tardi venne realizzato il tabernacolo ligneo, opera di Paolo di Marino da Barete, e l'anno successivo si decorerà la cappella principale, dove si trova l'icona sacra della Vergine della primitiva chiesetta. Dopo il terremoto del 1703 la facciata venne ricostruita seguendo lo schema tipico tardo romanico celle chiese aquilane: coronamento orizzontale con portale cinquecentesco a timpano triangolare, e grande oculo centrale in asse. L'interno venne restaurato in forme barocche, anche se già era a navata unica con cappelle laterali. All'interno inoltre si trovano tracce di affreschi rinascimentali che erroneamente sono stati attribuiti a Giovan Francesco delle Palombelle, e raffigurano scene della Passione e del Vangelo, come l'Annunciazione, l'Incoronazione. La navata è coperta da volta a botte lunettata, ornata da cornici a stucco. Il disegno delle pareti laterali è stato affidato a una teoria di paraste corinzie ribattute, poste in corrispondenza dell'attacco dei lunettoni della volta superiore, ad inquadrare i sei altari laterali (tre per lato), incorniciati da gruppi di lesene e controlesene, che sorreggono la trabeazione curvilinea, affiancata da specchiature laterali. L'aula è fasciata da una trabeazione continua al di sopra della quale si aprono ampi finestroni rettangolari con timpano semicircolare a sesto ribassato, e decorazione a stucco, composta da putti con ghirlande di fiori. Secondo l'Antonini la decorazione a stucco è da ricondursi a un intervento seicentesco, mentre nel tardo Settecento è stata realizzata la decorazione rococò che riveste la volta della navata.

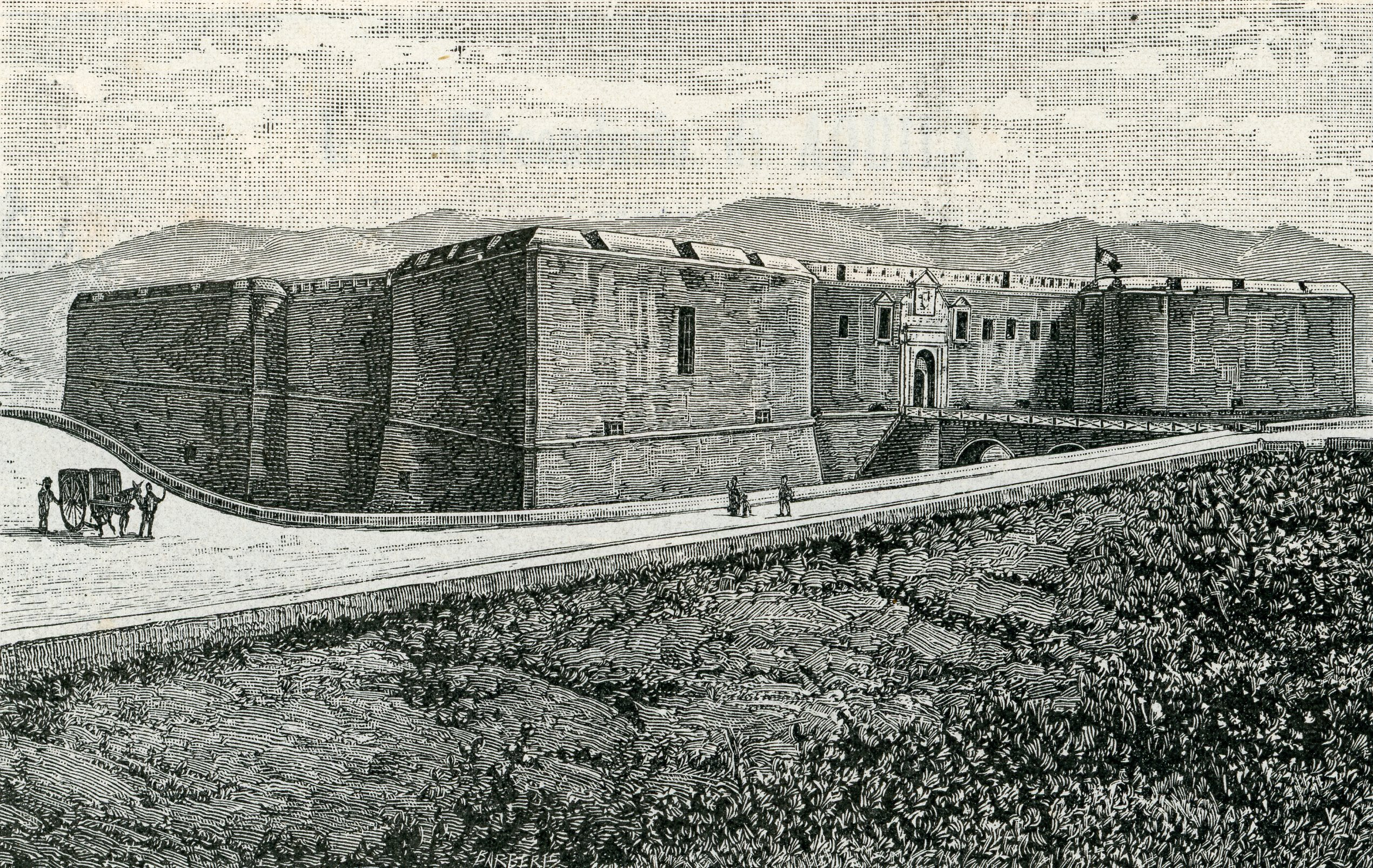
Il Castello Cinquecentesco in un disegno del 1898

- Chiesa del Crocifisso: si trova nel Parco del Castello, costruita presso un torrione delle mura medievali, che oggi funge da campanile. La chiesa risale al 1607 voluta da Baltasar de Zuniga; nel 1628 fu realizzata nei pressi una Via Crucis, che raggiungeva la chiesa della Madonna del Soccorso presso il cimitero. La chiesa ospitò anche un tribunale inquisitorio per la tortura dei condannati; nel corso dei restauri sono stati trovati affreschi tardo rinascimentali. Ha pianta longitudinale a croce latina, con il primo corpo della chiesa, molto semplice a forma di capanna, conclusa sul retro dal gruppo delle torri medievali, tre, delle quali la maggiore che funge da abside. L'interno è ad aula unica.

- Chiesa di Santa Maria di Forfona: si trova nel moderno quartiere "Costanzo Ciano" (in piazzale Matteotti), edificato negli anni 1930 in un'area del contado dentro le mura praticamente spopolato, se non animato dalla presenza della chiesa, che attualmente si affaccia su Piazza Matteotti. La chiesa originaria risale, secondo l'Antinori, alla metà del Duecento, fondata dai castellani del locale di Forfona. Nella costruzione del quartiere nel 1938 fu semi-demolita e arretrata, con l'aggiunta di un'abside semicircolare. La chiesa ha un aspetto pseudo-gotico per quanto riguarda il corpo, mentre la facciata è l'unico elemento originale, in classico romanico aquilano a coronamento orizzontale a schema quadrangolare, divisa in due ordini da cornice, con portale a tutto sesto tardo-romanico, strombato, mentre nel secondo ordine c'è un oculo centrale con mostra decorata da due angeli che lo sorreggono. Tali angeli sono stati attribuiti da Moretti alle maestranze umbro-senesi del Trecento, perché tale motivo non è presente nelle altre chiese della città. L'interno è pseudo-romanico, a navata unica, con la luce proveniente da delle monofore gotiche in pseudo-stile duecentesco.

- Santuario di Santa Maria del Soccorso: si trova presso il cimitero comunale, e benché non rientri nel perimetro murario, la sua storia è ascrivibile al quarto di Santa Maria. Fu edificata tra il 1469 e il 1472, con il contributo del Cardinal Amico Agnifili e del mercante Jacopo di Notar Nanni, presso il luogo dove sorgeva una piccola cappella con l'immagine della Madonna. La facciata fu realizzata forse nel 1496, opera di Silvestro dell'Aquila, mentre altri indicano Andrea; essa è a coronamento orizzontale, realizzata nel tardo romanico aquilano, con architrave a spioventi. Un paramento quadrangolare a fasce orizzontali in pietra bianca e rossa (i colori civici aquilani prima del 1703), ripartito in due ordini di altezza disuguale da eleganti cornici e coronato, da un frontone classico. Nel portale, ripreso dallo stile di Collemaggio, si notano elementi classici, specialmente le paraste frontali scanalate e i capitelli: l'insieme è un'armonia tra romanico arco a tutto sesto e strombature gotiche, con la lunetta affrescata.

L'affresco è di Paolo di Montereale: Madonna col Bambino tra santi; presso l'architrave del portale c'è lo stemma degli Olivetani, che usarono la chiesa nel Settecento per la loro congregazione.
La pianta è a croce greca longitudinale, ha navata unica e volte ogivali, che mostrano motivi medievali e rinascimentali. Presso il transetto c'è l'altare con il dipinto della Vergine del Soccorso, incastonata nel tabernacolo marmoreo del 1470, forse di Andrea dell'Aquila, mentre in una cappella ci sono le tombe di Nicola e Jacopo di Notar Nanni, banchieri aquilani, legati alla figura di San Bernardino. Nella stessa cappella c'è il sepolcro di Jacopo di Notar Nanni del 1504. L'altra cappella a sinistra del transetto è dedicata al Crocifisso, con la tomba di Luigi Petricca Pica (XVIII secolo).

#### Architettura civile

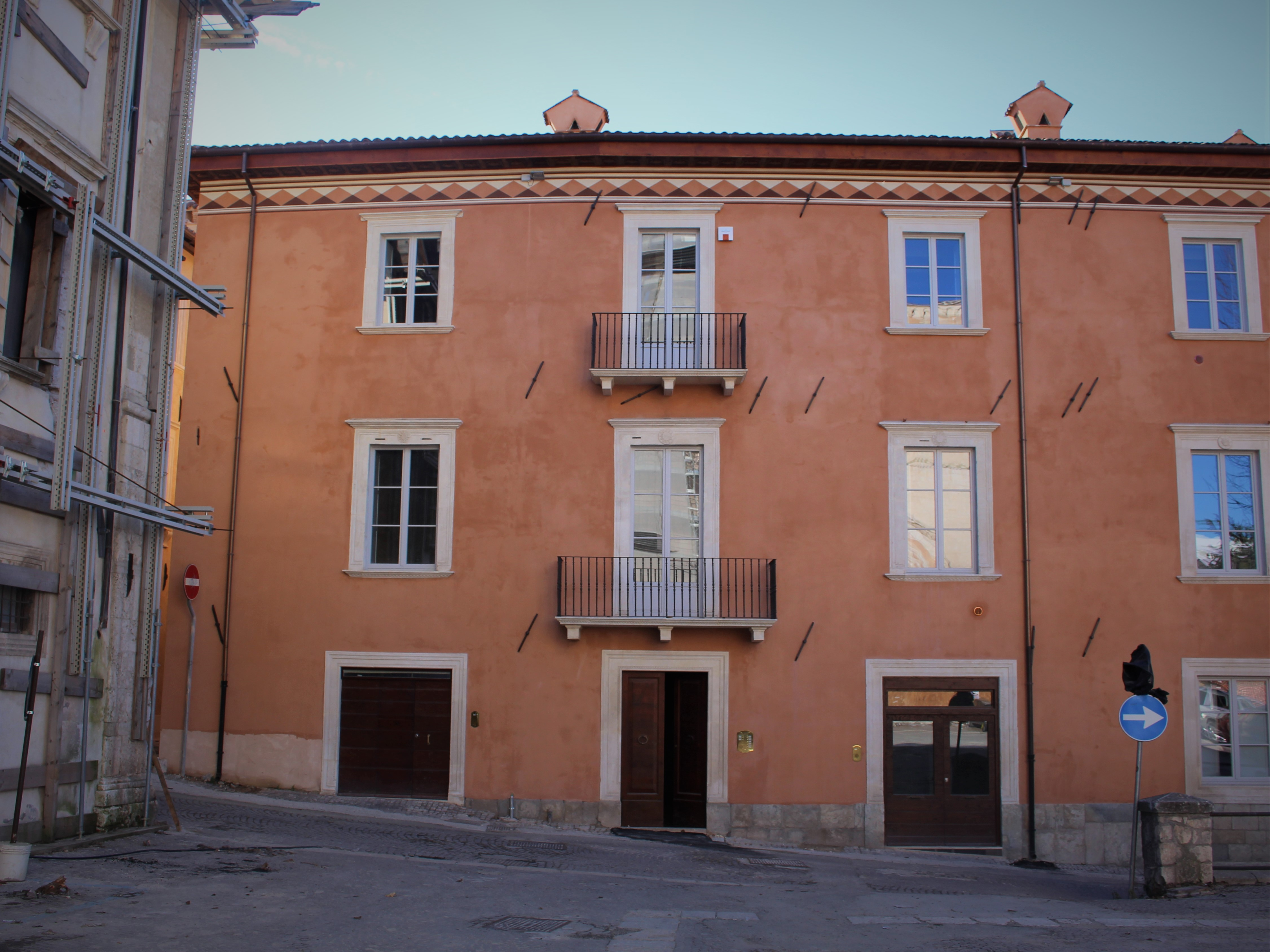
Palazzo Branconio

- Palazzo Farinosi Branconi: in piazza della chiesa di San Silvestro, è uno dei palazzi più belli e meglio conservati della città, nonostante le devastazioni telluriche. Fu realizzata tra il XV e il XVI secolo, poiché il vecchio Palazzo Branconio era diventato troppo piccolo per la facoltosa famiglia aquilana proveniente da Collebrincioni. Il palazzo è decorato alla maniera settecentesca, pur conservando la patina rinascimentale, ed è ornato presso l'ingresso dallo stemma nobiliare. Dal cortile si accede all'interno con chiostro, e con splendide sale abbellite dagli affreschi che raffigurano scene dell'Antico Testamento, paesaggi naturali abruzzesi e un ciclo sulla vita di Papa Clemente I, molto venerato nella regione.

- Palazzo Branconio: in Piazza San Silvestro, fu il primo palazzo della famiglia Branconio realizzato nel XIV secolo circa, divenuto importante grazie a Giovanni Battista Branconio, che fondò a Roma anche il Palazzo Branconio dell'Aquila nel rione Borgo (progettato dall'amico Raffaello), demolito con le ricostruzioni fasciste. Il palazzo aquilano venne radicalmente ristrutturato da Francesco Contini nel 1624 e abbellito con la realizzazione di un giardino con casina delle delizie, in via Coppito. Il portale del palazzo è rinascimentale, posto sul fronte meridionale, e dedicato alla cappella privata di Girolamo Branconio. La facciata era quasi completamente decorata da pitture di Francesco degli Oddi, ma con il terremoto del 1703 l'insieme decorativo è andato perduto. Il palazzo si pone frontalmente verso la chiesa di San Silvestro, ed è costituito da tre livelli, cui si aggiunge la porzione sotterranea. La facciata presenta un impaginato architettonico regolare, con ingressi al pianterreno, che interrompono un rivestimento basamentale in pietra grigia, e le finestre ai piani superiori impreziosite da cornici in pietra bianca di Poggio Picenze, recanti ciascuna il monogramma di San Bernardino. Di rilievo è l'attacco al cielo della sommità che mostra un raffinato cassettonato ligneo, reso evidente dalla decorazione a losanghe.

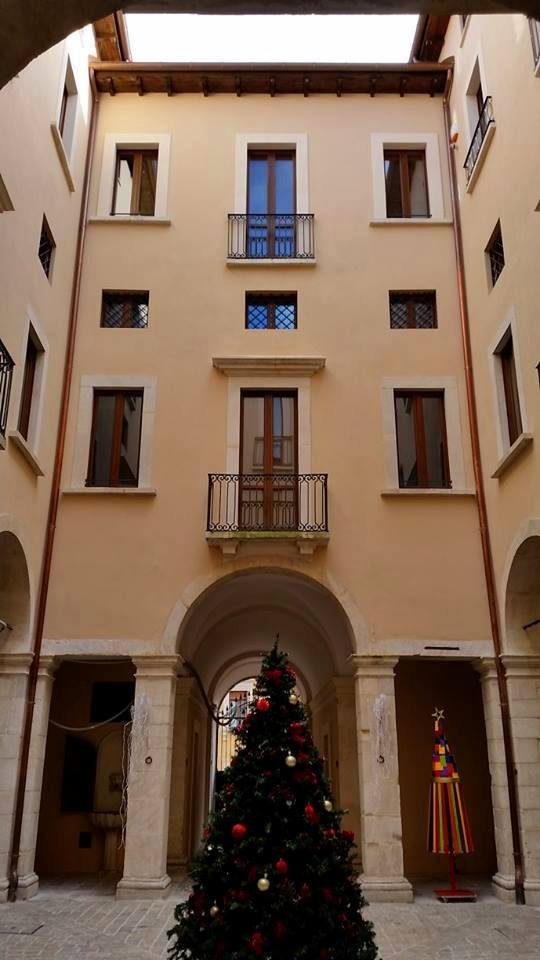
Palazzo Cappa Cappelli

- Palazzo Cricchi: lungo il corso Vittorio Emanuele nord, il palazzo risale al XVII secolo, come dimostrano alcuni elementi artistici, tra cui un affresco di San Cristoforo, protettore dei viandanti, del Seicento. Il palazzo attuale è settecentesco, riedificata sopra il precedente rinascimentale suddiviso in due corpi di fabbrica, riunificate con la nuova struttura. La facciata principale si trova sul corso, mentre quella opposta volge verso Piazza Santa Maria Paganica.

- Palazzo Cappa Cappelli: sul corso Vittorio Emanuele, fu edificato dopo il 1703 sopra il palazzo Ciampella. Nel XIX secolo appartenne ai Marchesi Antonini e poi a Francesco Cappelli, da cui prese il nome. La facciata principale è sul corso, mentre sul retro si apriva un cortile, trasformato poi nella Piazzetta del Sole.

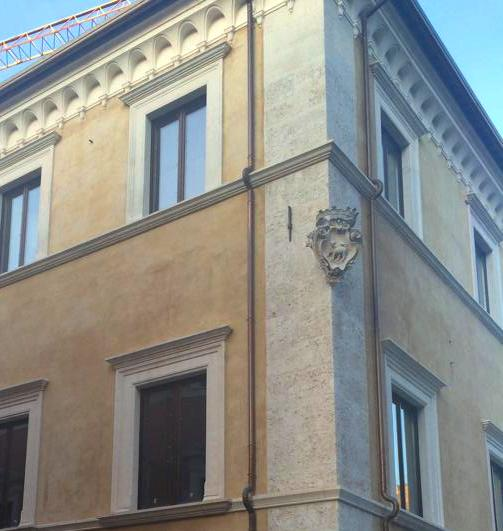
Palazzo Lucentini Bonanni

- Palazzo Lucentini Bonanni: allo sbocco del corso su Piazza Regina Margherita, il palazzo è stata la storica residenza dei Lucentini nel XVI secolo. Dopo il 1703 il palazzo fu ricostruito dai Pietrucci e dal XIX secolo è proprietà dei Bonanni, baroni di Ocre, che si stabilirono nella struttura dopo aver ceduto al comune il palazzo Cipolloni Cannella, sempre sul corso. Nel 1933 il palazzo venne privato di una porzione situata verso il Palazzo Paone Tatozzi per la realizzazione dello slargo dedicato alla Regina Margherita. L'edificio ha un aspetto rinascimentale a tre livelli, con pesanti contrafforti sugli angolari; sull'angolo più importante che sta sul corso è installato lo stemma familiare dei Bonanni, blasonato come "d'oro al gatto passante di nero con la testa in maestà".[14]La simbologia del gatto torna anche nella toponomastica della zona, come appunto la via del Gatto, poco distante.

- Palazzo Banca dell'Adriatico: si trova davanti al Palazzo del Convitto, lungo il corso Vittorio Emanuele, realizzato poco dopo il 1927 durante il rinnovamento stilistico del corso Vittorio Emanuele. Il palazzo ha struttura rettangolare, con facciata molto semplice in chiaro stile razionalista, con finestre a timpano spezzato e portico monumentale alla base. Ospitò prima il Banco di Roma, trasferitosi dal Palazzo Betti, e attualmente la Banca dell'Adriatico.

- Palazzo Istituto INAIL - Uffici Governativi Opere Pubbliche: l'istituto fu inaugurato nel 1922 presso uno stabile storico lungo il corso, successivamente demolito negli anni 1930 e ricostruito in stile razionalista. Il palazzo fa parte di un complesso molto più vasto, che si estende lungo gran parte di via San Bernardino, fino al piazzale della basilica. Inaugurato nel 1935, il palazzo mostra una struttura cubica rettangolare, con facciata principale lungo il corso, dotata lungo via San Bernardino di portici molto schematici, della scritta dell'istituto, e in origine di fasci littori. I portici lungo la via in declivio sono rialzati, in modo da offrire una deambulazione regolare lungo il pavimento in marmo, permettendo l'accesso alla zona della Basilica di San Bernardino oltrepassando in altezza lo sbocco di via Fortebraccio. Dopo tale via i portici si collegano al palazzo degli Uffici, non dissimile dall'INAIL, ma più armonico nelle forme, composto da uno stabile a pianta rettangolare, dove uno degli spicchi verso via Fortebraccio si arrotonda, formando una curva.

- Palazzo Ciolina: nome completo "Ciolina-Campella", è un palazzo tardo-rinascimentale posto di fronte al Palazzo del Convitto, all'ingresso del Corso Umberto, e fiancheggia all'altro capo del corso Vittorio il Palazzo Fibbioni. La struttura è compresa nell'incrocio dei Quattro cantoni, mostrano un impianto quadrato con gli spigoli in pietra, e il resto dell'esterno intonacato di ocra, eccezione per il primo piano in pietra, dove si trovano le grandi arcate per le botteghe. Quando nel primo Novecento la via dove si trova è stata intitolata a Umberto I, sul palazzo è stata posta una monumentale targa commemorativa con l'immagine del re.

- Casa INCIS: realizzata come palazzo popolare per gli impiegati statali, si trova all'ingresso di via Duca degli Abruzzi. Per l'edificazione di quest'area, con la conseguente apertura della via, venne demolito il sobborgo del locale Genca, con la chiesetta di Santa Maria del Guasto. Il palazzo è in chiaro stile razionalista, a pianta rettangolare, mostrando il lato sul viale Nizza arrotondato, in modo da rompere il classico schematismo dell'arte razionalista.

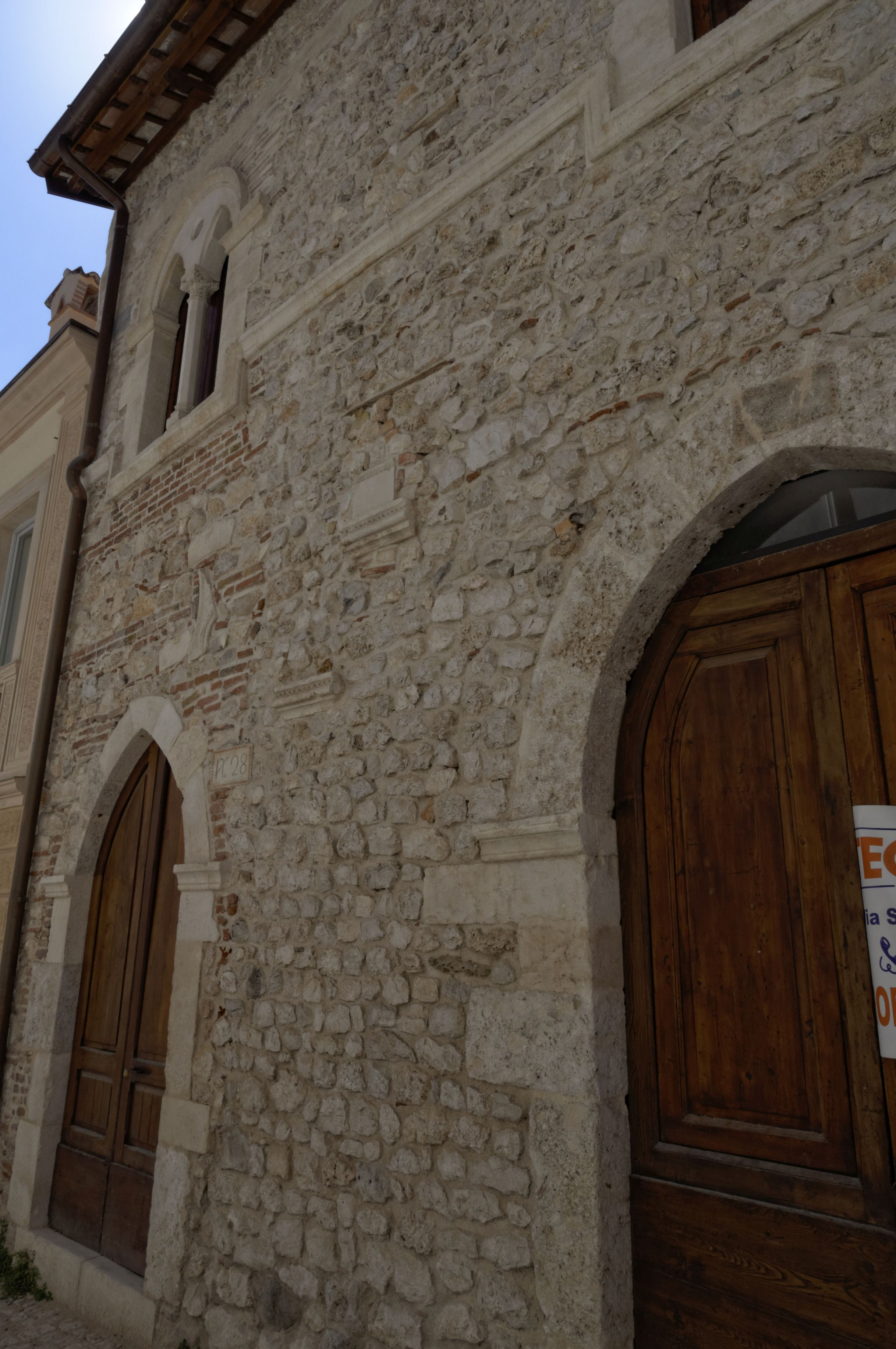
Casa di Buccio di Ranallo

- Palazzo Fibbioni: si trova sul corso Vittorio Emanuele, all'incrocio con via San Bernardino dei Quattro Cantoni. Era il palazzo principale dell'omonima famiglia il cui capostipite, Bartolomeo del Secco, si trasferì a L'Aquila nel XVI secolo, ricevendo il soprannome di "Fibbione", trasferitosi successivamente al titolo del palazzo. La famiglia si estinse nel XIX secolo e gli ultimi discendenti Teodora e Agnese Fibbioni nel 1899 decisero di istituire una fondazione per la tutela del palazzo. La struttura è un classico esempio di architettura rinascimentale aquilana conservatasi nonostante i rifacimenti, è caratterizzato da due prospetti pubblici (quello su via San Bernardino), il secondo sul corso Vittorio. Le facciate sono tripartite orizzontalmente con quella principale, modificata nei secoli, con portale in bugnato del XVII secolo, e quella di San Bernardino con le aperture di stampo classico quadrangolare.

- Palazzo Carli Benedetti: in via Accursio, fu edificato nel XV secolo, sopra il colle più alto del rione Santa Maria. Il palazzo ha un bel cortile rinascimentale attribuito a Silvestro dell'Aquila, con pozzo centrale. Un'imponente scalinata di fronte all'entrata è sovrastata da una grande arcata con portici su tre lati.

- Palazzo Cipolloni Cannella: si trova allo sbocco del corso Vittorio su Piazza Duomo, edificato nel 1490 dalla famiglia Pica-Camponeschi. Nel 1508 la struttura fu ceduta e cambiò vari proprietari, fino all'acquisto nel 1634 dei Bonanni. Dopo il terremoto nel 1703, nel 1717 fu ricostruito, e fu sempre gestito dai Bonanni, fino al loro trasferimento nel Palazzo Lucentini in Piazza Regina Margherita, venendo venduto ai Cipolloni. Il palazzo ha una connotazione neoclassica, avendo perso quasi completamente l'impianto originario, e fino al 1896 ospitò la Banca Nazionale.

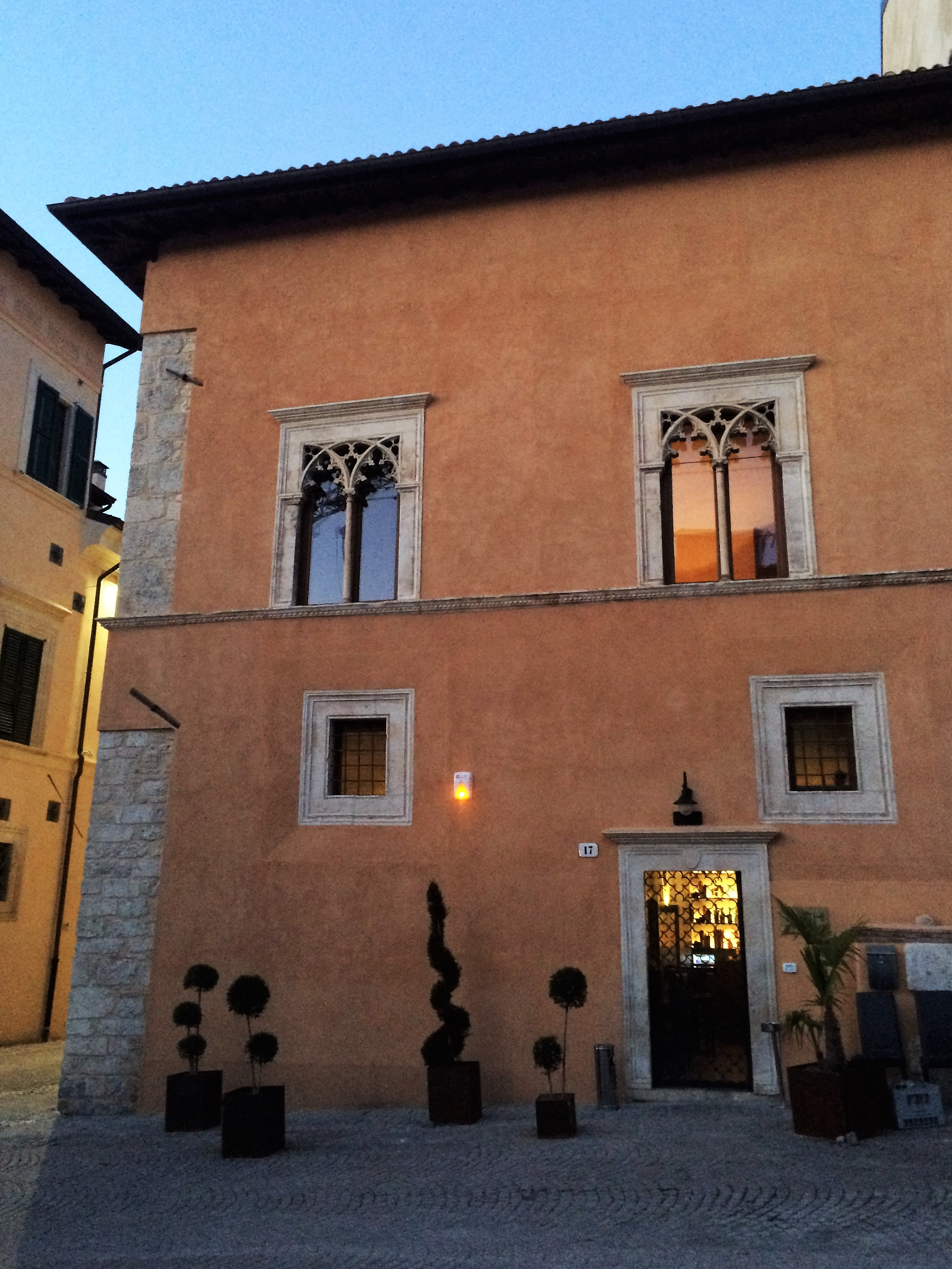
Casa Cappa Camponeschi

- Palazzo Ardinghelli: si trova in Piazza Santa Maria, nel cuore del rione. Fu progettato nel XVII secolo dall'architetto Francesco Fontana per conto degli Ardinghelli di origini fiorentine. La struttura infine fu completata tra il 1732 e il 1742, mentre la facciata ultimata con scalone monumentale nel 1955, su progetto del 1928 che riproponeva il motivo del timpano sul finestrone centrale. Si accede alla struttura, articolata su due piani, attraverso un portale in bugnato, in portico voltato a crociera che introduce al cortile ad esedra, elemento molto singolare del palazzo. Al primo piano, sul porticato, sono presenti una serie di finestre a timpano curvilineo, mentre l'esedra si apre in un loggiato che, in corrispondenza dell'ingresso, è interrotto da un singolare balcone decorato da settecentesca ringhiera di ferro, unico esempio aquilano di balconata a quota variata. Di grande pregio sono le decorazioni pittoriche dello scalone, realizzate da Vincenzo Damini (1749). Con il restauro del palazzo dopo il terremoto del 2009, è in allestimento una mostra permanente della Fondazione Maxxi, che dovrebbe essere inaugurata nel 2018.[15]

- Palazzo Cappa Camponeschi: accanto al Palazzo Ardinghelli prospettante su Piazza S. Maria Paganica, è stato realizzato mediante l'accorpamento di due strutture: l'antica casa quattrocentesca dei Camponeschi, e il nuovo palazzo sei-settecentesco. Un poderoso pilastro angolare, in pietra regolare a facciavista ed una cornice marcapiano danno l'impressione di solida eleganza, Nella vasta parete intonacata si succedono, con ritmo regolare, le sei finestre contornate da cornici classiche ed i davanzali sorretti da coppie di eleganti mensoline.[16]Sul risvolto di via Paganica, oltre alle sei finestre e le quadrotte schiacciate, come su via Garibaldi, si apre il portale settecentesco con vano ad arco policentrico sobriamente incorniciato e arricchito da un disegno con snelle volute e altissimo cartiglio rettangolare. L'angolo meridionale ha un portale gotico medievale; all'interno nella corte si trovano nella parete di fondo un portale gotico e una finestrella, del XIV secolo con le tipiche palmette che ornano le cornici, piste a limitare la ghiera del vano maggiore.

- Palazzo Lely-Gualtieri: situato tra Piazza Chiarino e via Garibaldi, il palazzo è settecentesco, oggetto di un corposo restauro dopo il terremoto del 2009, conclusosi nel 2014. Il cortile del palazzo ha già ospitato un evento di musica e danza e l'esposizione d'arte contemporanea figurativa di Giancarlo Ciccozzi, in occasione della Perdonanza Celestiniana del 2017.[17]L'esterno a pianta rettangolare con avancorpo laterale turrito, è settecentesco, con alcune caratteristiche rinascimentali. L'interno è accessibile mediante scalone monumentale che si biforca in due accessi. Il chiostro interno è molto singolare per i giochi geometrici di luci e ombre, con arcate a tutto sesto.

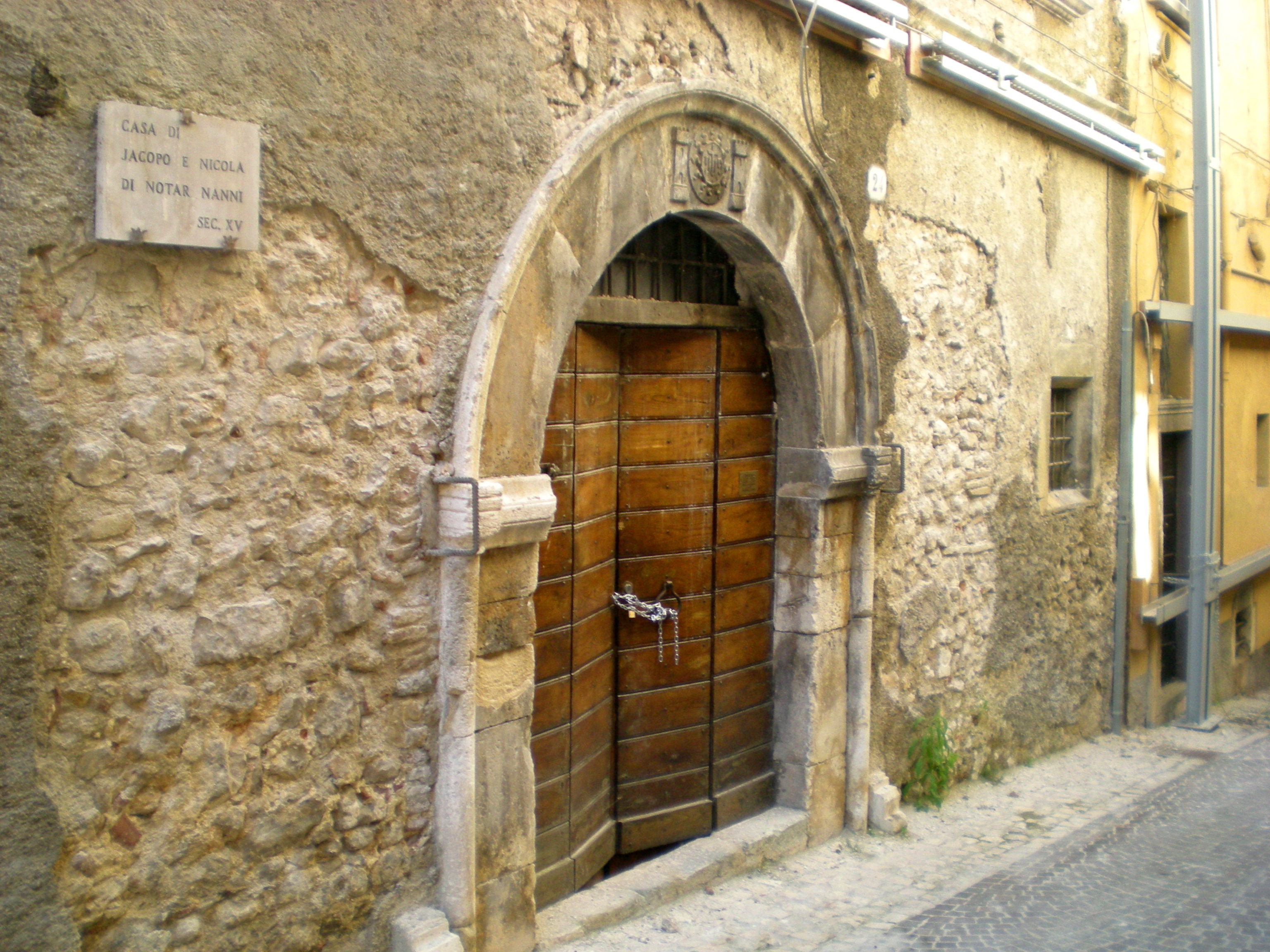
Casa di Jacopo di Notar Nanni

- Palazzo Micheletti: in via Castello, è un edificio storico settecentesco a pianta rettangolare, che mostra però un esterno ancora in sobrie apparenze rinascimentali, con doppio ordine di finestre, e quadrotte presso gli archi delle botteghe alla base. L'interno al piano nobile è ornato da soffitto cassettonato con formelle di cobalto decorate da palline dorate.

- Palazzo Antinori: si affaccia su piazza Chiarino lungo via Garibaldi. Fu edificato grazie al vescovo Anton Ludovico Antinori e la sua costruzione terminò nel 1753, come testimonia la pianta della città di Francesco Vandi. Antinori vi passò gli ultimi anni della vita fino alla morte nel 1778. Al palazzo centrale con balconata in ferro che aggetta sulla strada, sono stati aggiunti in epoca ottocentesca due corpi laterali più bassi che costituiscono l'immagine complessiva del prospetto sulla piazza. Lo stile è tardo settecentesco, con ordine regolare di finestre con cornice.

- Palazzo Mariani: struttura ottocentesca di Piazza Chiarino. Danneggiato nel 2009 con il crollo della castellina centrale, è stato restaurato com'era nel 2016. Il restauro è costato 18 milioni con progetto dell'architetto Federico Santoro. La struttura del palazzo è molto semplice, a pianta rettangolare con facciata verso il piazzale. Cornici marcapiano dividono l'insieme in tre livelli, con il finestrone del piano centrale decorato da un monumentale cornicione a timpano spezzato.

- Palazzo Gentileschi: struttura sette-ottocentesca in via Garibaldi, restaurata nel 2016. La facciata principale è neoclassica, con divisioni in cornici e paraste, e oblò ovali situati nell'ultimo piano, che si alternano all'ordine di finestre. I portali principali sono due, ad arco a tutto sesto, decorati da cornici con motivi lineari a zigzag

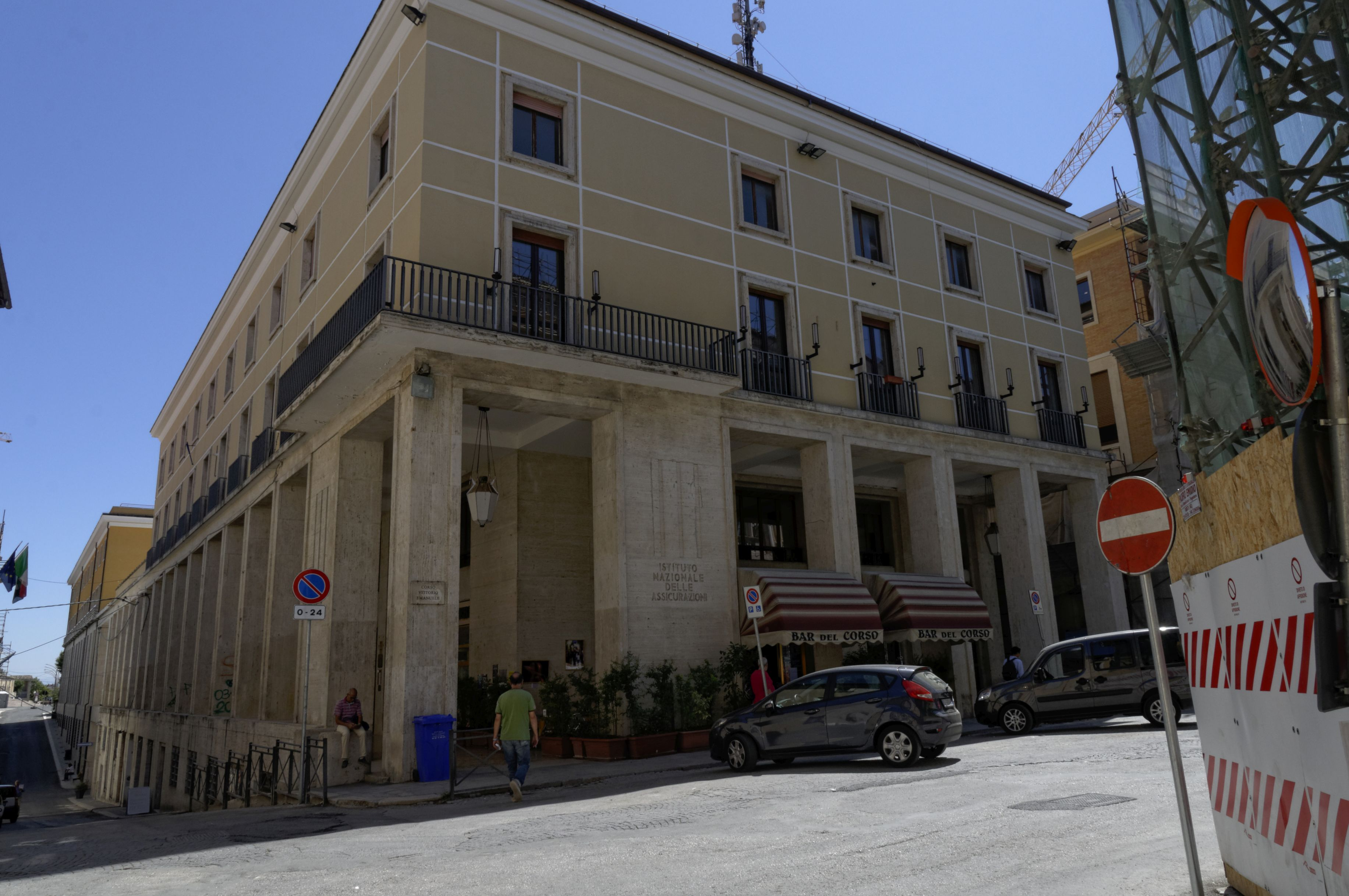
Palazzo INAIL sul Corso Vittorio Emanuele

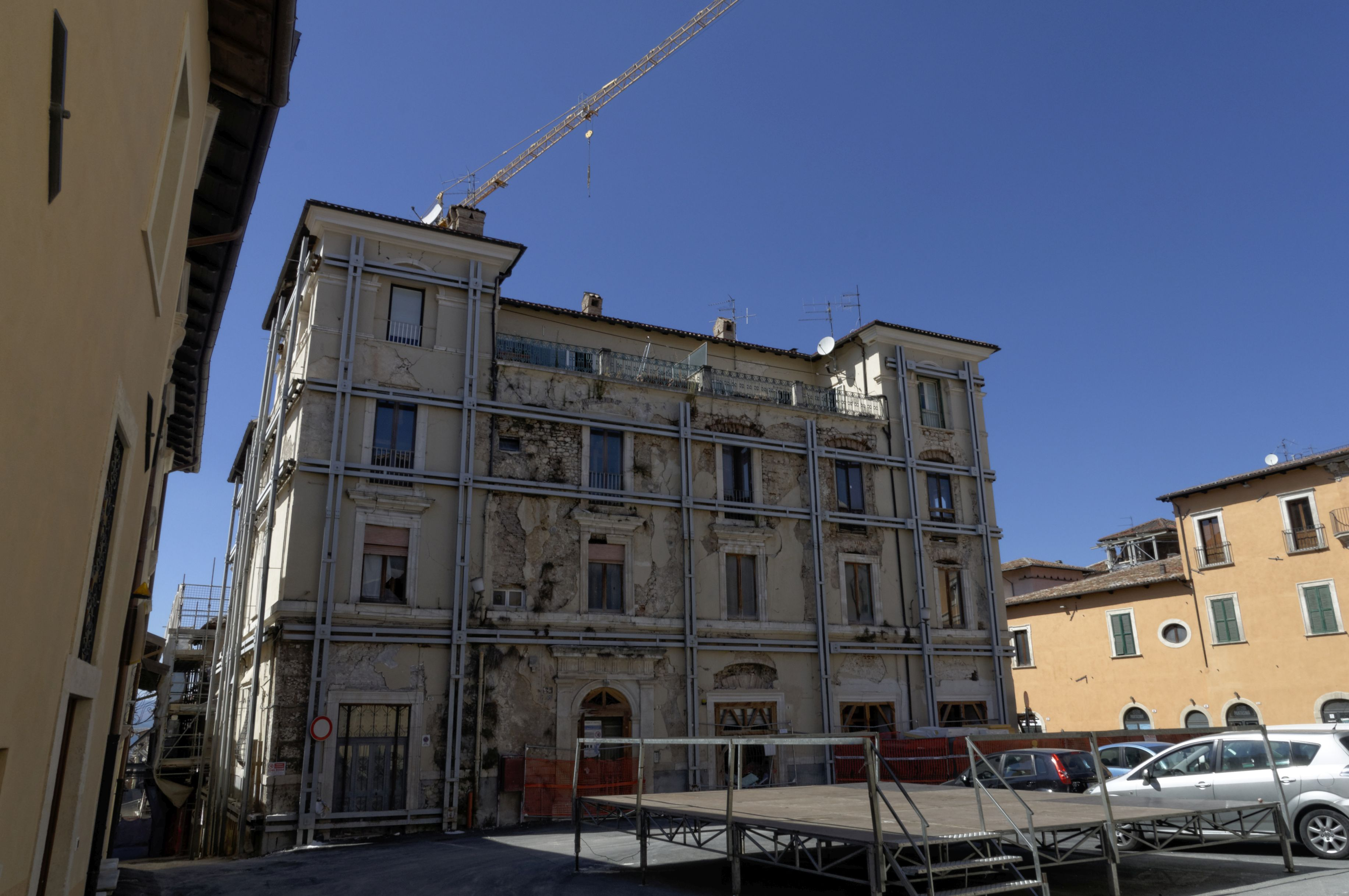
Palazzo Chiarino prima dei lavori di risanamento del 2018, a fianco al Palazzo Antinori

- Palazzo Chiarino: costruito dalla famiglia omonima, si affaccia sulla Piazza Chiarino, ed ha aspetto ottocentesco, con due avancorpi laterali che si innalzano a forma di torretta. L'insieme è molto semplice, purtroppo rovinato dal terremoto del 2009, che ha causato vistose crepe. A causa di inghippi burocratici e ricorsi al Tar, il palazzo non è stato ancora restaurato, anche se si è presentato un discusso progetto di abbattimento e ricostruzione ex novo, seguendo tuttavia il progetto originale. Tuttavia, non essendosi ancora perpetuato il progetto, nel 2018 il comune dell'Aquila ha intimato la presentazione di un progetto definitivo a causa dell'edificio pericolante.

- Palazzo Natellis: sul corso Vittorio Emanuele all'incrocio con via Bominaco, il palazzo risale al XIII secolo, e vincolato come struttura d'interesse storico dal MiBACT nel 2011. Il fabbricato è costituito da abitazioni, locali commerciali e depositi, si sviluppa in tre livelli, struttura portante in muratura, volte in muratura e copertura in legno. Degni di nota sono la corte interna e lo scalone condominiale in pietra. In seguito al terremoto del 2009 sono stati effettuati interventi di restauro per rimuovere l'inagibilità e per il miglioramento sismico. Sulle strutture portanti verticali sono stati effettuati "scuci-cuci", iniezioni cementizie, rinforzo con fibre in carbonio.[18]Inoltre è stata migliorata l'efficacia delle connessioni tra le pareti, e gli orizzontamenti con inserimento di profili in acciaio e catene metalliche. Il restauro ha previsto anche il recupero di elementi di pregio storico-architettonico come stucchi, cornici e portali in pietra, capitelli e affreschi.

- Casa di Jacopo di Notar Nanni: in via Bominaco, è una struttura molto antica, appartenuta a un tale Notar Nanni, facoltoso mercante i cui figli furono Nicola e Jacopo. Quest'ultimo fu amico di San Bernardino da Siena e finanziò alla sua morte il monumentale mausoleo conservato nella basilica aquilana, nonché la costruzione della chiesa di Santa Maria del Soccorso presso il cimitero. Il palazzo rinascimentale viene considerato un esempio unico in città della fusione tra casa residenziale trecentesca e dimora signorie quattrocentesca. La parte di sopra infatti mostra bifore gotiche e una torretta di controllo, mentre in basso il portale denota chiari influssi rinascimentali. Da un ingresso secondario si accede a un porticato sormontato da un'altana, e di conseguenza a un cortile quadrato, uno dei più antichi dell'Aquila, al cui interno sono conservati un olio su tela di Teofilo Patini e un'incisione su rame raffigurante la "Madonna con San Giovanni Battista, San Luca e Celestino V", riproduzione dall'opera originale di Marcantonio Franceschini.

- Casa di Buccio di Ranallo: si trova dietro la chiesa di Santa Maria Paganica, dove visse gli ultimi suoi anni il famoso poeta e storico aquilano (vissuto nel XIV secolo, morto nel 1363), che redasse la prima Cronaca rimata della storia della città, in forma epica. Si tratta di un esempio unico di casa medievale perfettamente conservata nella città: la facciata risulta divisa su due livelli; in quello inferiore si notano due portali di accesso al piano stradale, di cui uno a destra rialzato; al piano superiore invece ci sono due bifore arcuate molto caratteristiche, collegate da cornice marcapiano.

- Casa del Combattente: si trova all'ingresso del corso Vittorio Emanuele venendo dal Castello, che con il Palazzo Leone è diventata nel 1937 la nuova "porta moderna di accesso" allo snodo principale della città, riqualificando il piazzale prospiciente il Castello Cinquecentesco. Progettata da Achille Pintonello, la casa è un corpo di fabbrica a base rettangolare, con l'asse principale parallelo a quello del corso e due facciate, una rettilinea allineata all'adiacente Palazzo Paone Tatozzi e l'altra curvilinea, su Piazza Battaglione degli Alpini. Il palazzo è costituito da tre livelli con terrazza panoramica, ben delineati dalle vistose cornici marcapiano. Il ritmo serrato delle finestre si rifà ai canoni del razionalismo fascista, come quello dell'Hotel Campo Imperatore di Assergi, progettato da Vittorio Bonadè Bottino.

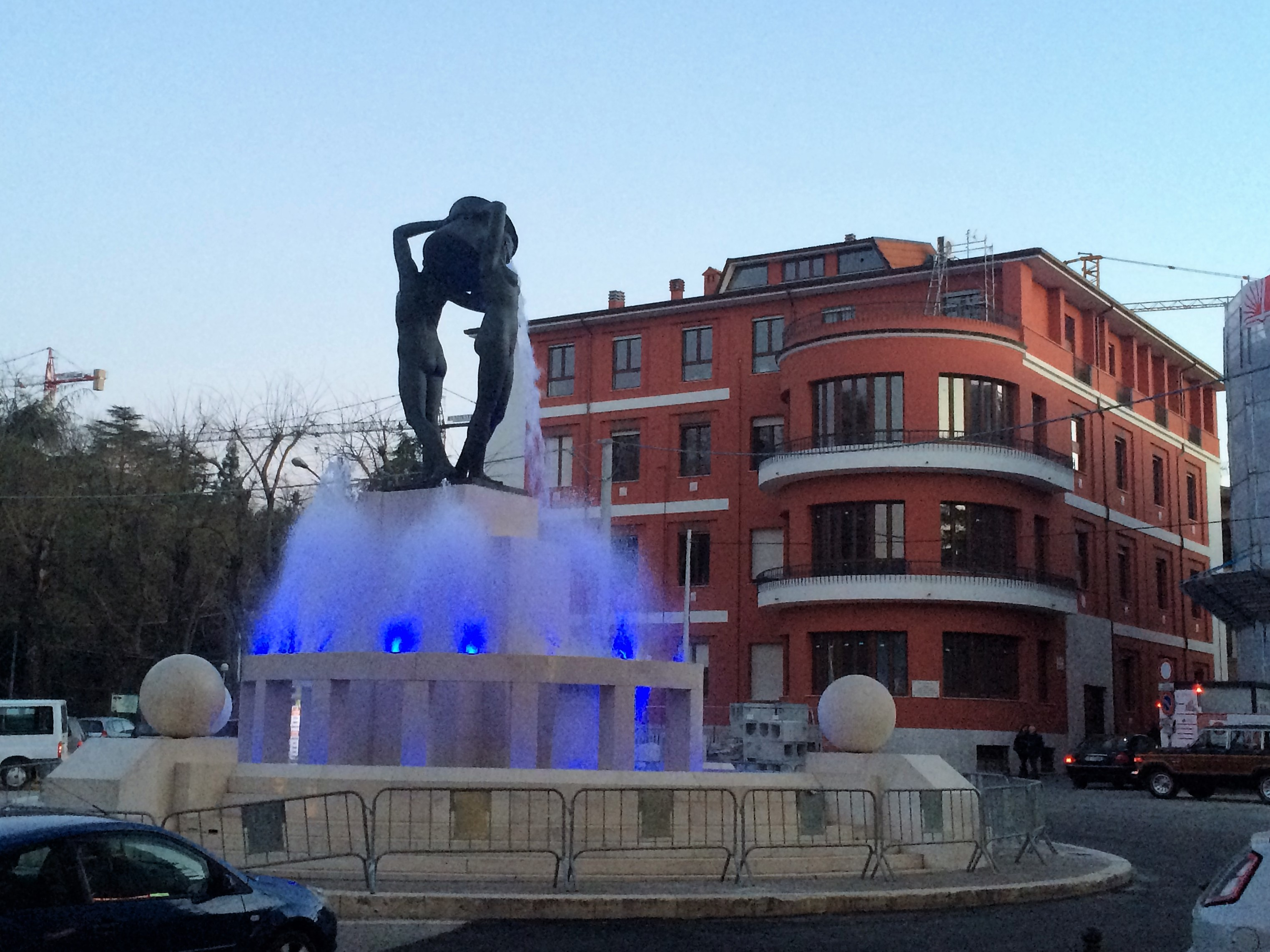
Palazzo Leone presso la Fontana luminosa, affiancato dalla Casa del Combattente a destra

- Palazzo Leone: è l'edificio gemello della Casa del Combattente, posto sul lato sinistro del corso Vittorio Emanuele dal piazzale Battaglione. A differenza di Pintonello, venne costruito da Vincenzo Di Nanna per volere dei Di Sabbato. Il palazzo si presenta come l'unione di due corpi di fabbrica a base rettangolare con la facciata principale costituita da un fronte semicilindrico, volto verso la Fontana luminosa; la stessa facciata tondeggiante è ripresa poi nella prospiciente Casa del Combattente.

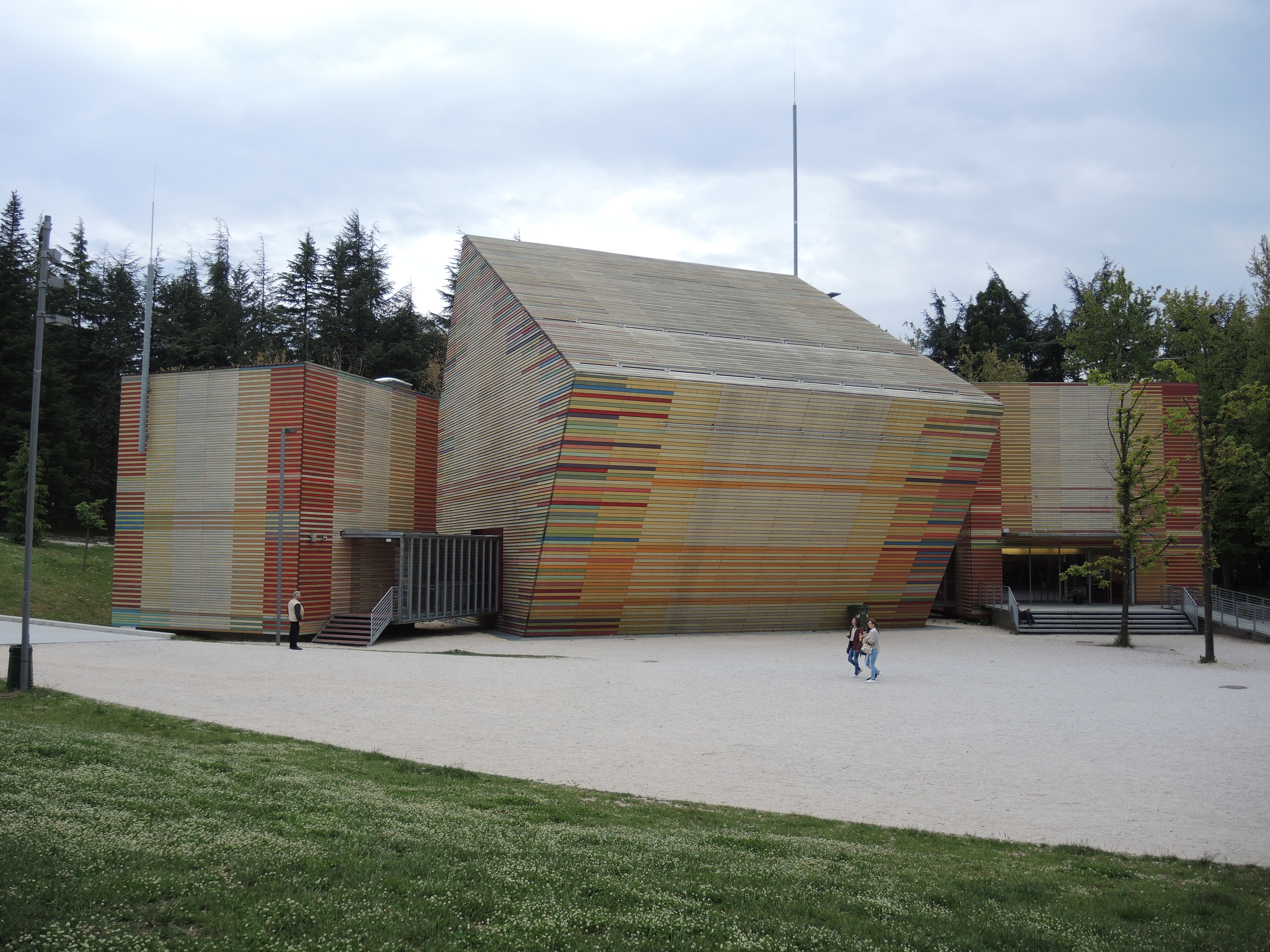
Auditorium di Renzo Piano

- Palazzo Paone Tatozzi: palazzo settecentesco affacciato sul corso Vittorio Emanuele, è stato restaurato tra il 2012- e il 2015. La facciata principale è quella sul corso, volta frontalmente su Palazzo Lucentini Bonanni, e presenta una leggera curvatura convessa, che altera la simmetria. Inoltre è caratterizzata da tre balconcini, uno dei quali posto centralmente e gli altri due in corrispondenza dei limiti del palazzo, segnati dai cantonali in pietra. L'interno è residenza civile, presentando apparati decorativi barocchi.

- Auditorium del Parco: si trova nel Parco del Castello, ed è stato progettato nel 2009 subito dopo il terremoto, poiché in città mancava uno spazio adeguato per concerti e convegni. Progettato da Renzo Piano, l'auditorium è stato inaugurato il 7 ottobre 2012 con un concerto dell'orchestra Mozart, guidata dal maestro Abbado, alla presenza del Presidente Giorgio Napolitano. Il complesso è formato da tre cubi, di cui due secondari contenenti i servizi al pubblico e agli artisti, ed uno principale che ospita la sala concerti, ruotato rispetto alla linea di terra, e sull'inclinazione delle due facce inferiori poggiano gli spalti. I volumi sono realizzati in legno, collegati tra loro mediante passerelle e scale di ferro. La sala maggiore dispone di un palco rialzato capace di contenere 40 musicisti, circondato da doppia platea di 8 gradoni sul lato sud e 2 sul nord, per un totale di 250 posti a sedere.

- Teatro comunale: fu costruito nella seconda metà del XIX secolo da Luigi Catalani nei pressi della basilica di San Bernardino, terzo teatro pubblico della città dopo la Sala Olimpica del Palazzo del Governo e l'ex Teatro San Salvatore. I lavori iniziarti nel 1857 si protrassero per anni, e furono proseguiti da Achille Marchi nel 1867. Inaugurato nel 1873 con un ballo in maschera e intitolato a "Vittorio Emanuele II", l'edificio ha una struttura con platea a ferro di cavallo, 57 palchi disposti su tre ordini e loggione finale, con circa 600 posti complessivi. Dal 1963 è sede del Teatro Stabile d'Abruzzo (nome ufficializzato nel 2000). Nel 1970 è stato affiancato da una sala secondaria, detta "Ridotto", con 220 posti complessivi. Dopo i danni del 2009, il teatro è in fase di restauro. La struttura è tipicamente neoclassica: la facciata è semplice, a doppio ordine con cinque aperture per livello di cui, le tre centrali, sono leggermente aggettanti, scandite da colonne e sovrastate da balconata e frontone triangolare finale. Il foyer o "Sala Rossa" è interamente affrescato, caratterizzato da scalone monumentale in marmo, anch'esso di derivazione neoclassica. Fino agli anni 1960, davanti al teatro si trovava una statua monumentale ritraente il pittore abruzzese Teofilo Patini, successivamente distrutta, anche se di recente è nato un comitato per la progettazione di un nuovo monumento all'artista.

- Palazzo Lepidi - De Rosis - Alessandri: costruito nel Settecento su preesistente struttura rinascimentale, è possibile rintracciare la stratificazione delle epoche dall'esterno. Il complesso è settecentesco, con il monumentale portale rinascimentale a cornice classica con timpano a bassorilievi. L'ultimo piano del palazzo mostra le chiare finestre aquilane quattrocentesche decorate a gattoni. L'interno è receduto da un chiostro monumentale con pozzo e arcate.

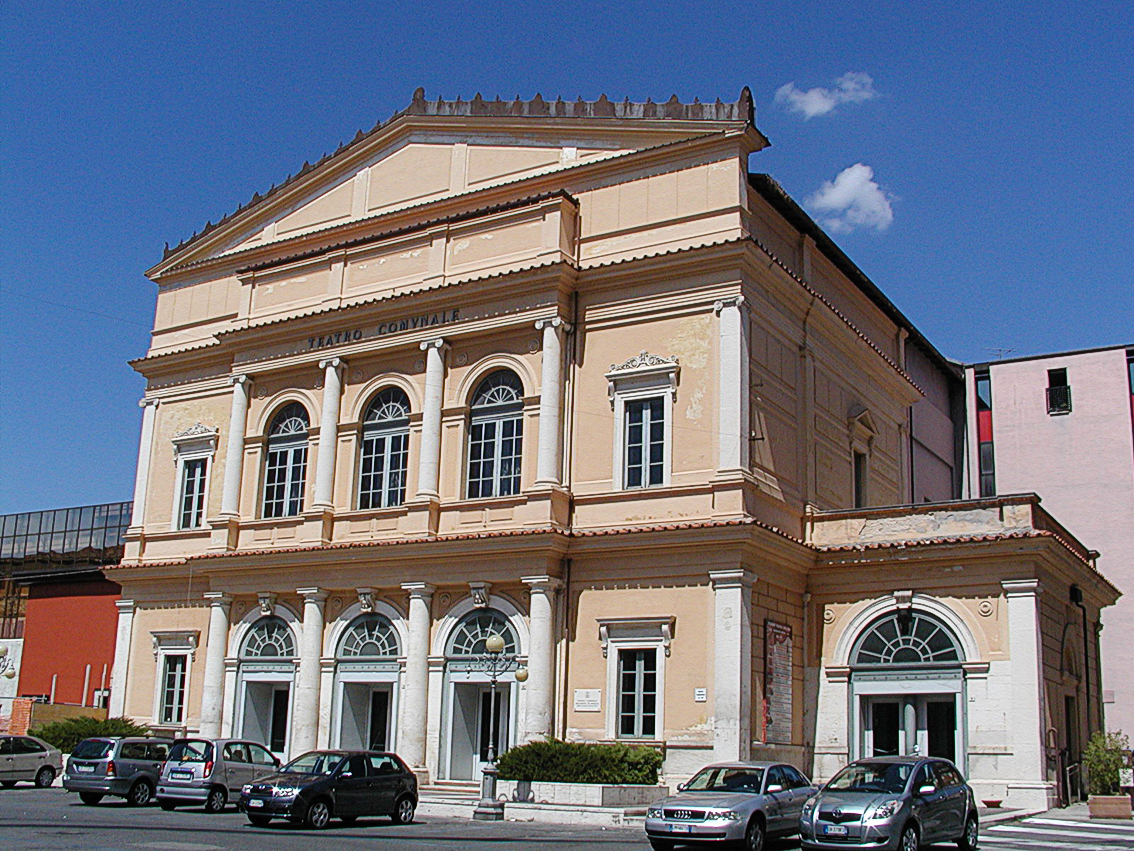
Teatro comunale

- Vecchio Ospedale San Salvatore: fu il primo ospedale della città, fondato da San Giovanni da Capestrano nel 1455, facente parte del complesso monastico di Sant'Agnese, accanto al convento di San Basilio, strettamente collegato alla porzione muraria Nord. Dell'antica costruzione si conservano alcuni portali, poiché l'edificio nel corso del Novecento è stato ampiamente rimaneggiato per adeguarsi alle nuove tecniche ospedaliere. Vi fu fondata la scuola di ostetriche. Nel 1970 in contrada Coppito fu costruito il nuovo ospedale con 400 posti letto massimi, e la vecchia struttura venne lasciata fino al programma di recupero dopo il terremoto del 2009. Infatti l'università Aquilana ha acquistato il vecchio immobile nel 2011 per adeguarlo a laboratorio di medicina, mentre nello stesso piazzale è stato realizzato il nuovo edificio della Facoltà di Lettere, per rivitalizzare la zona duramente colpita dal sisma. La struttura del vecchio ospedale ha pianta rettangolare con facciata monumentale in stile neoclassico, scandita da cornici e paraste.

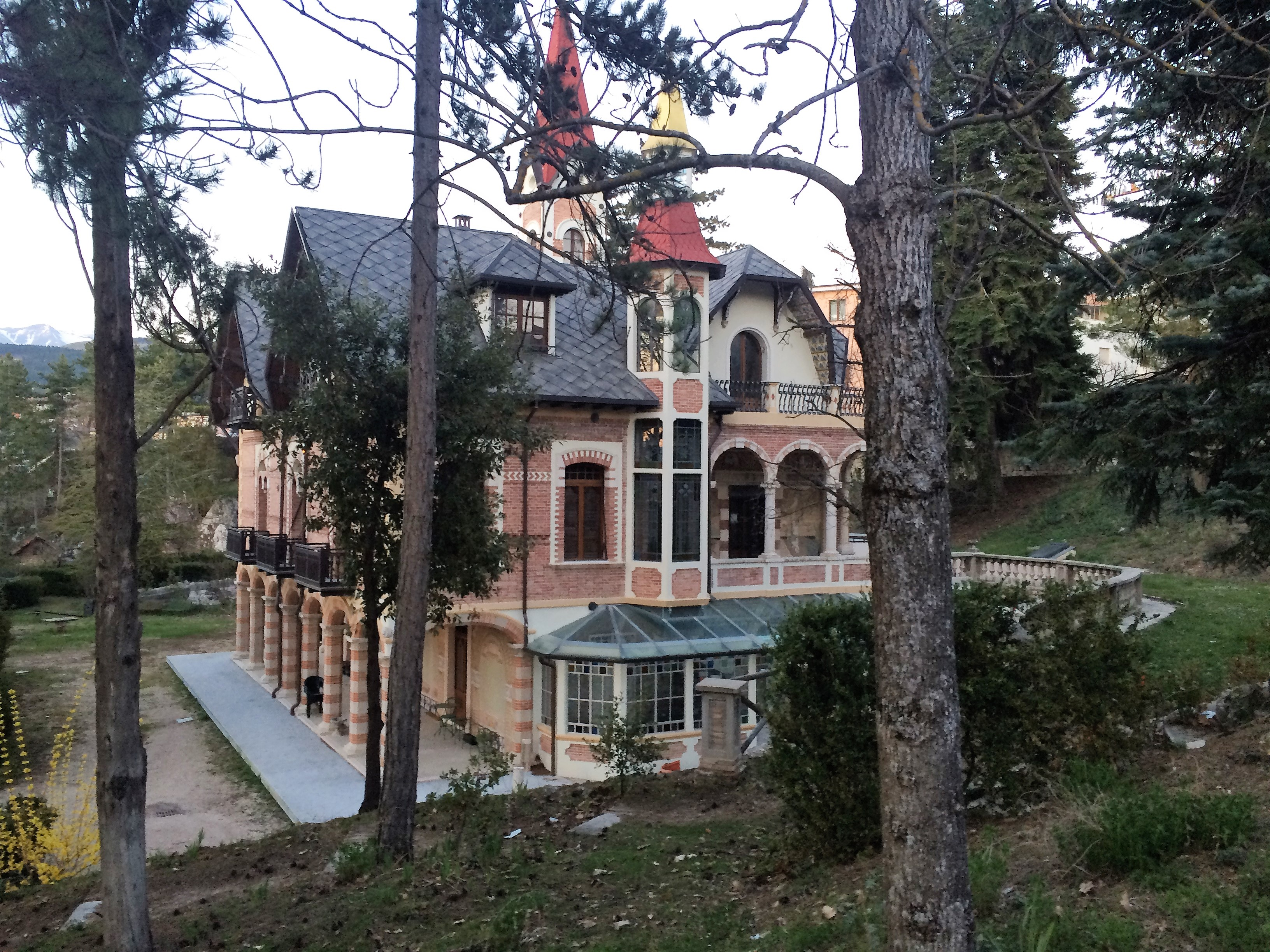
Villa La Silvestrella

- Scuola elementare "E. De Amicis": è stata una delle prime caserme costruite a L'Aquila, accanto alla Basilica di San Bernardino, e usata sino alla riconversione nel primo Novecento in scuola elementare. Dopo il 2009 la scuola è stata trasferita in un edificio più moderno e la vecchia struttura è in attesa di restauro. Il palazzo ha pianta rettangolare scandita da cornici in tre livelli, con robuste arcate d'ingresso, e un ampio chiostro interno.

- Villa Silvestrella: si trova sul viale Duca degli Abruzzi, poco prima dell'Istituto Salesiano "Figlie di Maria Ausiliatrice". Venne progettata nei primi decenni del Novecento per volere della famiglia Palitti. La Silvestrella (così chiamata perché vicino alla chiesa di San Silvestro) è coeva al villino Masci e ad altre abitazioni in stile liberty-eclettico. Già nel 1939 è stata sottoposta a vincolo dai Beni Culturali come patrimonio architettonico cittadino; l'edificio presenta una pianta articolata ed irregolare, con il fronte posto verso la strada che rappresenta in realtà il prospetto laterale, e la facciata principale in direzione della cinta muraria, caratterizzata da un grazioso porticato a cinque arcate a tutto sesto. Di particolare pregio è la ripida copertura insieme alle vetrate decorate con motivi Jugendstile, e con l'innesto delle torrette, rimanda all'architettura neogotica d'inizio secolo.

### Fortezza spagnola

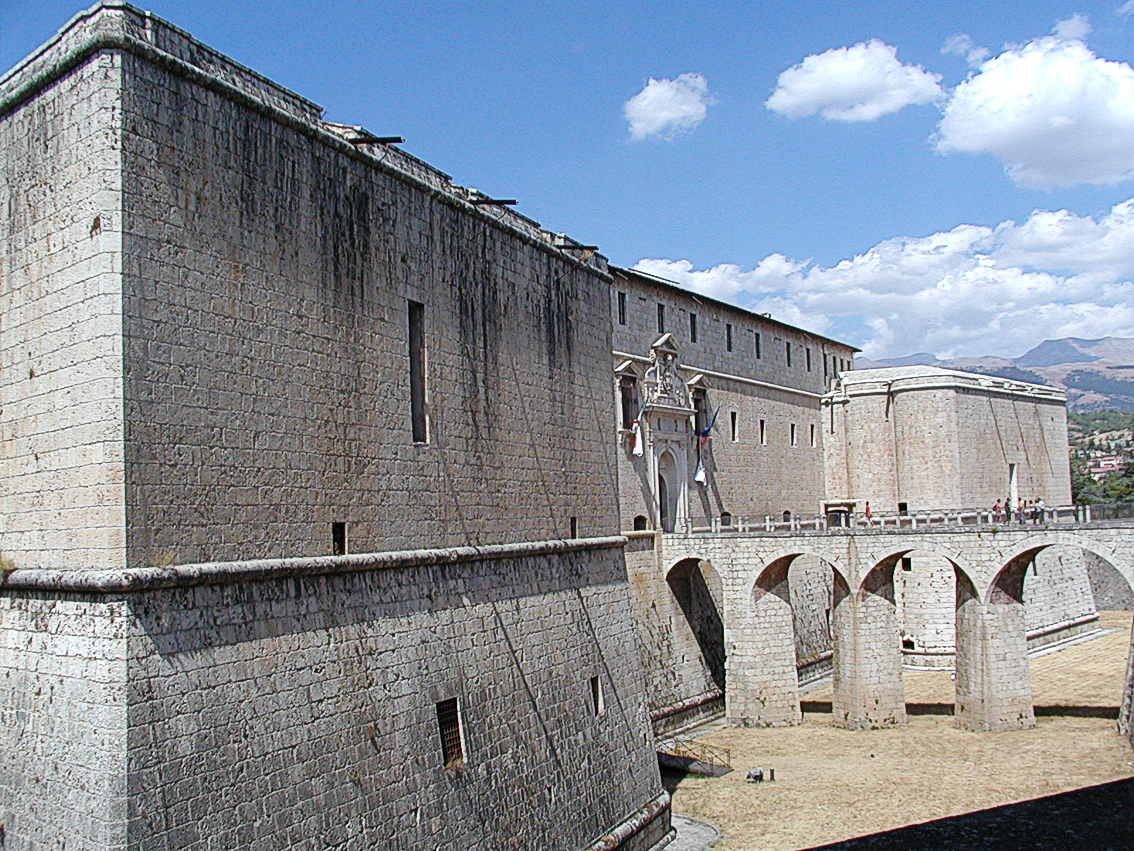
Il Forte nel 2007

Detto anche "Castello Cinquecentesco", costituisce un particolarissimo esempio dell'architettura militare cinquecentesca., edificato secondo le efficienti e moderne tecniche dell'epoca spagnola. Fu edificato sopra il "Castelletto" nel 1535, quando il viceré don Pedro di Toledo commissionò la progettazione a Pedro Luis Escrivà, con finanziamento diretto dagli aquilani, per la punizione di essersi ribellati alla corona spagnola. L'edificio presenta una pianta quadrata con cortile interno, circondata da quattro grandi bastioni angolari dai profili affilati, i quali si contraddistinguono per la singolare presenza di doppi lobi di raccordo al corpo quadrato, che avevano la funzione di raddoppiare il numero delle bocche da fuoco.Il perimetro dell'intera costruzione è contornato da un enorme fossato, non destinato ad essere allagato, dal quale si erge a scarpata il recinto poligonale a bastioni. All'ingresso di sud-est si arriva attraverso un punto in muratura, impostato su piloni a pianta romboidale; è interessante notare come il parallelismo dei lati dei piloni corrisponda a quello delle linee di tiro delle feritoie, situate nei bastioni, così da impedire la presenza di punti morti dove agli aggressori avrebbero potuto trovare riparo. 
La facciata principale è molto decorata dal portale in pietra con il fregio centrale dello stemma asburgico di Carlo V con l'aquila bicipite, e di due aperture con timpani triangolari. L'architettura interna è costituita al piano terra da un ampio porticato a robusti pilastri quadrati, dai vari locali del corpo di fabbrica e da una cappella. Una scala conduce al piano superiore dove si trovano grandi sale decorate con soffitti lignei e motivi ornamentali in pietra, destinate ad ospitare il Governatore Militare. Il parco attuale dove il castello si trova è stato realizzato negli anni 1930, poiché in precedenza era un arido campo usato come foro boario, mentre dopo la seconda guerra mondiale, fino al 2009, la fortezza ospitò la sede del Museo Nazionale d'Abruzzo, dal 2015 riaperta nell'ex mattatoio di Borgo Rivera.

#### Mura e cimitero

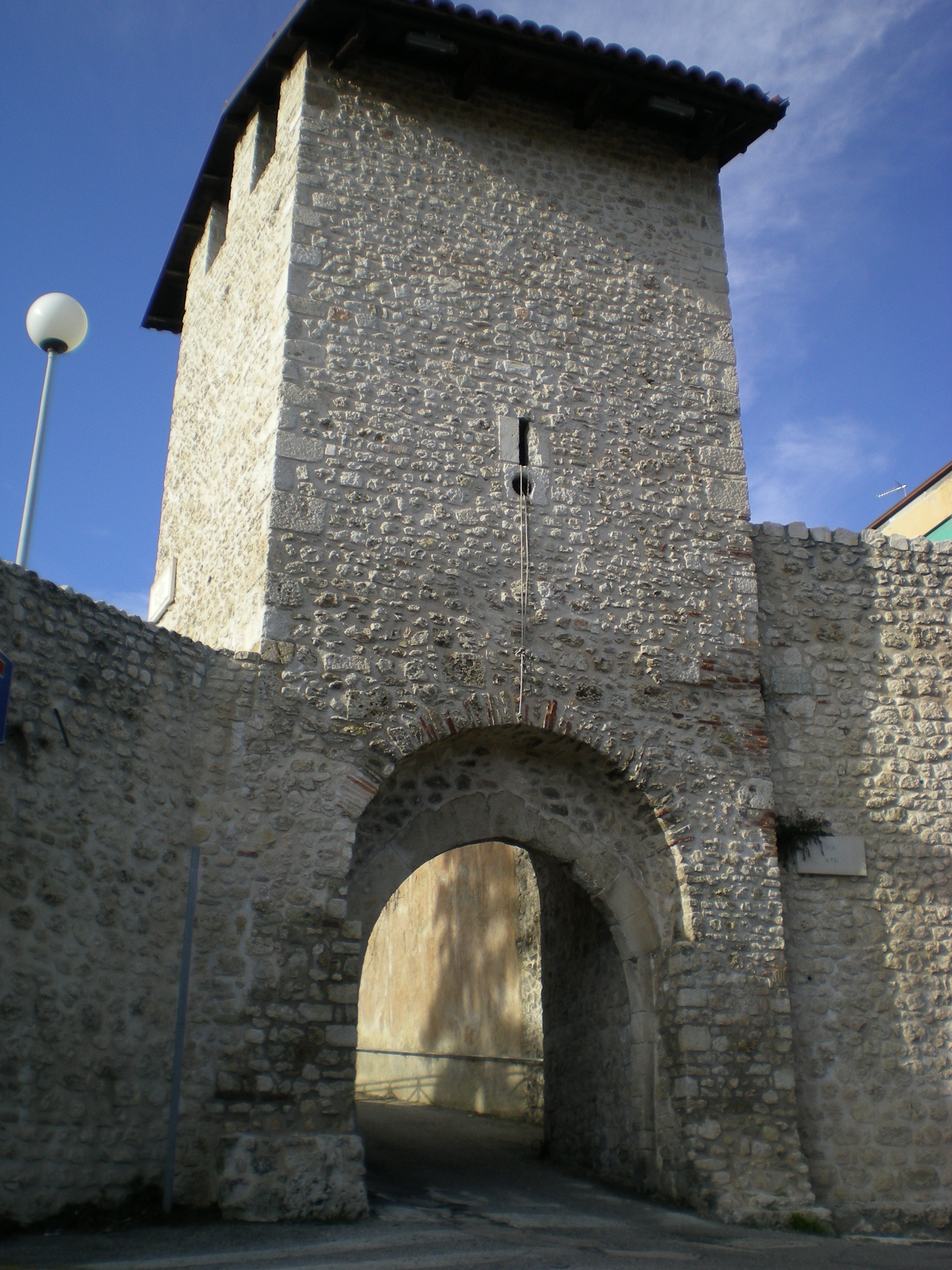
Porta Leoni

- Cimitero monumentale dell'Aquila: è stato realizzato fuori dalle mura, presso la chiesa del Soccorso nella metà del XIX secolo. Molto noto per ospitare tombe di nobili aquilani come i Persichetti, e personaggi famosi come Ondina Valla e Karl Heinrich Ulrichs.
- Porta Castello: si trova sulla via omonima, presso il Forte spagnolo ed è diventata nel XVII secolo l'ingresso principale da nord-ovest, dopo la distruzione di Porta Paganica e Porta Barisciano. L'arco è decorato da una grande cornice in pietra bianca, sormontato dagli stemmi asburgici di Carlo V, presenti anche all'ingresso del Forte.

- Porta Leoni: si trova all'estremità orientale dia via San Bernardino, costituendo uno degli assi longitudinali dell'impianto urbanistico rinascimentale della città. Il suo opposto è Porta Barete lungo via Roma. Il nome proviene dal capitano regio Leone di Cicco, che completò la cinta muraria nel XIII secolo. La porta è ad arco ogivale doppio, costituita da una torre alta 12 metri. Fu murata nel 1461 quando vi si raccolsero le macerie del terremoto, ma qualche anno dopo venne già riaperta per permettere l'accesso alla basilica di San Bernardino. Nel lato di via San Bernardino la porta è provvista di un affresco cinquecentesco della Vergine col Bambino.

- Porta Branconia: fa riferimento alla zona di San Silvestro, posta all'estremità di via Coppito, il suo opposto è la Porta Roiana, ed è costituita da una semplice arcata a tutto sesto in conci di pietra, che si apre tra le mura. La porta fu murata già nel 1378 circa ed è stata successivamente riaperta, ed è in buono stato. Prende il suo nome dalla ricca famiglia Branconio che si installò nella Piazza San Silvestro.

### Quarto San Pietro
Si tratta del terzo maggiore quartiere della città, che comprende la parte centro-occidentale del nucleo storico della città. Quarto "amiternino" fondato dai castellani di Arischia, Poppleto (oggi Coppito), Sassa, Pile, Barete e Pizzoli, ha il suo fulcro nella Piazza di San pietro con la capoquartiere chiesa di San Pietro a Coppito, il cui doppione sta nella chiesa di San Pietro e della Madonna delle Grazie in Coppito; i cardi sono via San Domenico, viale Papa Giovanni XXIII, viale Duca degli Abruzzi all'altezza dell'incrocio con via Roma, poi via Coppito, via Minuccio d'Ugolino, via Cascina, via Annunziata, via Camponeschi, via Marrelli, via Teofilo Patini, via Cavour e la parte finale del corso Vittorio Emanuele che sfocia nella Piazza del Duomo. I decumani sono via Roma, via Sassa, e la moderna via Sallustio, poi via Andrea Bafile, che verso l'incrocio dei "Quattro cantoni" si trasforma nel Corso Umberto I, via Gaglioffi e via Colantoni.

#### Architettura religiosa

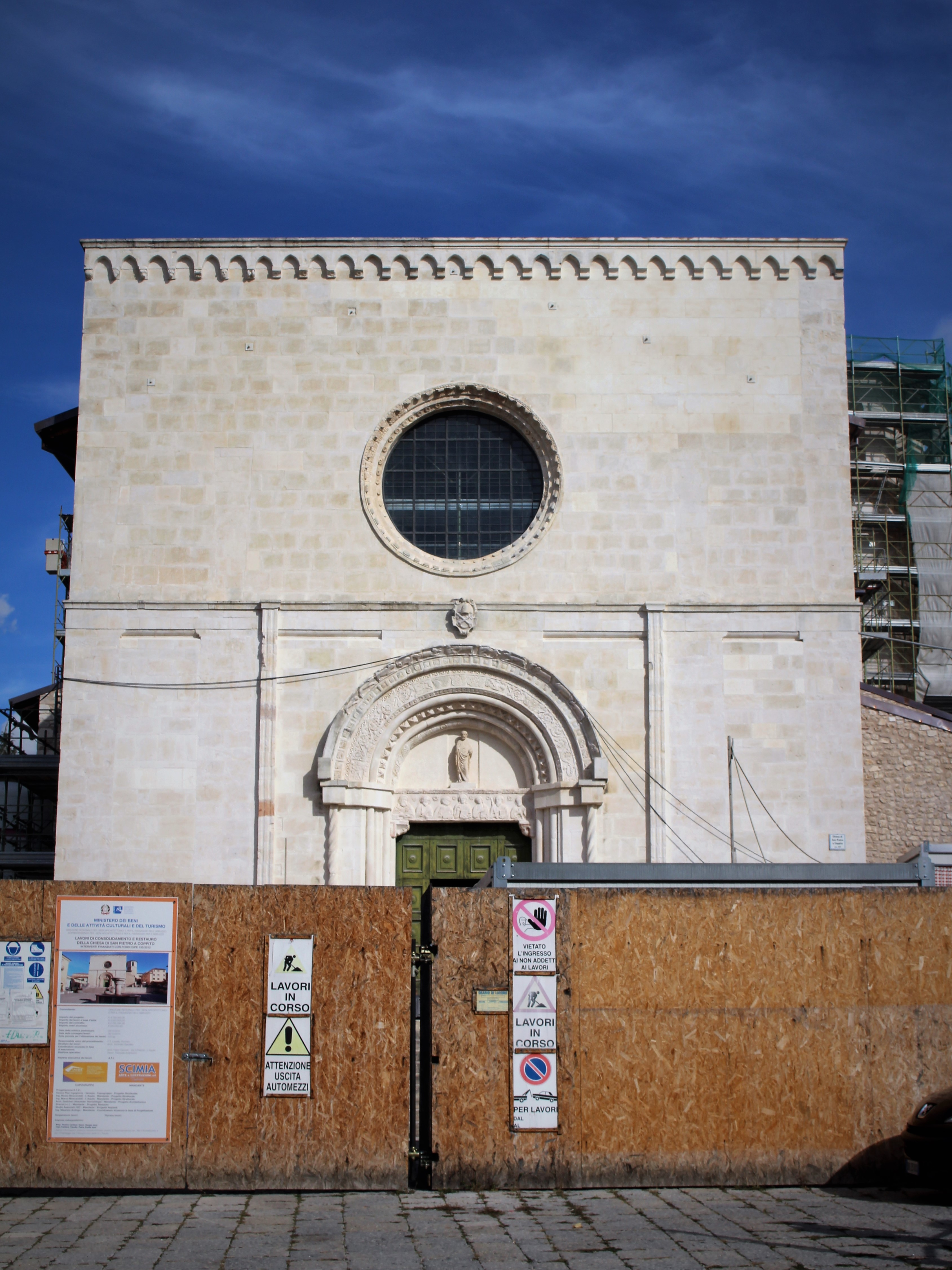
Facciata di San Pietro di Coppito (ristrutturazione 2017)

- Chiesa di San Pietro a Coppito: è la capoquartiere del rione, edificata dai castellani di Poppleto, il cui nome deriva dal "pioppo" che circonda le alture di Campo di Pile, e poi trasformato in "Coppito". La chiesa fu realizzata nel XIII secolo, rafforzando con il toponimo di provenienza il legame con l'antica parrocchia poppletana, come la chiesa di Santa Maria con quella di Paganica. L'aspetto medievale della chiesa è frutto di restauri della Sovrintendenza tra il 1969 e il 1971 ad opera di Mario Moretti, in occasione del quale sono state eliminate le decorazioni barocche ed effettuate delle ricostruzioni in stile.[20]La chiesa risale al 1257, e mantenne fino al 1703 l'aspetto medievale, salvo poi una ricostruzione barocco-neoclassica nel 1870 che trasformò radicalmente la facciata e l'interno, riducendolo a navata unica. Il soprintendente Mario Moretti negli anni 1960 si occupò della ricostruzione ex novo della facciata, basandosi sul modello romanico delle altre chiese di Santa Giusta e Santa Maria Paganica, nonché San Marciano (già rifatta negli anni 1940), contando sul fatto che le chiese romaniche aquilane avevano pressoché lo stesso modello della facciata quadrata a coronamento orizzontale, con portale strombato e rosone centrale. Anche l'interno venne smantellato dell'apparato neoclassico, con la restituzione delle tre navate ad arcate ogivali, e di affreschi rinascimentali prezzo le absidi.

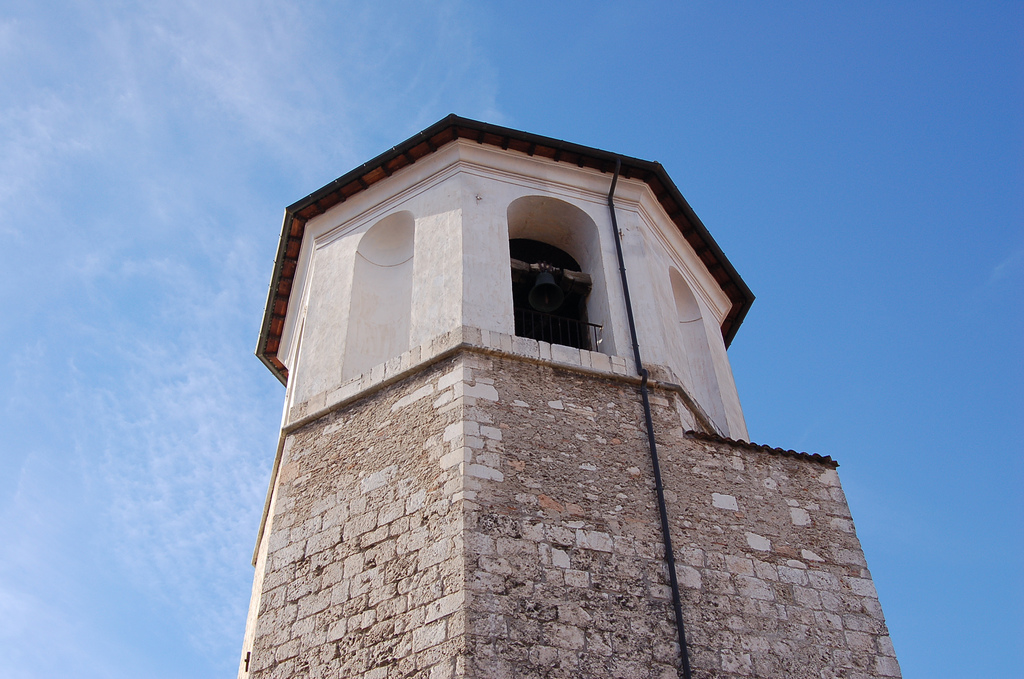
Il campanile ottagonale, crollato nel 2009 e ricostruito daccapo in stile originale nel 2017

Il portale romanico strombato del 1308 è una replica di quello di Santa Maria Paganica per la ricchezza e la decorazione delle cornici e delle colonne, e per il gruppo in rilievo del Cristo benedicente tra Apostoli. Nella lunetta inoltre c'è una statua di San Pietro con due leoni accanto, probabilmente materiale di spoglio dalla vicina Amiternum. La cornice del rosone è in parte originale, la facciata è a coronamento orizzontale con arcatelle pensili, l'impianto è basilicale con bracci del transetto sporgenti, e sulla destra sorge il campanile turrito a pianta ottagonale, mentre sul retro sporgono tre absidi poligonali. L'interno è a tre navate, con arcate ogivali, soffitto a capriate lignee; la navata di destra sembra essere la più antica della chiesa, che è stata una delle poche strutture ad essere rimaste in piedi dopo la distruzione di Manfredi di Svevia nel 1259. Un grande arco trionfale introduce in una specie di antitransetto sul quale si aprono altri tre archi trionfali, quello centrale impostato su due pilastri ottagonali, affiancato da un piccolo arco a sesto acuto, e da un altro arco mutilo. Le pareti mostrano affreschi del XV secolo, mentre nella parete absidale ci sono dei cicli più antichi del XIV sec. Sulla volta a crociera è raffigurata una serie di ritratti di Apostoli, e sulle pareti, divisi a scompari, i riquadri delle Storie di San Giorgio con didascalie informative in dialetto aquilano, come QN LU RE DEVEVA MANNARE LA FIGLIA A LU DRAU - QN. S. GIORGIU LIBERO LA TUSELLA DALLU DRAU. Nel sottarco del pilastro sinistro sono ritratti San Giovanni Battista, Sant'Elena e Santa Genoveffa, sulla parete sinistra del transetto ci sono affreschi rinascimentali della Natività, di Sant'Antonio abate e San Diacono e una "Fuga in Egitto". Nel vano del terzo arco ci sono altri affreschi della Madonna di Loreto tra santi (XVII sec), nell'edicola gotica alla sinistra dell'ingresso una "Madonna col Bambino tra santi" di Francesco da Montereale.

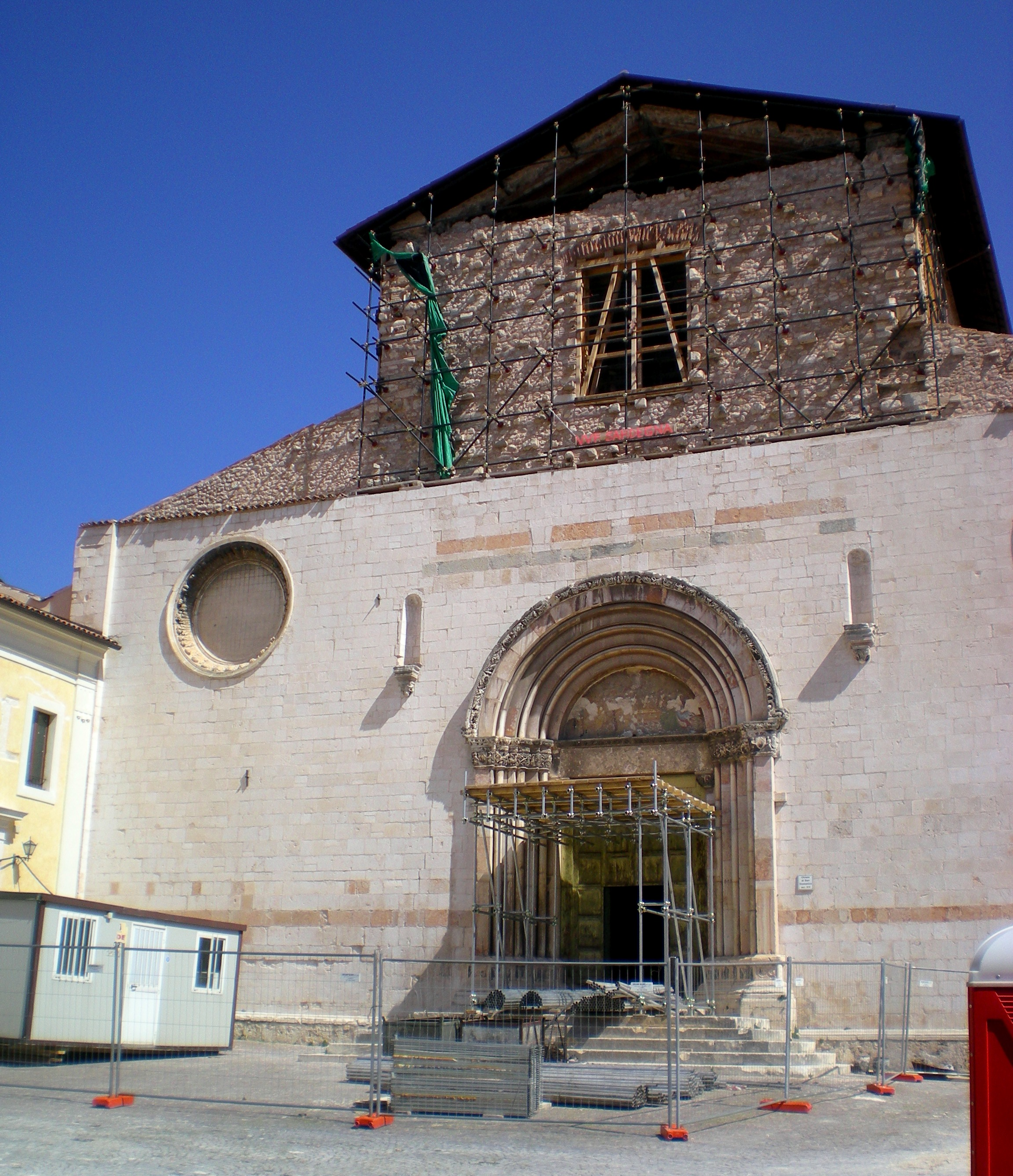
Chiesa di San Domenico nel 2009

- Complesso monumentale di San Domenico: è la chiesa più grande del centro storico, posta a sud di San Pietro di Coppito, in perfetta simmetria, realizzata nel 1300 circa, e donata da Carlo II d'Angiò ai Padri Domenicani, già presenti dal 1258. Il palazzo dei Domenicani, che affianca la chiesa nel 1809 fu adibito a carcere, ed ora a Corte dei Conti. Nel 1309, con l'inizio della costruzione, Carlo II personalmente pose la prima pietra, avendo fatto voto nel 1288 quando era prigioniero degli Aragonesi. La chiesa non fu mai completata, rimasta incompiuta nel XV secolo, e seriamente danneggiata nel 1703, tanto che si ricorda l'episodio della seconda grave scossa, che fece crollare il soffitto sopra i fedeli in preghiera. Dell'edificio originario resta solo la muratura dell'impianto basilicale con bracci sporgenti del transetto, l'abside poligonale che all'interno ne racchiude altre cinque. La facciata bassa è l'elemento più interessante con il mirabile portale romanico-gotico strombato, con la cornice a colonna tortile, mentre due oculi ciechi lo affiancano. Sopra la cornice marcapiano la facciata è chiaramente incompiuta, con un solo finestrone centrale. Sulla sinistra si affaccia un posticcio campanile settecentesco, annesso all'edificio dei Domenicani. Molto ben conservato è anche il fianco destro su via Angioina, con un mirabile portale gotico del Trecento, con doppia cornice di rivestimento poggiante su colonne. L'interno è a triplice navata, realizzato nel 1712 da Pietro Piazzola, con arcate a tutto sesto scandite da pilastri in intonaco con paraste corinzie e trabeazione che corre per tutto il perimetro, e volte a botti lunettate. Presso il presbiterio si trovano cinque absidi, all'esterno caratterizzate dai robusti contrafforti tipici del gotico, con eleganti bifore slanciate. Alcuni frammenti di pittura lasciano intendere che la costruzione originaria fosse stata affrescata dal pittore aquilano Saturnino Gatti.

- Chiesa di San Pietro di Sassa: detta anche "San Quinziano di Pile", si trova in via Buccio di Ranallo. La chiesa storica di San Pietro venne distrutta nel 1703, e il locale di Sassa perse la sua parrocchia, trasferita nella nuova sede attuale che risale al XIII secolo. Di originale oggi resta la facciata trecentesca, poiché l'interno è stato rifatto dopo il 1703. In prima evidenza il campanile con base a torre, e poi concluso a vela, mentre il prospetto propone quello della chiesa di San Marciano nel quarto San Giovanni, ed entrambi si rifanno al disegno della chiesetta di Sant'Antonio abate fuori le mura: lo spazio è diviso da una cornice e da lesene, con portale romanico centrale strombato, e una finestra ad oculo nel settore superiore. Il trecentesco portale è coronato da colonnine con cornice a conci, mentre all'interno ha colonnine tortili, mentre l'architrave non ha decorazioni. L'interno barocco è a navata unica con stucchi, paraste corinzie per le cappelle, e trabeazione continua aggettante.

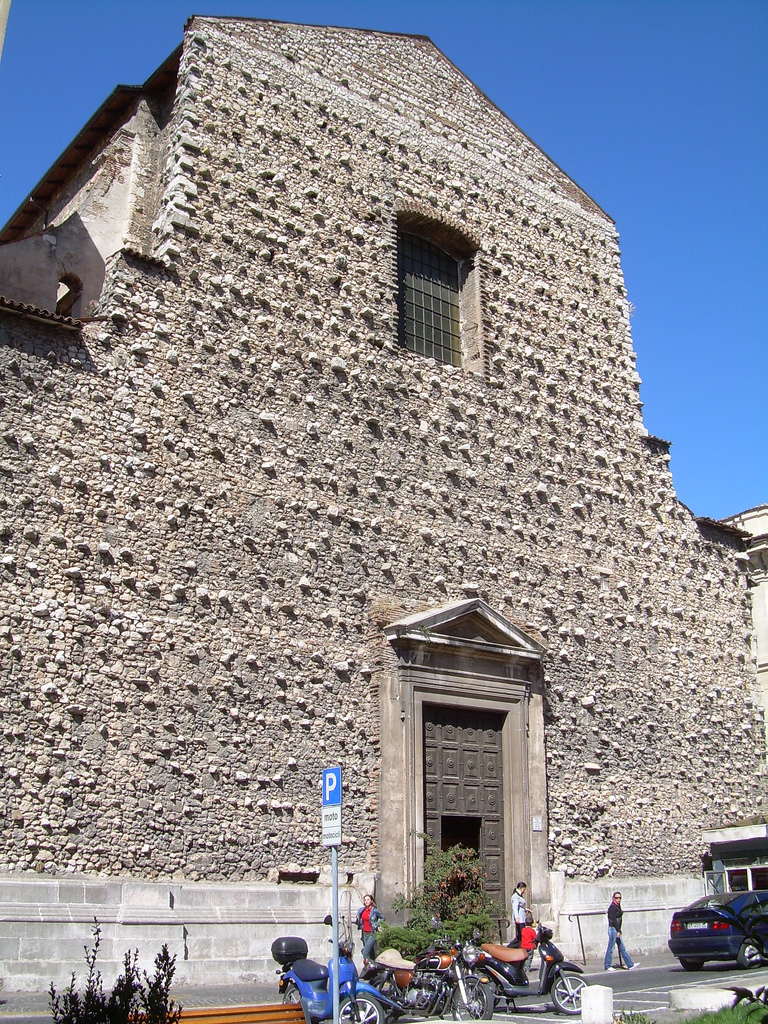
Santa Margherita

- Chiesa di Santa Margherita dei Gesuiti: si trova in Piazza Santa Margherita, lungo via Andrea Bafile, accanto a palazzo Camponeschi, storica sede del Collegio dei Gesuiti. Costruita nel 1636 demolendo la vecchia chiesa medievale, per volere dei Padri Gesuiti, costituisce l'unico edificio religioso del quartiere aquilano con annesso collegio ad essere sopravvissuto sino ad oggi. Il progetto di costruzione era davvero ambizioso, ma vari contrattempi ne impedirono il completamento, come si denota già dalla facciata: essa è rozza, mostrante ancora i dentelli per le impalcature, e solo il semplice portale architravato rende il contesto interessante. Il progetto prevedeva una pianta a croce latina con transetti e absidi; l'interno è molto più ornato dell'esterno. La pianta è rettangolare a navata unica, coperta da volta a botte, affiancata da tre profonde cappelle per lato, intermezzate da setti murari scanditi da coppie di paraste corinzie. Interessante è l'alternanza tra i vuoti delle cappelle e le parti del muro, articolazione nota come "travata ritmica".[21]Gli stucchi delle pareti della navata e delle volte delle cappelle creano una decorazione plastica che conferisce alla chiesa un notevole carattere barocco tra le varie chiese aquilane.

Arrangiata risulta l'abside, poiché costruita non seguendo il progetto originale; la parete è tripartita in verticale dalle medesime paraste presenti nel resto dell'aula, al centro vi è una nicchia contenente il Sacro Cuore, mentre le bande laterali sono quasi completamente riempite da due grandi dipinti incorniciati: Santa Margherita Alacoque e Beato Claudio de la Colombiére, influente nella diffusione del culto del Sacro Cuore. La controfacciata è occupata da un organo con cantoria a tre snelle arcate su esili colonne marmoree, realizzata nel 1717 da Gaetano Antonucci. Le cappelle sono molto decorate dagli stucchi tipici barocchi, e ospitano degli altari con delle tele. Degna di nota è la cappella di Sant'Ignazio con la tela di Gregorio Grassi e gli affreschi di Girolamo Cenatiempo.

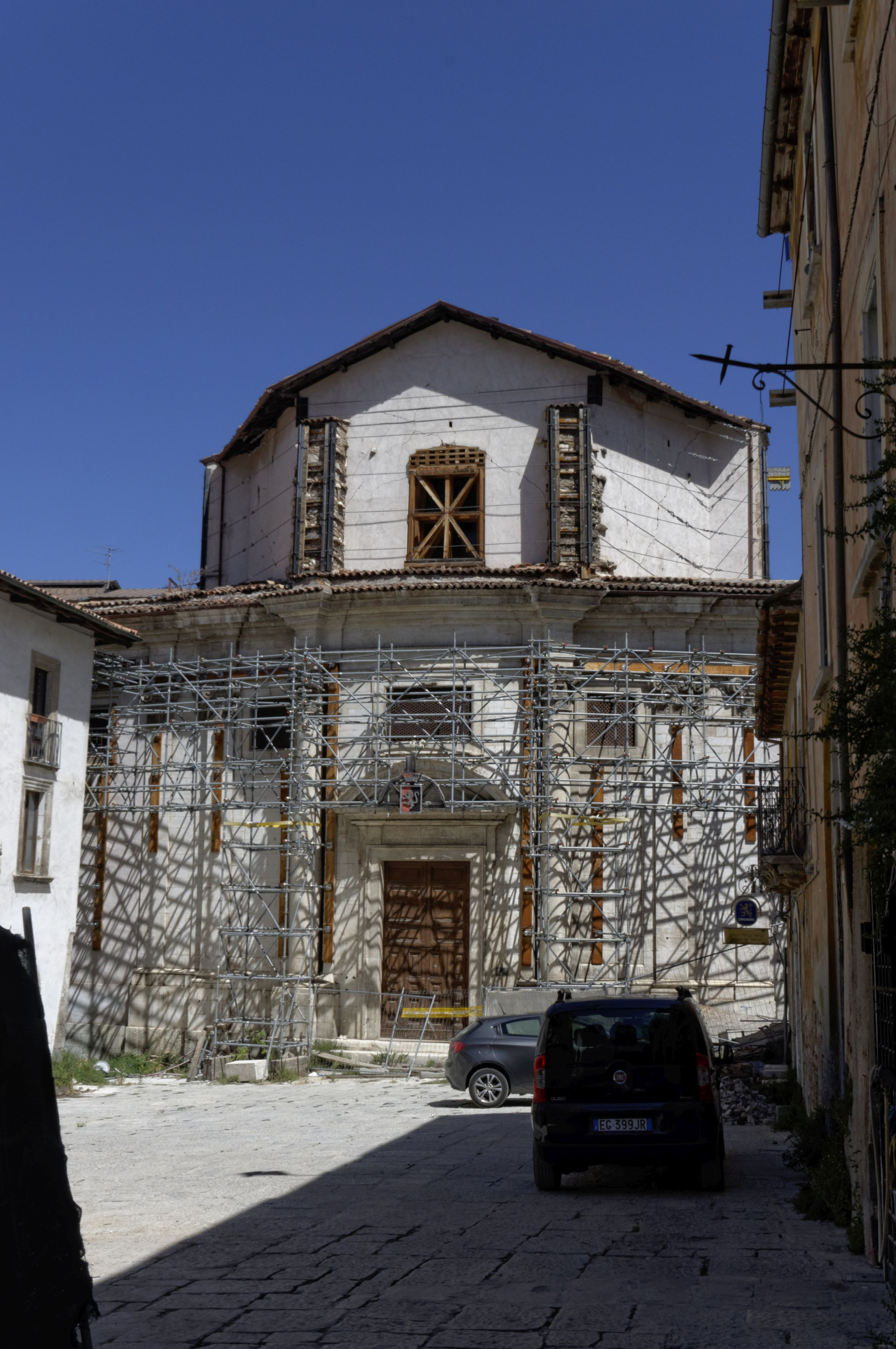
Santa Caterina d'Alessandria

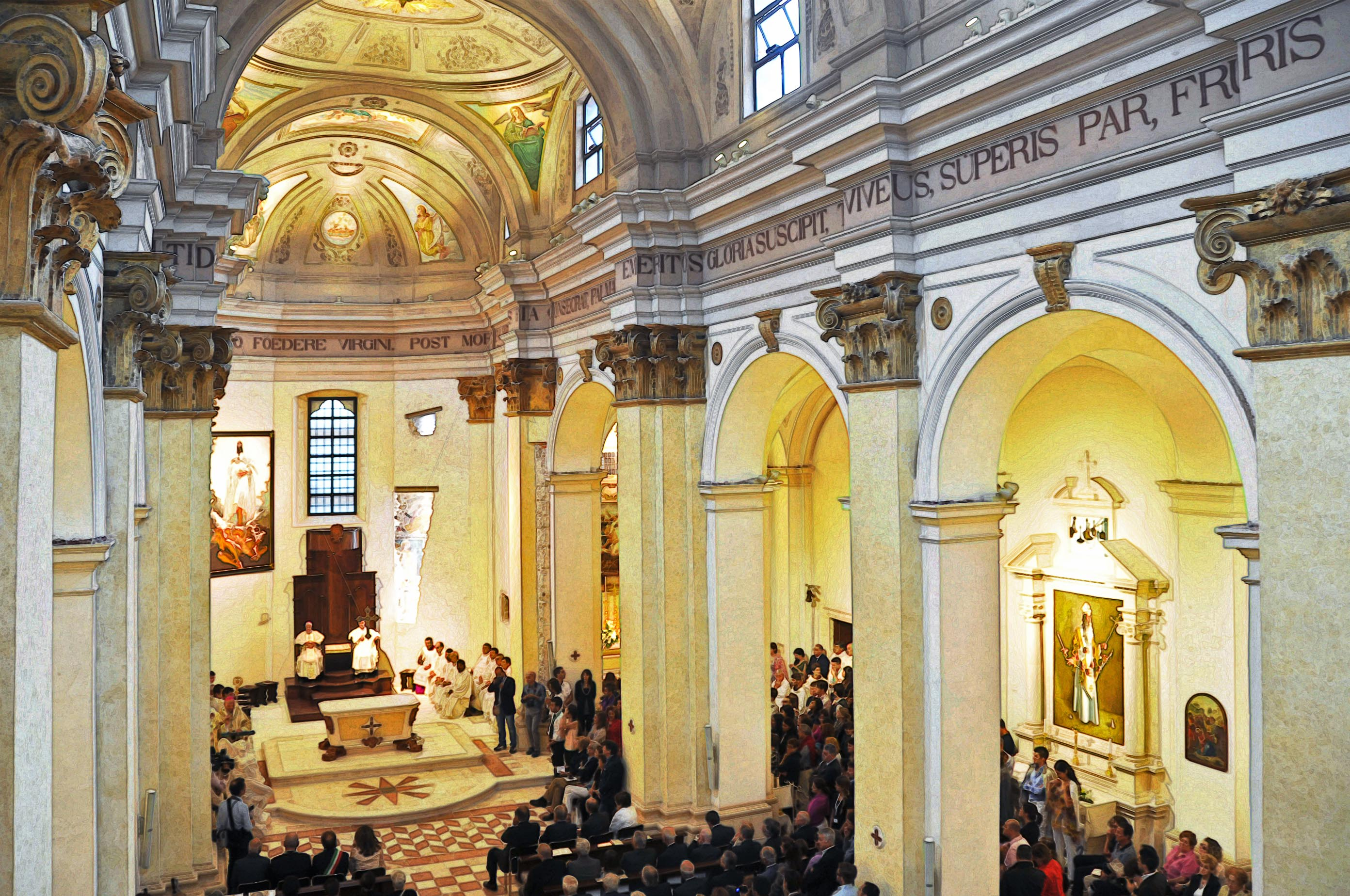
Interno della basilica di San Giuseppe

- Chiesa di Santa Caterina d'Alessandria: si trova fronte alla Basilica di San Giuseppe Artigiano. Costruita nel 1357 per volere delle benedettine provenienti da contrada San Vittorino. La chiesa attuale si presenta come una ricostruzione barocca del dopo terremoto 1703, su progetto di Ferdinando Fuga, e consacrata nel 1752. Dal 1935, fino all'istituzione del Museo Nazionale d'Abruzzo fu sede del Museo Diocesano nell'ex convento. La chiesa ha una pianta circolare con la movimentata facciata conclusa solo nella parte inferiore, inquadrata da lesene e paraste a colonna con capitelli corinzi. Il semplice portale ha un timpano curvilineo. L'interno ellittico ha quattro bracci che compongono una croce greca, sopra il cui fuoco sorge la cupola. A fianco possiede un palazzo, antica sede del monastero, con chiostro quadrato decorato da ordine di arcate, in restauro per affidarlo a spazio culturale.

- Basilica di San Giuseppe Artigiano: sorge in via Sassa, fino al 2013 nota come "San Biagio d'Amiterno", e riconsacrata con nuovo titolo dopo il restauro post sisma 2009, è una delle poche chiese oggi accessibili del centro. La vicenda edificatorio di "San Biagio, posta nel locale di San Vittorino, a due passi dalla Cattedrale su via Roio, affiancata dall'oratorio di San Giuseppe dei Minimi, è intimamente legata alla fondazione della città, e alle attività ricostruttive successive per via dei terremoti. Nel corso della prima guerra mondiale la chiesa divenne magazzino dei soldati, e successivamente venne sconsacrata per essere un deposito di mercati, fino ai restauri cospicui dopo il 2009, che l'hanno riportata allo stato originario. La chiesa si affaccia su via Sassa dai castellani di Amiternum, presso l'area espansiva del Duomo, mantenendo un'autonomia giurisdizionale nell'ambito religioso. La chiesa precedente la distruzione del 1259 si trovava in un locale diverso, e con la nuova ricostruzione del 1266 fu traslata verso Occidente, come dimostrano i resti di un'antica chiesa presso il palazzo adiacente[22]. L'aspetto medievale oggi è andato completamente perduto dopo il disastroso terremoto del 1703, quando la chiesa fu ricostruita ex novo, ruotando l'asse longitudinale in corrispondenza del trasversale d'origine. Originale, che crea un collegamento con la sua storia antica, è il monumento equestre a Pietro Lalle Camponeschi di Gualtiero d'Alemannia; l'interno oggi è suddiviso in tre navate con volte a botti lunettate, progettate da Francesco Bedeschini. Dopo il 1703 l'antico oratorio della Madonna del Suffragio, presso l'attuale San Giuseppe dei Minimi, si spostò in piazza Duomo nell'attuale chiesa delle Anime Sante, e la chiesa di San Biagio venne riedificata daccapo con tre absidi semipoligonali, secondo uno schema della basilica inconsueto per il periodo dei grandi restauri in stile gesuitico, non rispettato neanche dalle ricostruzioni delle chiese di San Domenico e San Silvestro. Di medievale nella chiesa si trovano anche alcune tombe di vescovi, il pavimento originale in pietra, qualche affresco presso l'altare, tra cui il ritratto di San Biagio vescovo, mentre per il corredo di tele nel 2012 fu chiamato Giovanni Gasparro, opere davvero originali nel progetto di ricostruzione e restyling del centro storico, che ben si collegano con la tradizione antica.

San Giuseppe dei Minimi

- Oratorio di San Giuseppe dei Minimi: si trova su via Roio, attaccato alla basilica di San Giuseppe. Risale al 1646, quando una parte della vecchia chiesa di San Biagio venne ceduta alla Confraternita del Suffragio, mantenendo dell'antica fabbrica medievale le due monofore ogivali e il portale trecentesco, ancora oggi presenti sulla facciata. L'interno, già in ricostruzione per ampliamento, subì una nuova ricostruzione dopo il 1703, quando nel 1708 i due altari ebbero la concessione di spostamento, vennero traslati nella nuova chiesa di Piazza Duomo nel 1719. La piccola chiesa di via Roio fu venuta alla Confraternita dei Minimi nel 1819, che l'acquistò insieme alla cadente chiesa di San Biagio, e restaurata completamente da Giovan Francesco Leomporra, architetto della chiesa delle Anime Sante. Anche la facciata fu intonacata in stile barocco, ma smantellata già nei primi anni del Novecento e restituita allo stato medievale. Prima del 1930 l'interno era senza una volta, e con gli interventi di Alberto Riccoboni vennero rimosse le forme barocche della facciata, e costruito l'arredo tardo-barocco interno in cemento. La volta attuale è a botte lunettata, mentre sui lati si trovano piccole nicchie per gli altari. Fino al 2017 la chiesa ha ospitato il sarcofago di Celestino V, prima di tornare nella restaurata Basilica di Collemaggio.

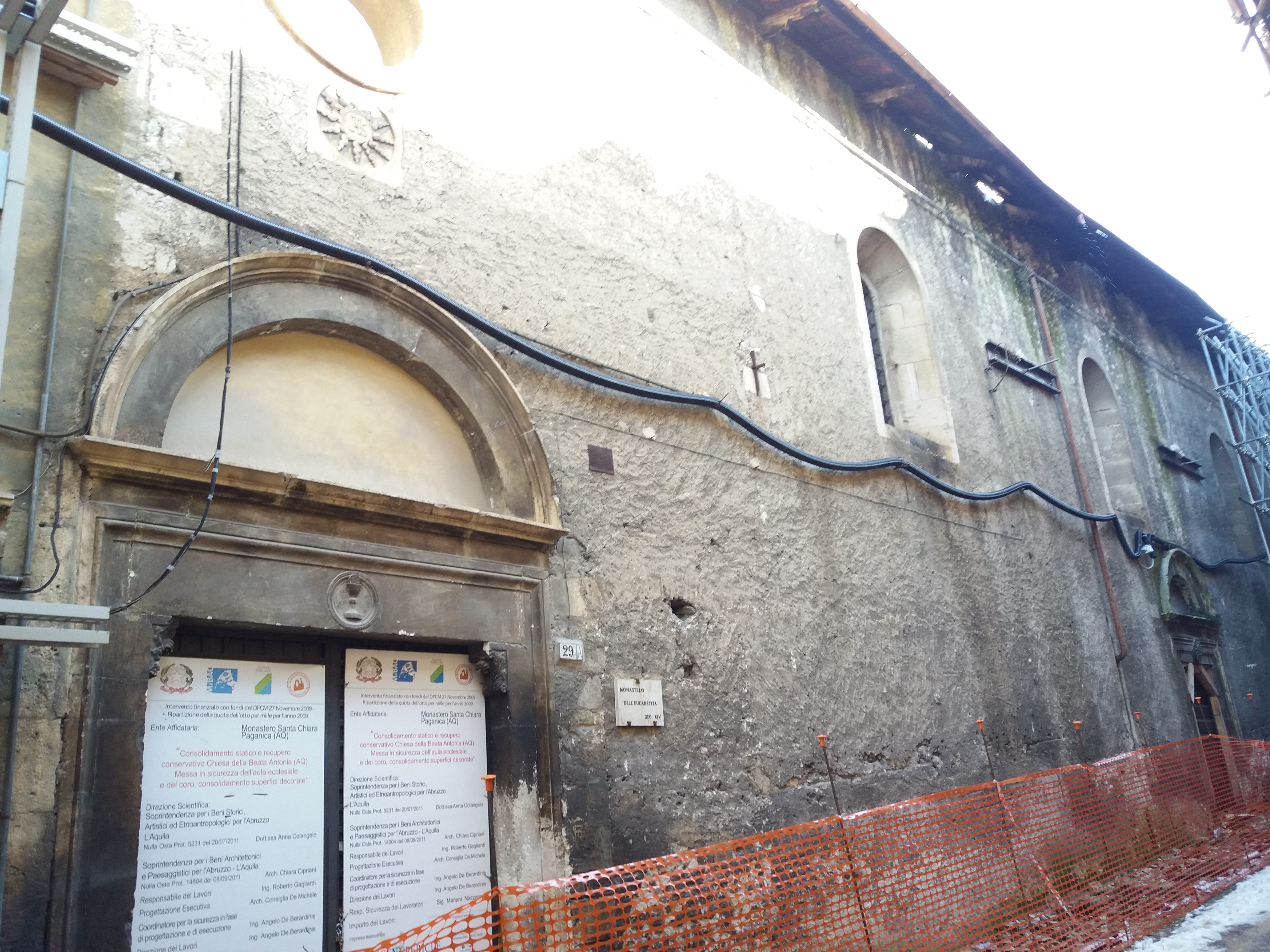
Monastero della Beata Antonia

- Monastero de Corpo di Cristo o della Beata Antonia: il monastero si trova nel rione San Pietro, tra via Sassa e via Sallustio, fondato nel 1349 per volontà testamentario di Giacomo Gaglioffi. Nel 1447 San Giovanni da Capestrano lo affidò ad Antonia da Firenze, che come badessa lo guidò per sette anni, fino alla morte. Il corpo della Beata Antonia restò nel monastero fino al 2006, quando fu trasferita nel convento di Santa Chiara in contrada Paganica. dopo 6 anni dal terremoto, la salma per la ricostruzione della chiesa è stata ritrasferita all'Aquila. Fino all'Ottocento il monastero visse un tranquillo periodo, finché con le soppressioni monastiche dei francesi, iniziò a subire le prime mutilazioni, come la demolizione degli archi medievali del ponte che unica il convento all'ospedale, attuale ex Conservatorio musicale "A. Casella"; nel 1941 ci fu l'abbattimento di parte del chiostro per realizzare la moderna via Sallustio. La facciata risale al Quattrocento, caratterizzata da un semplice portale, con lunetta ornata da un dipinto di San Francesco che riceve le stimmate. Il monastero ha pianta rettangolare, con interno a navata unico decorato da massicce volte a crociera, che poggiano su capitelli pensili rinascimentali. Lo spazio è ripartito in due ambienti distinto: l'uno riservato alle monache e l'altro ai fedeli. Il muro divisorio reca una grata che permetteva alle monache di seguire all'interno le funzioni religiose. Il coro, interamente affrescato e composto da 97 stalli, è opera di maestranze milanesi, e datato 1516.
All'interno della chiesa si trovano invece affreschi rinascimentali di Paolo Cardone, Andrea De Litio e Francesco di Montereale. Del De Litio c'è l'Adorazione del Bambino; mentre presso il parlatoio, ancora conservato, si trova l'affresco della Madonna col Bambino e Sant'Ansano.

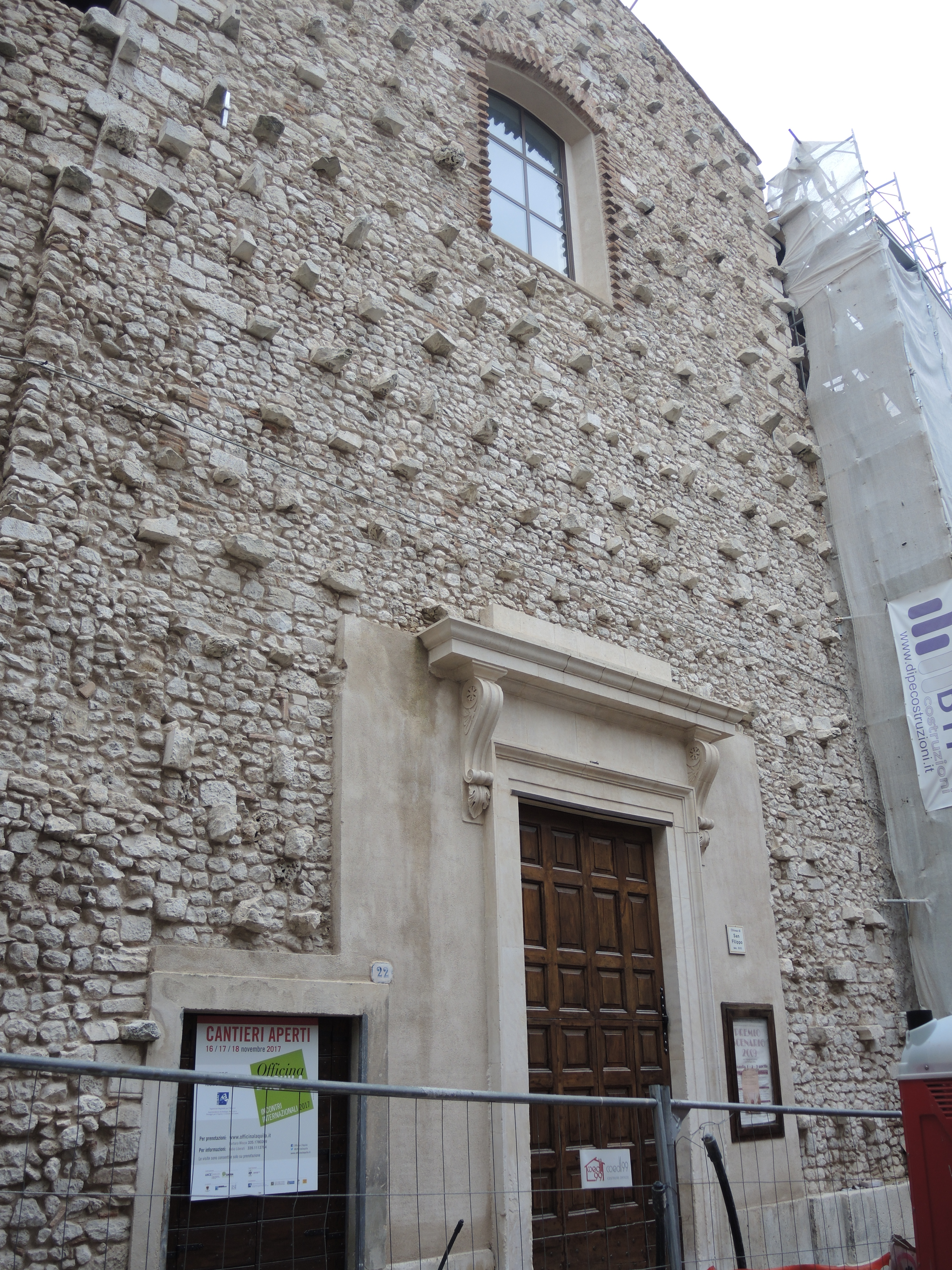
Ex chiesa di San Filippo

- Ex chiesa di San Filippo Neri: si trova nei pressi della chiesa di Santa Caterina, in via Cavour. Fu iniziata nel 1637 e terminata vent'anni più tardi, anche se la facciata, come quella di Santa Margherita, fu lasciata incompiuta. Anche questa chiesa fu profondamente influenzata nella sua edificazione dal brocco romano, secondo lo stile delle congreghe del XVII secolo. Il completamento e la decorazione si protrassero anche dopo il 1703. Fu realizzata per questo la cupola ellittica dal 1708, poi le cappelle laterali e l'altare maggiore e altri due altari laterali presso il transetto. Il nuovo impianto ha un asse traverso, con due cappelle laterali e presbiterio a cupola, il modello di costruzione è la chiesa di San Pantaleo di Roma dell'architetto De Rossi (1680). Tuttavia l'apparato decorativo aquilano risente molto del manierismo cinquecentesco, come lo slancio degli elementi della cappella, che le impedisce una continuità con l'abside. Gli altari invece sono pienamente barocchi, i due collocati nel transetto e i quattro nelle cappelle, accomunati dall'elemento decorativo del coronamento a timpano spezzato curvilineo. L'altare maggiore è del 1715, intriso di elementi tardobarocchi, ha pianta ad andamento concavo, colonne binate e una cura della zona superiore: indubbia è la mano dei seguaci di Carlo Fontana, come Sebastiano Cipriani, che si occupò della ricostruzione della Cattedrale, Carlo Buratti e Francesco Fontana. La chiesa ha un piccolo oratorio dei Filippini e prima del 2009 era usata come sede del "Teatro L'Uovo", sconsacrata, ma mantenendo ancora l'aspetto di luogo di culto. Nel 2017 è stata restaurata.

- Chiesa di San Paolo di Barete: la chiesa risale al XIV secolo e si trova lungo via Roma, anche se prima del 1349 doveva già esistere un precedente tempio, eretto dai castellani di Barete, ispirandosi alla chiesa longobarda omonima nella zona cimitero. L'orientamento della chiesa medievale era diverso da quello attuale, poiché fu ricostruita dopo il 1703: la facciata si apriva sul lato opposto all'attuale settecentesca su via Roma. La monofora medievale presso l'attuale infatti testimonia che si trattava della zona absidale. L'impianto è quadrangolare a navata unica, con tracce di parti medievali nelle finestre laterali gotiche. La facciata attuale ha un portale architravato assai semplice del 1736 (presso la lunetta c'è un rilievo dell'apostolo benedicente col Vangelo), in asse con un finestrone centrale, e termina con architrave triangolare. A sinistra si trova il piccolo campanile a vela, distrutto nel 2009 e ricostruito nel 2016.
Dunque la chiesa ha impianto a croce greca con volte a botte interne, e presso il fuoco dei bracci una calotta a falsa cupola.

- Ex monastero di Santa Teresa del Bambino Gesù: si trova presso via Roma, nelle vicinanze del locale San Pietro di Coppito. Era sede, dopo che il monastero fu soppresso, dell'associazione dei Solisti Aquilani del "Teatro Stabile d'Abruzzo": questo prima del 2009, dopo che in seguito alla sconsacrazione nel 1860 era stata sede di una scuola. Fu fondato dalla congregazione di Santa Teresa d'Avila e Sant'Orsola nel 1672: il complesso ha forma rettangolare di dimensioni in pianta 39x37 metri e si sviluppa su due livelli fuori terra, attorno a tre cortili interni. Esso è delimitato su tre lati dalle strade di via Roma, via Santa Teresa e via Barete, e su un lato dal Palazzo Vastarini Cresi. Nel corso dei restauri dopo il 2009, si sono fatte varie scoperte, come i diversi strati murari tra loro paralleli, un cambio di direzione delle facciate su via Roma e via Santa Teresa, i cortili decentrati e concentrati in adiacenza del vicino palazzo nobiliare, dove si trovano un casotto con pilastri e un blocco di stanza di profondità molto inferiore rispetto alle altre verso via Roma. La facciata è stata ruotata proprio su questa via, in perfetta posizione ortogonale, le stanze che formano il blocco adiacente a Palazzo Vastarini hanno avuto un comportamento differente rispetto alle altre; sono crollate porzioni di volta proprio in corrispondenza del cambio di direzione del fronte su via Roma su cui si attestano. La porzione d'angolo che ha mantenuto l'orientamento originale è stata quella meno interessata da un cinematismo di ribassamento di facciata sul fronte di via Roma. Tracce della storica chiesa oggi sconsacrata sono evidenti in una grande aula scandita da lesene ed arcate trasversali con l'ingresso sul lato corto di via Santa Teresa, opposto al presbiterio. Il presbiterio era coperto da una volta con pennacchi a stucco e presentava tre finestre con decorazioni.

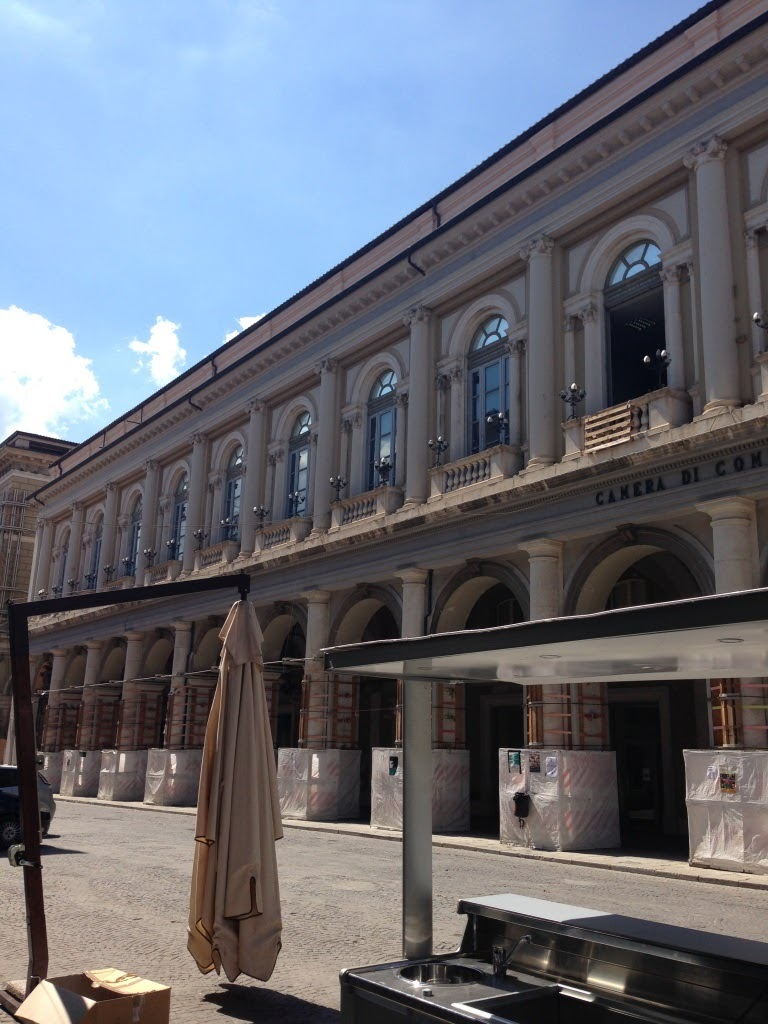
Il Palazzo della Camera di Commercio (sul corso Vittorio) e del Convitto Nazionale (sul corso Umberto), ricavati dal convento di San Francesco

- Ex Convento di San Francesco a Palazzo e cappella dell'Immacolata Concezione: il convento dei Francescani fu fondato dentro le mura nel 1254 circa, e vent'anni più tardi era pienamente operativo. Venne ricostruito dopo il 1703, sconsacrato con le leggi piemontesi dopo l'Unità, e profondamente modificato nell'aspetto, poiché oggi è la sede del Palazzo del Convitto, che fino al 2009 ospitava la Biblioteca provinciale Salvatore Tommasi e il Liceo classico "Domenico Cotugno". Dell'antica struttura sopravvivevano fino al 1878, e poi fino ai primi del Novecento ancora alcuni elementi religiosi, come il chiostro ad archi sul corso (poi sopraelevato negli anni 1920), mentre oggi, a parte il refettorio, il campanile, o la sala di lettura della ricca biblioteca, realizzata sopra quella conventuale, gli unici elementi che creano un collegamento con la tradizione francescana aquilana sono la cella di San Bernardino da Siena che vi morì nel 1444, e la piccola chiesetta dell'Immacolata Concezione, in stile barocco con pianta a croce greca, che si affacciata sui portici del corso Vittorio Emanuele. Il convento aveva affaccio sul corso, dove si trovano monumentali portici, la chiesa invece si affacciava su Piazza del Palazzo, completamente trasformata nell'edificio della biblioteca. L'esterno del Convitto è in stile neoclassico, con ingresso presso il corso Umberto, da Piazza del Palazzo, mentre l'interno è decorato dal dipinto del Gregge di pecore e l'aquila del Gran Sasso di Teofilo Patini (1882) presso l'aula magna. La biblioteca dedicata a Salvatore Tommasi, aperta già del 1846 e temporaneamente allestita a Bazzano, ospita 250 000 volumi, inclusa la prima stampa delle Vite parallele di Plutarco del 1482 di Adamo da Rotweill, discepolo di Gutemberg.

- Chiesa di Maria SS. Addolorata: è posta lungo la via Annunziata si affaccia presso l'ex Palazzo sede del Rettorato dell'Università (Palazzo Carli). Risale al Medioevo, ma fu cambiato dopo il 1703, e danneggiata dal terremoto del 2009. Ha pianta leggermente rettangolare, poiché molto piccola, terminante con abside semicircolare. La facciata settecentesca è incorniciata da due paraste laterali con capitello dorico. Il portale ha un timpano curvilineo ornato da fiori a girale.

- Ex convento di Santa Lucia: si trova presso il viale San Giovanni Bosco, oggi sede dell'Opera Salesiana Don Bosco. Negli anni 1950 il complesso, andando in gestione ai Salesiani, è stato profondamente e sciaguratamente rinnovato in stile moderno, eccezione per la chiesa, i cui fasti sono visibili anche in fotografie storiche. L'interno ovviamente è barocco, del dopo sisma 1703, a navata unica, con cappelle laterali divise da paraste corinzie, sormontate da trabeazione e da volte a botte lunettate. Sulla destra si trova una cappella più profonda, l'altare maggiore è ornato da una grande cornice in travertino incassata sul muro, con una nicchia centrale per la statua, affiancata lateralmente da una coppia di colonne con capitelli compositi, mentre la cima della cornice ha una tela ritraente il Martirio della santa.

- Chiesa di Santa Croce: posta lungo via Roma, e probabilmente fu costruita dai castellani di Lucoli. La chiesa si trova presso Porta Barete (o Romana), e risale al XV secolo, anche se l'aspetto attuale è settecentesco, con poche porzioni medievali del convento demolito nell'Ottocento, quando gli ordini furono soppressi. La chiesa ha un aspetto molto semplice e sobrio, a pianta a croce greca. Dopo il terremoto del 2009, la chiesa attende ancora lavori di restauro, nonostante l'interessamento di varie associazioni aquilane per istituire un parco archeologico, quando venne riscoperta nel 2014 la Porta Barete, seminterrata durante il fascismo.

- Cappella di Santa Maria Assunta dei Nobili: piccola cappella posta all'ingresso laterale del Palazzetto dei Nobili su via Camponeschi. L'ingresso è dato da un portale con architrave barocca a timpano triangolare, mentre l'interno a navata unica è molto raccolto e intimo.

- Cappella dei Convittori del Collegio Camponeschi: si trova nel Palazzo Camponeschi, antica sede del Collegio dei Gesuiti di Santa Margherita. Risalente al post 1703, ha navata unica con volta a botte decorata da pennacchi in stucchi a motivi geometrici e vegetali, il perimetro è scandito da arcate che fungono da contrafforti, fino all'altare, con un'icona di Santa Margherita. All'altezza della volta precedente l'altare si trova un affresco dell'occhio di Dio circondato dai raggi del sole, e irradiato appositamente dalla luce che proviene da due bifore di sinistra.

#### Architettura civile

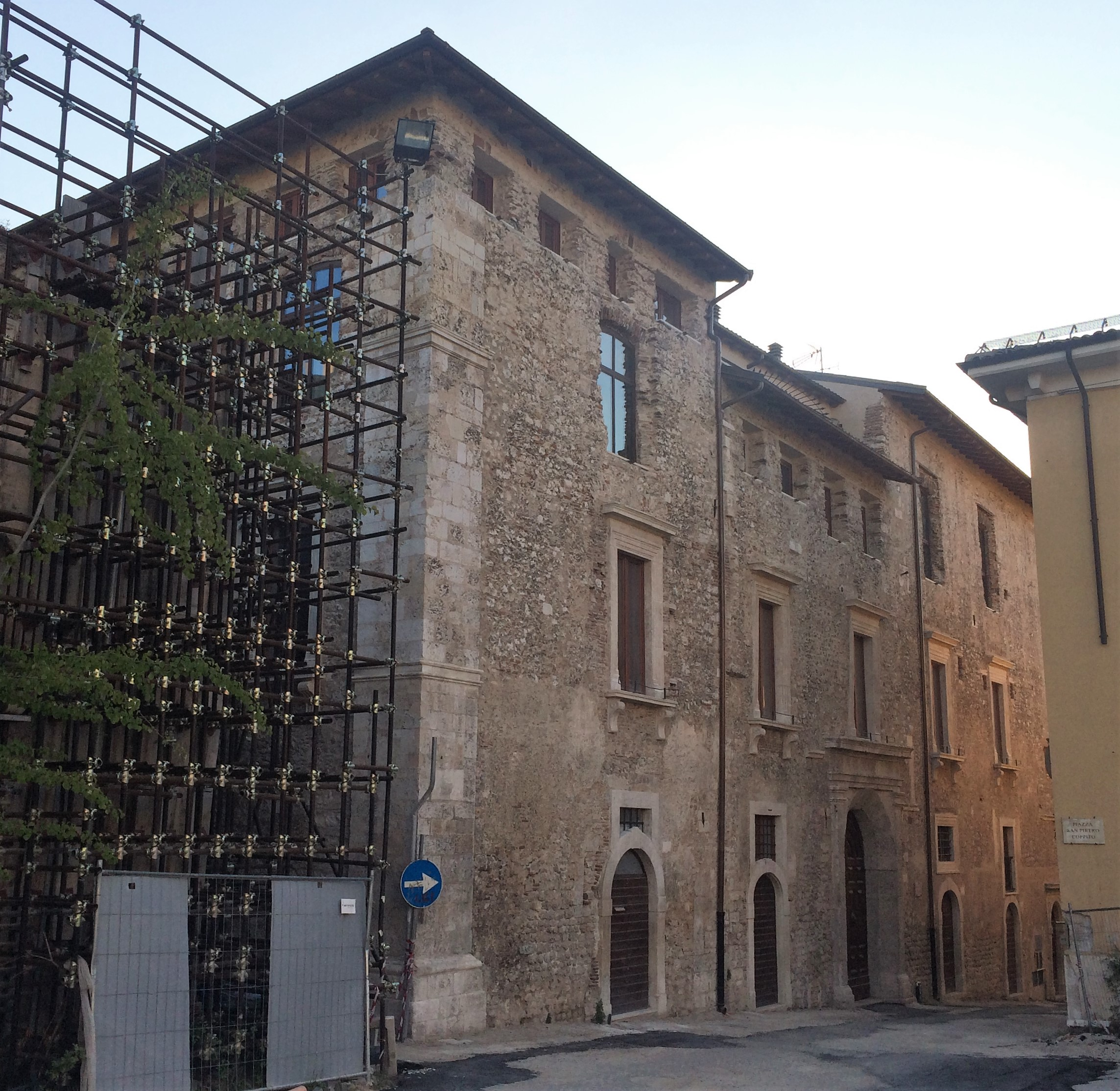
Palazzo Vastarini Cresi

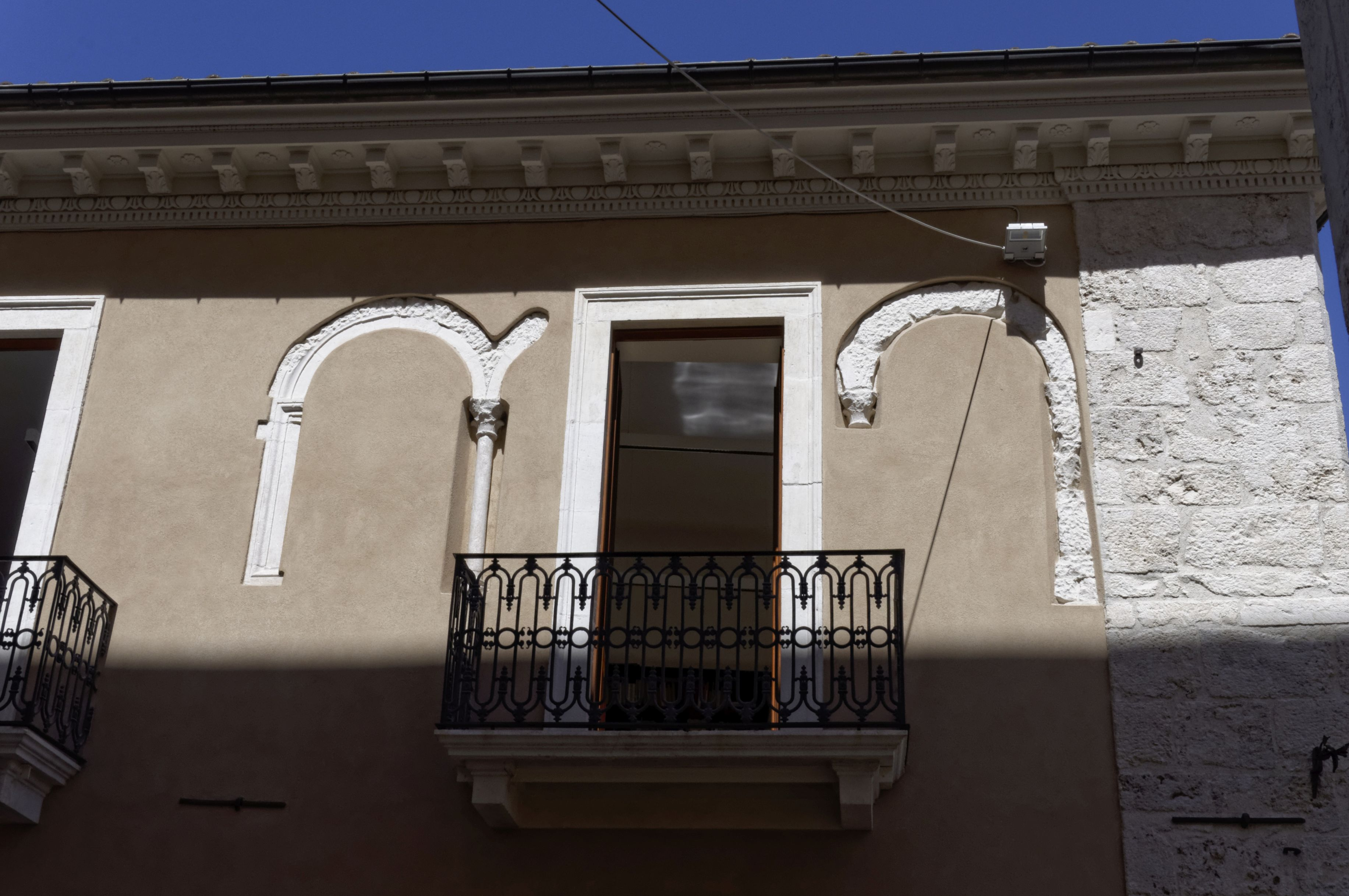
Casa di via Sassa

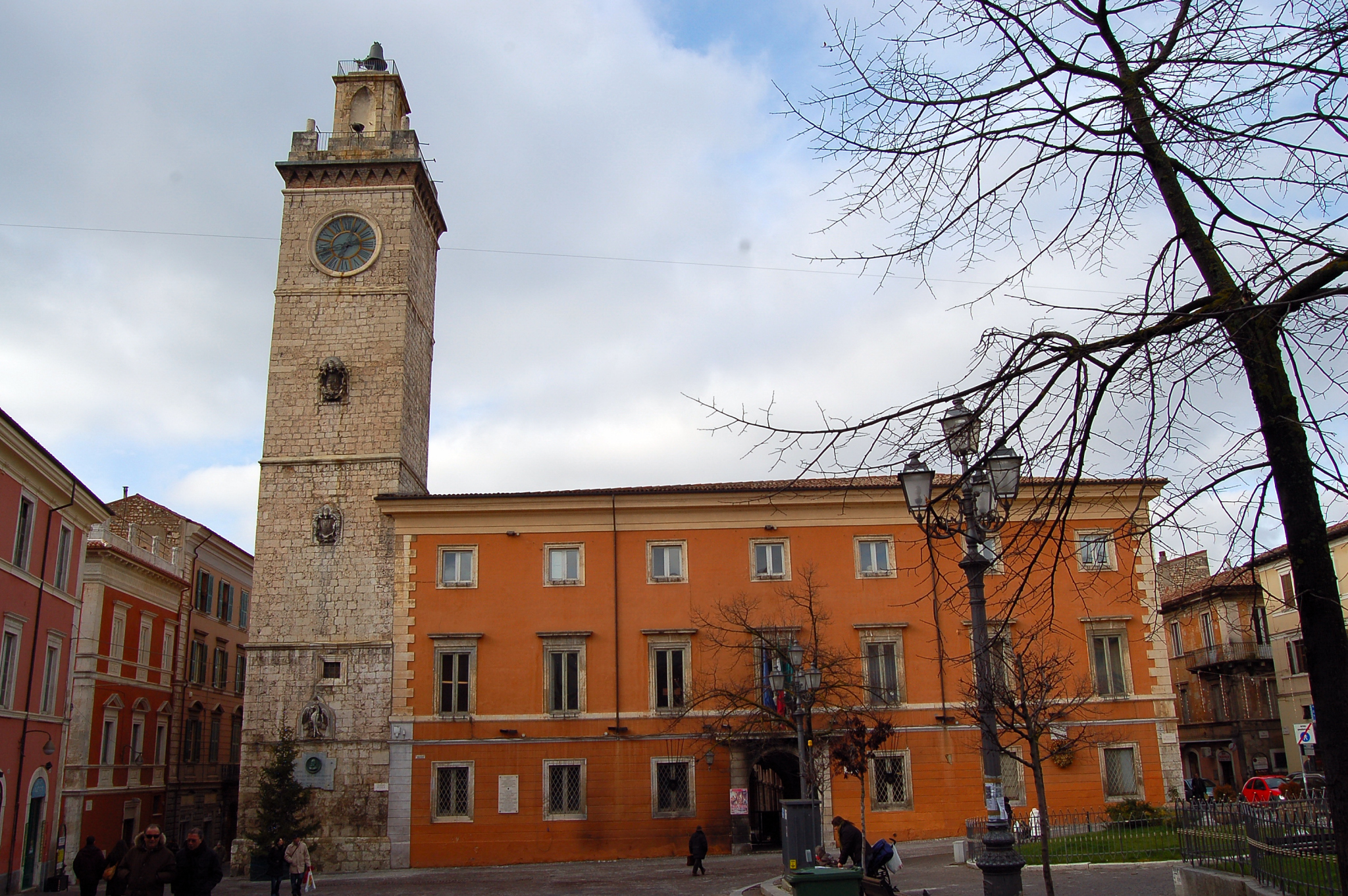
Palazzo Margherita prima del 2009

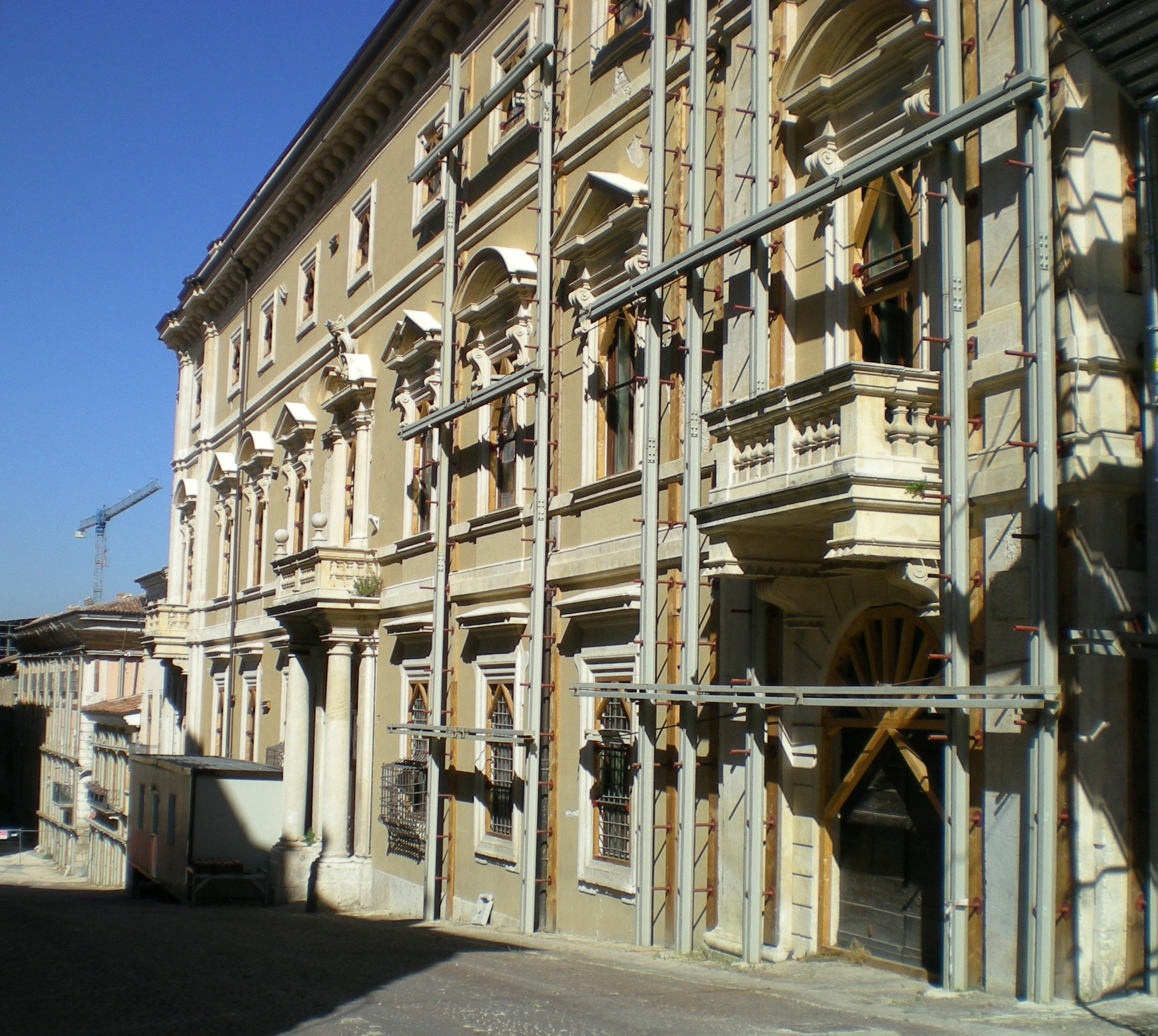
Palazzo Quinzi nel 2009

- Palazzo Pica Alfieri: si affaccia su Piazza Santa Margherita ed è uno dei palazzi settecenteschi più interessanti della città. Risale al XV secolo, costruito dalla famiglia Colonna, nel 1685 fu di proprietà di Maffeo Barberini, acquistato poi da Ludovico Alfieri per 1 700 ducati e ricostruito quasi totalmente dopo il 1703. Fa parte delle prime testimonianze del barocco aquilano in campo architettonico, insieme a Palazzo Quinzi, stile che arriverà al massimo splendore con la realizzazione di Palazzo Centi in Piazza Santa Giusta. Il Palazzo Alfieri venne rinnovato da Francesco Fontana, con ristrutturazione degli interni e successiva realizzazione della nuova facciata nel 1785, anno dopo il matrimonio tra Eusebia Alfieri e Giannantonio Pica. Il palazzo fronteggia il palazzotto della Congregazione dei Nobili, accanto alla chiesa di Santa Margherita: la facciata principale, opera di Pietropaolo Porani del 1726, è tripartita e caratterizzata da una balconata sorretta da quattro colonnine, e sovrasta i due portali maggiori di accesso.

- Palazzo Quinzi: situato su via Andrea Bafile, l'edificio è una ricostruzione del 1715 di un antico palazzo, il cui progetto sarebbe di Francesco di Accumoli, allievo di Carlo Fontana. Completato nel 1888 da Carlo Waldis, costituisce un mirabile esempio di barocco aquilano misto ad arte neoclassica: la facciata principale, chiusa da un cornicione, è tripartita con le finestrature che presentano timpani triangolari, curvilinee spezzati; significative le mensole di sostegno delle tre balconate e il protiro che caratterizza l'ingresso principale.

- Palazzo Margherita: è uno dei palazzi simbolici della città, sorgente in Piazza del Palazzo, lungo il Corso Umberto. Il palazzo esisteva già nel XV secolo come sede del Capitano di Giustizia, ma fu profondamente modificato con l'arrivo di Margherita d'Austria nel 1572. Architetto del progetto fu Girolamo Pico Fonticulano, il quale realizzò il progetto venendo pagato 17 000 ducati. Venne completamente cambiata la prospettiva su Piazza Duomo, poiché la struttura sarebbe dovuta diventare sede del potere civico. Tuttavia gran parte dell'esterno è stata nuovamente rimaneggiato dopo il terremoto del 1703, con la costruzione di una nuova facciata tra il 1838 e il 1846, che si affaccia sullo slargo prodotto nell'attuale Piazza Palazzo, con la demolizione di alcune case. L'accesso originario era su via delle Aquile. Il palazzo fu sede della Gran Corte degli Abruzzi, poi Palazzo di Giustizia, e infine divenne sede comunale.
Il volume si articola in una corte centrale dove si accede da tre bracci disposti verso le tre piazze, ed era originalmente caratterizzato da un porticato sui lati nord-est-ovest, e da una coppia di scale rampanti. La pianta è rettangolare, con chiostro interno; di antico sopravvive la torre civica medievale che si staglia sulla piazza. La torre nel 1310 era alta 52 metri, successivamente ridimensionati a causa dei crolli, ed ospita in cima uno degli orologi più antichi d'Italia, ed alla base lo stemma civico e una cappella che serviva per i condannati a morte.

- Palazzo del Convitto: detto anche "Palazzo delle Corporazioni" (univa le sedi della Camera di Commercio, del Liceo Classico Cotugno, e della Biblioteca Tommasi), è stato realizzato nell'Ottocento sopra il Convento di San Francesco a Palazzo, di cui restano l'impianto e la cappella dell'Immacolata Concezione lungo il corso Vittorio Emanuele. Il palazzo è una delle strutture più importanti del corso Vittorio Emanuele, situato all'incrocio del corso sud con il corso nord e il Corso Umberto, che con l'asse di via San Bernardino compone i "Quattro Cantoni". Il palazzo fu completato nel 1883, ospitando la Biblioteca "Salvatore Tommasi" e il Liceo Classico "Domenico Cotugno". Dopo il terremoto del 2009, il palazzo è rimasto inagibile, e le due corporazioni sono state spostate in strutture moderne, e così è accaduto anche per la Cassa di Risparmio, situata nell'attiguo stabile lungo il corso.
L'edificio ha un aspetto neoclassico, dotato di bei portici ad arcate, i quali percorrono più della metà dell'intero perimetro. Essi sono illuminati da solenni lampadari ottocenteschi, e coperti da volta a vela. Dall'esterno le arcate appaiono scandite da paraste doriche, sulle quali è collocati un lungo epistilio modanato. Oltre quest'ultimo si articola il secondo livello: nelle murature sono aperte grandi serliate, protette da balaustre e scandite da paraste ioniche; su di queste è impostata un ulteriore architrave, coronata da cornicione e caratterizzata da minute mensole. Le finestre del piano superiore il cornicione sono spartite da piccole lesene.

- Palazzo della Cassa di Risparmio "Casrispaq": si trova nel cuore del corso Vittorio Emanuele, attaccato al palazzo del Convitto Nazionale, dove fu fondata nel 1859 la cassa della provincia Aquilana. Nel 1999 la Cassa fu acquistata dal gruppo BPER, il quale ha riacquistato il palazzo ottocentesco dopo il terremoto del 2009 per restaurarlo. Il monumentale palazzo ha le stesse dimensioni del Convitto Nazionale, e si trova sul corso, con un lato che si affaccia su via Sallustio; la distribuzione dei portici a cornici classicheggianti è simile a quelli dell'altro palazzo, con paraste a cornici ioniche. Oltre i portici si trovano due livelli scanditi da cornici, con ordine di finestre a cornice neoclassica a timpano triangolare (secondo piano) e a cornice normale (terzo).

- Palazzo Federici : accanto alla Cassa di Risparmio, nel corso Vittorio Emanuele, è l'ultimo monumentale palazzo ottocentesco del corso, con affaccio su Piazza Duomo, collegarti agli altri due mediante i monumentali portici. Il palazzo esisteva già prima dell'attuale trasformazione ottocentesca, ma è stato accomodato per somigliare alle altre due strutture maggiori del corso Vittorio nella seconda metà del XIX secolo. Si presenta a pianta rettangolare, con due avancorpi laterali che si affacciano sulla piazza principale, sporgendo leggermente dalla struttura, scanditi da cornicioni e paraste ioniche. Alla base si ripropone lo stesso schema dei portici monumentali alternati da colonne parastate con capitelli ioniche, fasciati in bugnato liscio. L'ordine delle finestre è sempre inquadrato da timpani triangolari, mentre il secondo ordine del terzo piano è classico e semplice.

- Palazzo Vastarini Cresi: è uno dei principali edifici situati nel cuore del rione San Pietro, poco distante dal piazzale della chiesa di San Pietro di Coppito. La struttura venne edificata nel 1548 dai marchesi Cresi, inglobando delle case medievali e una torre ancora leggibile nell'impianto. Dopo il terremoto del 1703 fu ricostruito nel 1712, con sostituzione dei soffitti a cassettoni con volte a padiglione ancorate alle travi del tetto. Della struttura originaria cinquecentesca rimane poco, ossia l'impianto esterno con cortile e le due facciate in bugnato. L'edificio è caratterizzato dalla torre medievale e da alcune strutture provenienti dal monastero di Santa Teresa, inglobato dopo il sisma.

- Palazzo Porcinari - Ciavoli Cortelli: si trova in Piazza San Pietro, accanto alla chiesa capoquartiere. La struttura è impostata con la facciata principale su via Roma, un fianco su via Minuccio d'Ugolino e l'altro sulla piazza dove la pianta presenta un cortile diviso tramite una bassa muraglia. L'edificio composto da piano terra, piano nobile e sottotetto si presenta con forma ad H disposta longitudinalmente su via Roma con due corti, di cui la più interna elegantemente porticata presenta modi di ispirazione romana, che richiamano la Farnesina forse dovuti alla prossimità con il vicino palazzo della famiglia Branconio, ed alla di lei ben nota amicizia con il pittore Raffaello.[23]Di probabile origine tardo medievale-quattrocentesca, il palazzo ha subito importanti interventi nei secoli, fino a raggiungere l'aspetto settecentesco, con un bel portale d'ingresso a cornice a punta di diamante.

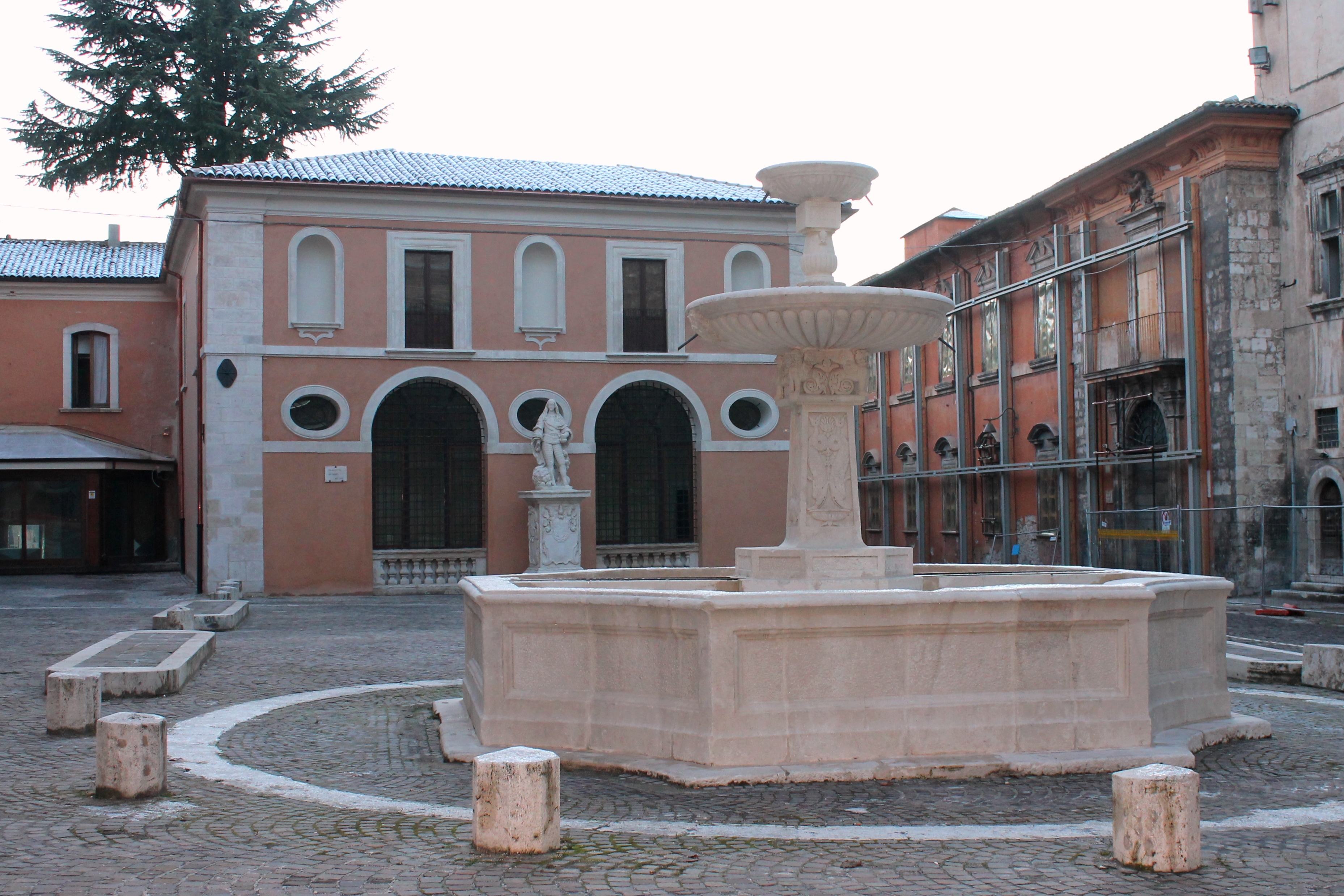
Palazzetto dei Nobili

- Palazzo Carli - Porcinari: lungo via Bafile, il palazzo si mostra in uno stile misto, tra il tardo rinascimentale, e il settecentesco barocco. Al pianterreno nelle stanze riccamente affrescate, tra fasce pittoriche e decorazione in stile trompe d'oeil, altri dettagli fanno pensare che il palazzo fu ricostruito dopo il terremoto del 1703, e usato per la vita mondana. Il sedile in pietra costruito accanto alla finestra era usato dalle donne di corte per sfruttare la luce del sole. Il soffitto è a cassettoni lignei, mentre gli affreschi mostrano spazi finti e aperture immaginarie, ripercorrendo lo stile classico dei palazzi rinascimentali.

- Palazzetto dei Nobili: in Piazza Santa Margherita, è un esempio di architettura rinascimentale, ricostruita nel Settecento sopra il vecchio Palazzo della Camera. Nel 1601 Giulio de Spazzina fu incaricato di ampliare il palazzo per volontà della Congregazione dei Nobili di Santa Margherita, fondata dal padre gesuita Sartorio Caputo. Il palazzo fu ristrutturato tra il 1708 e il 1715 nelle fattezze attuali, dove venivano eletti i camerlenghi, fino alla costituzione del nuovo ordine giuridico. La facciata si presenta racchiusa da pesanti lesene in pietra, e suddivisa sui due piani da una cornice marcapiano, anch'essa in pietra. Due aperture archeggiate, alternate da tre finestre ogivali, dividono lo spazio della facciata e immettono nel palazzo; al piano superiore in asse con i portali, sono presenti due finestre rettangolare, alternate da tre nicchie arcuate. Frontale alla facciata si staglia una statua monumentale di Carlo II d'Asburgo, mentre sulla destra si trova l'accesso alla cappella barocca dei Camerlenghi, dedicata Santa Maria Assunta.

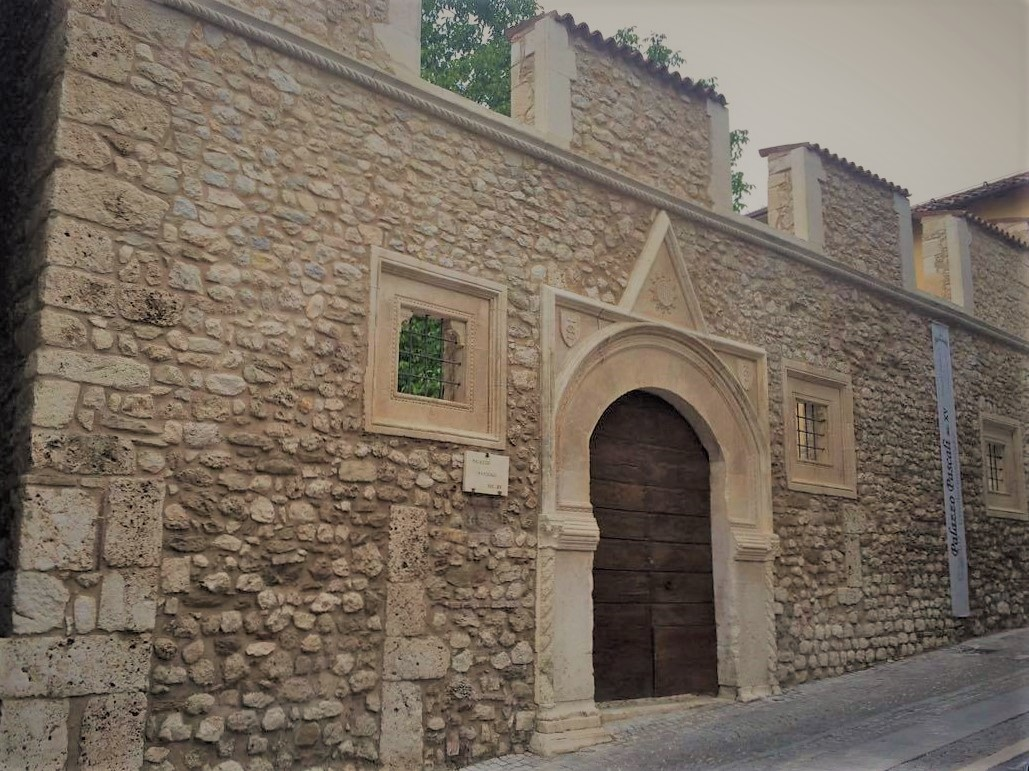
Palazzo Pascali

- Palazzo Pasquali: in via Roma n. 171, è un interessante palazzo gentilizio che mostra un chiaro stile rinascimentale-manierista. Fu costruito dalla nobile famiglia di Pizzoli nel Cinquecento, e ristrutturato nel Settecento, non perdendo però l'impianto originario. Con il restauro del dopo sisma 2009 si è pensato a un progetto di istituzione di un "parco archeologico" dentro il giardino palaziale, essendo stati compiuti numerosi ritrovamenti di reperti. La facciata principale presenta un'architettura singolare di matrice tardo quattrocentesca, caratterizzata da un grande portale riquadrato, tre finestroni rettangolari e una merlatura di cornice.
Per l'accesso al percorso archeologico, quattro finestre si aprono sul pavimento del cortile, permettendo di osservare una porzione dell'antica pavimentazione, due condotto idriche e le volte a botte di due cisterne per la raccolta dell'acqua. Il pavimento è stato lastricato con materiali diversi, disposti in maniera tale da lasciare intendere l'antica suddivisione degli spazi. All'interno delle zone del pavimento corrispondenti alle stanze sono state tracciate delle linee, che lasciano intendere che l'ambiente fosse coperto da una volta a botte; i basamenti delle colonne sono invece evidenziarti da cerchi illuminati a luci LED, essenziale per la comprensione dell'impianto palaziale cinquecentesco.

- Casa museo Signorini Corsi: elegante edificio cinquecentesco perfettamente conservato, e restaurato dopo il sisma del 2009, affacciato su via Sallustio, all'altezza dell'incrocio col corso Vittorio Emanuele. Rappresenta un interessante esempio di casa patrizia aquilana, con ampio portale definito da lisci conci di pietra rettangolari, dal quale si accede nell'androne con volte a crociera; ai lati di quest'ultimo due stemmi sovrastano gli ingressi che conducono gli ambienti del primo piano. Di fronte è collocata la scala che conduce al piano nobile, un raffinato cancello in ferro battuto. Nel 1967 i l proprietario Luigi Signorini Corsi, collezionista di materiale storico, affidò la cura della casa al comune, che ne istituì un museo-antiquarium. Tra le opere di collezione ci sono una raccolta di dipinti italiani del XIV-XIX secolo, una Natività con fuga in Egitto di scuola del Botticelli, e icone cretesi.

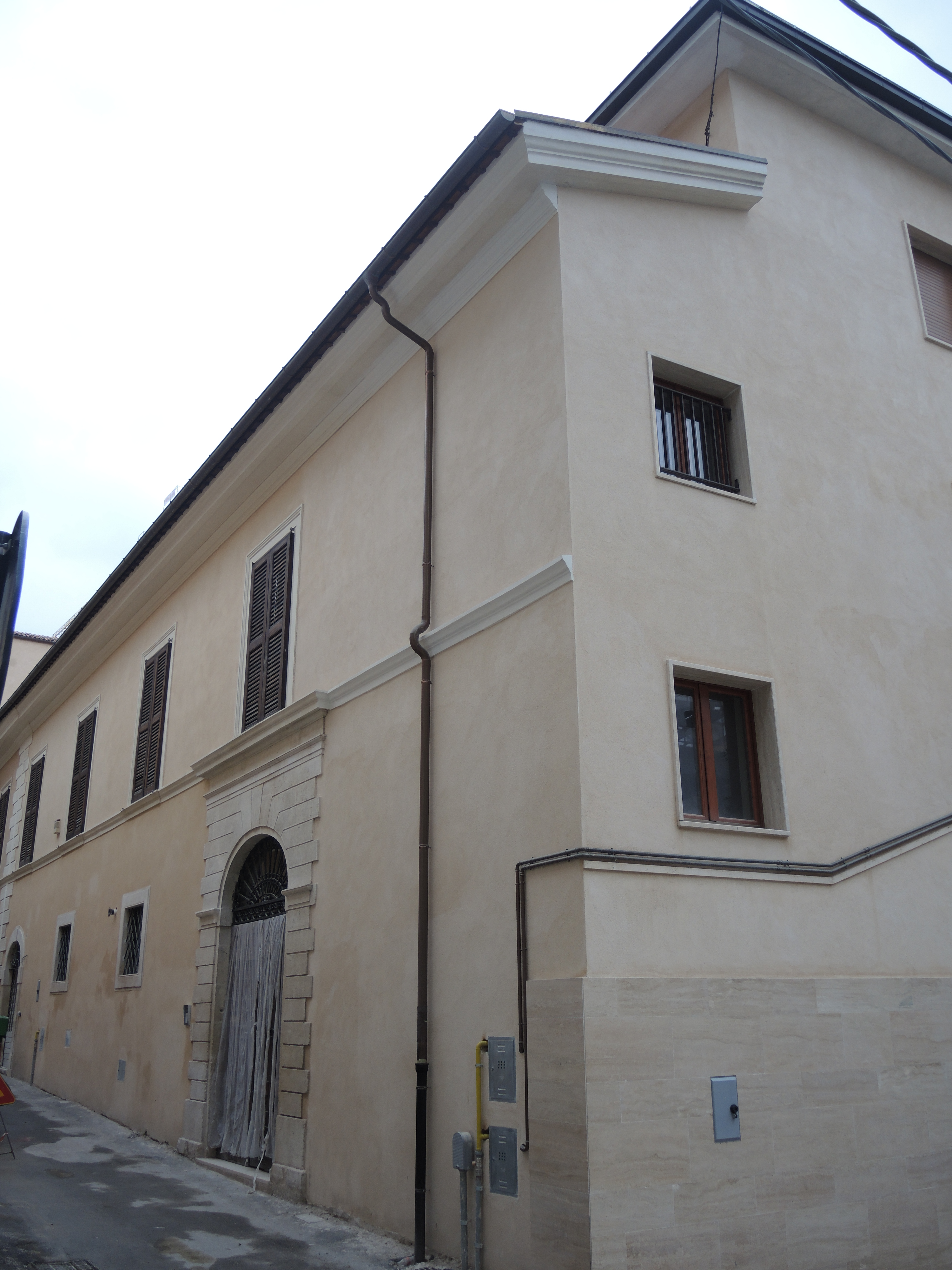
Casa Signorini Corsi

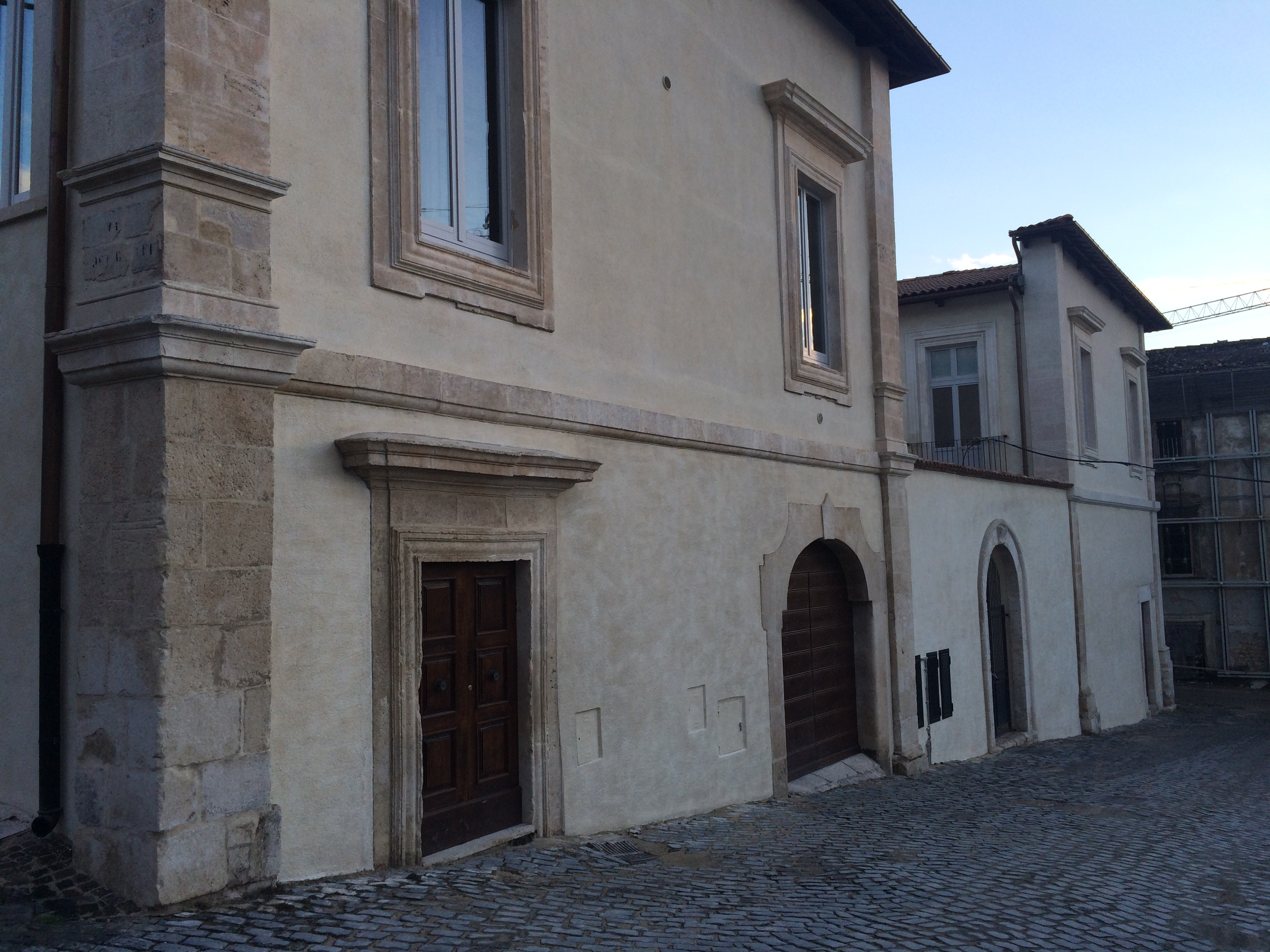
Palazzo Porcinari Ciavoli Cortelli

- Palazzo Rivera Dragonetti De Torres: in via Roio accanto alla chiesa di Santa Maria di Roio, è il frutto di un lungo iter storico architettonico, legato a momenti particolari: il primo periodo cinquecentesco e la ricostruzione dopo il terremoto del 1703. Il palazzo presenta tre ingressi sulle tre strade su cui si affaccia, ognuno con proprio sistema di atrio-cortile-scala indipendenti tra loro. Il prospetto principale su Piazza Santa Maria di Roio si presenta come una massa compatta, articolato su tre piani, anche se la fascia marcapiano che ingloba anche il balcone posto sul portale, divide orizzontalmente la facciata in due livelli: quello del piano terra, di notevole altezza, e quello superiore, il piano nobile, ed un sottotetto ammezzato le cui finestre sono agganciate da mensole di modesto rilievo, al cornicione di coronamento.[24]Il prospetto su via Monteluco ha le stesse caratteristiche del principale; l'interno presenta una successione di sale con pareti ricoperte di damaschi, mobili e specchi con cornici; la Sala Gialla ha una volta decorata a tempera che rappresenta i quattro continenti, e una sala attigua ha il soffitto affrescato dalle Stagioni. Di interesse gli spazi del Salone Rosso e il Salone degli Specchi, che hanno ospitato fino al 2009 diverse tele di Caravaggio, dello Zuccarelli e di Salvator Rosa. Attualmente il Palazzo Rivera Dragonetti necessita di restauri, era sede del Commissariato di Governo per l'Abruzzo e del Centro Linguistico dell'Università.

- Palazzo Carli - Ex Rettorato dell'Università: lungo via Roma, il palazzo è settecentesco, con un monumentale portale a cornice classica che reca la scritta "Università". Fino al 2009 è stata sede del rettorato dell'Università aquilana, poi spostato in zona Pile. La struttura attende lavori di restauro. Il rettorato è stato spostato nel vicino Palazzo del Convitto Camponeschi.
- Palazzo Camponeschi: affianca la chiesa di Santa Margherita, e risale al XIII secolo, quando era composto da una serie di case dei Camponeschi. Nel XV secolo divenne Palazzo della Camera, che costituì il fulcro dell'attività politica aquilana, prima della costruzione del nuovo Palazzo Margherita. Nel 1596 il palazzo venne donato ai Gesuiti aquilani, che vi costituirono l'Aquilanum Collegium. Nel 1625 iniziarono dei lavori di ampliamento su progetto di Agazio Stoia, che comportò la chiusura di via Forcella; ma i lavori si protrassero per anni fino alla distruzione del palazzo con il terremoto del 1703. Il nuovo palazzo fu ricostruito nel 1708, ma mai completato sotto il protettorato dei Gesuiti, cacciati dalla città nel 1767. Solo con il ritorno dei Gesuiti nel 1926 il palazzo venne destinato a luogo di studi come in passato, divenendo il collegio principale della città, acquistato negli anni 1970 dall'Università degli Studi dell'Aquila per insediarvi la Facoltà di Lettere e Filosofia, successivamente trasferita dopo il 2009. Il palazzo è costituito da due corpi di fabbrica ortogonali tra loro. Il primo legato alla prima edificazione dei Gesuiti e in piano, è rappresentato dal blocco adiacente alla chiesa di Santa Margherita; il secondo più recente si pone parallelo all'attuale via Camponeschi; l'impianto interno si presenta come un rifacimento delle originali strutture quattrocentesche, mentre la facciata costituita dal blocco di più recente costruzione, è di gusto eclettico su stile barocco.

- Palazzo Spaventa: struttura ottocentesca situata dietro la chiesa di Santa Margherita, in via Bafile. Il palazzo mostra un'elegante ricercatezza dello stile liberty-neoclassico, con nicchie, vasi e inferriate a motivi geometrici presso le bucature. Danneggiato nel 2009, è ancora in attesa di restauro.

- Casa Burri Corsi: in via Roma, è una struttura settecentesca articolata in due livelli, con ordine di finestre a timpano triangolare, e portale monumentale di accesso, sormontato da balconata.

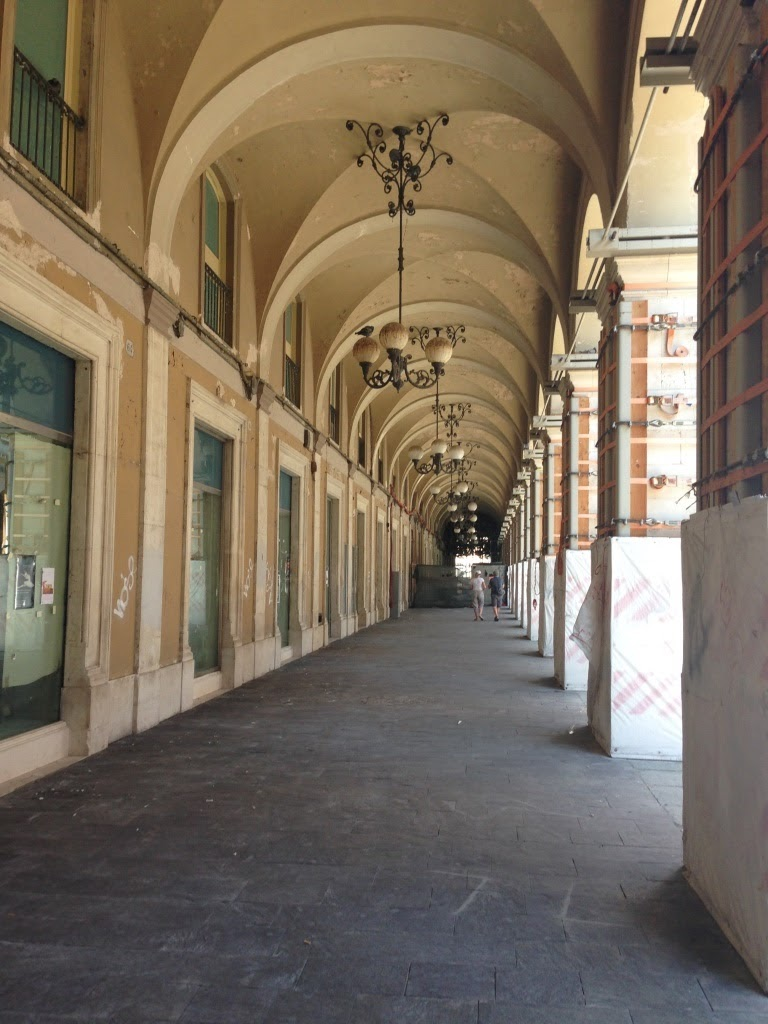
Portici del Corso Vittorio Emanuele (2015)

- Palazzo Gaglioffi Benedetti: complesso di valenza storico-monumentale, risalente al 1300, si trova nei pressi di via Sallustio, con facciata prospiciente via Gaglioffi, via Annunziata e via Sassa. Ha un aspetto attuale risalente alla costruzione dopo il sisma del 1703, con un ampio cortile interno. Dal 1967 v'ebbe sede il Conservatorio musicale Alfredo Casella, nato come sede distaccata del Santa Cecilia di Roma. Il conservatorio dopo il 2009 è ospitato in una struttura prefabbricata, in attesa del restauro del palazzo.

- Casa Gaglioffi: piccola abitazione trecentesca situata in via Roma. Avente pianta rettangolare irregolare, ha alla base due grandi arcate gotiche, e una centrale nel punto focale della facciata. I Gaglioffi si trasferirono successivamente nel Palazzo Gaglioffi Benedetti in via Sassa, presso San Biagio d'Amiterno.

- Palazzo Antonelli De Torres Dragonetti: in via Roio, da non confondere con quello affacciato sul piazzale di Santa Maria di Roio, conserva la struttura settecentesca, offuscata negli esterni da interventi del XIX secolo in tardo stile neoclassico. Sui prospetti si concentra tutto l'interesse della costruzione, la tipologia dei prospetti è caratterizzata dalla predominanza del piano nobile sul terreno e sull'ammezzato, illuminati da quadrotte dalle semplici incorniciature. Presenta grandi timpani aggettanti che si alternano in forme triangolari e curvilinee, al pari del resto dell'incorniciatura della finestra centrale, sormontata dal fastigio del grande stemma emergente dal timpano spezzato barocco.
Sono però gli unici elementi che si discostano dalla severa linearità neoclassica. Le mensole che sorreggono i davanzali, appena accennati, ripetono per forma e dimensioni, quelle poste a sorreggere gli sbalzanti timpani del piano nobile. La preponderanza del motivo decorativo, costituito dalle luci maggiori e gli aggettanti finti davanzali sporgenti sulla fascia marcapiano, rendono più vistosa la semplicità della facciata principale, da cui non si evidenzia il sistema costruttivo.

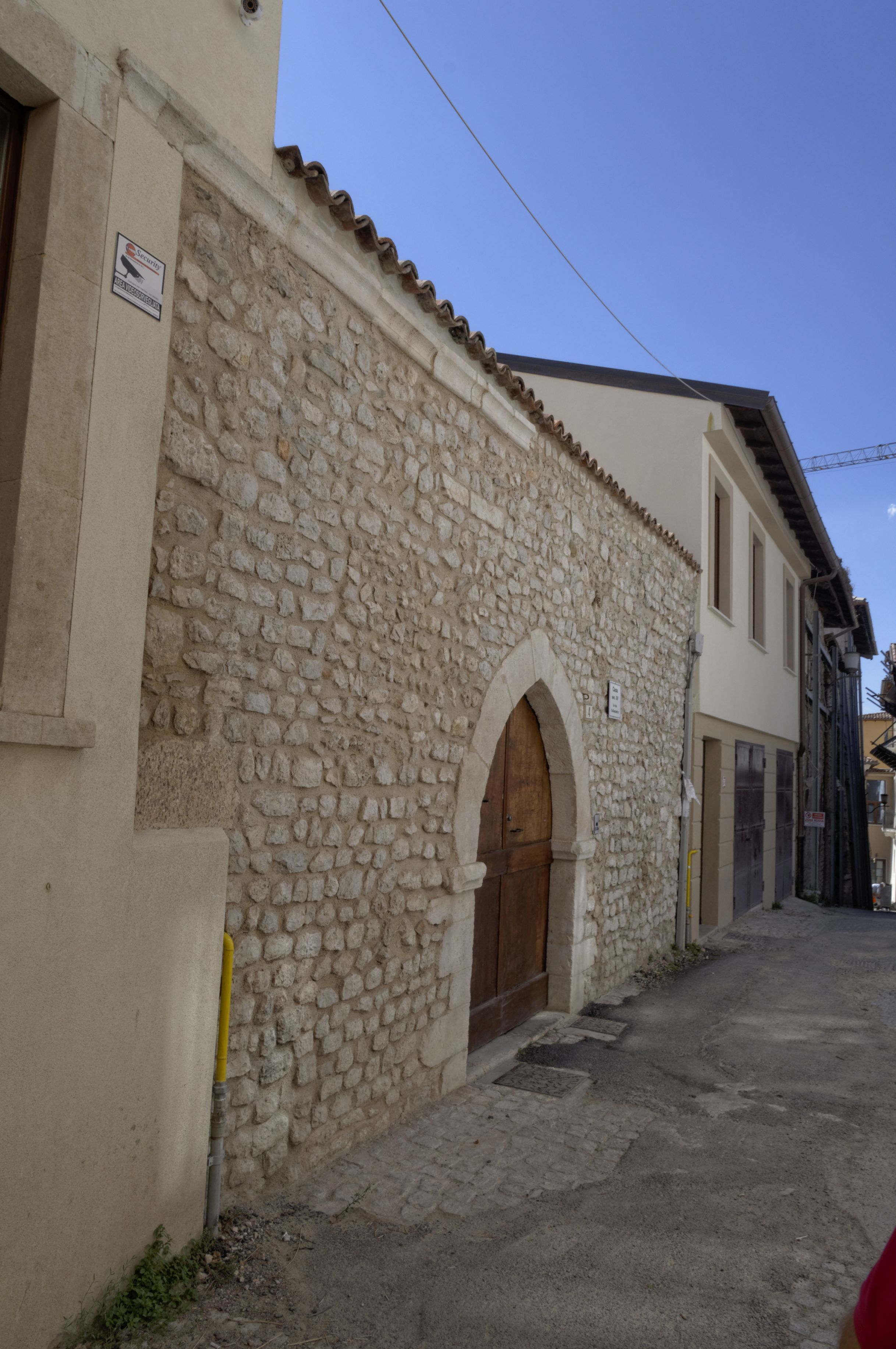
Casa rinascimentale di via Navelli

- Palazzo Mancinelli Benedetti: lungo via Sassa, nei pressi della chiesa di Santa Caterina d'Alessandria, si trova questo palazzo settecentesco fasciato nelle angolature in bugnato liscio. Il bugnato fascia anche la cornice degli ingressi alla base, e le cornici delle finestre, con timpano curvilineo, tranne quella dello spigolo principale che si affaccia sulla via, a timpano triangolare.

- Palazzo Franchi Fiore: è uno dei palazzi rinascimentali più interessanti del rione San Pietro, conservato nelle forme cinquecentesche soprattutto negli interni e nella zona del chiostro interno con belle arcate a tutto sesto. L'ingresso principale infatti si trova dopo una piccola scalinata, con una cornice che riveste l'arco a tutto sesto del portale. Tale cornice è inquadrata tra due colonne con capitelli corinzi e vi sono raffigurati numerosi bassorilievi.

- Istituto Salesiano "San Giovanni Bosco": si trova al confine con il rione San Pietro (lungo via San Giovanni Bosco), ricavato dalla riconversione del convento di Santa Lucia in scuola. I Salesiani hanno iniziato la loro opera a L'Aquila nel 1932, prima presso l'orfanotrofio di San Giuseppe nella chiesa dei Barnabiti (rione di Santa Giusta), e poi tre anni dopo nell'ex chiesa di Santa Lucia. I Salesiani diedero vita a laboratori di falegnameria, di sartoria, di legatoria per gli orfani e per i ragazzi di misere condizioni economiche; istituirono anche un Pensionato per i giovani delle scuole secondarie inferiori e superiori, e un doposcuola e scuole elementari interne limitatamente alle classi quarta e quinta; organizzarono un Oratorio festivo che vide salire subito a oltre 300 il numero degli iscritti.[25]Negli anni 1950 i salesiani prestarono servizio nelle piccole parrocchie di San Paolo e San Pietro, riconsegnate alla diocesi nel 1993, collaborando tuttavia in maniera costante alle attività dell'Arcidiocesi Aquilana. Il palazzo dell'istituto ha aspetto moderno, ma ricalca perfettamente la planimetria dell'antico convento di Santa Lucia, con un piccolo edificio usato come cappella, e il resto del corpo rettangolare, i cui lati si vanno a intersecare con altre strutture minori. Nel corso del restauro del 2009 si sono trovati affreschi rinascimentali provenienti dall'antica chiesa.

- Istituto Figlie di Santa Maria Ausiliatrice: istituto salesiano femminile, poco distante dall'Opera Don Bosco maschile (in via San Giovanni Bosco), è stato ricavato dal convento di Sant'Agnese. Il complesso si compone di due palazzi maggiori che serrano al centro una piccola chiesa usata per le funzioni religiose. I palazzi sono stati riconvertiti a scuola dai vecchi locali del monastero.

#### Mura
- Porta Barete: detta anche "Porta Lavareto", era posta al limite occidentale di via Roma, la principale per l'ingresso da ovest alla città. Nella sua conformazione originale disponeva di una doppia fortificazione con piazza centrale, e dal contrario della maggior parte delle porte aquilane, era posta in pieno, con nei pressi l'ospedale di Santo Spirito dei Bastardi, dotato di torrione, che comunicava con la torre della porta. Nonostante nel 1823 fosse stato redatto un progetto di ricostruzione in stile neoclassico monumentale della porta, la porta venne semi-demolita e interrata per rendere minore la pendenza della strada per l'accesso in città, un fatto inusuale nello smantellamento delle mura delle città, poiché questo è l'unico caso di vera e propria distruzione di un manufatto. Dopo il terremoto del 2009, nel 2014 è stato presentato un progetto di ricostruzione x novo della porta e di abbattimento del ponte moderno che parte dalle mura, collegando il centro al nucleo moderno di Pile. Il progetto riguarda la ricostruzione in stile medievale, con due torri di controllo, come le fonti documentavano la porta, ma per il momento nulla di concreto è stato realizzato.

- Porta San Lorenzo o di Pizzoli: si trova nella zona "Lauretana", all'estremità occidentale di via San Giovanni Bosco, in collegamento con via Garibaldi e via Castello, costituendo uno degli assi longitudinali dell'impianto urbanistico rinascimentale. La porta era murata già nel 1622 e successivamente venne semi-demolita e interrata. Oggi è ancora visibile, con un semplice arco a tutto sesto che si apre nella cinta muraria in pietra.

### Quarto San Marciano

#### Architettura religiosa

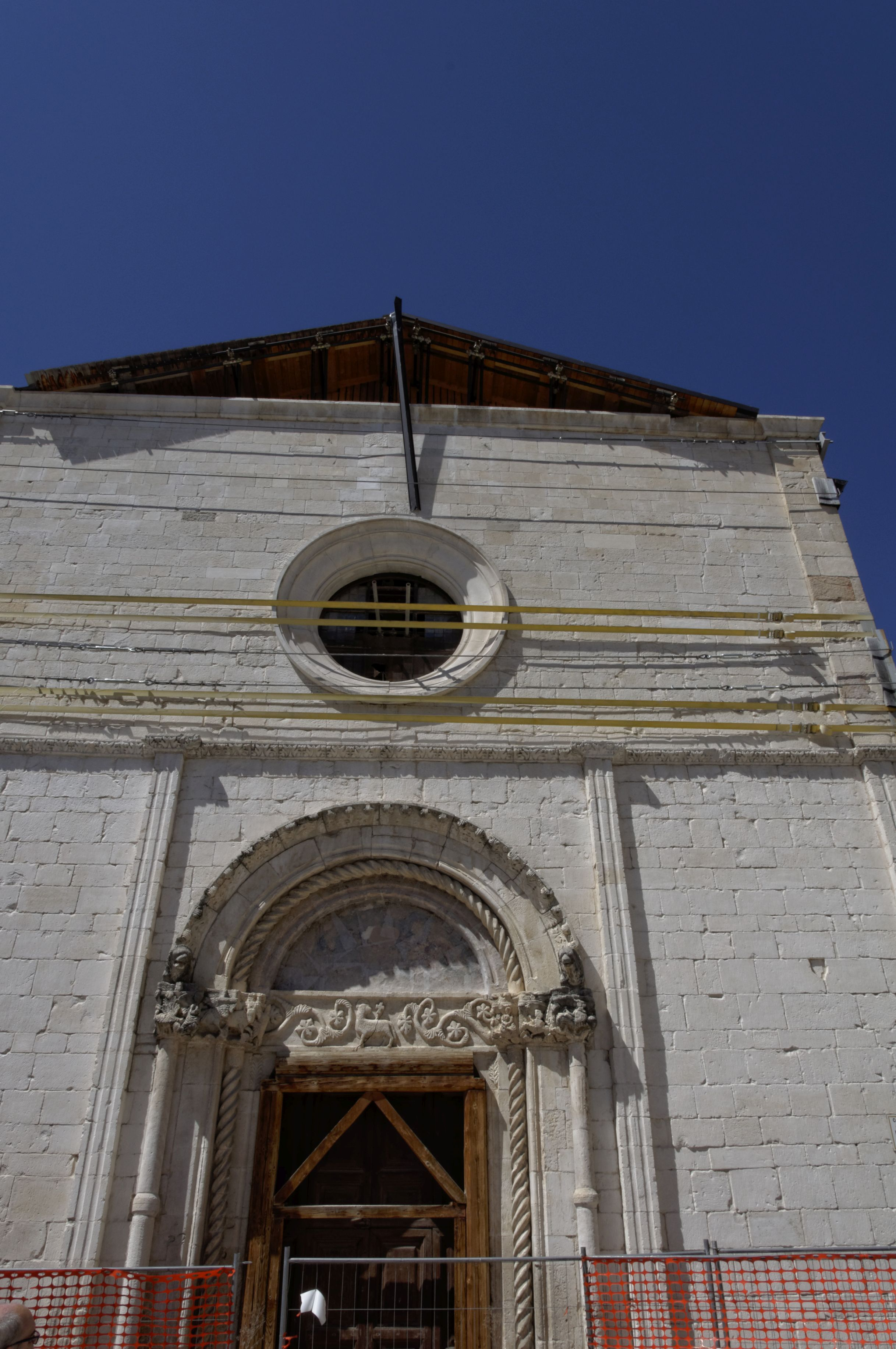
Chiesa di San Marciano

- Chiesa Capoquartiere di San Marciano: capoquarto di San Giovanni d'Amiterno, costruita dal castello di Roio durante la Fondazione, e si trova in Piazza San Marciano. L'impianto, nonostante i terremoti del 1461 e 1703, si è mantenuto nello stile romanico medievale, simile a quello di Santa Giusta e San Pietro Coppito, con la conservazione del portale romanico a tutto sesto. La facciata è rivestita in pietra bianca e si presenta divisa da cornice marcapiano, incanalata tra lese e e tripartita verticalmente nella parte inferiore. Il portale è caratterizzato da capitelli finemente lavorati con in figura gli Evangelisti, l'Adorazione dei Magi. Sulla parte superiore troneggia il rosone centrale; il portale invece ha lunetta affrescata dalla protettrice aquilana della Madonna col Bambino, opera di Silvestro dell'Aquila (XV secolo). L'impianto interno è stato ridotto dopo il terremoto del 1703 a navata unica con diciassette edicole settecentesche.

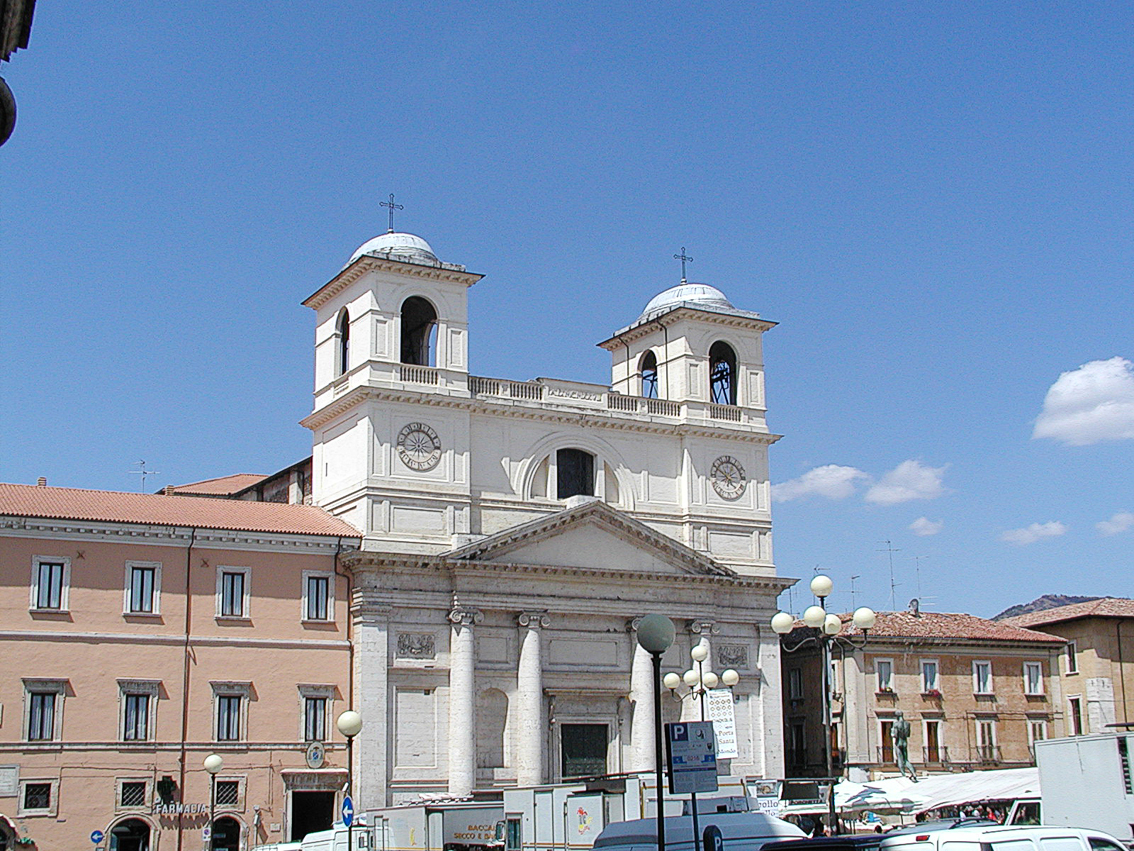
Prospetto della Cattedrale nel 2007

- Cattedrale dei Santi Massimo e Giorgio: il Duomo dell'Aquila di erge sulla Piazza del Mercato, che con la chiesa del Suffragio contribuisce alla composizione della scenografia dello slargo metropolitano. La chiesa esisteva già dal 1257, ma l'aspetto attuale è frutto di una ricostruzione pressoché totale dovuta alla rovina del terremoto del 1703, che distrusse l'edificio medievale-rinascimentale, di cui si conservato solo un pezzo di muro con monofora gotica su via Roio. Su tale spazio rettangolare si sviluppò la riedificazione dell'edificio, che costituì uno dei primi cantieri cui si diede inizio alla generale ricostruzione del capoluogo abruzzese, attribuendosi alla Chiesa, ed a quella cattedrale in particolare, un fondamentale ruolo guida nel contesto di questo processo.[26]La progettazione venne commissionata nel 1708 a Sebastiano Cipriani, allievo del Fontana, i lavori partirono nel 1711 e si conclusero a metà nel 1725, con consacrazione quattro anni più tardi. Tuttavia molte parti erano ancora incompiute, nel 1759 furono terminate le pareti emergenti della navata grande, e nel 1780 furono consacrati gli altari delle cappelle. Tutto l'apparato decorativo barocco fu unito a quello neoclassico, per i lavori del 1883-888, dove partecipò anche Teofilo Patini con alcune sue tele. L'interno presenta una pianta a croce latina longitudinale con navata unica, che propone, con le cappelle, un'originale versione del modello gesuitico romano. L'intero spazio è scandito da ampi archi impostati su colonne ioniche intradossali le quali, integrandosi con l'ordine principale dei massicci pilastri, lo arricchiscono e ne riempiono i vuoti. Definiscono la decorazione della navata le paraste corinzie e due cornicioni a mensole, quella della trabeazione e quello della base del tamburo della cupola.

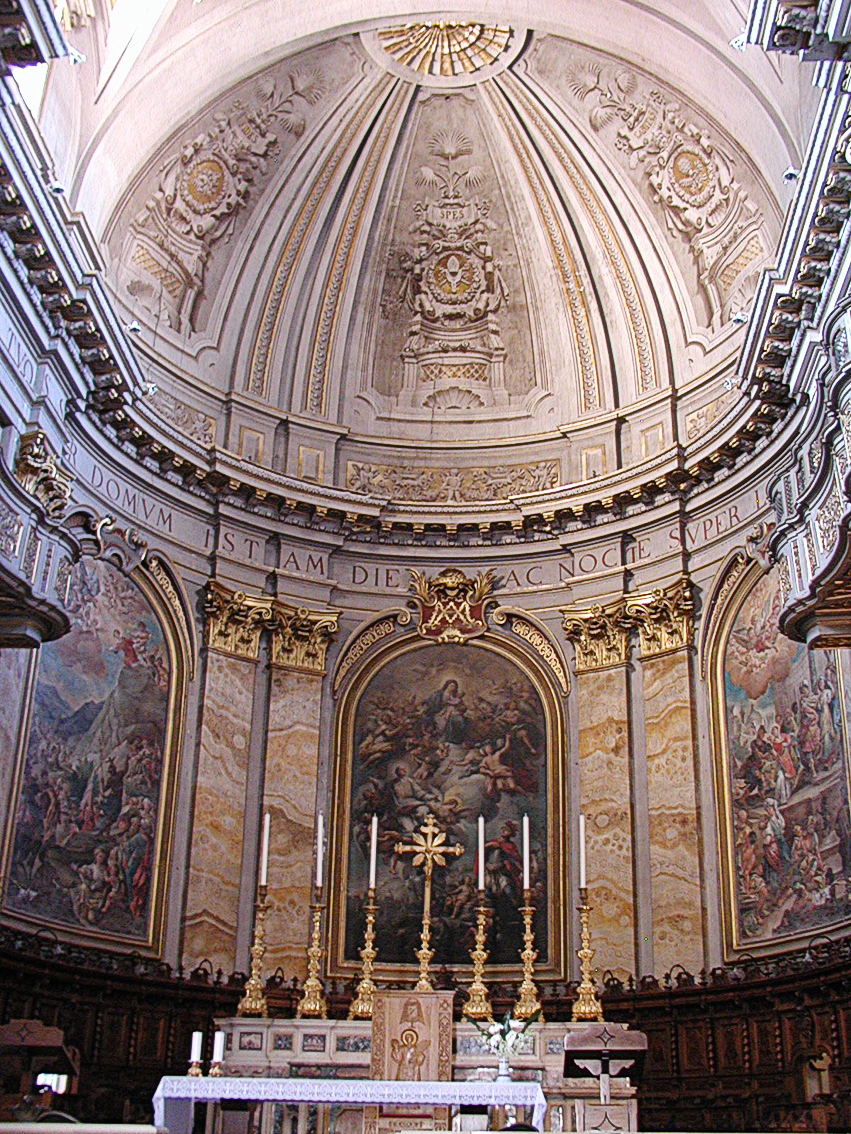
Il presbiterio del Duomo nel 2007

La volta della navata è affrescata con le figure dei Santi Massimo, Bernardino da Siena, Celestino V ed Equizio, opera del 1887 di Annibale Brugnoni; la parte del transetto è stata decorata da Venanzio Mascitelli con la cupola a finta prospettiva, ispirata ai disegni di Andrea Pozzo, che progettò una cupola vera e propria, mai realizzata, richiamo a quella della Chiesa di Sant'Ignazio di Loyola in Campo Marzio di Roma. L'ambiente interno è arricchito da una serie di rilevanti opere d'arte, come il sepolcro del Cardinale Amico Agnifili, del Quattrocento di Silvestro dell'Aquila, la tela del Patini di San Carlo tra gli appestati (1888), mentre l'abside ha le tele di Donato Teodoro e di Girolamo Cenatiempo, un coro ligneo intagliato da Ferdinando Mosca di Pescocostanzo. Sebbene l'interno tardo barocco sia stato terminato, lo stesso non fu per l'imponente facciata progettata dal Cipriani, compiuta solamente nel 1928, e senza tutti gli ornamenti del progetto. Nelle fotografie del Novecento solo la parte bassa dei due livelli divisi da cornice era stata completata, con un portale monumentale in bronzo affiancato da due nicchie. La parte superiore non aveva il rivestimento neoclassico, ed era provvista solo di un campanile semi-completato. Nel 1928 la parte superiore fu terminata seguendo la line neoclassicista, senza però aggiungere gli ornamenti del progetto, e furono terminati due campanili gemelli con meridiana e orologio. Il terremoto dell'Aquila del 2009 ha sventrato il fianco destro della cattedrale all'altezza del braccio del transetto e del vano a calotta, e nonostante si siano eseguiti vari progetti di recupero, per assurde controversie burocratiche tra Diocesi e comune per l'affidamento dei lavori e per la copertura finanziaria, il Duomo oggi non è stato ancora restaurato.
- Oratorio di San Luigi Gonzaga: è una cappella situata dietro la Cattedrale, fondata dalla Confraternita della Pietà nel XIII secolo, successivamente ricostruita completamente nel XVIII secolo, intitolata al santo spagnolo. La chiesa fu semi-demolita nel XIX secolo, e rimase solo la grande cappella presso l'Episcopio: dall'esterno è visibile solo la facciata che presenta un gioco ritmato di paraste, di trabeazione su cui s'imposta l'ordine superiore a continuazione del sottostante partito centrale di lesene, che definisce la facciata anteriore del tiburio che accoglie le varie finestre ad arco ribassato. L'interno è ad aula unica a pianta centrale, coperta da una pseudocupola: l'interno si sviluppa radialmente dilatandosi ai quattro vertici in vani rettangolari voltati a botte e raccordati da colonnati, spartiti in sinuose tribunette balconate. Le opere d'arte sono tele settecentesche del Bedeschini, del Cesura e del Monaldi.

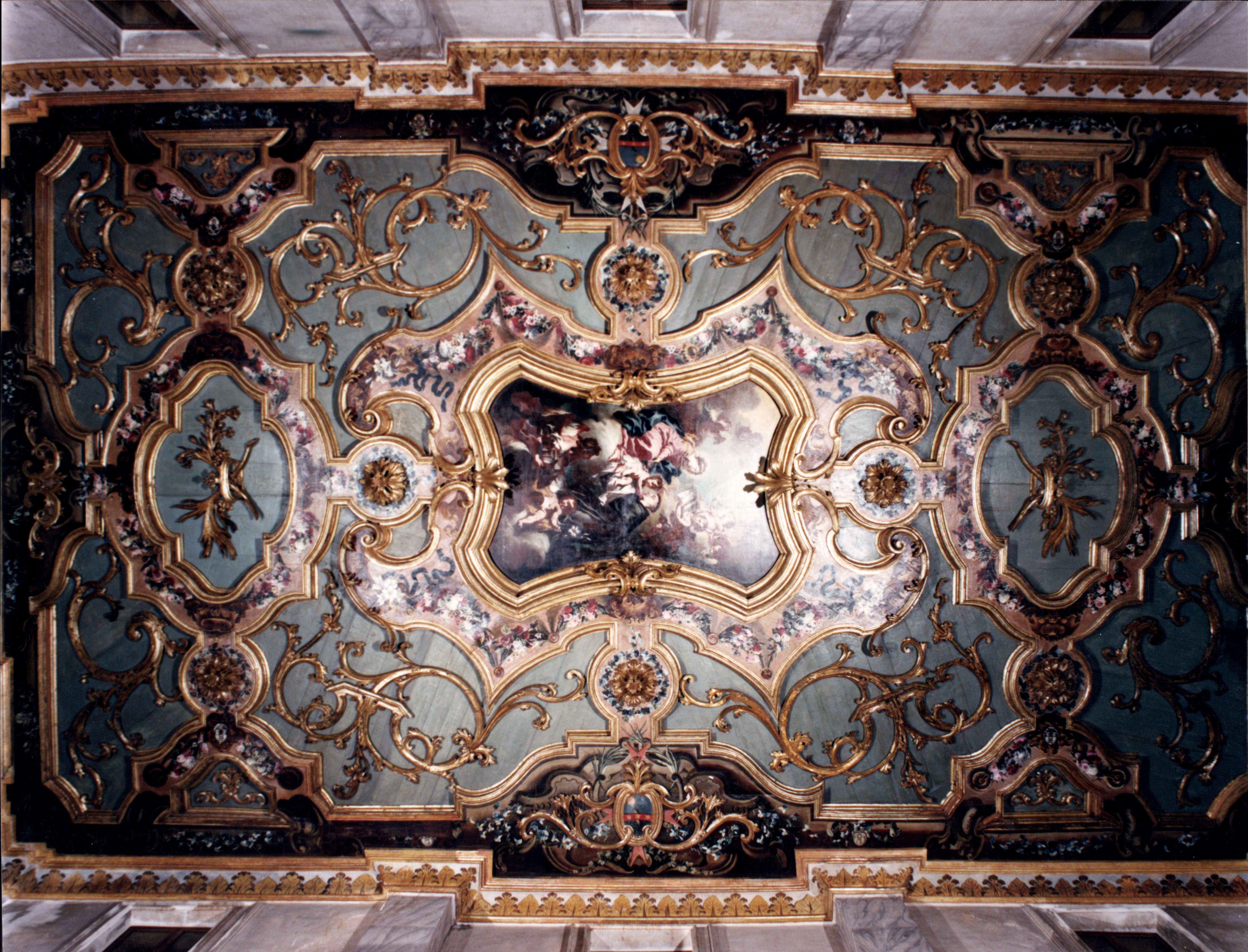
Il soffitto dell'oratorio di Sant'Antonio di Padova

- Oratorio di Sant'Antonio dei Cavalieri de' Nardis: situato in via S. Marciano, presso l'omonimo palazzo è dedicato a Sant'Antonio di Padova, fu fondato a metà del XVII secolo da esponenti della famiglia nobile locale Nardis (tuttora proprietaria) attorno a un'immagine considerata miracolosa di Sant'Antonio. Si trova in via San Marciano, a metà strada tra Duomo e la chiesa di San Marciano. La chiesa ha una facciata laterale con due porte simmetriche, con una nicchia contenente la statua di Sant'Antonio a grandezza naturale, opera di Ercole Ferrata. Molte opere sono in maiolica di Castelli (TE). L'interno conserva il prezioso soffitto ligneo intagliato del pescolano Ferdinando Mosca.

- Convento di Santa Chiara d'Assisi: Si trova sotto via XX Settembre, nel Parco naturale delle Acque. Sorse durante il pellegrinaggio di San Francesco d'Assisi e Santa Chiara in Italia, dunque nel XIII secolo, e accresciuto nel XV. La chiesa è legata all'ordine dei Cappuccini, che all'Aquila risiedevano in due monasteri: San Giuseppe fuori le mura, fondato nel 1540 da frate Matteo da Leonessa, e quello di San Michele dentro le mura, del 1609, fondato da Francesco Vestarini. I conventi furono soppressi nel 1866: quello di San Michele verrà demolito per la costruzione del neoclassico Palazzo dell'Emiciclo. I frati si trasferirono a Santa Maria del Soccorso presso il cimitero, dove risiedevano gli Olivetani, la cui congrega fu soppressa nel 1904. I francescani poterono rientrate a Santa Chiara nel 1940. Il monastero femminile era conosciuto come "Santa Chiara d'Acquili" perché sorgeva sopra il Borgo Rivera, dove si sviluppò nel XIII secolo il primo nucleo abitativo aquilano. Il convento era stato già riaperto il 4 ottobre 1879 per volere dell'arcivescovo Monsignor Luigi Filippo, riacquistato subito grande importanza. Nel 1891 vi fu istituito un seminario di teologia e di filosofia, chiuso a causa di mancanza di studenti nel 1969. Il convento divenne allora sede di noviziato provinciale, fino al 1974, riaprendo successivamente, fino al 2009 (e nuovamente nel 2016 dopo la ricostruzione post sisma) di una scuola di noviziato per i giovani non solo abruzzesi, ma anche umbri, laziali e marchigiani. Nel convento furono celebrati i capitoli provinciali del 1888, 1891, 1894 e 1909, e ininterrottamente dal 1919 fino ad oggi. In quell'anno per volere del Ministro Provinciale dell'Aquila venne istituita anche una biblioteca provinciale aperta al pubblico, ben fornita di volumi di qualsiasi disciplina culturale. I restauri più recenti del convento ci furono nel 1959 per via dei danni bellici, nel 1980, e infine dopo il terremoto del 2009. La chiesa principale ha pianta rettangolare con facciata in marmo a coronamento orizzontale, divisa a metà da cornice marcapiano, e verticalmente da quattro paraste. L'insieme dell'asse portale-finestrone è assai sobrio e semplice. Il convento si snoda sulla destra, a pianta quadrangolare, con chiostro e piazzale centrale. Anche l'interno, a causa delle varie soppressioni e spoliazioni, si presenta assai semplice, specialmente dopo le ripuliture del 1960, che hanno conferito un sobrio aspetto neoclassico in stucco bianco, mostrando una navata unica con le volte a crociera, che ricordano la precedente costruzione medievale. L'altare maggiore è moderno, consacrato il 4 ottobre 1960, con rinnovo del presbiterio e degli scanni lignei laterali per accogliere il tabernacolo. Gli altari laterali sono stati rimossi.

- Chiesa di San Vito di Tornimparte: detta anche "San Vito alla Rivera", si trova nel piazzale della fontana delle 99 cannelle. Fu fondata nel XIII secolo dia castellani di Tornimparte nell'omonimo locale, e di originale resta solo la facciata romanica, perché il tutto è stato ricostruito dopo il 1703, non rispettando lo stile originario, anzi immiserendo tutto a una semplice navata unica con due nicchie laterali come cappelle. Restaurata nella facciata danneggiata dal terremoto del 2009, nel 2017 è stata riaperta. Ha una pianta longitudinale rettangolare, con preziosa facciata romanica quadrata a coronamento orizzontale, con portale romanico strombato ornato da lunetta affrescata con il dipinto dell'Agnus Dei, e oculo centrale che in origine doveva essere un rosone. Ai lati dell'oculo si trovano due meridiane, una ad ore italiche, l'altra ad ore solari.

- Chiesa-torre di Santo Spirito dei Bastardi: la chiesa fu probabilmente fondata dai castellano di Ocre, e la giurisdizione della chiesa doveva appartenere al monastero di Santo Spirito, oppure la sua fondazione derivò dal volere di Celestino V. Si tratta di una robusta torre quadrata che fungeva anche da chiesa, situata ai piedi di via XX Settembre, sulla scarpata dell'antico castello di Acquili, nel Borgo Rivera. La torre è in pietra concia, terminante a tetto, con un piccolo campanile a vela.

- Chiesa di Santa Maria di Roio: posizionata in via Persichetti all'incrocio con via Cardinale, presso lo slargo omonimo, in asse orizzontale, a estremo ovest, con la chiesa capoquartiere dei Santi Marciano e Nicandro. Fu costruita dai castellani di Roio Colle nel XIV secolo, precisamente nel 1391. L'aspetto attuale è frutto di una ricostruzione pseudomedievale della facciata dopo il sisma del 1703, con l'interno barocco, in forme ridotte rispetto all'edificio originale. Negli anni 1960 è stato restaurato il rosone della facciata, poiché l'insieme era un modesto apparato barocco. Il prospetto principale si presenta tripartito da lesene, raccordate in alto da una cornice, con sopra un coronamento orizzontale che si conclude a gronda. La campitura di mezzo tra lesene centrali contiene il portale romanico con l'immagine della Madonna col Bambino tra San Pietro e Celestino V nella lunetta, e il rosone, molto sproporzionato rispetto al portale. Il rosone ha aspetto trecentesco, racchiuso dentro una mostra intagliata a foglie d'acanto, e composto da una raggiera di colonnine, variamente lavorate nei fusti in 12 esemplari differenti, a tortiglione, a passo d'elica, eccetera, che sostengono archetti accavallati, e tangenti al giro del finestrone.[27]Il campanile posteriore è a vela; l'interno a navata unica è barocco, con soffitto a cassettoni lignei, ripristinati nello stile medievale nel 1927, con scene dipinte dell'Annunciazione. Tra le cappelle laterali vi è l'altare con l'affresco rinascimentale di Francesco da Montereale della Deposizione, uno dei pochi elementi originali della chiesa.

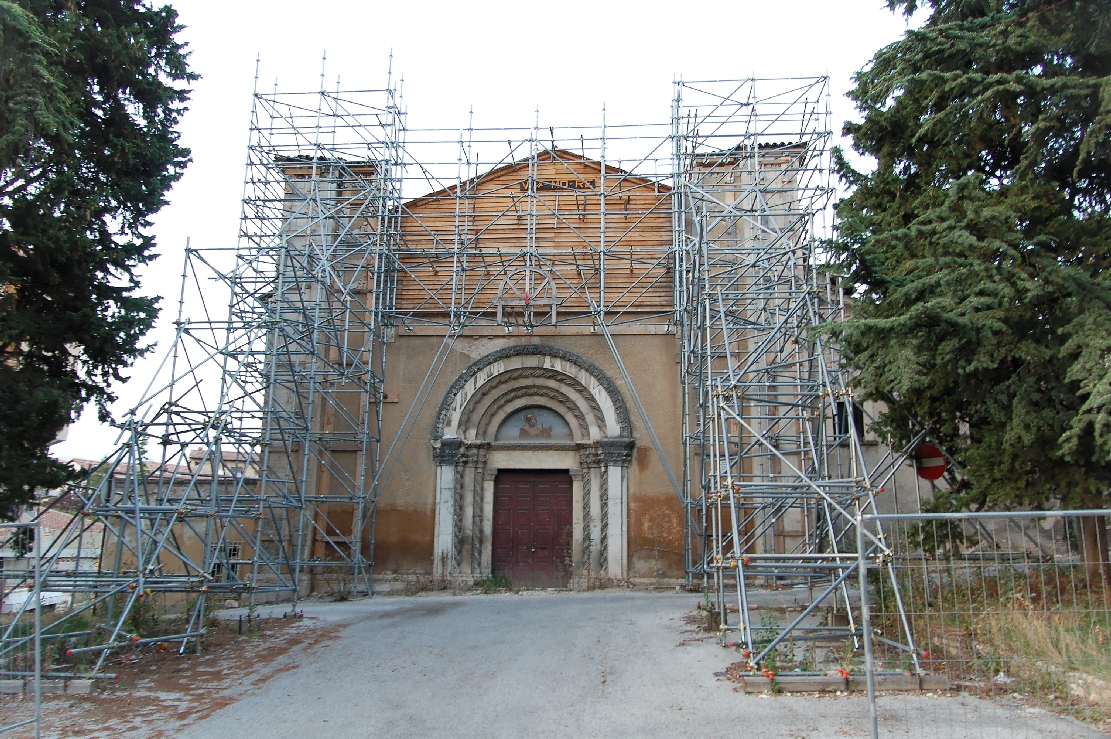
Chiesa di San Francesco di Paola (2011)

- Chiesa di San Francesco di Paola: si trova lungo via XX Settembre, realizzata nel 1898 conservando il portale romanico dell'antica chiesa di San Giovanni di Lucoli, una delle prime aquilane del rione San Giovanni, successivamente demolita perché in rovina. Il portale tardo romanico è datato 1439, e mostra le tipiche classicità aquilane: ad arco a sesto acuto con strombatura a colonnine a tortiglione, e lunetta affrescata dal disegno del santo dedicatario. Il resto della chiesa è prevalentemente impostato su un tono classico per quanto riguarda l'esterno, senza particolarità architettoniche, tranne i due stipiti a capitelli presso i lati.
L'interno a unica navata ha aspetto neoclassico, presso l'altare maggiore si trova la tela della Prova della Croce di Giulio Cesare Bedeschini (XVIII secolo). La chiesa è stata danneggiata nel 2009 con il crollo della parte superiore della facciata.

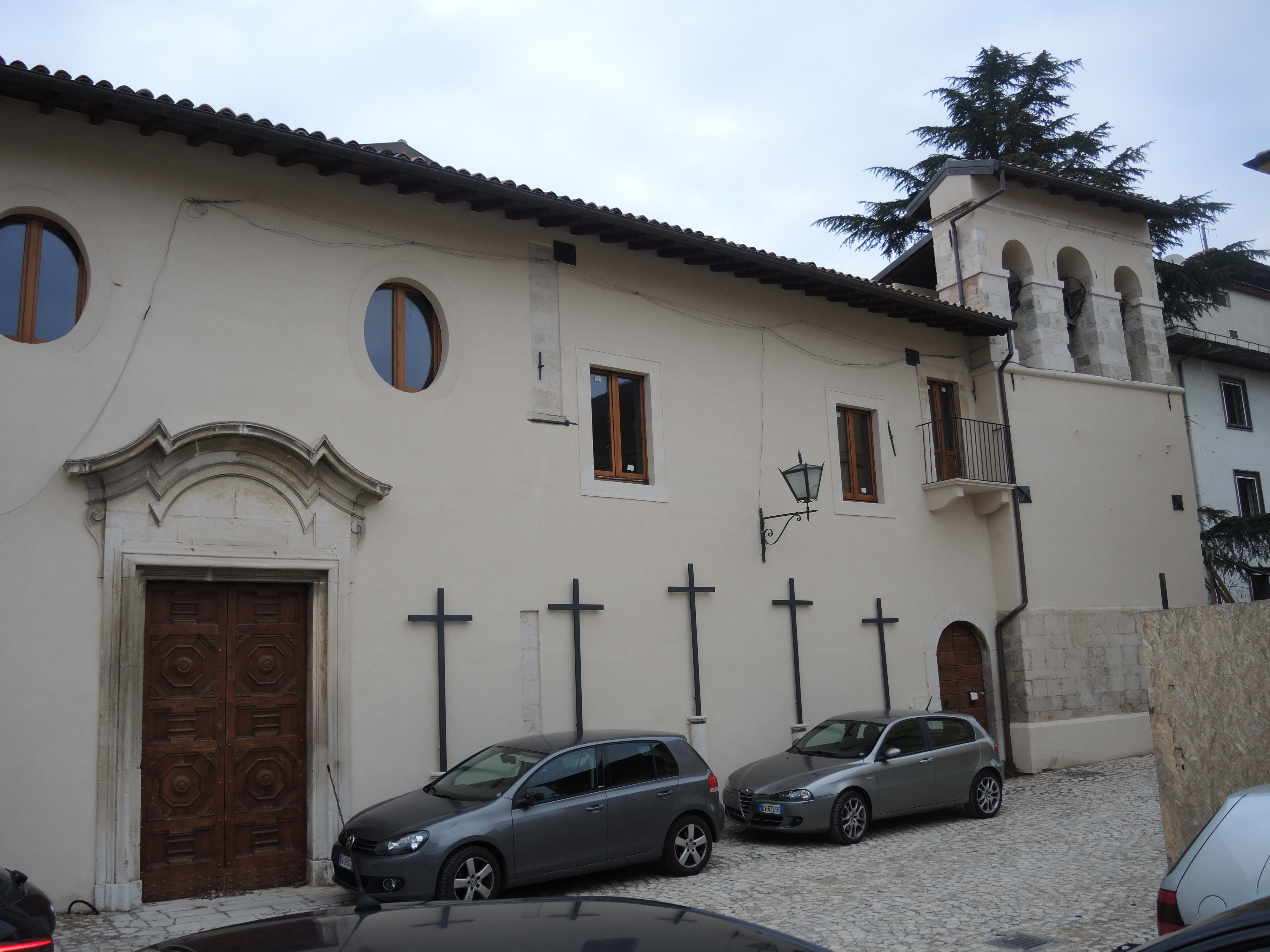
Chiesa della madonna dei Sette Dolori

- Chiesa dei Sette Dolori o della Madonna Addolorata: situata in via Addolorata, essendo già dedicata alla Santissima Trinità, sorge nel rione San Pietro; risale al Medioevo, ma fu cambiata radicalmente dal 1569, quando vi si insediò la Confraternita dell'Addolorata. Lo spazio principale della chiesa, probabilmente in origine un monastero, è costituito da tempio principale a pianta rettangolare, con altare maggiore e laterali realizzati in stucco. L'aula unica interna, fasciata da una teoria di paraste composite che sorreggono l'elegante cornice modanata, presenta un ingresso coperto da cantoria e due accessi: nella zona presbiteriale che portano a sinistra al Cappellone ottocentesco, e sulla destra alla sagrestia. Tale ambiente è dotato di altare ligneo e soffitto piano, e immette nell'oratorio, alla stanza del tesoriere e a un cortile coperto, parte del restante monastero.
L'oratorio presenta un impianto rettangolare fasciato da scanni lignei affrontati che fanno da cornice all'altare settecentesco, opera dello stuccatore Francesco Membrini. Il Cappellone, posto lungo il fianco sinistro, è dotato di un solo altare lungo la parete di fondo, rifinito da una cornice modanata in stucco, che corre lungo le quattro pareti dell'aula. Sul fianco opposto il complesso dell'Addolorata si conclude con il blocco del campanile a vela, che cela il corpo di fabbrica a due piani edificato su progetto di Giovan Francesco Leomporri. Si può affermare con certezza che la conformazione attuale non sia frutto di una preesistente chiesa a tre navate, ma piuttosto il risultato di una lenta stratificazione avvenuta mediante i secoli, avvenuti nel primitivo tempio della Santissima Trinità, ancora riconoscibile presso l'aula rettangolare. Nel 1644 fu costruita la sacrestia, nel 1671 la cantoria lignea. Nel 1718 venne completato il soffitto ligneo, e nello stesso periodo il Cappellone. Per l'imponente lavoro di stuccatura degli interni fu scelto Pietro Paolo Corani, architetto milanese, che stava lavorano alla chiesa di Sant'Agostino nel rione San Marciano. Nel 1731 la Confraternita acquistò a Roma la statua dell'Addolorata, conservata in una nicchia centrale dell'altare maggiore.

- Chiesa di Santa Maria del Ponte di Roio: la piccola chiesa si trova presso il casello della stazione ferroviaria che collega la strada da Roio alla via per la fontana delle 99 cannelle. Si tratta di una chiesa rinascimentale, fondata presso un'edicoletta votiva alla Madonna, come è citato nelle cronache del 1429, periodo in cui fu costruita la primitiva cappella. Nel 1457 la chiesa venne consacrata, e arricchita di affreschi, anche se oggi è alternata da parti settecentesche. L'insieme mostra un tempio a capanna, con la facciata alternata tra intonaci e parti di pietra sporgenti, a testimoniare i numerosi rifacimenti. Il portale molto semplice si trova sulla sinistra, affiancato da uno più piccolo a destra. Al di sopra vi è un oculo centrale, sormontato dal soffitto a spioventi. L'interno è a navata unica, e conserva perfettamente l'aspetto tardo rinascimentale in pietra; conserva gli affreschi rinascimentali, restaurati dopo il sisma del 2009, tra i quali figura la Vergine che allatta il Bambino.

- Chiesa di Santa Maria delle Buone Novelle o Sant'Apollonia: Detta anche "Santa Maria in Borgo" perché vicino alla Rivera, si trova sulla discesa di Sant'Apollonia, presso Porta Roiana. Fino al 1601 era sede di un lanificio molto importante in città, poi trasferitosi a Collemaggio. Avendo perso l'autonomia, ma incorporata nel monastero celestiniano, la chiesa venne trasformata nel XVII secolo in stile barocco. Tuttavia la chiesa ha perso molta importanza e considerazione da parte degli aquilani dopo il 1703, anche perché venne costruita una nuova via di accesso alla città mediante Porta Napoli, tagliandola dalle principali vie di comunicazione. La chiesa ha pianta longitudinale a navata unica, con copertura a capriate lignee per un tetto a spioventi, con manto in cotto decorato e disegni geometrici. L'interno barocco conserva due altari settecenteschi in stucco.

#### Architettura civile

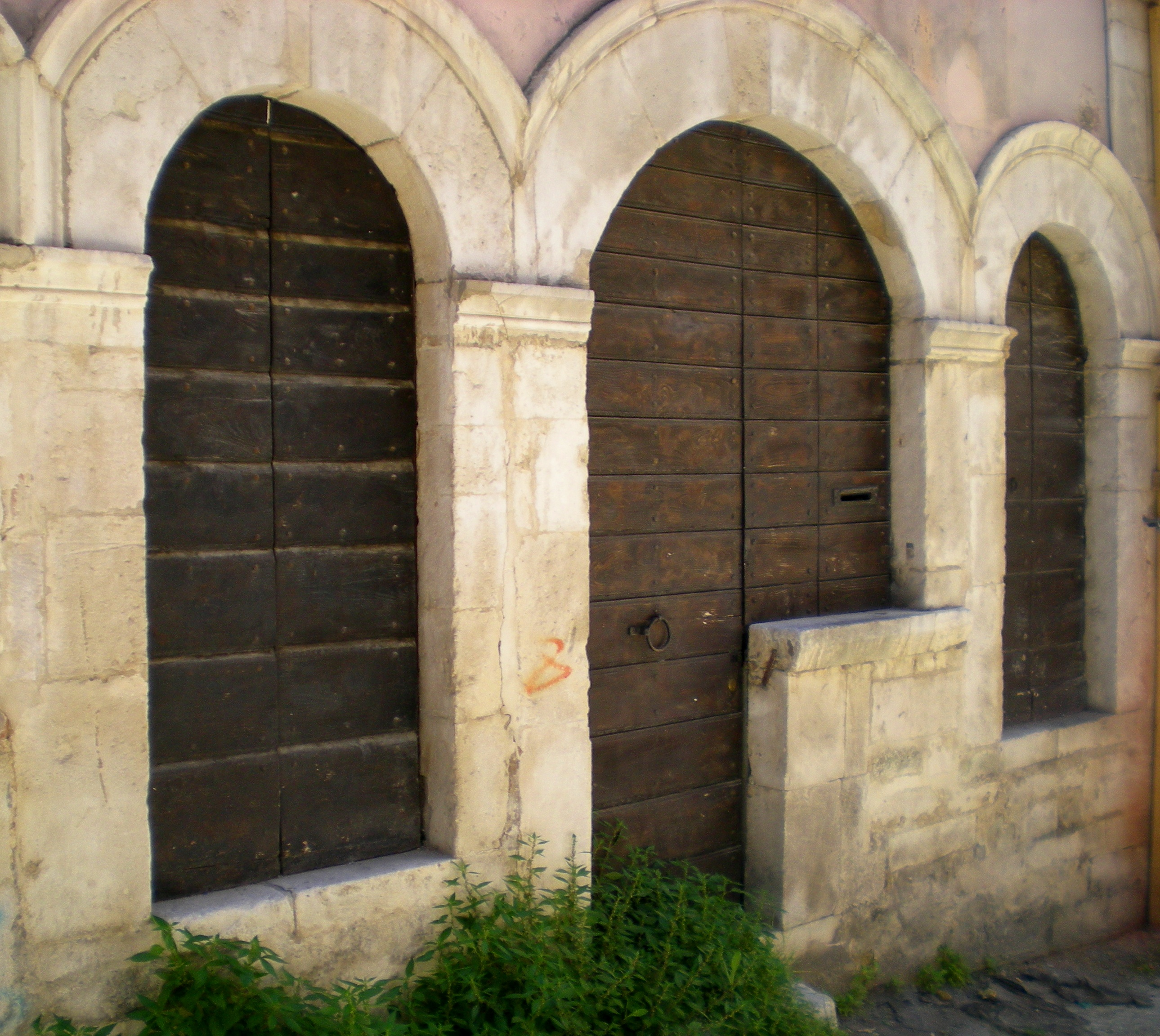
Le Cancelle

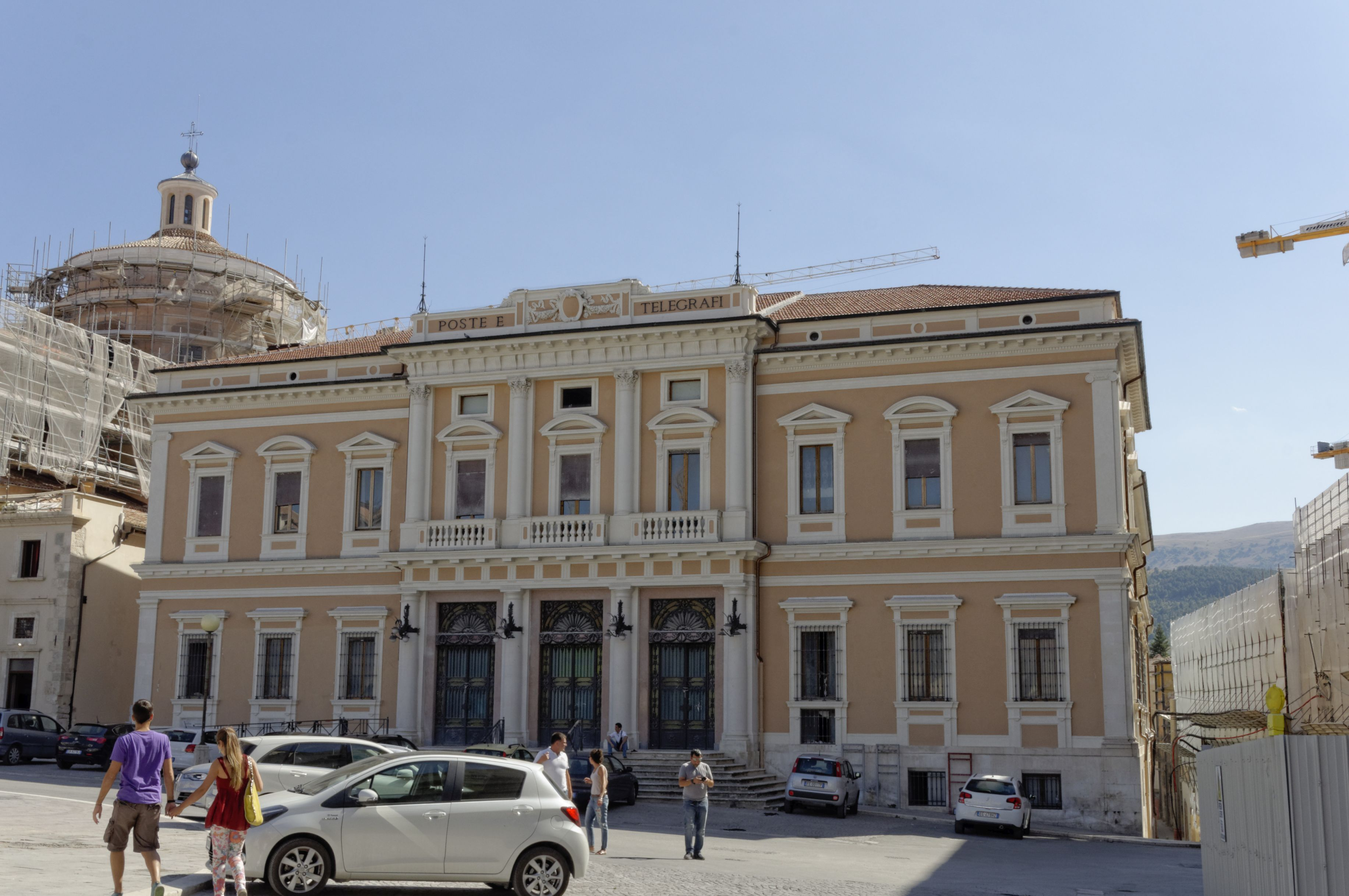
Palazzo delle Poste

- Palazzo Persichetti: principale edificio del quartiere San Marciano, affacciato su Piazza San Marciano. Rappresenta una delle architetture settecentesche più solenni e imponenti della città, con monumentali dimensioni della facciata, impaginata secondo un disegno caratterizzato dalla simmetrica configurazione delle bucature e degli elementi ornamentali. La stratificazione storica è leggibile attraverso le soluzioni di continuità delle varie parti e la diversificazione delle modalità costruttive; l'impiego dei materiali per la costruzione, i modi diversi di apparecchiare le murature, la scelta di geometrie caratteristiche del modo di sentire il problema costruttivo delle diverse epoche. Già nei vani al piano interrato si rilevano i caratteri dell'eterogeneità storica, confermata ai livelli superiori. La facciata tardo barocca presenta un monumentale portale sovrastato da loggia, tra le finestre dell'ordine spiccano quelle con timpano a cornice curvilinea, spezzata ad angolo ottuso, le quadrotte che si aprono lungo il cornicione. L'interno, prima del 2009, custodiva marmi antichi, ceramiche e armi appartenute al nobile Nicolò Persichetti, letterato, collezionista e archeologo aquilano.

- Palazzo Salvati Agnifili: in via Santa Chiara d'Acquili, il palazzo ha fattezze quattrocentesche, ben conservate nonostante i rimaneggiamenti successivi. Appartenne alla famiglia del famoso cardinale Amico Agnifili, e all'interno conserva un bel chiostro con arcate e volte a crociera.

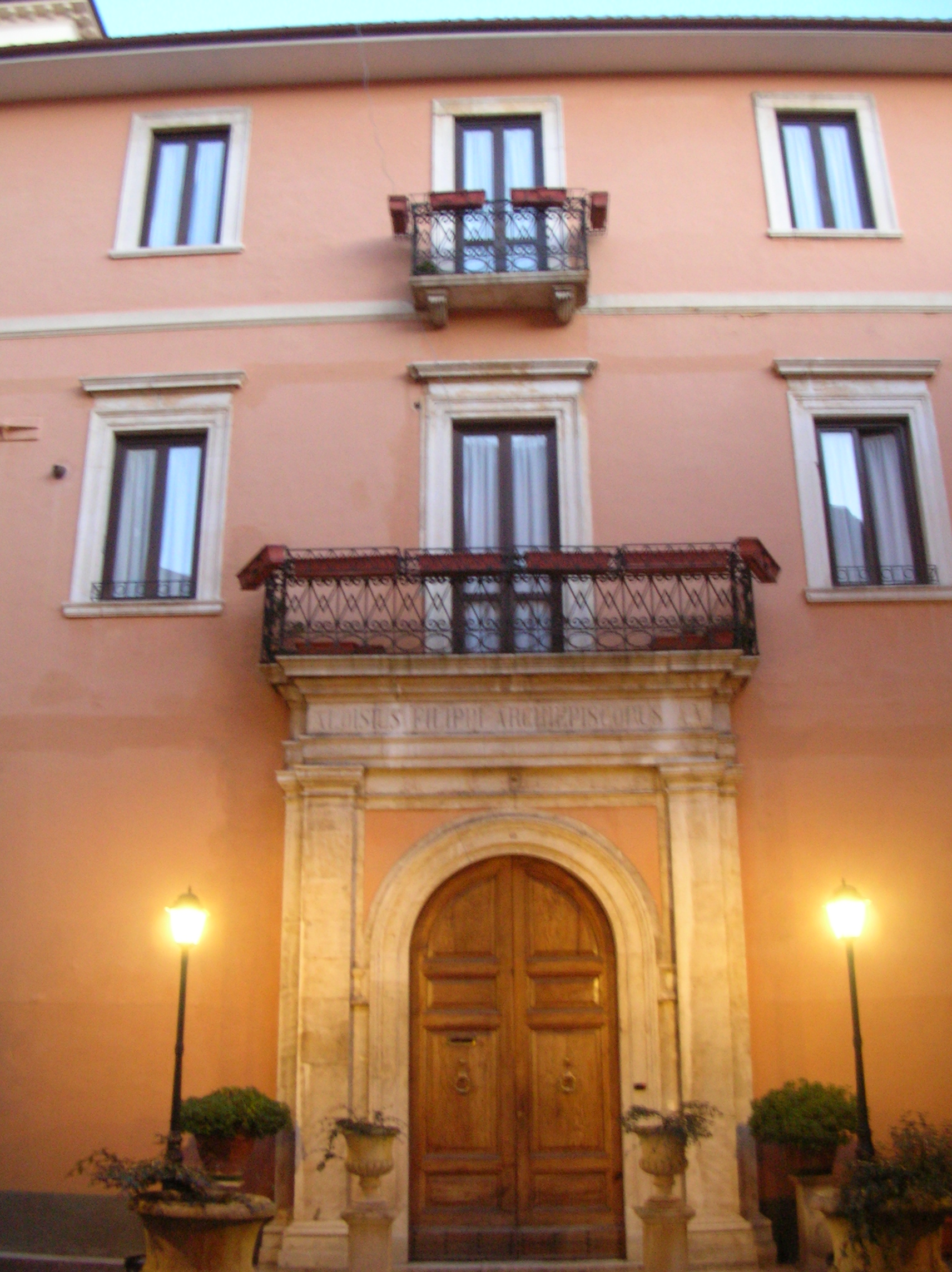
Palazzo Arcivescovile

- Le Cancelle: rappresentano uno dei monumenti più curiosi del quartiere e della città antica, risalenti al Medioevo, usate come botteghe del pesce. Attualmente si trovano tra via Ramieri e via Simeonibus, ma si tratta di uno spostamento compiuto durante il Ventennio per l'accomodamento della Piazza Duomo. Quando nel 1796 re Ferdinando IV di Napoli giunse a L'Aquila al palazzo vescovile, si lamentò del rumore generato dai bottegai presso le botteghe, e concordò con Monsignor Gualtieri lo spostamento delle cosiddette "cancelle" in un luogo più isolato dai palazzi del potere. Infatti prima dell'Ottocento la Piazza del Duomo era destinata ancora all'uso commerciale, e mancava l'interesse cittadino della bellezza e dell'armonia del vivere in una società moderna, e dunque la zona delle Cancelle era una delle tante malsane, destinata prettamente al commercio popolare, senza il minimo decoro. Venuto il sentimento dell'estetica e della cura del settore urbanistico, si apportarono numerose modifiche alle piazze aquilane, e tra questi si concordò lo spostamento delle cancelle, che durò per molti anni.
Nel 1798 il comune decise di indire un'asta pubblica per l'acquisto delle cancelle, di proprietà di Santa Maria di Collemaggio, e furono cedute a Benedetto Berardelli per 102 ducati, con il compito di trovare un luogo nuovo di costruzione, pagando fino alla fine l'affitto a Collemaggio. Il Berardelli dichiarò di aver vinto l'asta pagando con i soldi del nobile Giuseppe Alfieri Ossorio, considerando le cancelle di proprietà baronali, tuttavia fino al 1802 non ebbe luogo alcun progetto.
Il compito passò allora ai decurioni che individuarono un nuovo luogo presso Palazzo Margherita, e poi i locali dei vecchi mattatoi nella vecchia via de' Macelli (oggi via Teofilo Patini). Tuttavia per beghe burocratiche si dovette aspettare il 1824 per un nuovo progetto, anno in cui il marchese Luigi Dragonetti sollecitava lo scioglimento delle pratiche, poiché aveva acquistato le vecchie cancelle dal barone Alfieri Ossorio; oltretutto l'affitto al monastero di Collemaggio non veniva più pagato da anni. Nel frattempo anche i macellai dei mattatoi si opposero all'idea di spostare nella via la pescheria. Così il Dragonetti propose la costruzione delle nuove cancelle presso il viale Crispi, nei dintorni di Porta San Ferdinando (oggi Porta Napoli), essendo sue le terre, a patto che le vecchie cancelle fossero sgomberate all'istante.
Tuttavia nel 1825 la proprietà delle cancelle era passata al Real Liceo degli Abruzzi, e con questa delibera si intimava comunque il Dragonetti di provvedere allo sgombero e alle spese per la nuova costruzione del locale. Per mediare la ratificazione del successivo accordo raggiunto tra le due parti, fu necessario l'intervento dell'Intendente della Provincia, e l'atto fu firmato nel 1829, con proposta di costruzione in zona Campo di Fossa. Tuttavia il problema non era ancora risolto, anche se le vecchie cancelle di Piazza Duomo furono chiuse, e nel 1831 il marchese Dragonetti richiedeva per la terza volta al comune di ottener ragione. Con la morte del marchese, nel 1912, molti anni dopo, quando la proprietà era passata a Giovanni De Matteis, il comune rispolverò l'idea di costruzione di un grande mercato coperto vicino alla piazza maggiore, con proposta di ristrutturazione di alcune case in via Simeonibus, spostandoci l'ingresso antico ad archi delle "cancelle". Nel 1927 però il palazzo vecchio venne abbattuto per permettere la costruzione del monumentale Palazzo delle Poste, e la facciata antica venne ancora arretrata, inglobata in un nuovo palazzo abbastanza moderno, ma costruito secondo criteri antichi.
Le Cancelle sono otto archi di diversa dimensione, a tutto sesto, divisi dalle rispettive cornici, accessibili da gradini di diversa altezza. Il palazzo vecchio aveva poco rilievo artistico oltre agli archi, mentre il nuovo palazzo attuale è stato realizzato in stile pseudo quattrocentesco, con finestre bifore.

- Palazzo Cesura: in via Ortolani, è un palazzo settecentesco con origini più antiche. Elemento di maggior pregio dell'esterno è il portale monumentale inquadrato in una cornice in bugnato. Il timpano dell'architrave è ornato con motivi a foglie, tipico del rinascimento. L'interno è preceduto da un chiostro rinascimentale quadrato con arcate e colonne cilindriche a capitelli corinzi.

- Palazzo Visconti: in Piazza Santa Maria di Roio, è uno dei pochi edifici quattrocenteschi conservatisi abbastanza fedelmente nell'area del quartiere. Il palazzo appartenne alla nobile famiglia lombarda, e presenta un esterno molto sobrio, con portali ad arco gotico.

- Casa Gigli: in Piazza del Cardinale, è un edificio quattrocentesco ristrutturato in epoca settecentesca, il cui elemento più antico è il portale di accesso ad arco gotico.

- Palazzo delle Poste e Telegrafi: è stato costruito poco dopo il 1922 in Piazza Duomo (inaugurato nel 1927 circa), accanto alla chiesa delle Anime Sante, obbligando l'arretramento dell'edificio storico delle Cancelle. Il palazzo è uno dei pochi esempi di arte aquilana del Ventennio in stile eclettico, non ancora impostato nel tipico razionalismo schematico. Ha pianta rettangolare, con un avancorpo centrale appena avanzato rispetto agli altri due blocchi della facciata, scandito da quattro colonne a capitelli corinzi, che racchiudono quadrotte che sovrastano tre finestre con timpano curvilineo. Gli altri due ordini dei due blocchi hanno timpano normale alla base, e al piano superiore alternano timpani curvilinei a triangolari. I tre portali di accesso ripropongono il modello delle colonne, in asse con quelle superiori delle finestre, con capitelli dorici. L'insieme mostra uno stile eclettico tra il neoclassico e il neorinascimentale.

- Palazzo Arcivescovile: affacciato su Piazza Duomo, ma posto in via Arcivescovado, sorge sopra una struttura medievale distrutta dal terremoto del 1703, e infatti la struttura ha aspetto settecentesco, a pianta rettangolare, affacciandosi su Piazza Duomo, accanto alla Cattedrale neoclassica.

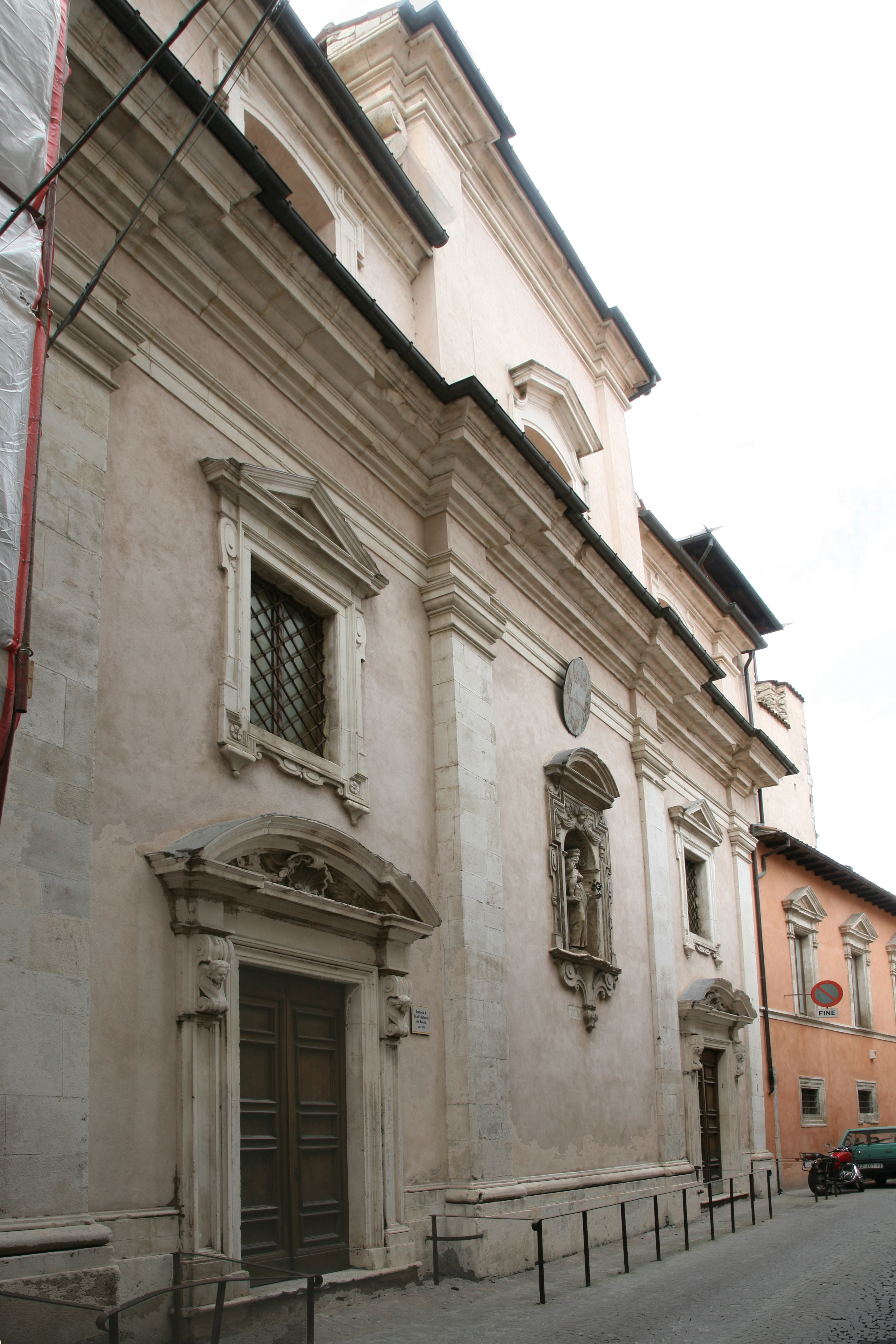
Oratorio di Sant'Antonio di Padova, accanto a Palazzo de' Nardis

- Palazzo de' Nardis: in via Arcivescovado, la struttura nasce per volere della famiglia Nardis, tra le più influenti della città nel XV secolo. Nel 1647 accanto al palazzo fu costruito il monumentale Oratorio di Sant'Antonio dei Cavalieri de' Nardis, tra i più squisiti esempi del barocco aquilano. Il palazzo attuale presenta connotazioni settecentesche, mentre alla base mostra ancora l'originale costruzione medievale per via degli archi gotici che si affacciano su via Arcivescovado. La facciata su via San Marciano presenta un impianto severo, sviluppato su tre livelli con 11 assi di aperture. Al centro c'è l'ingresso principale, sovrastato da uno stemma della famiglia, che dà accesso a un androne al cortile porticato e terrazzato, e al grande scalone doppio che immette ai piani superiori

- Palazzo Rustici: si affaccia su Piazza San Marciano, ed è una struttura settecentesca ristrutturata abbastanza celermente dopo il terremoto del 2009. Ha pianta rettangolare con facciata monumentale scandita da ordini di finestre con cornice triangolare, eccetto per la finestra che sovrasta il portale maggiore, con cornice curvilinea. Il portale ha arco a tutto sesto, fasciato in bugnato liscio. L'interno conserva ancora l'impianto antico, con le stanze adeguate per ospitare un Bed & Breakfast.

- Palazzo Zuzi: si trova sulla particolare "via delle Bone Novelle", poiché in quella strada il 2 giugno 1424 arrivò la voce della fine dell'assedio del guerriero Braccio da Montone, terminato con la battaglia di Bazzano. Il palazzo esisteva già nel Medioevo, ma fu ricostruito dopo il terremoto del 1703. Appartenne prima ai Ciucci, che cambiarono il nome in "Zuzi" nel 1517. Il palazzo fu distrutto una prima volta nel 1617, quando aveva l'affaccio in Piazza Rocca di Corno, e della struttura antica ancora oggi rimane solo il portale. Ricostruito con la facciata ruotata in via Bone Novelle nel 1670 da Gianfranco Zuzi, fu necessario occupare gli Orti Emiliani, e venne ornato con soffitti cassettonati e una cisterna di grandi dimensioni per l'acqua piovana. Il palazzo danneggiato nel 2009, verrà restaurato nel 2018.

- Casa rinascimentale di via Ghibellini: piccola casetta a pianta rettangolare con due ingressi ad arco a tutto sesto, sormontati da due finestre monofore di stampo quattrocentesco.

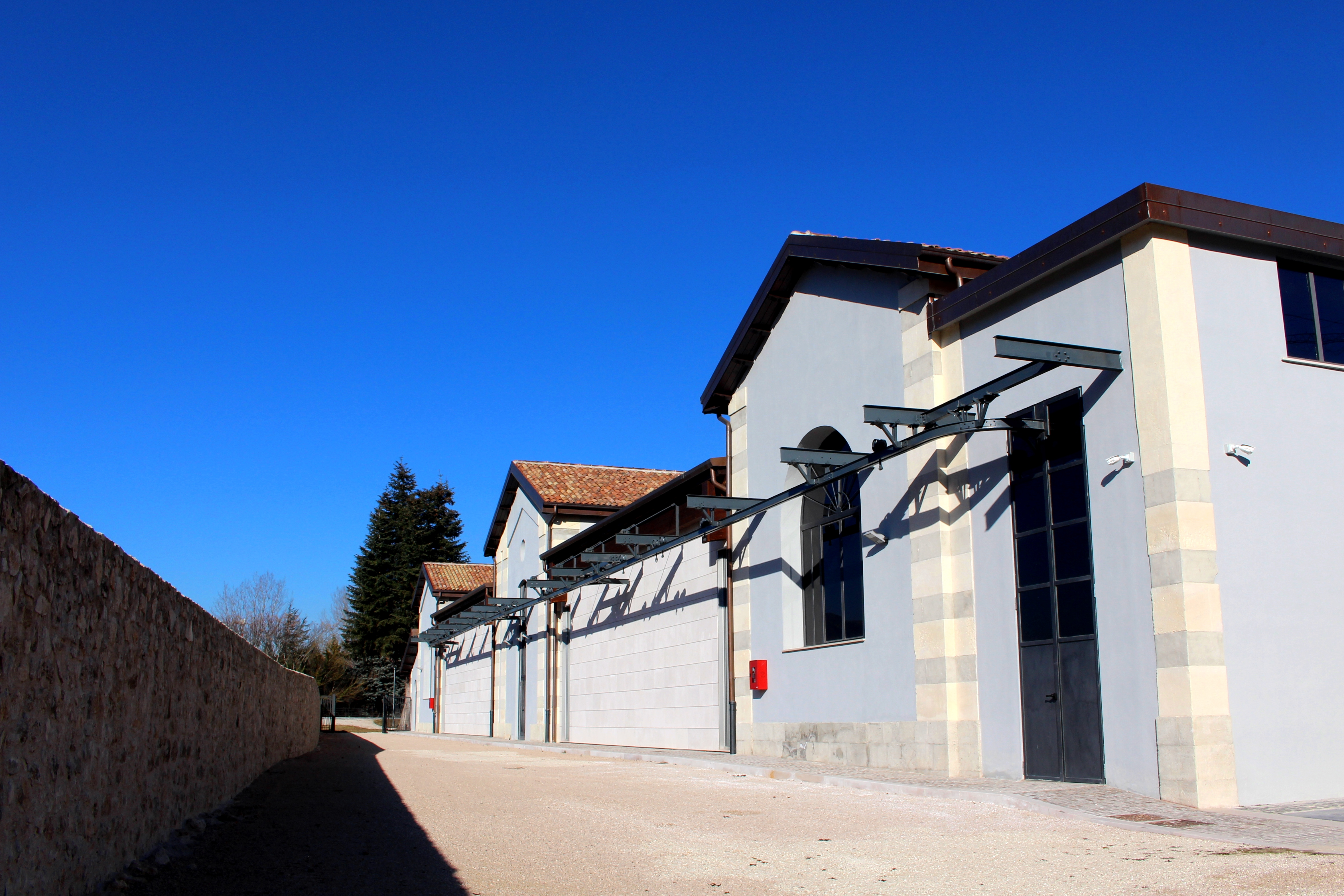
Ex mattatoio fascista, nuova sede del Museo Nazionale d'Abruzzo

- Ex mattatoio - Nuova sede Museo Nazionale d'Abruzzo: si trova nel Borgo Rivera, presso la fontana delle 99 cannelle, realizzato negli anni 1930 per ospitare i macellai della città, stipati nelle viuzze dei quartieri, in scarse condizioni igieniche, con il rischio di diffondere malattie. Il nuovo stabile fu usato per diversi anni, fino all'abbandono negli anni 1990 e al riutilizzo nel 2015 come sede provvisoria del "Museo Nazionale d'Abruzzo", poiché il Forte spagnolo è ancora inagibile. Il complesso si articola in tre casette a capanna collegate da corridoi, dove sono state allestite le mostre delle opere provenienti dalla città e dai borghi circostanti.

- Conceria di Borgo Rivera: piccolo stabile cinquecentesco che conserva ancora l'aspetto originale, decorato da interessanti arcate intervallate da colonnine con capitelli finemente scolpiti. Si affaccia sul piazzale delle 99 cannelle.

#### Mura

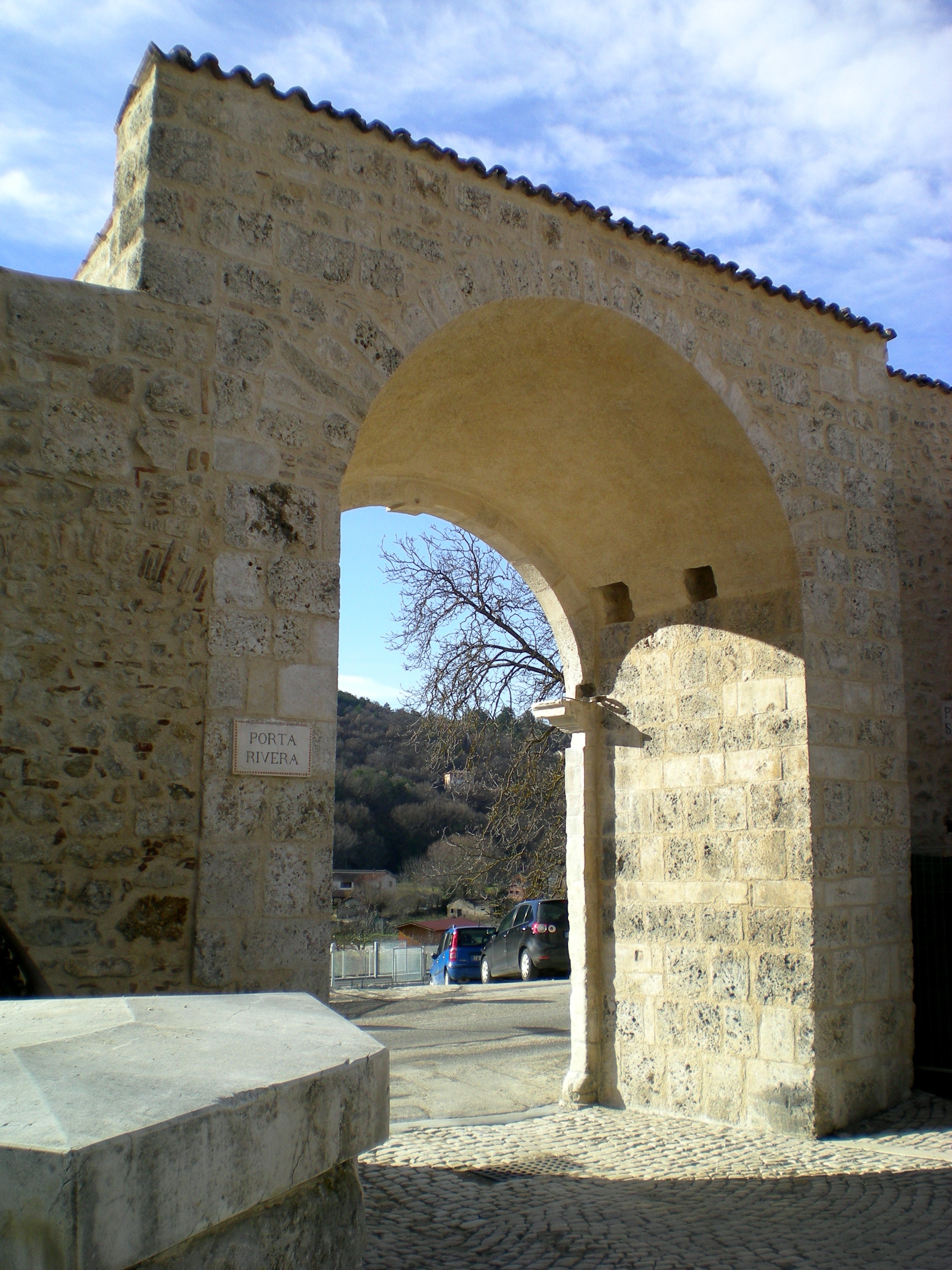
Porta Rivera

- Porta Rivera: si trova all'ingresso del Borgo Rivera, lungo via Tancredi da Pentima, e risale al XIII secolo. Si tratta di un semplice arco a tutto sesto aperto nelle mura, con cornice in stucco.

- Porta Lucoli: non distante da Porta Roiana, si trova nei pressi della chiesa di Sant'Apollonia. Presente sulla pianta della città di Giacomo Lauro (1600), fu chiusa dopo il terremoto del 1703, ma ancora oggi è esistente, con un arco ogivale.

- Porta Roiana: costituiva l'ingresso alla città da sud, dal monastero di Santa Maria delle Bone Novelle, e fu realizzata nel XIV secolo. Fu di grande importanza per il passaggio dei traffici fino al XVIII secolo, quando topo il terremoto venne chiusa, anche perché un secolo più tardi fu realizzato il viadotto moderno di Ponte Sant'Apollonia, oggi via XX Settembre. Ha un arco ogivale in pietra.

- Porta Romana - Porta Stazione: la prima porta si trova a sud-ovest, nei pressi della stazione ferroviaria, e adiacente a Porta Poggio Santa Maria, o della Stazione. Le due porte sono all'estremità di via Filomusi Guelfi e sono molto simili tra loro, con arco in pietra a tutto sesto incorniciato da stucco.

## Altri monumenti della città

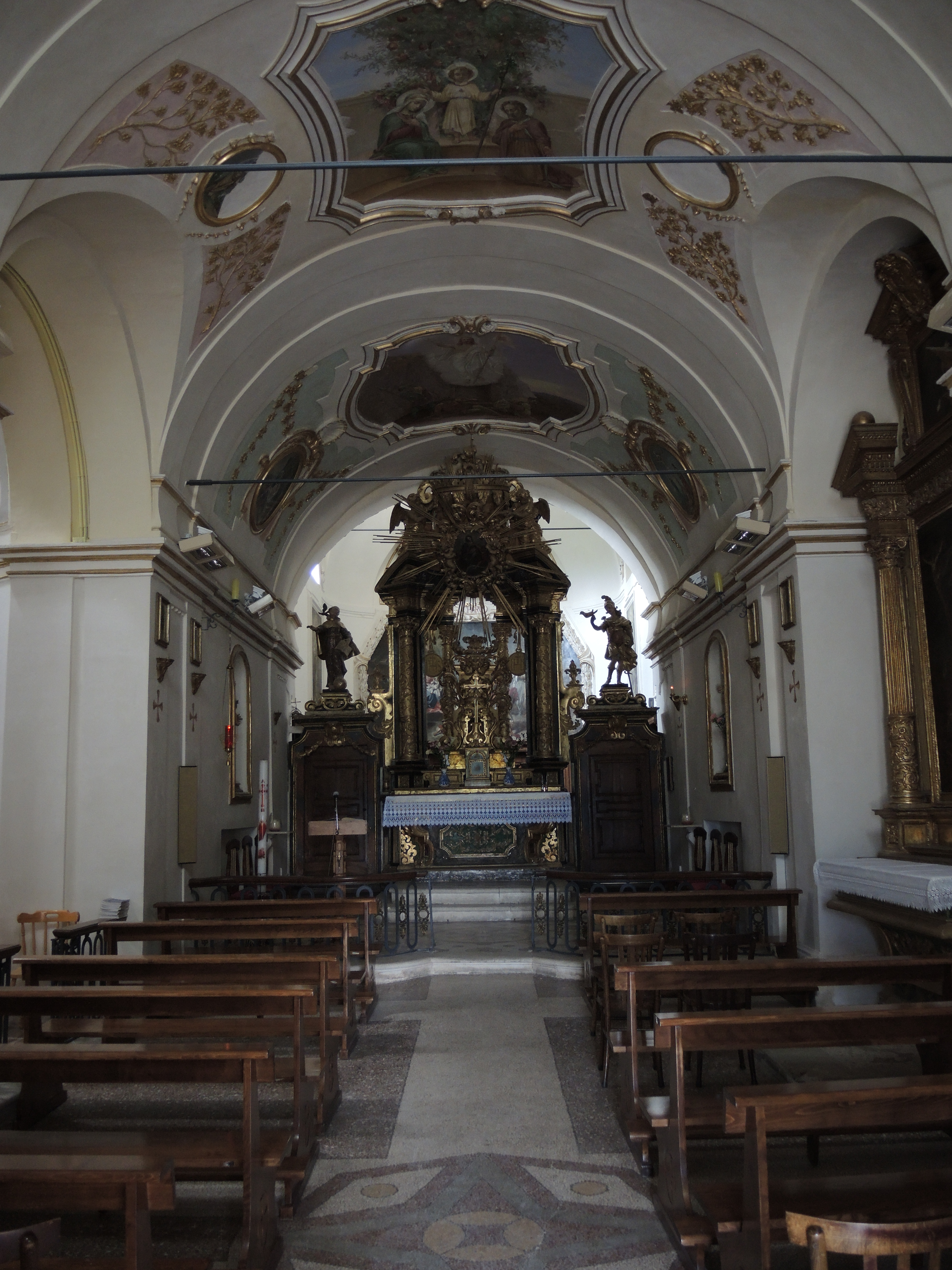
Interno del convento di San Giuliano

- Chiesa parrocchiale di San Francesco d'Assisi: dopo la demolizione ottocentesca dell'antico convento di San Francesco, a L'Aquila centro, mancando una chiesa dedicata al santo d'Assisi, nell'espansione edilizia del dopo sisma 2009, si individuò il terreno nella zona fiorente di Pile-Pettino. La chiesa ha una pianta ellittica nella circonferenza, dove si innalza l'edificio composto da due triangoli laterali che, congiungendosi nel perimetro, compongono un parallelepipedo arcuato in una sorta di abbraccio per il fedele all'ingresso, alla cui base si trova un piccolo edificio a blocco di prua come oratorio. Sulla sinistra si innalza il campanile slanciato e cilindrico.
- Chiesa romanica di Sant'Antonio Abate: detta anche di "San Giovanni Battista", si trova nella località Campo di Pile, a ridosso delle mura. Risale al XII secolo, inizialmente dedicata a Sant'Antonio, che aveva un annesso ospedale dei lebbrosi, fondato nel 1128, funzionante fino al Cinquecento. La chiesa attuale è frutto di rimaneggiamenti, dovuti specialmente al dopo sisma 1703, che hanno portato l'edificio ad avere un aspetto molto semplice di capanna allungata, poiché l'ex ospedale è stato riconvertito in casale. L'esterno di rilevante ha solo il portale romanico mutilato della colonna tortile a sinistra, e della colonnina con capitello all'inizio della strombatura, sempre a sinistra. Lungo la parte inferiore della lunetta (in origine affrescata, dove oggi si trova una croce), scorre una serie di motivi vegetali geometrici in foglie e fiori. L'interno a navata unica non conserva particolare fastigio barocco, ma un compendio di stile settecentesco-rinascimentale.
- Convento di San Giuliano: si trova nella località omonima, poco distante dal casello autostradale L'Aquila Nord-Ovest, e dal nucleo industriale di Pettino. Venne fondato nel 1415 per volere dei monaci dell'ordine dell'Osservanza Francescana, tra i quali beneficiari spiccano San Giovanni da Capestrano e San Bernardino da Siena. Il convento nel 1452 era descritto come molto piccolo, rispetto al monastero di San Francesco a Palazzo all'interno delle mura aquilane, ossia l'attuale Palazzo del Convitto; l'edificio verrà ampliato in forma rinascimentali nel 1592, e in forme barocche nella ricostruzione post 1703.
L'edificio si divide nella chiesa barocca e nel chiostro conventuale rimasto nelle forme rinascimentali, con preziosi affreschi della vita di San Francesco. All'interno a navata unica, a sinistra si aprono due cappelle decorate a stucco: la prima dedicata al Beato Vincenzo con una tela raffigurante il chierico. Il beato è posto in un sarcofago nello spazio che divide le due cappelle, risalente al 1634 e voluto dal vescovo Gaspar Salgado Gayoso. Gli altari settecenteschi ospitano tutti delle tele di Vincenzo Damini; la prima tela è del 1738, raffigurante San Diego d'Alcalà, la seconda è del 1738, raffigurante San Giovanni di Capestrano durante l'assedio di Belgrado (luglio 1456). L'altare maggiore è molto scenografico, in legno intagliato a forma di baldacchino, con raggi che si dipartono da un ovale centrale, ospitante una tela raffigurante la Vergine Assunta; la struttura lignea richiama i motivi del Bernini per il baldacchino di San Pietro. Sul retro si apre l'ampio coro ligneo ornato da decorazioni a stucco, da quattro tele del Damini, e concluso dal gruppo dell'Adorazione dei Magi (1743), che dispiega sulla concava parete di fondo.
- Palazzo Silone - Sede operativa della Regione Abruzzo: posto nel quartiere Pettino, la struttura è sede degli uffici della Regione, realizzato nel 1997 da Massimo Buccella e Pierluigi Properzi, con cura della valenza architettonica e della funzionalità pratica. La struttura moderna è stata dotata di recente di nuovi parcheggi, e l'interno è stato provvisto di collegamenti facili via ascensore.
- Chiesa di San Sisto: appena fuori Porta Barete, oggi è inglobata nel tessuto urbano moderno. La chiesa antica si chiamava "San Nicola d'Anza" in colle San Sisto, una colonia agricola che era possesso dell'abbazia di Farfa. La parrocchia fiorì nel XVII secolo, facente parte del castello di Coppito (o Poppleto), costruita inizialmente come ospizio dai Frati Minori del vicino convento di San Giuliano. La chiesa attuale però è solo il frutto del rifacimento di un piccolo tempio cristiano esistente sin dal XII secolo, come testimoniano alcune scritte presenti sulla facciata. Come testimoniano i frammenti del dipinto di Santa Restituta presso lo stipite absidale, la chiesa doveva essere riccamente affrescata. All'interno si ammirano altri affreschi come la Cacciata dal Paradiso, la Vergine con i santi Sebastiano e Francesco d'Assisi, del Bedeschini.

- Castello dei Duchi Rivera: il palazzo ha un aspetto in stile eclettico tra il neogotico e il neorinascimentale. Il palazzotto ha pianta rettangolare con finestre classiche settecentesche sul prospetto principale, e portale fasciato in bugnato, mentre sulla porzione laterale le finestre mostrano elementi neoclassici e neorinascimentali. Sulla destra si erge una torretta di controllo con merlature; l'interno ha affreschi settecenteschi gentilizi, restaurati dopo il terremoto del 2009. Attualmente il castello è sede di una cantina vinicola.

- Cappella Camerini: si trova in via Collepretara presso Santa Barbara, e risale al XIX secolo, edificata in stile neogotico, con una bella facciata decorata da portale ad arco ogivale e oculo centrale quadrilobato. Il campanile è una torre con cuspide piramidale. Lo stesso stile ricorre nella cappella privata dei Cricchi, nel quartiere Sant'Elia.

Altre chiese di interesse nel nucleo moderno sono le parrocchia di San Lorenzo nel rione Sant'Elia, quella di San Mario (2011) nel quartiere Torretta, la chiesa di Santa Rita in via Strinella e la chiesa di Santa Maria Assunta presso Gignano.
- Fontana luminosa: fu progettata nel 1933 per volere del podestà Adelchi Serena, e fu terminata sotto il governo di Giovanni Centi Colella, incaricando lo scultore Nicola D'Antino, artista ufficiale del fascismo aquilano e abruzzese. La Fontana è stata posta giustamente all'ingresso del corso Vittorio Emanuele come sfondo scenografico all'entrata del centro e al Parco del Castello: è caratterizzata da una vasca circolare di base in marmo, rialzato rispetto al livello della strada, che si erge a piedistallo, sopra cui si trovano due donne nude in bronzo, che sorreggono una conca, uno dei simboli della tradizione abruzzese, che versa l'acqua nella vasca stessa. La fontana rappresenta il simbolo del fascismo aquilano, ed era provvista naturalmente dei fasci littori sul marmo, rimossi dopo la guerra, quando il simbolo della città tornarono ad essere le 99 cannelle.

- Monumento ai Caduti della Grande Guerra: si trova al centro della villa comunale, inaugurato nel 1928 alla presenza di Vittorio Emanuele III e realizzato da Nicola D'Antino, usando uno stile abbastanza diverso da quello della Fontana luminosa, avvalendosi ancora del classicismo tipico delle statue greco-romane. Su basamento quadrangolare in marmo, caratterizzato da quattro aquila in bronzo che ne definiscono gli spigoli, e con le ali simbolicamente poste in alto e scandite a mo' di fascio littorio, campeggia la Vittoria alata, in bronzo, nell'atto di spiccare il volo, mentre con la mano pone una corona d'alloro.

- Statua di Fanciulla: realizzata alla fine degli anni 1920, si trova in quella che allora era chiamata Piazza XVIII Ottobre, oggi Piazza Nove Martiri. Su un basamento di pietra si trova una piccola vasca in bronzo con sopra la statua di una fanciulla che sorreggere una cornucopia da cui fuoriesce l'acqua.

- Statua di Sallustio Crispo: si trova in Piazza Palazzo, realizzata nella seconda metà del XIX secolo, e si compone di un blocco di marmo massiccio con la dedicata allo storico amiternino, con sopra la statua bronzea idealizzata dello scrittore, in toga romana, mentre con la sinistra regge una tavoletta della sua opera, mentre con la destra si tocca il petto.

- Monumento a Carlo II d'Asburgo: è uno dei monumenti pubblici più antichi della città, edificato nel XVII secolo presso il Palazzetto dei Nobili, nel momento dell'elezione del sovrano. Rappresenta, sopra un blocco, la statua del giovane sovrano in abiti seicenteschi.

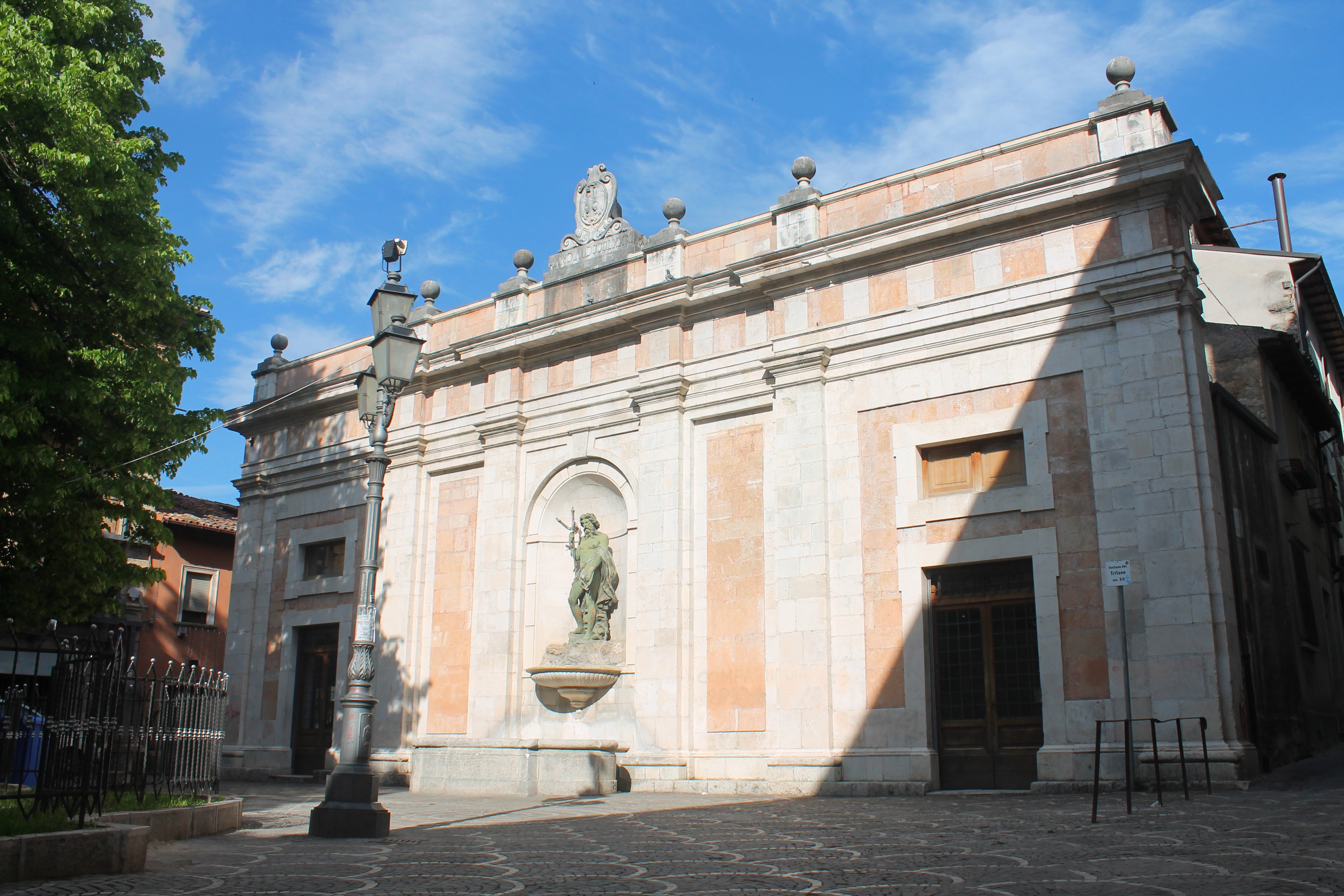
Fontana del Nettuno

- Gruppo scultoreo di Fontana vecchia: si tratta di due fontane poste ai due capi della Piazza del Duomo, con una storia molto antica, risalente alla costruzione del primo acquedotto civico nel 1300. Nella pianta di Fonticulano del 1575 le due fontane sono ben visibili, durante i restauri del 1676 la fontana fu rialzata di tre gradini, e dotata di quattro bocche d'acqua. Il terremoto del 1703 provocò danni anche alla fontana monumentale, che venne ricostruita nel 1727 da Antonio Longhi e Benedetto Rigoli, con decorazioni successive di Francesco Panetta di Poggio Picenze. Nel corso dell'Ottocento una nuova progettazione di restauro delle fontane venne approvata nel 1834. Ripresi i lavori nel 1839 per problemi di divisione delle condutture idriche, terminarono nel 1844. Nel 1927 si propose un nuovo progetto di restauro in vista della costruzione del nuovo acquedotto Chiarino, ed i lavori di abbellimento furono eseguiti da Nicola D'Antino, che prese le pietre dalla cava di San Gregorio per la vasca di base, mentre col bronzo realizzò nel 1931 due nudi maschili che con le mani sorreggono una conchiglia che getta l'acqua, avvicinandosi molto allo stile littorio della Fontana luminosa. Le due vasche invece risentono ancora dell'influsso classico, e sono ornate da quattro delfini dalle cui bocche sgorgano le cannelle.

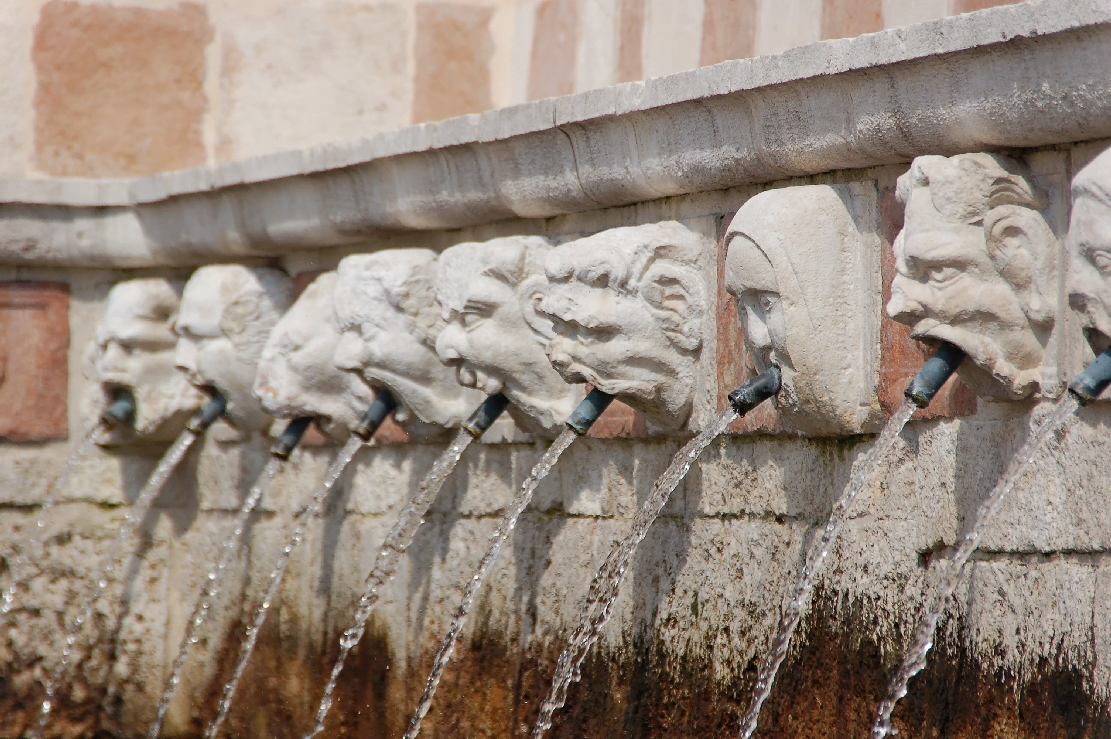
Particolare dei mascheroni delle 99 cannelle

- Fontana delle 99 cannelle: si trova nel cuore del Borgo Rivera, in via Tancredi da Pentima (Corfinio), che ne fu l'architetto e costruttore nel 1272, per volere del governatore dell'Aquila Luchesino da Aleta[28]Tali notizie si deducono dalla lapide scolpita sul fronte del monumento, con iscrizione latina, datata 1744-1871, date di restauri successivi. Secondo Ignazio Gavini però l'aspetto attuale della fontana risale al Quattrocento, con pianta a forma di U posta in un piazzale trapezoidale, costituita da tre vasche doppie che raccolgono l'acqua di 99 mascheroni (in realtà 93), le cui acque provengono dalle sorgenti d'Acquili, il nome dell'antico locale sopra cui fu fondata per la prima volta la città. Il paramento in pietra squadrata propone il motivo bicromo del rosso e del bianco, i primi colori civici della città, prima del 1703, quando cambiarono in nero e verde. I mascheroni sono a motivi antropomorfi, bestiali, ed anche a figure mitologiche, alternati a formelle con piccoli rosoni. Delle vasche inferiori anticamente usate come lavatoi, hanno parapetto a semipilastri ottagonali. Nel 1744 il piazzale fu selciato, e nel 1934 fu apposta una cancellata proveniente dal piazzale di Collemaggio per evitare vandalismo notturni.

- Fontana del Nettuno: si trova in Piazza Regina Margherita, all'ingresso del corso Vittorio Emanuele da nord. Dopo il 860 si decise di abbellire il corso con una nuova fontana, e furono reperiti elementi della facciata della chiesa di San Francesco del Palazzo del Convitto, demolita nel 1876.[29]I lavori iniziarono nel 1880, e terminarono l'anno seguente. La fontana è posta al centro di un fronte lungo 40 metri, alto 18, su un parapetto in pietra rosa, al centro della facciata è inserito un grande stemma della città, con alla base la data di costruzione. Ai lati dello stemma 6 piccole guglie culminanti ciascuna con una sfera concludono in alto la facciata. Sotto il prospetto si trova un cornicione aggettante, posto su un alto fregio realizzato con pietre bianche e rosa, scandito da sei lesene di ordine dorico. Al centro dell'impaginato si trova una nicchia con la statua del dio Nettuno che stringe il tridente, posto sopra una conchiglia, mentre in prossimità del piede sinistro spunta il muso di un delfino. Ai lati della facciata si trovano portali architravati, sormontati da finestra rettangolare.

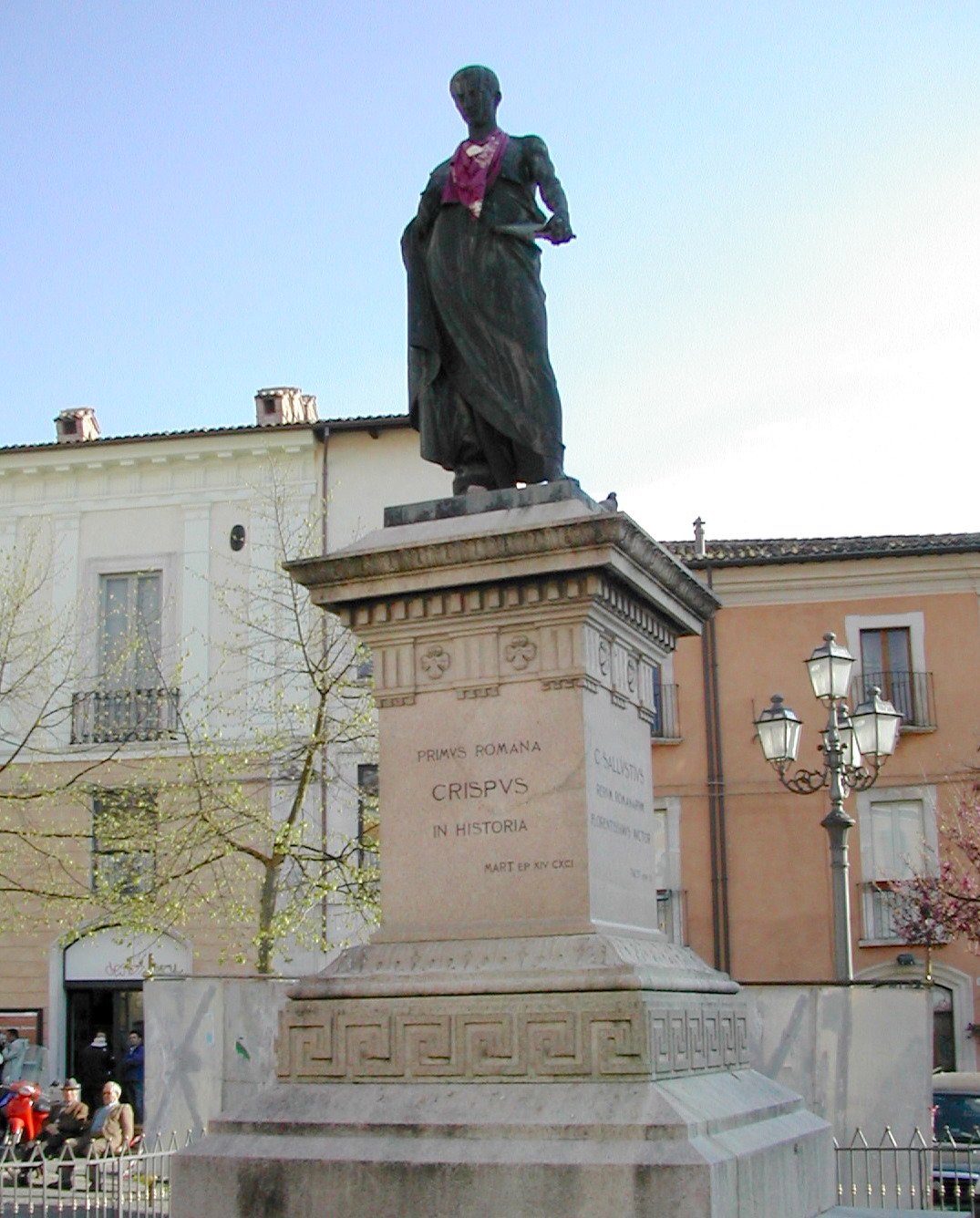
Monumento a Sallustio

- Fontane medievali del centro: sopravvivono la maggior parte di esse, edificate insieme alle chiese e ai palazzi intorno al 1265, e sono poste davanti alle rispettive chiese. Sono le fontane di Piazza San Pietro, Piazza Santa Maria Paganica, Piazza Santa Giusta e Piazza San Marciano, con vasca circolare su un basamento anch'esso circolare. Al centro della vasca si erge un fusto con dei mascheroni dalle cui bocche fuoriescono le cannelle per l'acqua. Un'altra fontana si trova in Piazza Santa Margherita, ma è più tarda, e più elaborata nelle decorazioni, in tipico stile barocco.

- Il Torrione: il "Torrione" si trova all'inizio di viale Alcide De Gasperi, nel quartiere omonimo. La storia sul monumento non è molto chiara, date le sue precarie condizioni, e risalirebbe ad un mausoleo romano del I secolo d.C., anche se gli studiosi sono concordi che la struttura funse dal Medioevo in poi ad acquedotto pubblico. Lo storico medievale Buccio di Ranallo parla nel 1308 di un acquedotto voluto dal capitano regio Guelfo da Lucca, progettato per rifornire il convento dei Francescani dentro le mura. Anche l'Antinori cita l'acquedotto nel Settecento, che nel frattempo era stato potenziato, facendo arrivare l'acqua anche al convento di San Giuliano, mentre grazie a una cisterna l'acqua riusciva ad arrivare anche in città. Per il materiale della muratura, il Torrione è stato realizzato seguendo le tecniche dell'anfiteatro romano di Amiternum, a poca distanza, e dunque fu creato intorno al XIII secolo. L'aspetto attuale, semi-mutilato dal terremoto del 2009, risale a degli interventi sciagurati dell'Ottocento, quando venne progettato il nuovo acquedotto, e il monumento venne abbandonato. Nel 1863 si propose di demolire la torre, ma per evitare delle spese il progetto fu accantonato. Un nuovo progetto di demolizione ci fu nel 1951, quando si stava costruendo il nuovo quartiere, ma la popolazione di ribellò, e così la torre rimase integra, benché priva di restauri, anzi usata come spartitraffico e inclusa davanti a un moderno palazzone. Lo stile del torrione lascia indubbiamente intendere che fu inizialmente stato come camera funebre nell'epoca imperiale romana, come dimostrano le torri-sepolcro di Corfinium - Peltuinum e di San Benedetto dei Marsi. Divenuto punto di controllo dell'acquedotto medievale, la torre fu restaurata nel 1564 e denominata "piramide per l'abbotto", e veniva così chiamata per la forma della base, tipica dei sepolcri romani, sopra cui fu aggiunta la torre medievale, tanto da misurare 13 metri di altezza. Il materiale è in opus caementicium, sormontato da due elementi verticali che rastremano, l'uno sovrapposto all'altro, entrambi a pianta romboidale. Alcuni frammenti presentano paramenti murari in laterizio, nelle pareti esposte a sud. Probabilmente in origine il Torrione era arricchito da architrave, fregio, cornice, abbellimenti tipici perduti nei secoli.

## Monumenti delle frazioni

### Chiese
Importantissime sono le chiese delle frazioni aquilane, poiché la storia delle più antiche, esistenti dal VI secolo d.C., mentre altre già dal XIII secolo, contribuirono alla creazione delle nuove parrocchie nel centro aquilano nel 1253, e poi nel 1265 con la nuova ricostruzione. Si parla delle chiese di Santa Giusta fuori le mura di Bazzano (per la parrocchia capoquartiere di Santa Giusta intus), di Santa Maria Assunta di Paganica (per la capoquartiere Santa Maria di Paganica), per quella di San Pietro e della Vergine delle Grazie in coppito per la chiesa di San Pietro a Coppito e via dicendo. Altre chiese sono state edificate in epoche più tarde il Medioevo, ma non mancano d'importanza, come il convento di San Giuliano.

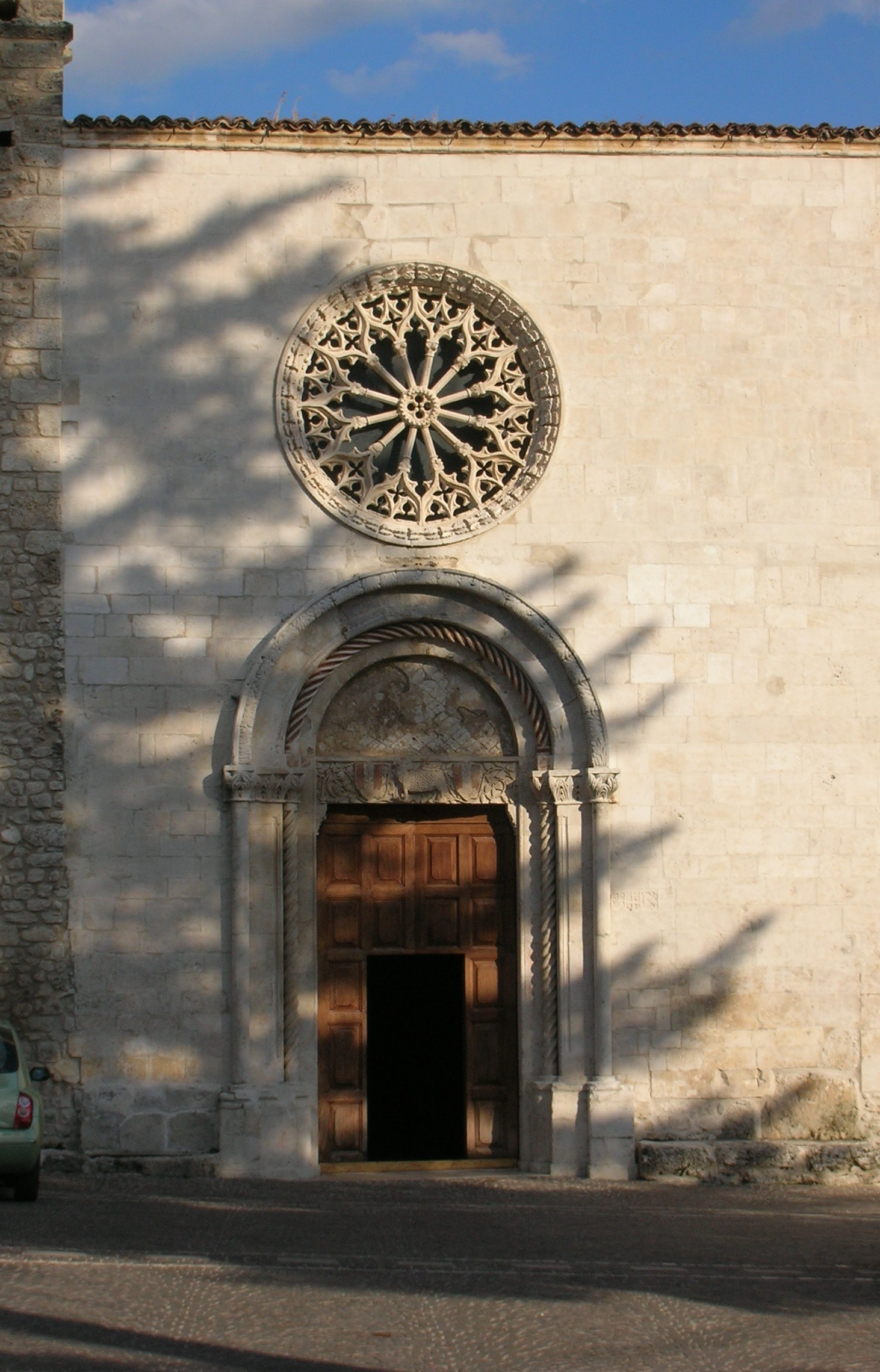
Facciata della chiesa di Santa Maria Assunta ad Assergi
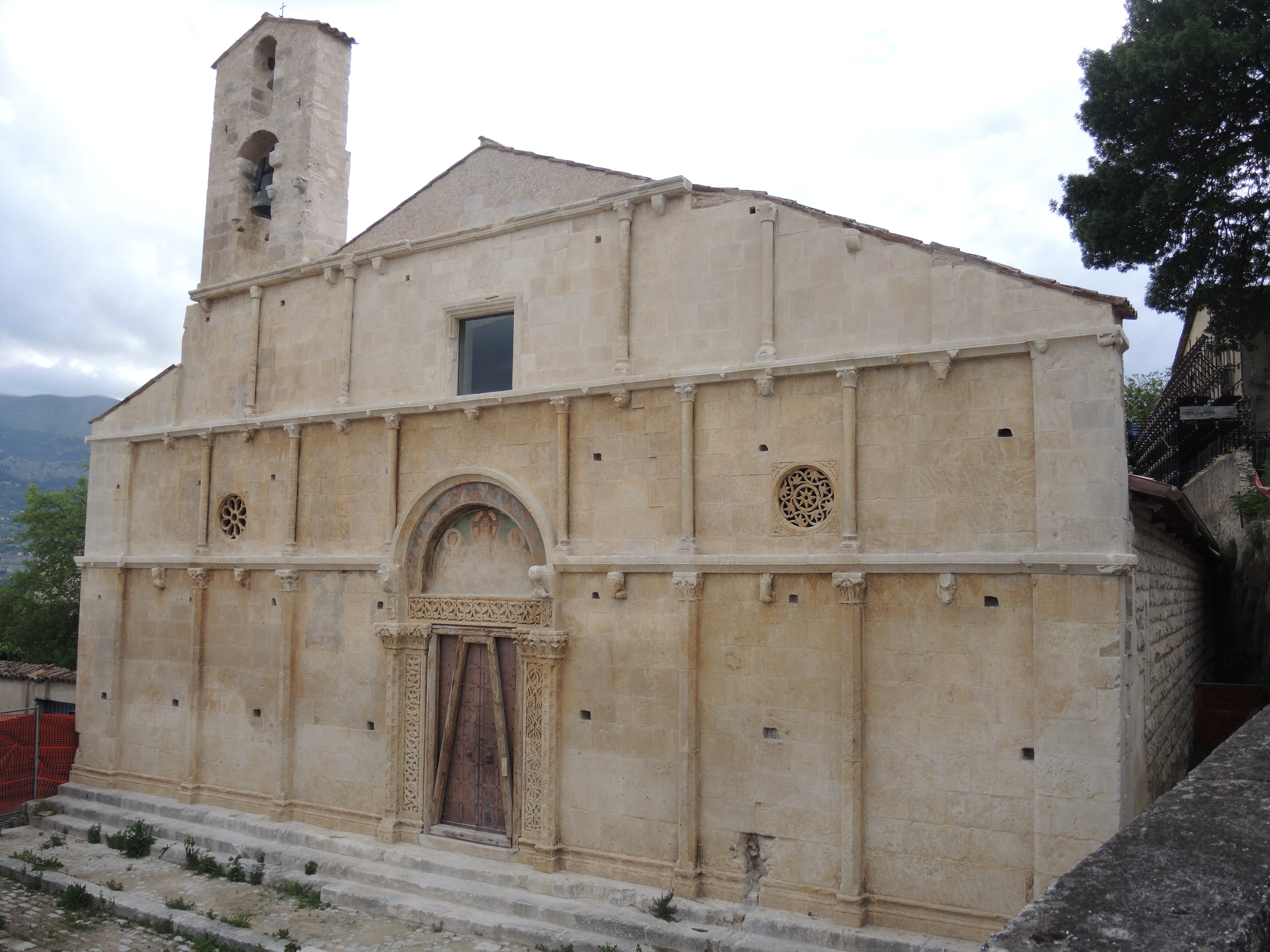
Chiesa di Santa Giusta fuori le mura a Bazzano
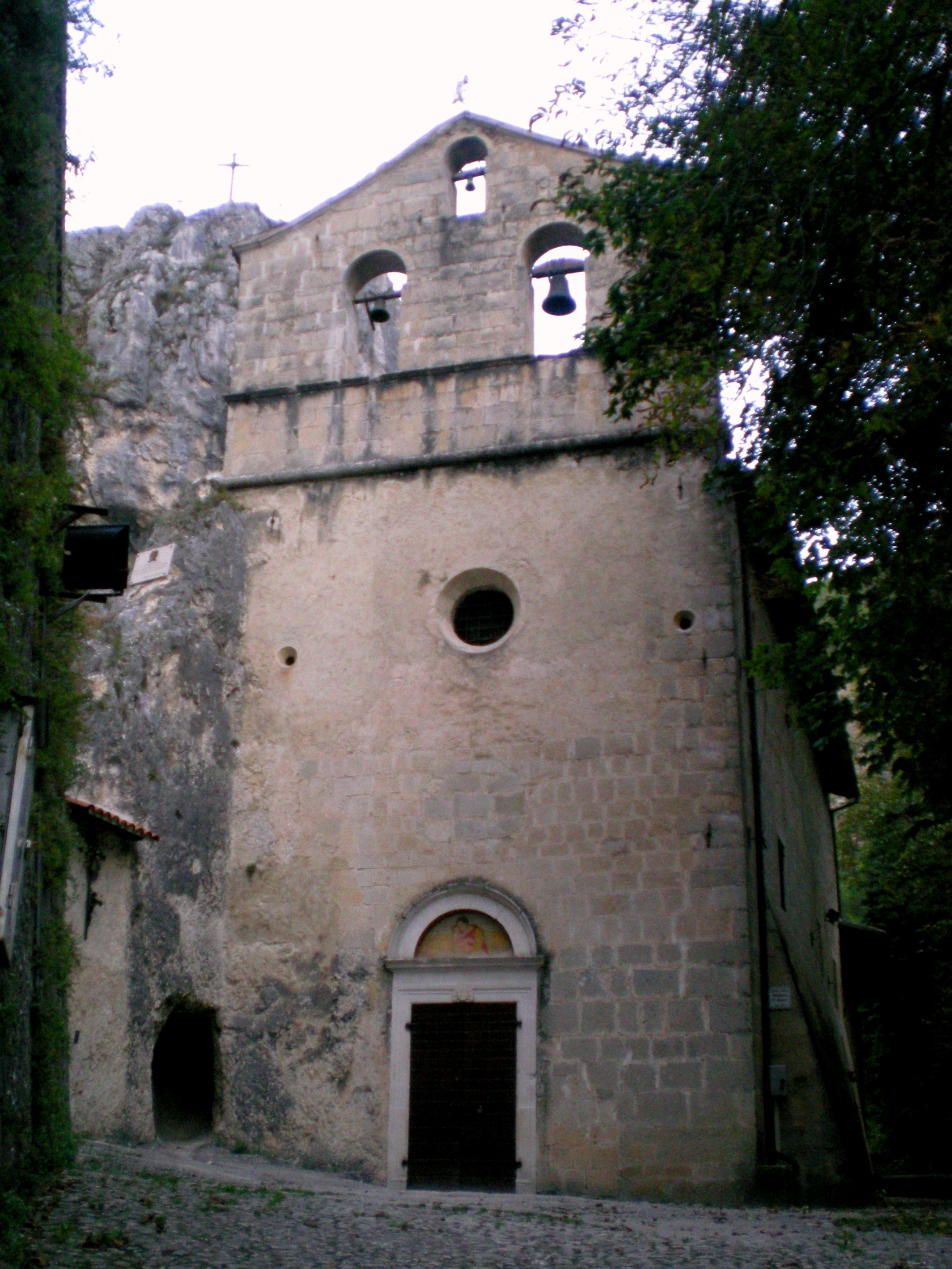
Santuario della Madonna d'Appari a Paganica
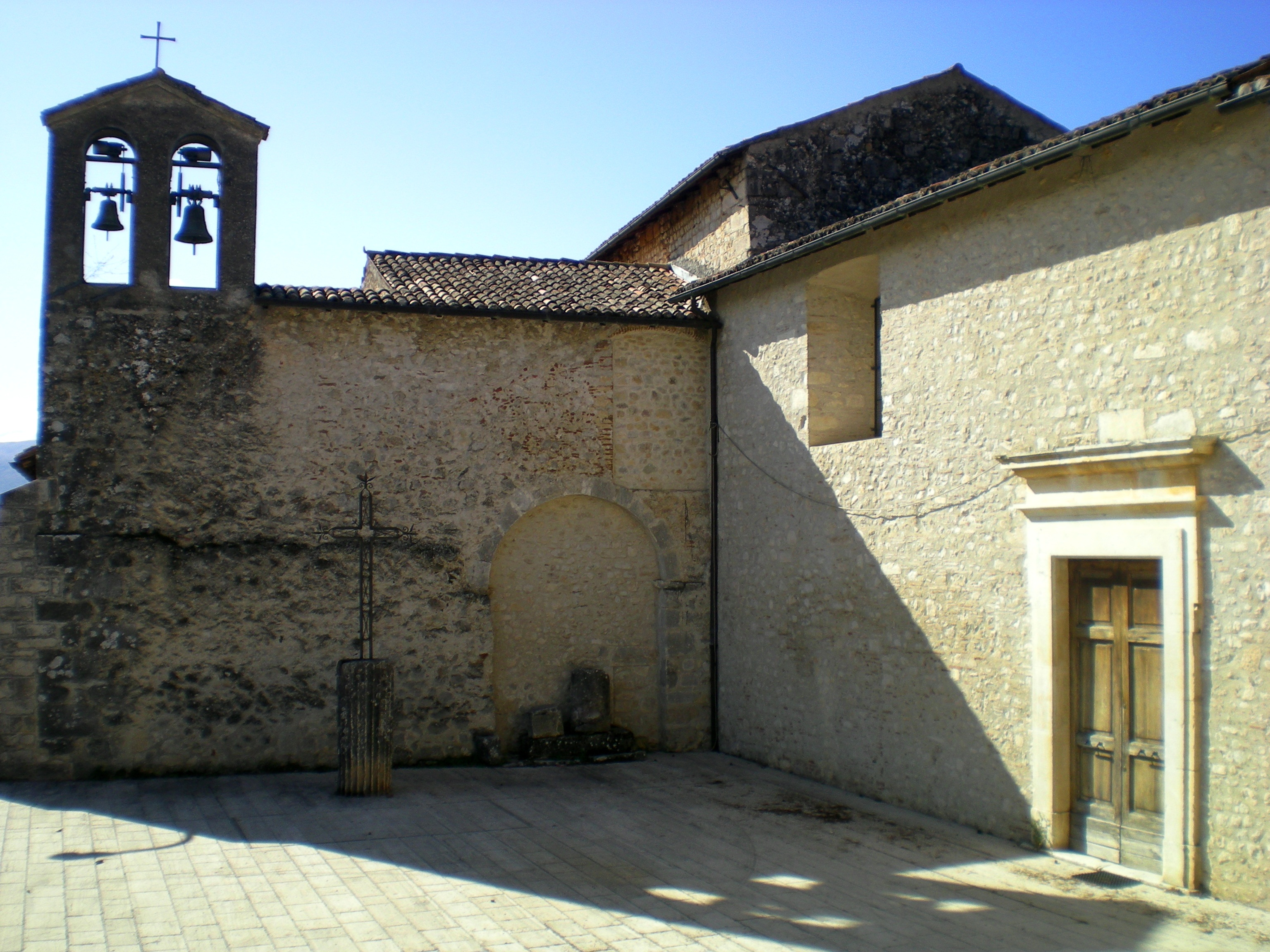
Chiesa di San Michele a San Vittorino
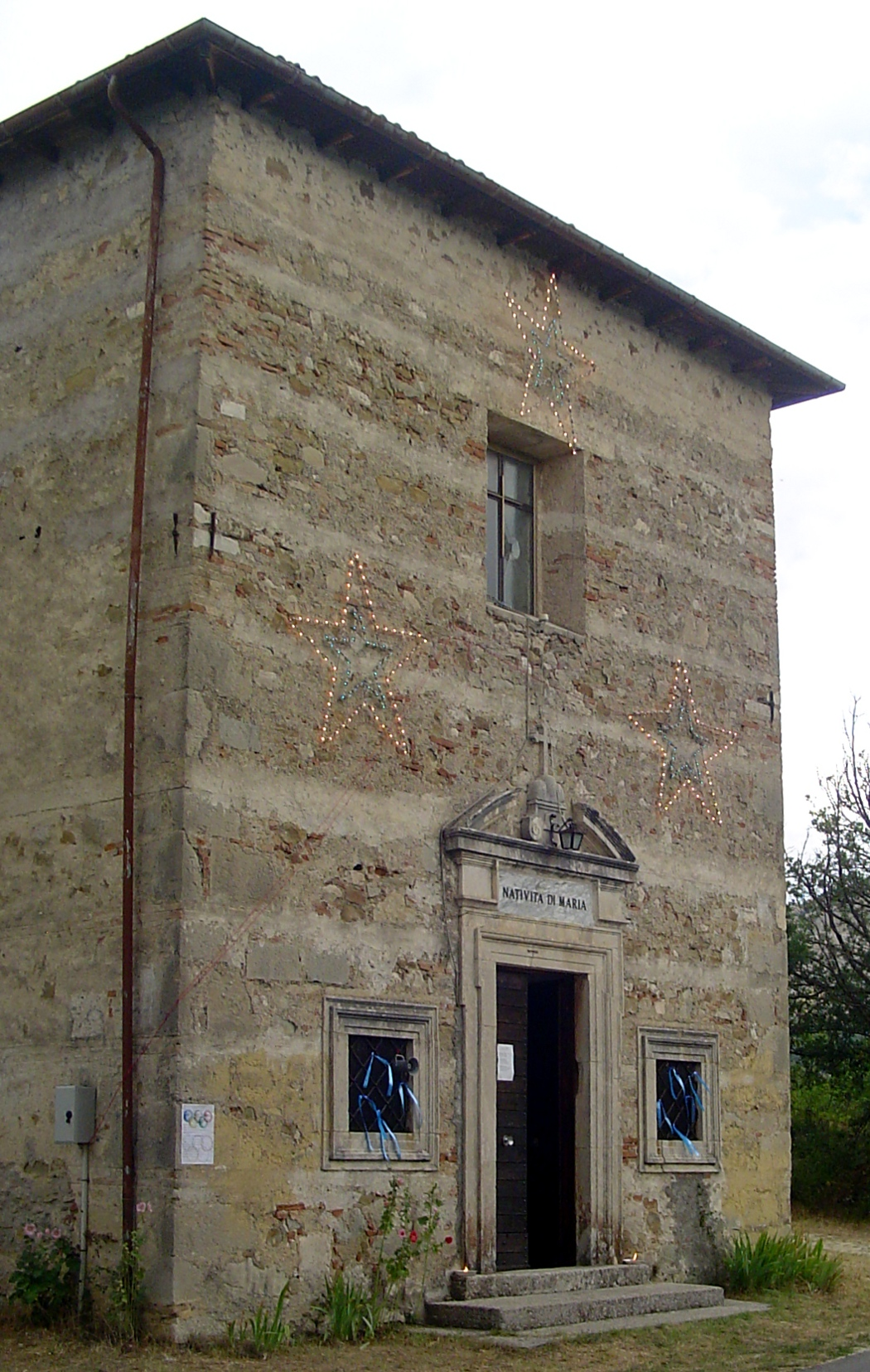
Chiesa della Madonna dei Ciccani a San Martino di Sassa
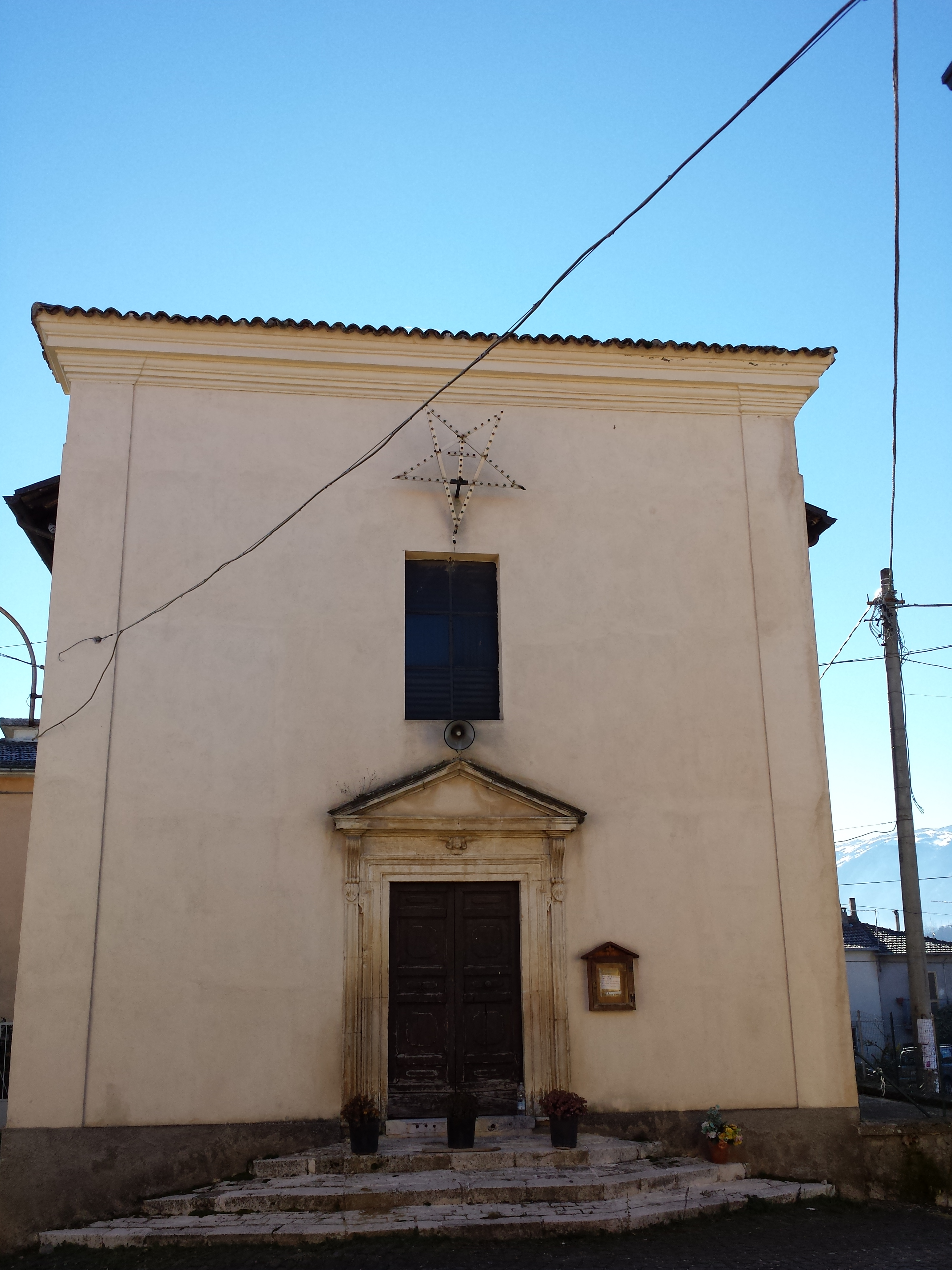
Chiesa di Santa Maria e Santi Filippo e Giacomo a Colle di Sassa
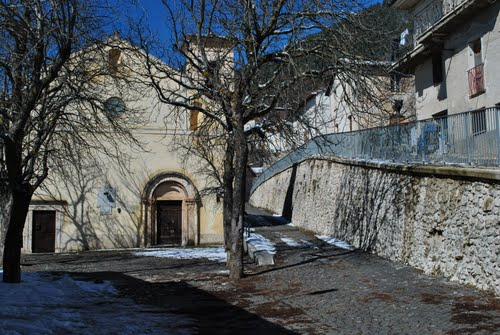
Chiesa della Maddalena ad Aragno

- Pettino: chiesa della Madonna delle Grazie (o Madonna di Pettino) - Parrocchia nuova di San Francesco d'Assisi
- Arischia: Collegiata di San Benedetto - Convento di San Nicola (oasi francescana)
- San Vittorino: Chiesa di San Michele, risalente all'VIII-XII secolo, e custodisce le spoglie di San Vittorino d'Amiterno.
- Collebrincioni: chiesa di San Silvestro - Santuario della Madonna Fore
- Aragno: chiesa di Santa Maria Maddalena - Chiesetta di Santa Barbara
- Camarda: chiesa parrocchiale di San Giovanni Battista - Chiesa di Santa Maria Valleverde - Chiesa di San Rocco
- Filetto di Camarda: Chiesa madre - Chiesa della Madonna delle Grazie - Abbazia dei Santi Crisante e Daria. Quest'ultima costituisce un esempio dei monasteri più antichi della conca aquilana, risalente all'XI secolo, con all'interno un prezioso ciclo di affreschi in stile pre-romanico.
- Vasto (Assergi): Chiesa della Madonna del Vasto
- Assergi: chiesa parrocchiale di Santa Maria Assunta (o San Franco) - Santuario di San Pietro della Ienca (o di San Giovanni Paolo II) - Eremo di San Clemente.
- San Giacomo Alto: chiesa parrocchiale di San Giacomo Apostolo - Ex convento di Sant'Onofrio (ruderi, sul colle omonimo). Quest'ultimo, con l'impianto ancora perfettamente leggibile, fu la prima sede dei Monaci Agostiniani aquilani, prima dell'edificazione nella seconda metà del XIII secolo dell'attuale complesso agostiniano dentro la città aquilana.

- Roio: Santuario della Madonna di Roio (Poggio) - Chiesa di San Marciano (Roio Piano, zona cimitero) - Chiesa dell'Annunziata (Roio Colle) - Chiesa di Santa Maria (Pianola) - Chiesa di Santa Scolastica (contrada Santa Rufina)
- Collefracido: chiesa di Sant'Eugenia
- Sant'Elia: chiesa di San Lorenzo (restaurata corposamente dopo il 2009)
- Bagno: Parrocchia di Santa Maria (Bagno Grande, nuova chiesa costruita fuori dal paese) - Chiesa di San Raniero (Civita di Bagno, annessa all'antica cattedrale di San Massimo d'Aveia di Forcona, dell'VIII secolo) - Chiesa di San Benedetto e della Madonna delle Grazie (San Benedetto di Bagno) - Chiesa di Santa Maria Assunta (Bagno Piccolo) - Chiesa di San Michele (Sant'Angelo di Bagno) - Chiesetta della Madonna delle Canali (Bagno Grande)
- Paganica: chiesa parrocchiale di Santa Maria Assunta - Chiesa della Concezione - Chiesa di Santa Maria del Presepe o del Castello - Santuario della Madonna d'Appari - Chiesa di San Giustino (zona cimitero) - Chiesa di Sant'Antonio - Monastero di Santa Chiara (dove fino al 2009 erano custodite le spoglie della beata Antonia)
- Pescomaggiore: chiesa madre di San Martino - Chiesetta del Castello
- Onna: chiesa di San Pietro
- Monticchio: chiesa di San Nicola di Bari
- Bazzano: chiesa di Santa Giusta fuori le mura (sulla costa del colle del centro antico)
- San Gregorio: chiesa di San Gregorio (del XVIII secolo, distrutta quasi del tutto nel 2009 e ricostruita nel 2015 nel progetto originale)
- Tempèra: chiesa della Madonna del Rosario (danneggiata seriamente nel 2009)
- Gignano (a est del cimitero): chiesa di Santa Maria Assunta (del XVIII secolo probabilmente, completamente ricostruita dopo il 2009)
- Preturo: chiesa parrocchiale di San Pietro - Chiesa di San Marco Evangelista (San Marco Preturo) - Chiesa di San Donato (Forcella di Preturo)
- Civitatomassa: chiesa di San Giovanni
- Coppito: Chiesa della Madonna della Neve sul Vetoio - Ruderi della chiesa della Madonna delle Grazie - Chiesa di San Pietro o della Madonna delle Grazie; importante chiesa campestre in stile romanico, con il portale decorato da motivi a tralci vegetali, e interno adorno di affreschi rinascimentali, nonostante le manomissioni settecentesche.
- Sassa: chiesa parrocchiale di Santa Giusta - Chiesa di Santa Maria della Strada (Madonna della Strada) Chiesa di Sant'Antonio (Colle Sassa) - Chiesa di San Bernardino e chiesetta di San Rocco (Pagliare di Sassa) - Chiesa di Santa Maria, San Filippo e San Giacomo (Pagliare) - Chiesa dell'Assunta (Poggio Santa Maria) - Chiesa della Natività (Collemare) - Chiesa della Madonna dei Ciccagni (San Martino)
- Menzano - chiesa di Santa Margherita
- Casaline: chiesa di Santa Maria degli Angeli
- Teora - San Sabino: chiesa di San Nicola - Chiesa di San Sabino
- Colli: chiesa di San Martino
- Cansatessa (zona moderna di Pettino): chiesa provvisoria di San Giovanni da Capestrano (2010)

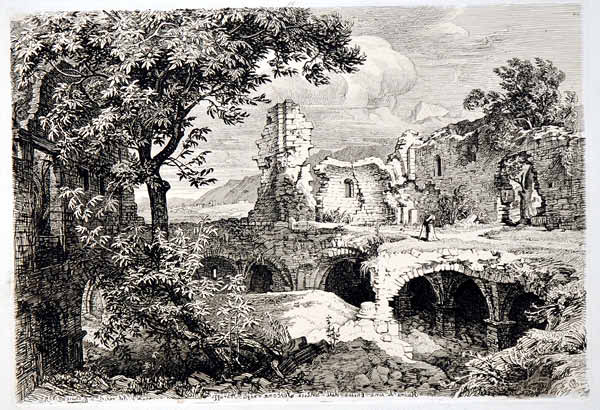
Illustrazione di Georg Heinrich Busse delle rovine della storica cattedrale di San Massimo a Forcona
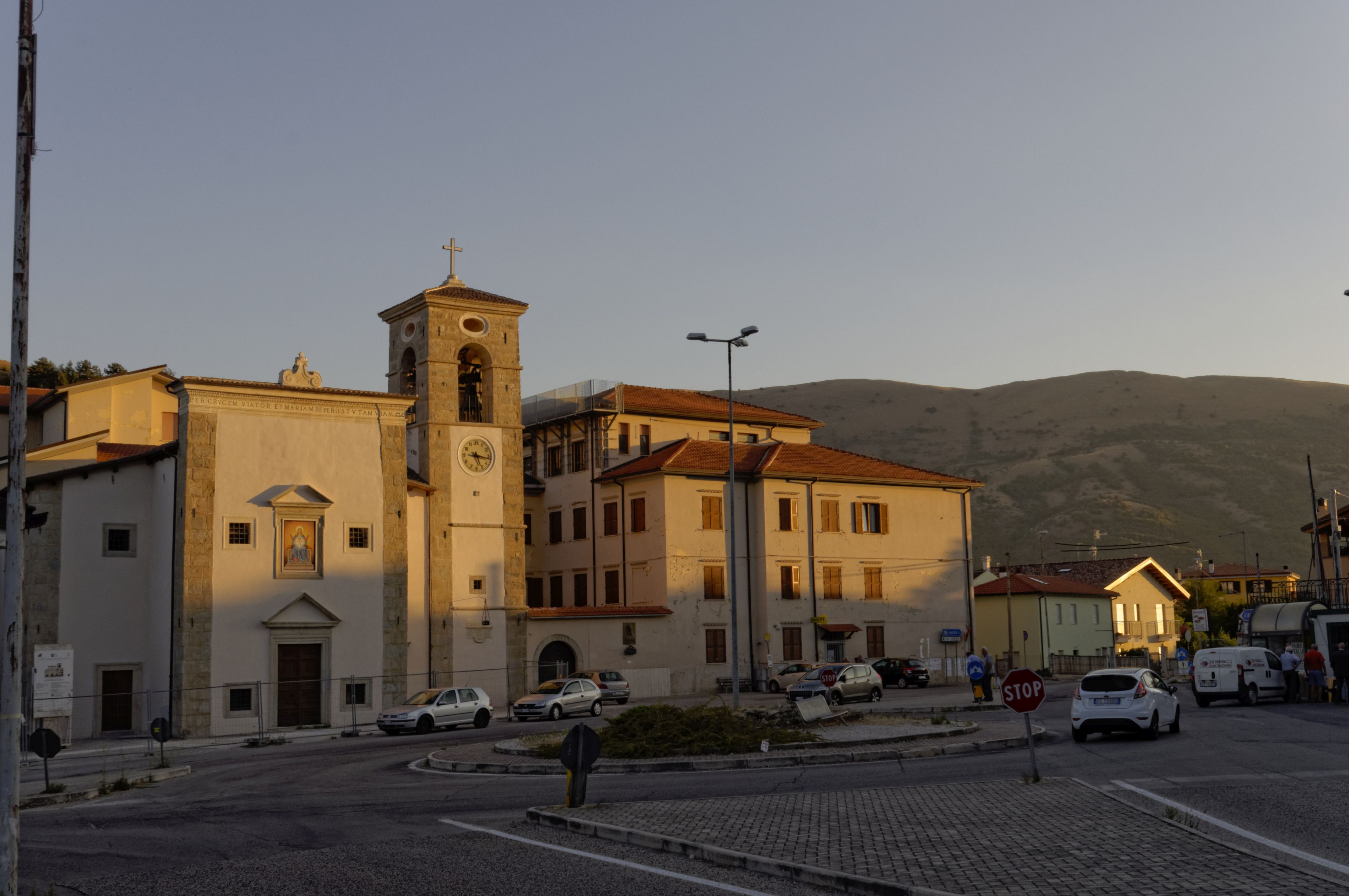
Santuario della Madonna di Roio
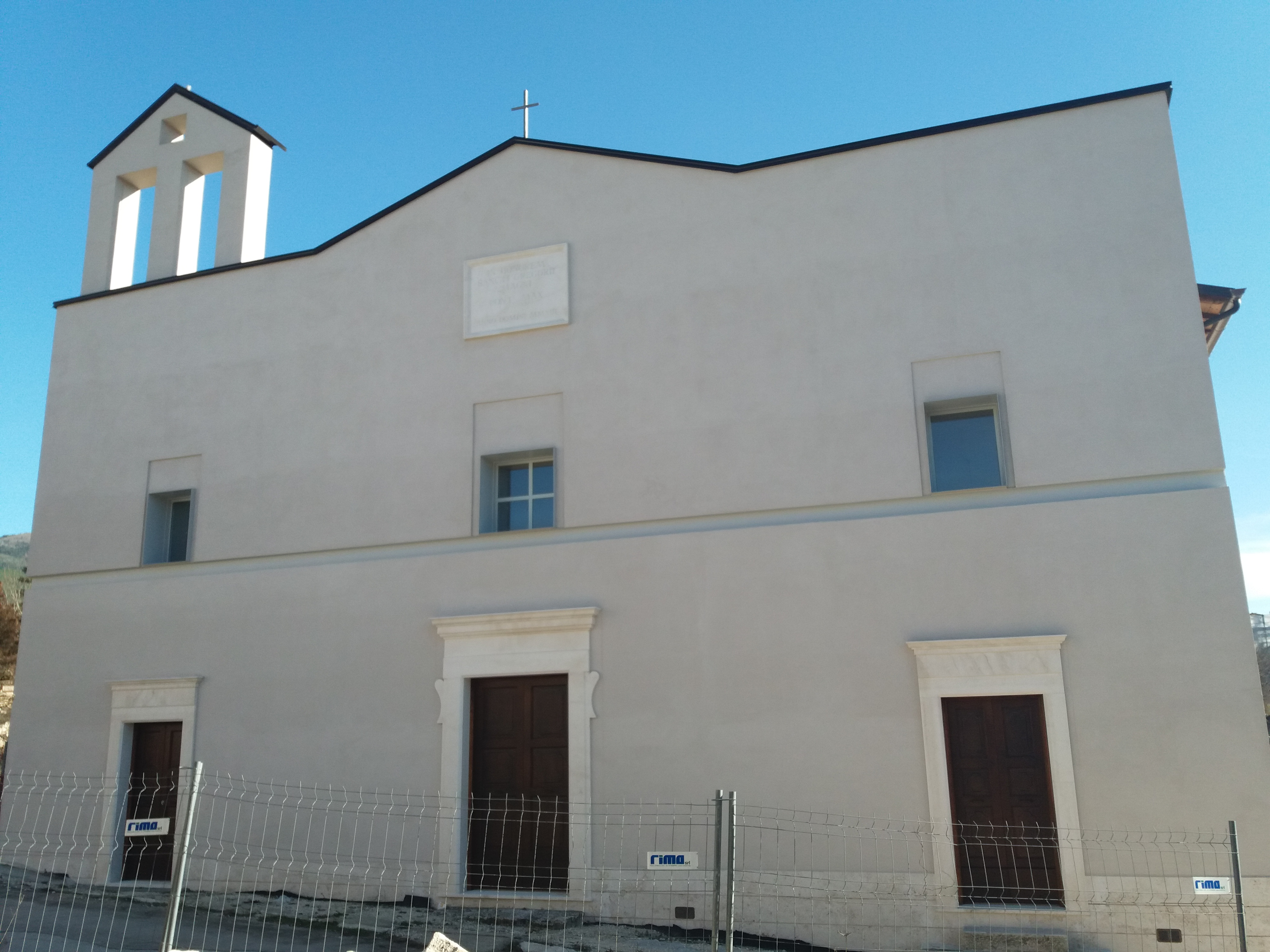
Chiesa di San Gregorio nella contrada omonima, ricostruita nel 2015 dopo il 2009
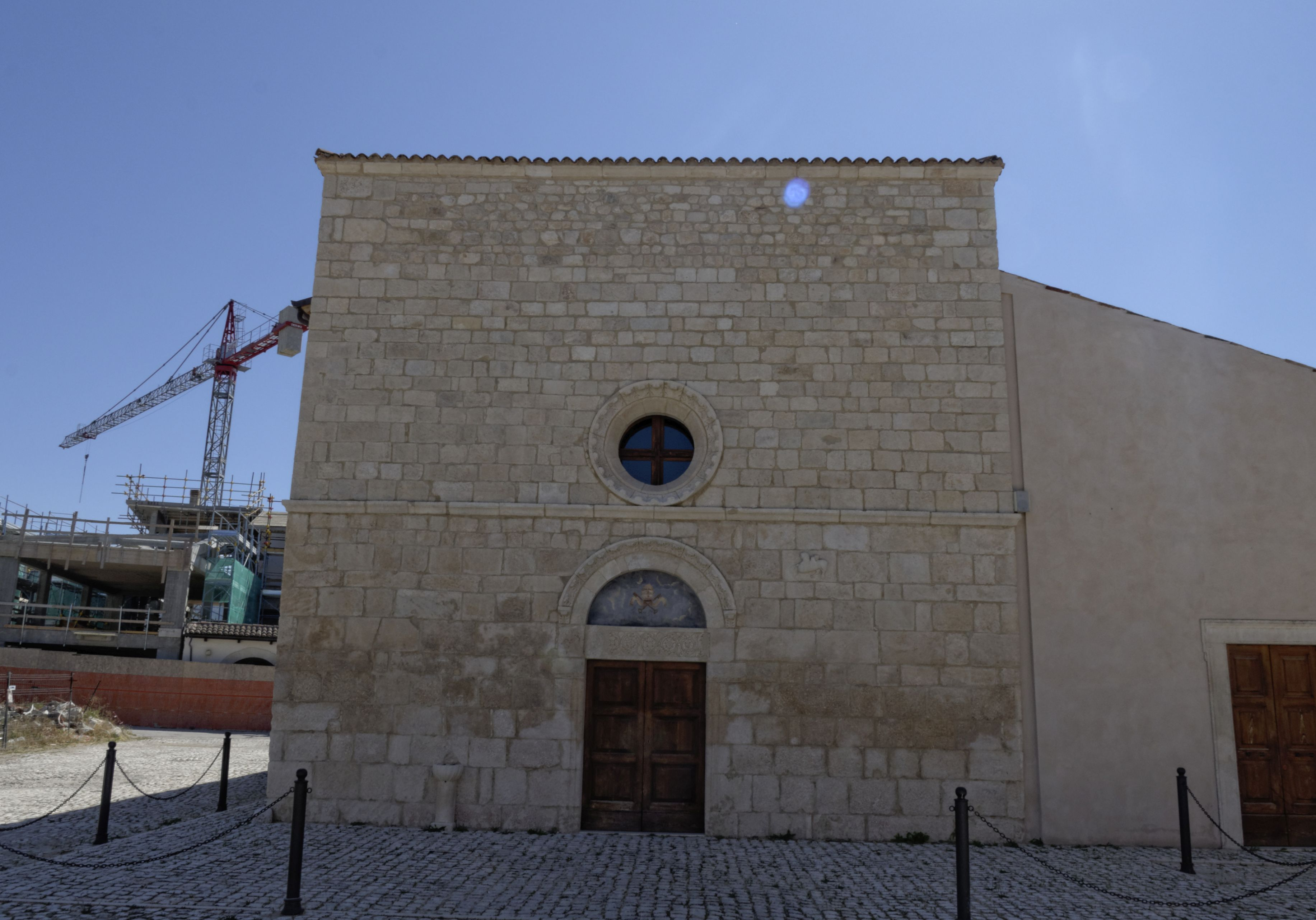
La chiesa di San Pietro di Onna, ricostruita nel 2017
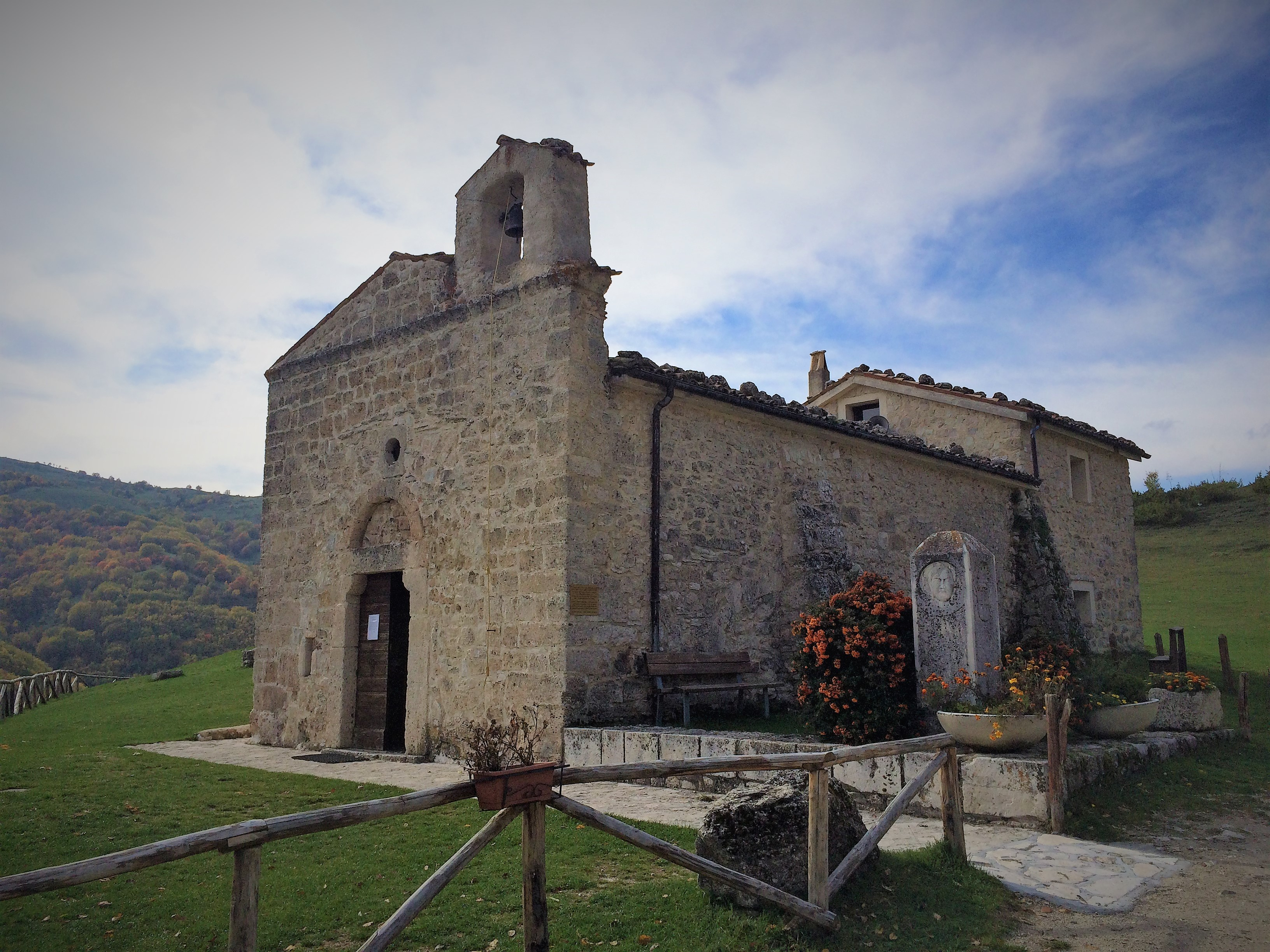
Chiesa di San Pietro della Ienca nei pressi di Assergi

### Palazzi e altro

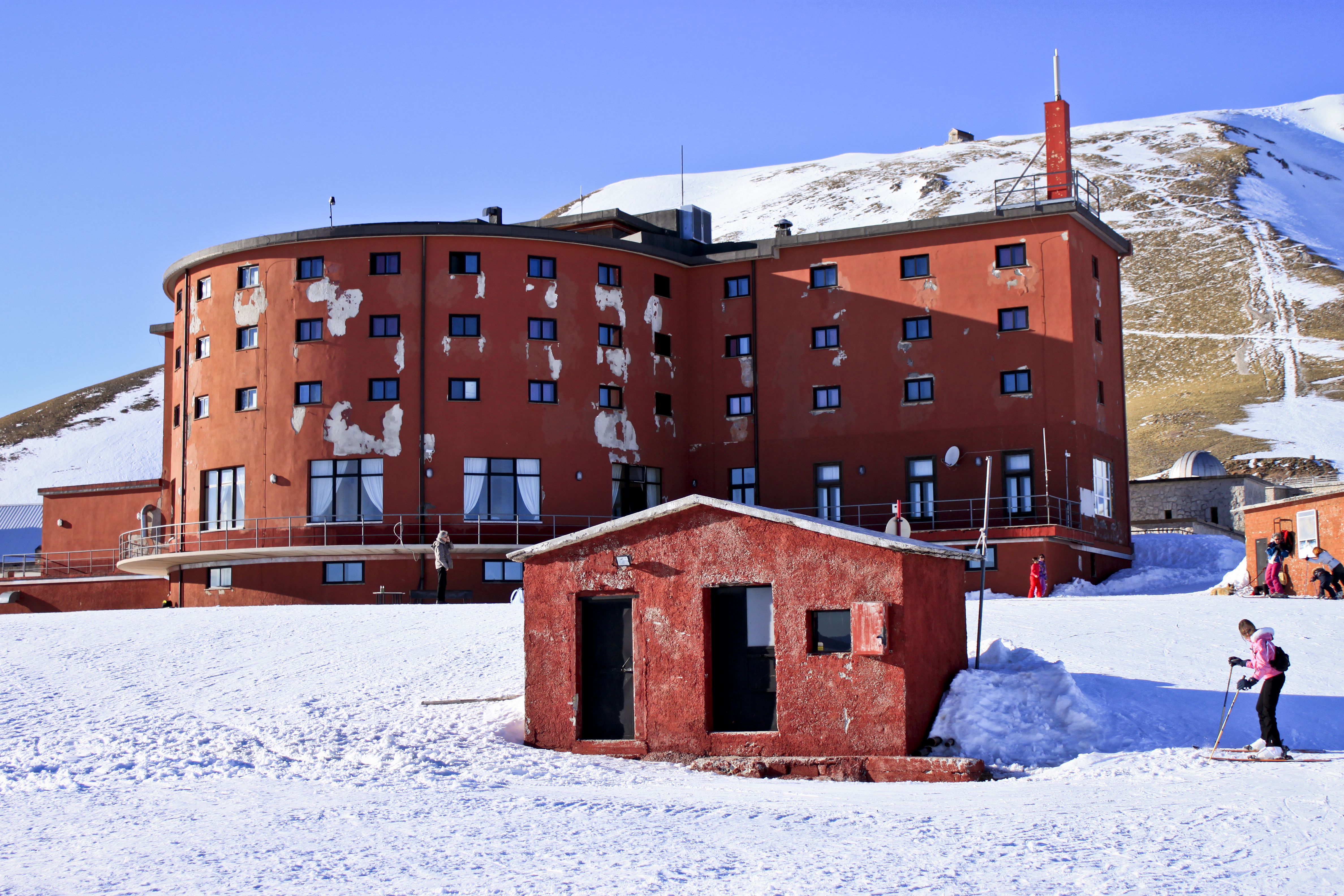
Hotel Campo Imperatore

- Paganica: Palazzo Ducale - Casa gotica - Villa Dragonetti
- Castello dei Duchi Rivera: periferia dell'Aquila, zona San Sisto
- Roio: Palazzo-masseria Palitti
- Assergi: Hotel Campo Imperatore
- Arischia: Palazzo civico
- Collebrincioni: Palazzo civico - Fontana trecentesca

## Monumenti scomparsi
Nel corso dei secoli, specialmente con il terremoto del 1703, molti edifici aquilani sono scomparsi, oppure furono demoliti nel corso dell'Ottocento e del Novecento, come quelli che sono qui elencati, dato che si tratta di perdite più recenti. Nelle mappe storiche della città, come in quelle di Fonticulano e del Vandi sono ancora rintracciabili alcuni punti dove determinate chiese, palazzi, cascine esistevano ancora, per poter tracciare una storia dei vari monumenti oggi perduti. In una pianta del Seicento ad esempio nella zona di Campo di Pile era ben visibile la monumentale Cascina edificata da Margherita d'Austria per dare nuova linfa al commercio delle arti e della lana aquilana nel corso del XVI secolo, e che fu perduta dopo il 1703.
Lista parziale:
- Chiesa di Santa Barbara: si trovava nel quartiere omonimo, nei pressi della parrocchia di San Sisto. La chiesa oggi non esiste più, se non alcuni elementi che sono stati traslati in altri luoghi. In origine era nota come Santa Maria della Pietà, munita di due ingressi, il primo maggiore e l'altro posto al piano nobile, usato dal castellano Zunica. La scalinata monumentale è stata traslata nel Museo Nazionale d'Abruzzo, decorata in stile seicentesco per volere di Baldassarre Zuniga, governatore del fortilizio Castello Rivera dal 1606 al 1630. Sulle pareti laterali sono ancora visibili le pitture a "tromp d'oeil" con ornamento floreali, zoomorfi, e lo stemma gentilizio. La chiesa poi prese il nome di Santa Barbara perché affidata a quella compagnia, e venne decorata dopo il 1703 con numerosi arredi lignei. Oggi è possibile ammirare solo la nicchia presbiteriale, con il grande camino, spostato nella sala del primo piano del castello.

- Chiesa di Santa Maria del Guasto: si trovava nel rione Santa Maria, presso il locale del Guasto-Genca, in piazza Giulio Natali. La chiesa era dedicata anche a San Leonardo, fu fondata dai castellani del Guasto di Assergi, a pianta rettangolare, con navata unica. La facciata è l'unica superstite perché dopo la demolizione degli anni 1930 fu rimontata nella chiesetta degli Angeli presso Porta Napoli. La chiesa antica aveva anche un campanile laterale in cima alla facciata, spezzata in due da cornice, con un bel portale romanico strombato e da un rosone a raggiera.

- Chiesa dei Santi Martino e Giustino: fu demolita nel 1928 ca. per creare l'attuale Piazza Chiarino, nel centro storico. Fu fondata dai castellani di San Giustino di Paganica nel XIII secolo, era la prima parrocchia del rione, prima della costruzione nel 1308 della nuova chiesa di Santa Maria Paganica, ed aveva un impianto rettangolare con la facciata scarsamente decorata, mentre il portale laterale strombato era d'epoca romanica. Il campanile era a vela.

- Chiesa di San Nicola d'Anza: si trovava nel quartiere San Pietro, nella via omonima. Il feudo di San Sisto, dove la chiesa si trovava, era popolato già dal IX secolo, insieme a "Santanza", il cui castello contribuì alla fondazione della città. La chiesa fu demolita nei primi anni 1920, e di essa resta il portale prezioso, con pilastrini e colonne tortili in capitelli di foglie d'acanto, e con leoni stilofori sulle colonnine frontali, rimontato nella chiesa di Santa Maria extra moenia di Antrodoco. L'architrave presenta decori di due tralci di vite nascenti dalla bocca di un animale e sviluppati in deformi giravolte fra pampini e uccelli terminanti al centro di un Agnello crucifero di modeste dimensioni. Dagli affreschi recuperati, la chiesa ne doveva essere piena, commissionati da Michele Battista di Cascina, e rappresentavano le scene della Madonna in trono con Bambino tra San Sebastiano, Santa Restituta e San Francesco d'Assisi; Annunciazione, poi la Madonna col Bambino tra San Sisto e San Gregorio Magno.

- Chiesa di San Benedetto d'Arischia: si trovava presso Porta Barete nell'attuale via Duca degli Abruzzi, fondata dai castellani di Arischia il cui duplicato era la Collegiata benedettina fondata da Sant'Equizio. La chiesa, demolita negli anni 1920, aveva un aspetto barocco, frutto della ricostruzione post-1703, con un grande portale centrale a timpano curvilineo spezzato, e cornice marcapiano. L'interno a navata unica presentava i tipici fregi e stucchi barocchi.

- Ex chiesa capoquartiere di San Giovanni di Lucoli: posta originalmente all'incrocio di via XX Settembre con via Persichetti, fu fondata dai castellani di Lucoli, con fondi provenienti dall'abbazia di San Giovanni Battista, da cui il nome, ed era la chiesa capoquartiere del rione San Giovanni, oggi San Marciano. Fu scelta come residenza dell'abate Giovan Battista Gaglioffi, esponente dell'omonima famiglia e vescovo della città dal 1488 al 1491, determinando il distacco di questa parrocchia dai paesani di Lucoli. Tuttavia dato che la chiesa era decentrata nel quartiere, presto il titolo di parrocchia passò alla chiesa di San Marciano fondata dai castellani di Roio. Dopo il terremoto del 1703 la chiesa dovette essere ridotta talmente male che si decise lo spostamento della parrocchia nella chiesa dei Santi Marciano e Nicandro più dentro le mura, oggi attuale sede della parrocchia capoquartiere. Ridotta in rovina, la chiesa di San Giovanni fu demolita nell'Ottocento, non prima che il suo bel portale romanico fosse traslato nella facciata della chiesa di San Francesco di Paola.

- Archi Santa Chiara: si trovavano in via Cesura, collegavano il monastero delle Clarisse della santissima Eucaristia al convento di palazzo Gaglioffi, ed erano tre grandi archi in pietra ogivali del XV secolo, che caratterizzavano il tessuto medievale aquilano. Furono inspiegabilmente demoliti nel 1911.

- Palazzo Ciccozzi: storico palazzo settecentesco situato presso Piazza Duomo al termine del corso Vittorio Emanuele. Aveva pianta rettangolare con doppio ordine di finestre architravate da timpani alternati, triangolari e curvi. Fu demolito negli anni 1920-30 per la costruzione del nuovo Palazzo dei Portici, in stile pseudo-classico, realizzato durante il periodo dei grandi interventi d'urbanistica, che stravolsero il corso Federico II con grandi palazzi monumentali, tra i quali Palazzo Banca d'Italia, mentre al corso Vittorio Emanuele furono creati il Palazzo Federico, il Palazzo della Cassa di Risparmio, mentre nella seconda metà dell'Ottocento presso il convento dei Francescani già erano stati ricavati il Convitto Nazionale e la Camera di Commercio.

### Altri monumenti distrutti
Giardini di Momoloerano in viale Nizza, vi sorge un edificio in stile razionalista.
Porta Paganicain viale Ovidio, faceva parte delle mura medievali, con tratto collegato alla chiesetta del Crocifisso al castello spagnolo, mediante la torre campanaria. Dopo il sisma dl 1703 fu ricostruita in forme minori, con due stipiti di accesso a mo'di ingresso monumentale, e demolita negli anni '30.
Case popolari di via Duca degli Abruzzidemolite per costruire l'hotel omonimo, distrutto dal terremoto del 2009. Le case erano semplici e basse.
Case del Vicolacciostrada popolare con abitazioni povere e basse, sventrata nel 1941 per allargare la strada di via Sallustio. Fu demolita anche una parte del convento delle Monache della santissima Eucaristia, per erigere il palazzo conventuale moderno.

## Siti archeologici

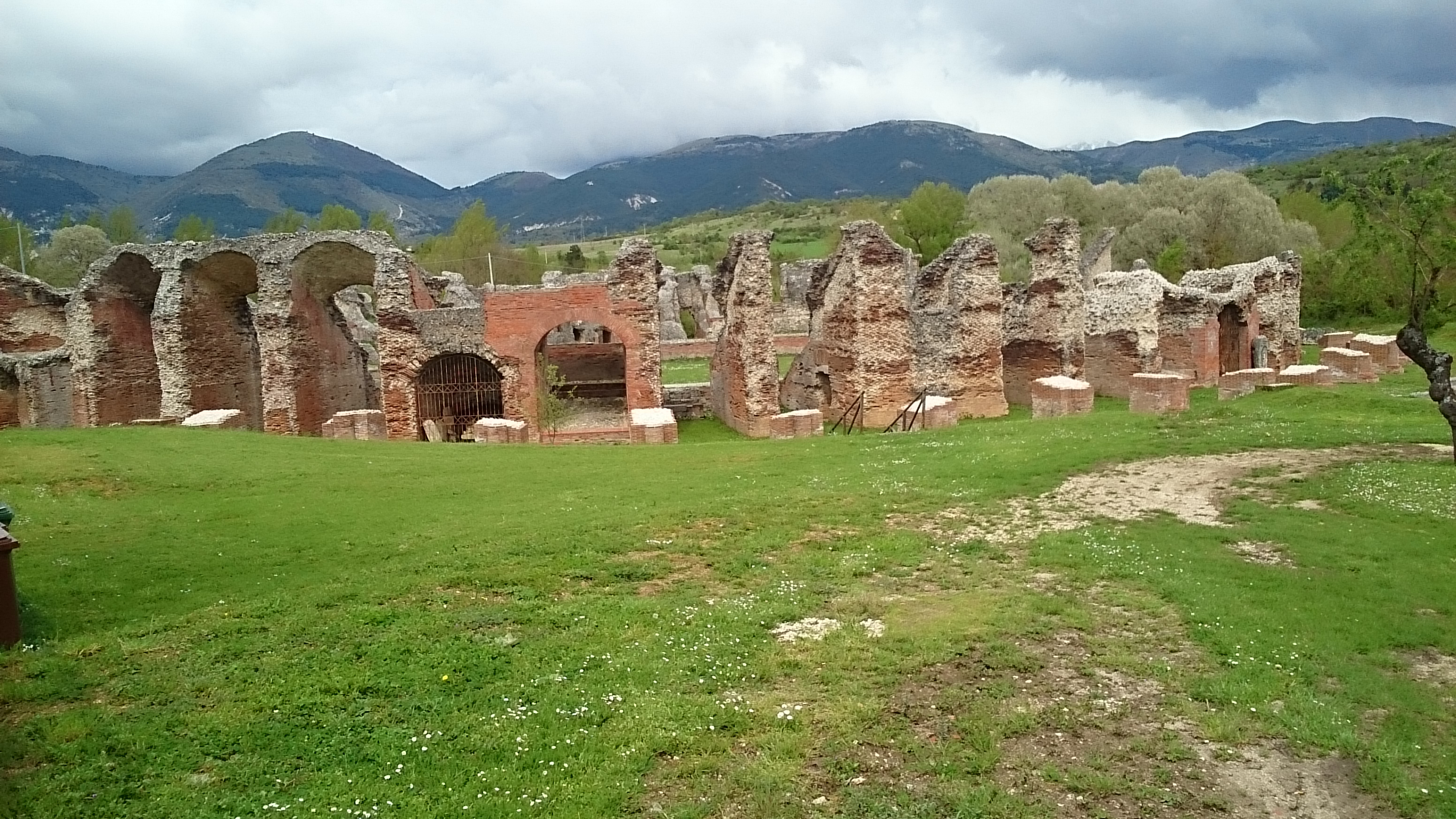
Anfiteatro di Amiternum

- Amiternum: primo nucleo abitativo dell'Aquila, fondato dai Sabini presso la zona di San Vittorino, e colonizzato dai romani nel I secolo a.C.. Diede i natali, forse, al console Appio Claudio Cieco e sicuramente allo storico Gaio Sallustio Crispo. Del sito, abitato sino all'VIII secolo d.C., rimangono l'imponente anfiteatro romano di Amiternum, il teatro romano di Amiternum e la caserma dei gladiatori, a fianco l'anfiteatro.
- Forcona: seconda città aquilana pre-medievale, fondata dai Vestini nel versante orientale di Bagno. Anche questa cittadina fu abitata sino ai primi secoli del Medioevo, poiché condivise la prima sede diocesana della città con Amiternum, fino allo spostamento della sede vescovile nella neonata città dell'Aquila nel 1257. Della città rimangono le terme, insieme alla proto-cattedrale di San Massimo, i cui cospicui resti si trovano presso la chiesa di San Raniero.
- Necropoli di Bazzano: si trova presso il nucleo industriale, tanto che essendo minacciata dall'espansione economica, i resti sono stati traslati nel Museo Nazionale d'Abruzzo.
- Necropoli di Fossa: importante zona funeraria esistente sin dal Neolitico, posta sulla piana del comune, in origine antico municipium romano di Aveia.

## Monumenti del circondario aquilano

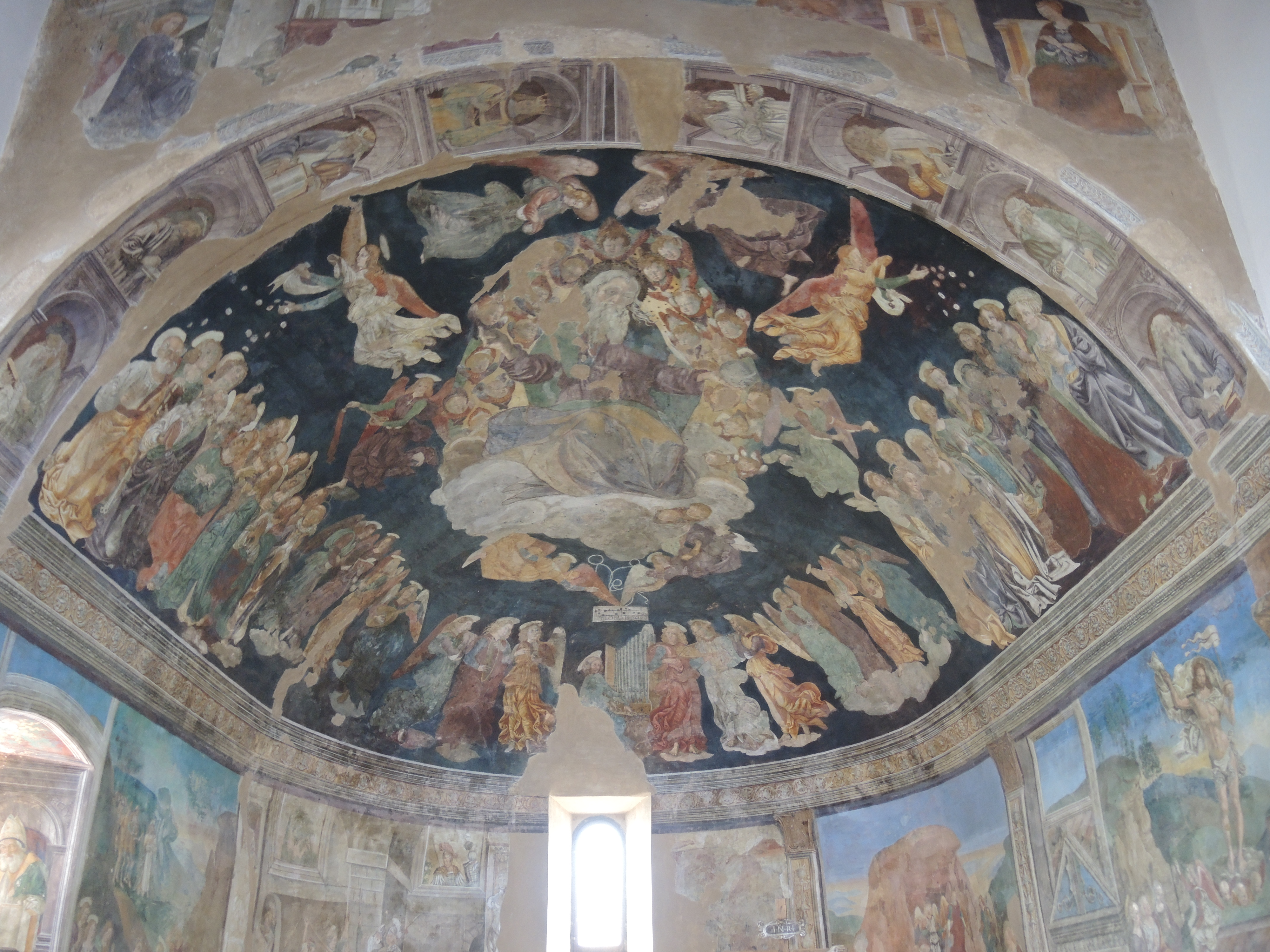
Affreschi di Saturnino Gatti nella chiesa di San Panfilo a Tornimparte

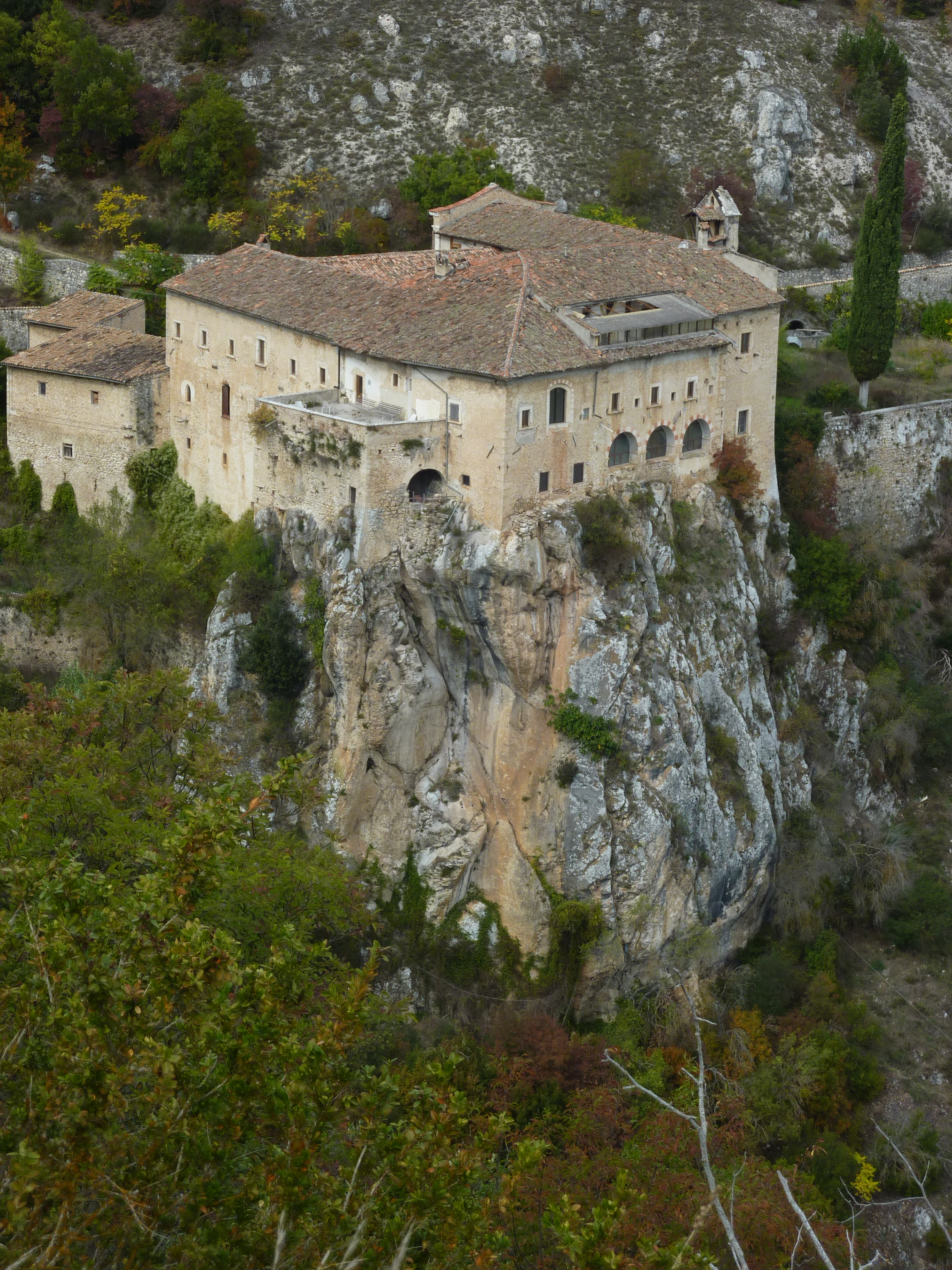
Convento di Sant'Angelo d'Ocre

La lista contiene i monumenti principali (chiese, palazzi, fontane, castelli) dei comuni del circondario della conca aquilana.
- Poggio Picenze: Chiesa di San Felice - Castello cilindrico - Fontana San Rocco
- Barisciano: chiesa madre di San Flaviano - Chiesa della Santissima Trinità - Convento di Santa Maria in Valleverde - Castello di Barisciano - Ex convento di San Colombo - Palazzo rinascimentale La Loggia
- Petogna - Picenze: chiesa di San Martino - Chiesa di Santa Maria extra moenia - Torre di controllo - Chiesa ottagonale della Madonna della Consolazione
- Pizzoli: parrocchia di Santo Stefano - Chiesa di Santo Stefano del Monte - Chiesa di San Lorenzo a Marruci (prima sede delle reliquie di Sant'Equizio, oggi nella chiesa dei Gesuiti dell'Aquila) - Castello Dragonetti-De Torres - Cappella di Santa Croce al Monte
- Barete: parrocchia dei Santi Paolo e Vito - Chiesa longobarda di San Paolo Apostolo - Chiesa di Sant'Eusanio
- Tornimparte: Chiesa madre di San Panfilo, con importanti affreschi rinascimentali di Saturnino Gatti - Chiesa di San Pietro a Villagrande - Chiesa di San Gregorio a Foce di Tornimparte - Chiesa di San Vito a Colle San Vito - Chiesa della Madonna della Neve a Barano - Chiesa di San Nicola di Bari a San Nicola di Tornimparte - Chiesa di San Tommaso a Piedi La Costa - Chiesa della Madonna delle Grazie e Chiesa romanica di Santo Stefano Martire presso Rocca santo Stefano.
- Lucoli: parrocchia di San Sebastiano a Collimento - Chiesa di San Menna - Chiesa di Santa Croce - Chiesa di Sant'Andrea - Chiesa della Natività di Maria a Collemare - Chiesa di San Lorenzo a Colle di Lucoli - Chiesa del Buonconsiglio al Colle - Abbazia di San Giovanni Battista - Chiesa di San Michele a Lucoli Alto
- Ocre: parrocchia di San Giacomo Maggiore (San Felice d'Ocre) - Chiesa di San Martino - Convento di Sant'Angelo - Castello di Ocre - Monastero di Santo Spirito - Chiesa di San Panfilo - Chiesa della Madonna della Raccomandata
- Fossa: chiesa di Santa Maria Assunta - Castello di Fossa - Chiesa di Santa Maria ad Cryptas, con importantissimi affreschi duecenteschi - Grotta sacra del Beato Placido di Roio - Necropoli di Fossa
- Sant'Eusanio Forconese: Basilica di Sant'Eusanio Martire - Chiesa di Santa Maria del Castello - Castello di Sant'Eusanio Forconese - Palazzo Barberini - Chiesa di San Giovanni a Casentino
- San Demetrio ne' Vestini': Palazzo Cappelli dei Padri Rogazionisti - Chiesa madre della Madonna dei Raccomandati - Chiesa di San Demetrio - Teatro Nobelperlapace
- Villa Sant'Angelo: parrocchia della Madonna delle Grazie - Chiesa romanica di San Michele Arcangelo - Chiesa di Sant'Agata in Tussillo

## Parchi e natura

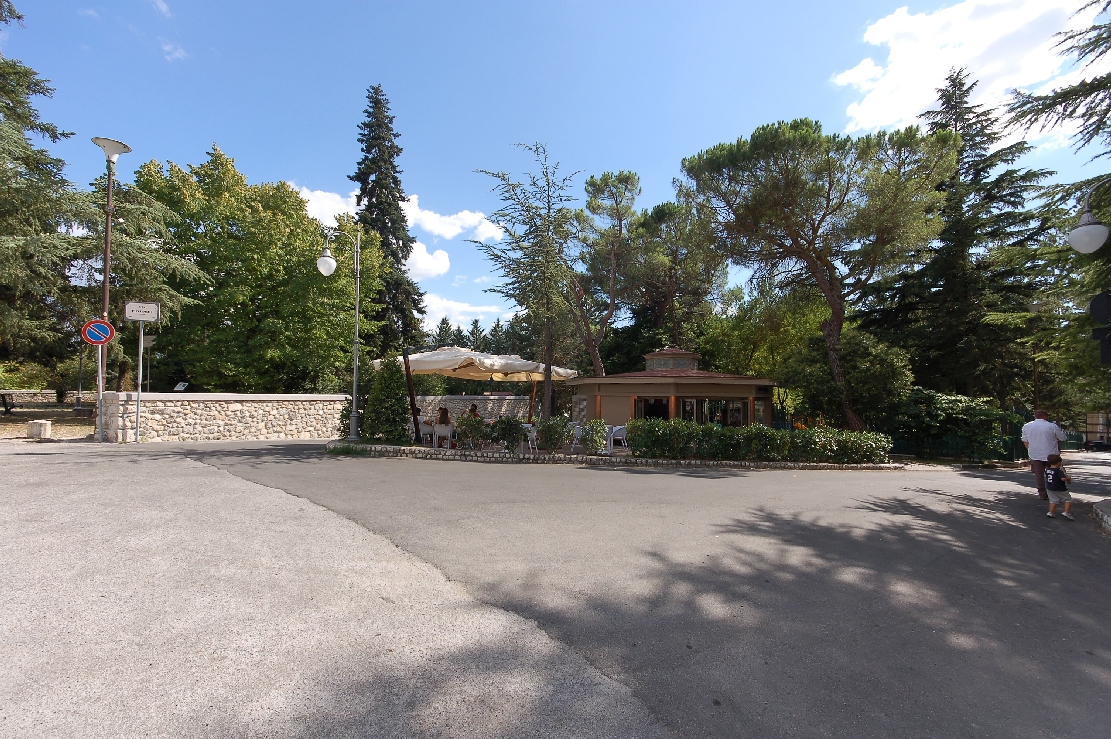
Parco del Castello

- Parco Nazionale del Gran Sasso e Monti della Laga
- Campo Imperatore
- Parco del Sole, presso Collemaggio
- Parco del Castello
- Villa comunale
- Pineta di Monte Luco (Roio Poggio)
- Parco Erminio Iacobucci (Pile)
- Parco giochi Unicef (via Strinella)
- Parco delle Acque (Borgo Rivera)
- Parco Robert Baden-Powell (Pettino)
- Grotte di Stiffe
- Lago Sinizzo

## Strade e piazze
L'elenco riguarda solamente il centro cittadino.

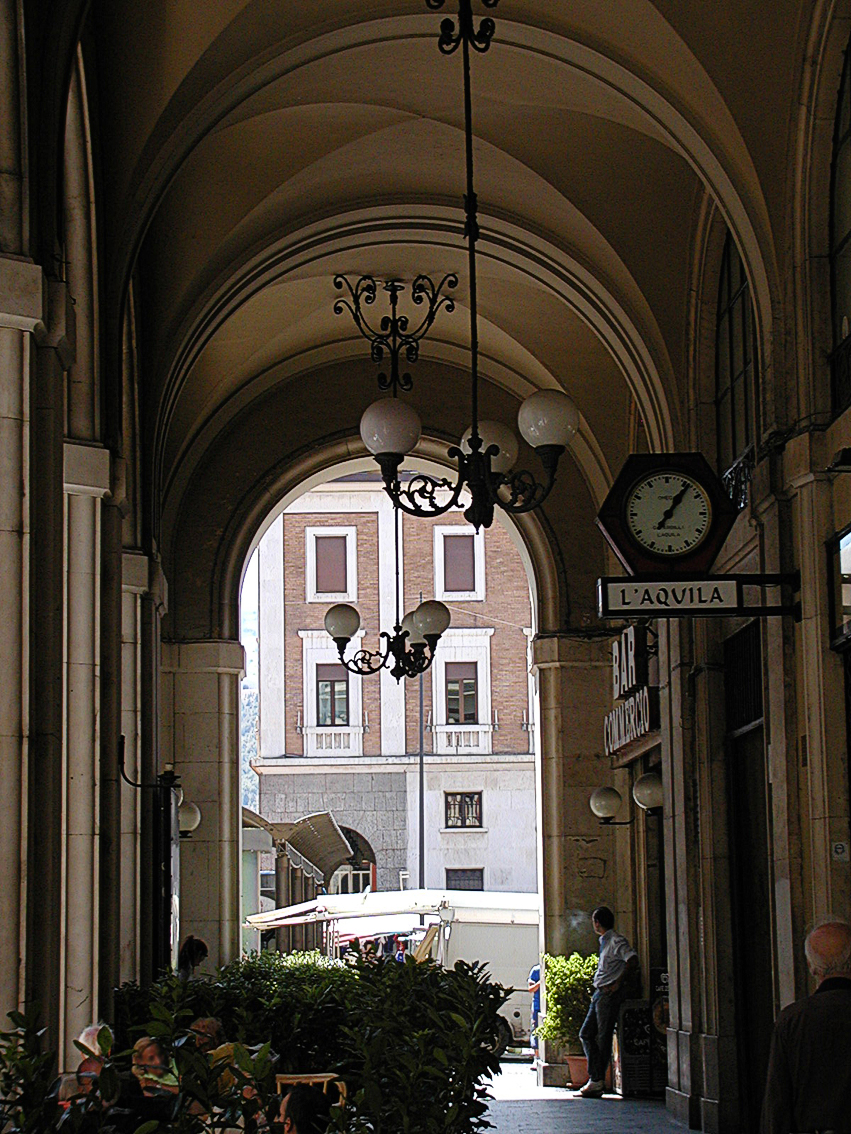
Portici del corso Vittorio Emanuele

- corso Vittorio Emanuele: cardo massimo del centro storico, insieme al Corso Federico II, che si sviluppa a sud, dopo Piazza Duomo. Questo stradone fu progettato con l'edificazione della città nel Medioevo, e mantenne sempre la sua funzione, fino all'aspetto di "struscio" monumentale che ebbe dopo i lavori post 1703. Vi si affacciava il convento dei Francescani, soppresso e semi-demolito nel 1878 per la costruzione del Palazzo del Convitto e della Camera di Commercio, con i caratteristici portici di deambulazione. Il corso ha l'aspetto attuale dopo gli ultimi lavori dell'era fascista, quando delle costruzioni furono demolite per l'edificazione dell'ex INAIL e della Banca dell'Adriatico. I palazzi più interessanti sono Palazzo Paone Tatozzi, Palazzo Lucentini Bonanni che si affaccia su piazza Regina Margherita, con la fontana del Nettuno, il Palazzo del Convitto e Palazzo Federici, il Palazzo Cappa Cappelli e il Palazzo Fibbioni, posto all'incrocio dei "Quattro Cantoni". All'ingresso dal parco del Castello con la Fontana luminosa, il corso è stato ammodernato negli anni 1930 con le costruzioni gemelle della Casa del Combattente e del Palazzo Leone.
- Corso Umberto I: è uno dei decumani principali del centro, che con via San Bernardino all'incrocio con il corso Vittorio forma i "Quattro cantoni". Esso confluisce in via Andrea Bafile prezzo la Piazza Palazzo, e poi con via Roma, fino alle mura del quarto San Pietro. I palazzi principali sono quello del Convitto Nazionale, il Palazzo Margherita che si affaccia sul piazzale, Palazzo Quinzi e il Palazzo Pica Alfieri.
- Corso Federico II: cardo massimo della zona sud a Piazza Duomo, terminante nella villa comunale, oggi è stato molto modificato dalle costruzioni monumentali del fascismo, come la Banca d'Italia, la nuova Provincia, l'Istituto INPS e il Grande Albergo del Parco, in stile razionalista.
- Via Roma: insieme a via Bafile è un prolungamento verso ovest del corso Umberto, ed è costellata di vari palazzi storici, come Palazzo Alfieri, Palazzo Spaventa, Palazzo Vastarini Cresi, Palazzo Ciavoli Cortelli, il Palazzetto dei Nobili, Palazzo Camponeschi e Palazzo Carli. Gli edifici di culto sono la chiesa di Santa Margherita, la chiesa dell'Annunziata, presso Piazza San pietro la chiesa di San Pietro a Coppito, e alla fine del viale la chiesa di San Paolo di Barete.
- Via Paganica: è il cardo massimo del quarto Santa Maria, nel locale di Paganica, che sfocia nella piazza con la capoquartiere chiesa di Santa Maria Paganica. Gli edifici che si affacciano su questa via sono il Palazzo Baroncelli Cappa di Tussio e il Palazzo Lely Gualtieri, che però ha la facciata su Piazza Chiarino.

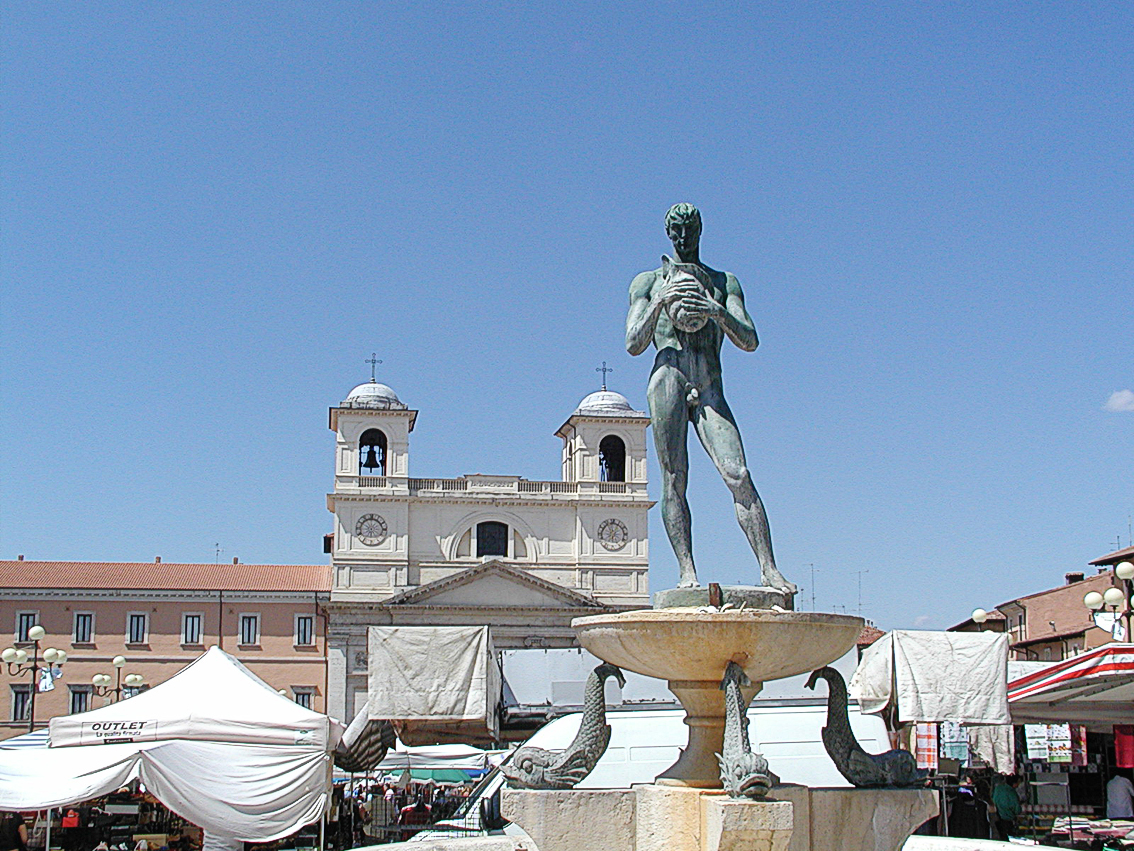
Piazza Duomo nel 2007, con in primo piano uno degli efebi della Fontana Vecchia

- Via San Bernardino: è il viale principale della zona ad estremo est del quarto Santa Maria, dove si affaccia la Basilica di San Bernardino, e termina con Porta Leoni. I palazzi principali sono quello dell'INAIL con i portici in stile razionalista, e il Palazzo degli Uffici Amministrativi, edificato in era fascista, mentre atri palazzi storici sono la scuola elementare De Amicis e il convento di San Bernardino. Dal sagrato della basilica scende la monumentale scalinata con nicchie laterali che conduce a via Fortebraccio.
- Quattro Cantoni: incrocio degli assi parti nord e sud del corso Vittorio, e di via San Bernardino con il corso Umberto
- Piazza Duomo: è la piazza principale della città, progettata in uno stile rettangolare nell'epoca della fondazione della città, dove posizionare la Cattedrale con l'episcopio. Nel corso dei secoli essa è stata modificata con la costruzione della chiesa delle Anime Sante, altri palazzi signorili, e negli anni 1930 con la costruzione della Banca d'Italia, allo sbocco del corso Federico. Oltre alla Cattedrale dei Santi Massimo e Giorgio con palazzo vescovile, alle due fontane del gruppo "Fontana vecchia", di interesse ci sono il Palazzo delle Poste, progettato in stile liberty e il neoclassico Palazzo Betti.

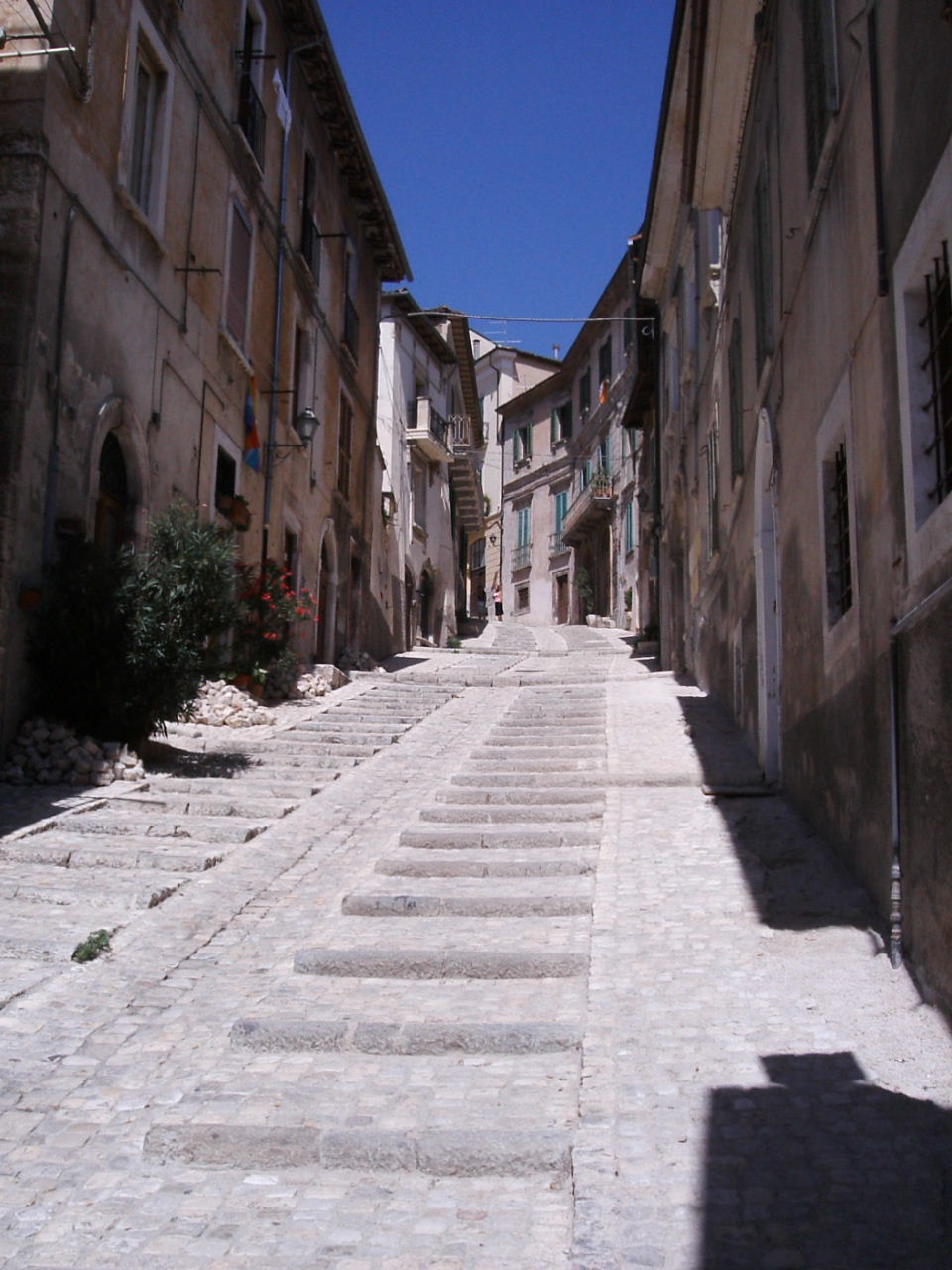
Costa Masciarelli

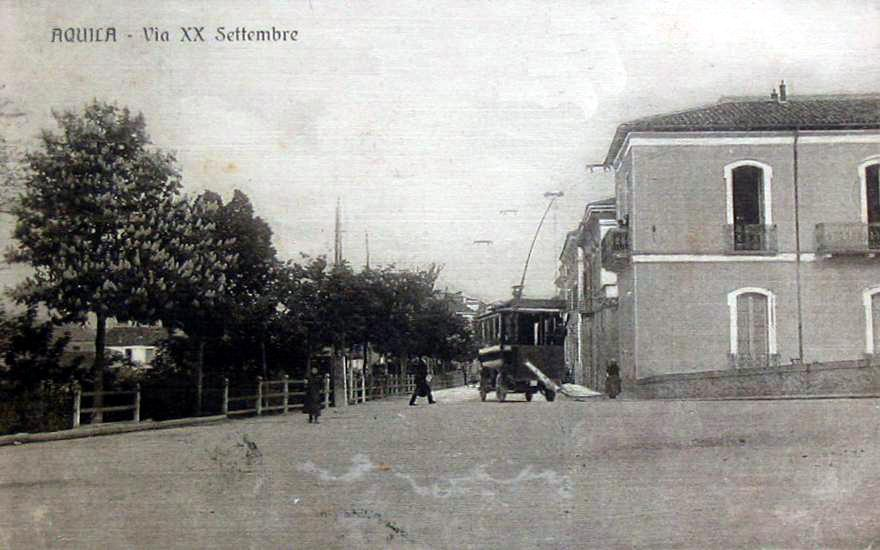
Foto storica di via XX Settembre

- Piazza Palazzo: fulcro politico della storia aquilana, dove si trova il Palazzo del Capitano Regio, ristrutturato poi da Margherita d'Austria nel XVI secolo. Si trova lungo il corso Umberto, delimitando questo decumano con via Bafile, e vi si affacciano oltre al Palazzo Margherita il Palazzo Quinzi, il Palazzo del Convitto con l'ingresso alla biblioteca provinciale, e lo storico Albergo del Sole. Al centro della piazza troneggia la statua dello storico Sallustio, nato ad Amiternum.

- Piazza Nove Martiri: piccolo piazzale già intitolato a XVIII Ottobre, reintitolata ai Nove martiri aquilani uccisi nelle persecuzioni nazifasciate del 1943. Vi si affaccia la seconda sede dell'Albergo del Sole, e al centro vi si trova il Monumento alla fanciulla di Nicola D'Antino.
- Costa Masciarelli: è una delle tre principali "coste" del centro storico, e parte da Piazza Duomo per scendere a curva fino a Porta Bazzano, congiungendosi con via Fortebraccio. Varie sono le strutture cinque-settecentesche.
- Via Fortebraccio: è la costa più famosa, che parte da Porta Bazzano e sale fino alla scalinata di San Bernardino; tra i monumenti, oltre alla porta delle mura, il convento della Madonna degli Angeli con villa Alfieri, casa Lepidi e altre strutture rinascimentali.
- Via Sallustio: è una via moderna aperta tra il 1940 e il 1941 per risanare la zona del "vicolaccio" che dal corso Vittorio portava a Piazza Fontesecco, a ridosso delle mura. La via è stata aperta anche per creare maggiore collegamento con la zona del viale XX Settembre, benché siano state sventrate delle case, e parte del convento della Beata Antonia, mentre presso la chiesa di Santa Caterina d'Alessandria è stato annesso un moderno edificio per ospitare l'ordine monastico. Poche sono le strutture di interesse, e molte le costruzioni moderne, che poco si relazionano con il contesto settecentesco.
- Via Sassa: è uno dei decumani principali del quarto San Pietro, che attraversa il sagrato delle due chiese di San Biagio d'Amiterno (oggi San Giuseppe) e Santa Caterina, arrivando mediante la chiesa della Beata Antonia fino a Piazza Fontesecco.
- Viale Collemaggio: è il viale alberato che dalla villa comunale porta alla Basilica di Santa Maria di Collemaggio. Vi si trovano tante strutture liberty, quando il Campo di Fossa, ancora incontaminato, agli inizi del Novecento fu colonizzato. Tra le varie strutture si trova il Palazzo ex Casa del Balilla, oggi Rettorato del Gran Sasso Science Institute.
- Via XX Settembre: moderna via aperta nel tardo Ottocento per collegare l'area di Porta Roiana con il campo di Fontesecco. Poche sono le strutture di interesse, poiché negli anni 1950 la via è stata interessata da un d forte sviluppo edile moderno, tra le quali fino al 2017 v'era la Casa dello Studente. Nel progetto di recupero del viale nel 2018 sono partiti i lavori del nuovo Palazzo della Prefettura.
- Piazza Santa Giusta: vi si affacciano la chiesa di Santa Giusta e il Palazzo Centi.
- Piazza San Marciano: vi si affacciano la chiesa di San Marciano e il Palazzo Zuzi.
- Piazza San Silvestro: vi si affacciano la chiesa di San Silvestro, il Palazzo Branconio e il Palazzo Farinosi Branconi.
- Piazza Santa Maria Paganica: vi si affacciano la chiesa capoquartiere, il Palazzo Ardinghelli e il Palazzo Cappa Camponeschi
- Piazza San Pietro: vi si affacciano la chiesa di San Pietro a Coppito, il Palazzo Vastarini Cresi e il Palazzo Ciavoli Cortelli.